# Maine (province)
Vous lisez un « article de qualité » labellisé en 2021.
Ne doit pas être confondu avec Province du Maine.
Pour les articles homonymes, voir Maine.
Le Maine est une région historique et culturelle française, correspondant à une ancienne province et dont la capitale est Le Mans. Le Maine est aussi un comté puis un duché. Situé dans le Nord-Ouest de la France, entre Paris et la Bretagne, le Maine est à cheval sur le Massif armoricain et sur le Bassin parisien.
Né de la réunion du territoire de deux tribus gallo-romaines, les Diablintes et les Cénomans, le Maine existe d'abord grâce à la création du diocèse du Mans au tout début du Moyen Âge. Il existe ensuite en tant que comté autonome, mais il est absorbé dans l'empire Plantagenêt, né dans le comté voisin d'Anjou. Il est rattaché au domaine royal français par Philippe Auguste. Également limitrophe de la Bretagne et de la Normandie, le Maine sert longtemps de région-tampon entre des entités souvent rivales. Bien que son identité soit en partie influencée par ces voisins imposants, le Maine se rattache plutôt par sa culture au Val de Loire. Il est par ailleurs traversé par trois affluents importants du fleuve royal : la Mayenne, la Sarthe et le Loir.
Disparu officiellement lors de la création des départements en 1790, le Maine est partagé entre la Sarthe et la Mayenne, qui reçoivent aussi des territoires de l'Anjou ainsi que, dans le cas de la Sarthe, du Perche. Le terme « Maine » est encore employé par plusieurs institutions et entreprises en Sarthe et en Mayenne, à l'image du quotidien Le Maine libre, de France Bleu Maine, du parc naturel régional Normandie-Maine, ainsi que de certaines communes et intercommunalités.
Le Maine forme une partie de la région des Pays de la Loire, dont il demeure la partie la plus rurale, la plus faiblement peuplée et aussi la plus discrète. En dehors de la capitale historique, Le Mans, les principales villes du Maine sont Laval, Mayenne, Sablé-sur-Sarthe, La Ferté-Bernard, Château-du-Loir et Mamers.

## Toponymie
Le Maine tient son nom des Aulerques Cénomans, peuple gaulois dont le territoire correspondait approximativement au Haut-Maine,. Le territoire est nommé in Cinomanico au VIe siècle, puis in pago Cilimanico en 690, in pago Celmanico en 765, in pago Cinomannico en 938. Ces mentions sont en latin et in pago signifie « dans le pays (des Cénomans) ». Le français Maine est attesté au XIIe siècle. Le terme a évolué de Cenomana regio en latin (« région des Cénomans ») à Cen(o)maine puis Cemaine. Ce- a disparu au XIIe siècle au profit de l'article le car il a été interprété comme l'adjectif démonstratif ce.
La cité des Cénomans, Vindunum, doit elle aussi son nom actuel, Le Mans, aux Cénomans. Le remplacement du -ce par l'article « le » a eu lieu pour les mêmes raisons que pour « Maine ». Beaucoup d'autres peuples gaulois ont donné leur nom à la fois à une ville et à une province, par exemple les Andécaves avec l'Anjou et Angers, les Bituriges avec le Berry et Bourges, les Lémovices avec le Limousin et Limoges, les Turones avec la Touraine et Tours, etc. Le nom du département de Maine-et-Loire n'a aucun lien avec le Maine, car il fait référence à la rivière Maine qui traverse Angers,. Néanmoins, l'existence de la province a pu influencer l'usage du terme « Maine-et-Loire » : alors que la rivière et le fleuve sont féminins, l'usage a rendu « le » Maine-et-Loire, et non « la » Maine-et-Loire. L'État américain du Maine a peut-être été nommé d'après la province française du Maine, mais cette hypothèse n'est pas confirmée.
Le gentilé du Maine est Mainiot, avec sa forme féminine Mainiote. Ces gentilés sont toutefois en concurrence avec Manceau et Mancelle, qui sont ceux de la ville du Mans, utilisés par exemple dans l'expression « Alpes mancelles ».
Les noms de lieu dans le Maine sont d'origine gauloise, latine ou germanique, comme dans la majorité de la moitié nord de la France. Le latin basilica (église, basilique) se retrouve fréquemment dans le Maine : il a donné La Bazoge, La Bazoge-Montpinçon, La Baroche-Gondouin, La Bazouge-de-Chemeré, La Bazouge-des-Alleux ou Bazougers. Les toponymes gallo-romains en -iacus ont donné des toponymes en -é dans le Maine mais en -y en Normandie et dans le Perche ; ainsi, Savigné-l'Évêque de Sabiniacus peut être comparé à Sévigny dans l'Orne, ou les Nuillé du Maine aux Neuilly du Nord de la France. L'élément cour(t), dérivé du latin cortem (cour, ferme), qui apparait fréquemment en fin de toponyme dans le Nord et l'Est de la France, est placé en tête dans le Maine : Courcebœufs, Courcemont, Courcival, Courcité. Les toponymes en -ière et -erie, plus rarement en -ais, remontent aux défrichements médiévaux et portent le nom du premier propriétaire : des noms comme Auberdière, Bodinière, Bigottière, Cocherie ou Giraudais se comptent par milliers dans tout l'Ouest de la France. Le germanique werki (fortification) a donné des toponymes fréquents comme La Guierche ou La Guerche.

## Géographie

### Localisation

Carte du Maine et des entités administratives contemporaines.

Le Maine se présente comme un quadrilatère allongé dans un axe est-ouest, bordé au nord par la Normandie, à l'ouest par la Bretagne, au sud par l'Anjou et la Touraine, et à l'est par le Perche et la province de l'Orléanais.
Le Maine occupe un espace défini par quelques frontières naturelles : au sud, il est bordé par la vallée du Loir, et à l'est par celle de son affluent la Braye. À l'ouest, il ne s'étend presque pas au-delà du bassin versant de la Mayenne. Au nord, il est séparé de la Normandie par une ligne de crêtes ponctuée de sources, qui sépare les grands bassins versants de la Loire et de la Seine.
En dehors de ces limites naturelles, le Maine ne possède pas de véritable homogénéité, et il forme plutôt une zone de transition entre Paris et le Grand Ouest français, et entre la Normandie et l'Aquitaine. Ainsi, les paysages du bassin de Laval se rattachent plutôt à ceux du bassin voisin de Rennes, tandis que le Nord du Maine rappelle l'intérieur de la Normandie.
Disparu en tant qu'entité officielle lors de la Révolution française, le Maine a été divisé entre deux départements : la Sarthe et la Mayenne. La Sarthe comprend aussi une frange de l'Anjou (autour de La Flèche et du Lude), ainsi que du Perche (quelques communes autour de Montmirail), tandis que le quart sud de la Mayenne a été prélevé sur l'Anjou (Craon et Château-Gontier). Quelques paroisses mainiotes ont été aussi laissées au Loir-et-Cher et à l'Indre-et-Loire (Mondoubleau et ses environs, vallée du Loir autour de Couture).
Le Maine se trouve presque intégralement dans la région contemporaine des Pays de la Loire, également constituée de la majeure partie de l'Anjou et de parties de la Bretagne et du Poitou.

### Haut-Maine et Bas-Maine
|                                                                                           |  |  |
| Ambrières-les-Vallées dans le Bas-Maine à gauche, et Challes dans le Haut-Maine à droite. |  |  |

Le Maine, à cheval sur deux grandes unités géologiques distinctes, le bassin parisien et le massif armoricain, offre un contraste important entre le Bas-Maine à l'Ouest, qui présente un paysage de bocage dense et qui est situé sur le massif armoricain, et le Haut-Maine à l'Est, davantage forestier et au bocage plus ouvert. Contrairement à ce que son nom pourrait induire, le Bas-Maine est la partie qui comprend les altitudes les plus élevées ; la distinction entre « haut » et « bas » s'est faite en réalité sur des critères politiques et économiques : le Haut-Maine est la partie où se trouve Le Mans, et aussi celle qui est la plus proche de Paris, tandis que le Bas-Maine est historiquement de moindre importance économique. De nombreuses autres provinces françaises sont découpées en deux entités selon des considérations similaires : le Poitou en Haut-Poitou et Bas-Poitou, la Bretagne en Haute-Bretagne et Basse-Bretagne, ou la Normandie en Haute-Normandie et Basse-Normandie.
Depuis la création des départements en 1790, le Haut-Maine et le Bas-Maine sont couramment assimilés aux deux départements de la Sarthe (qui a été constitué à partir du Haut-Maine historique) et à celui de la Mayenne (qui englobe la majeure partie du Bas-Maine historique). Néanmoins, le Bas-Maine s'étend aussi sur la frange occidentale de la Sarthe, située sur le massif armoricain (environs de Sillé-le-Guillaume, Brûlon et Sablé). Les deux « demi-provinces » présentent des différences dans de nombreux domaines, qui dépassent la simple topographie : ainsi le Haut-Maine est historiquement moins religieux tandis que le Bas-Maine (Mayenne et Sarthe occidentale) est très pratiquant et plus ancré à droite. Plus au sud, l'opposition entre Bas et Haut-Maine est reflétée par la différence entre « l'Anjou noir » segréen situé sur le massif armoricain, et « l'Anjou blanc », ou Baugeois, situé sur le bassin parisien.

### Géologie
- Alluvions
- Sables, faluns, calcaires, marnes
- Sables, calcaires, argiles
- Calcaires, marnes
- Micaschiste, gneiss, amphibolites…
- Schistes et grès

Carte géologique du Maine :
Quaternaire :
Alluvions
Tertiaire :
Sables, faluns, calcaires, marnes
Crétacé :
Sables, calcaires, argiles
Jurassique :
Calcaires, marnes
Paléozoïque :
Micaschiste, gneiss, amphibolites…
Schistes et grès
Protérozoïque :
Schistes et grès
Granites

Bien que situé dans une zone de transition, au relief modéré, sans caractéristique géographique forte, le Maine comprend une certaine variété de paysages, et des milieux bien particuliers. Tandis que le Bas-Maine, situé sur la massif armoricain, a un sous-sol constitué de roches anciennes, le Haut-Maine, dans le bassin parisien, est formé de terrains sédimentaires plus récents. La limite entre ces deux régions suit une ligne droite qui va d'Alençon à Sablé-sur-Sarthe ; la forêt de Perseigne, au Nord de la Sarthe, forme cependant un horst, un îlot du massif armoricain dans les terrains sédimentaires. Le Nord du Maine est dans l'ensemble beaucoup plus accidenté et élevé que le Sud ; le Nord du secteur armoricain comprend d'ailleurs le point culminant du massif : le mont des Avaloirs, culminant à 416 m. Le Nord de la partie sédimentaire est marqué par la crête de Perseigne ainsi que par les terrains vallonnés rattachés à la région naturelle du Perche. Le Sud du Maine présente au contraire des paysages plus planes et déprimés. Le Maine présente ainsi une double opposition, est-ouest pour le sous-sol géologique, nord-sud pour le relief.
La partie armoricaine du Maine est constituée de roches qui figurent pour certaines parmi les plus anciennes de l'écorce terrestre. Ces dernières, des granites et des schistes briovériens, ont de 900 à 650 millions d'années. Les terrains ont été plissés puis nivelés avant de recevoir des alluvions marines (sables, galets, vases) entre 600 et 320 millions d'années, tandis que la région était soumise à une activité volcanique. La formation de la chaîne hercynienne produit un nouveau plissement, qui se voit toujours à travers le synclinal de Laval, les Alpes mancelles et les Coëvrons. La chaîne a ensuite été érodée mais les fonds de synclinaux contiennent encore des restes de sédiments, comme des poudingues pourpres et des grès, comme ceux de Sainte-Suzanne et de Blandouet. Le synclinal de Laval contient les sédiments les plus récents : schistes ardoisiers, grès, poudingues et calcaires, comme ceux dans lesquels les grottes de Saulges ont été creusées. Les terrains armoricains ont peu évolué ensuite ; alors que les terrains granitiques et schisteux se sont érodés, les roches plus dures comme les grès ont persisté pour former des crêtes vigoureuses. Des mouvements verticaux ont entraîné l'enfoncement des rivières dans des cluses au travers des barres gréseuses, formant des gorges. Le sous-sol du Bas-Maine renferme de nombreux matériaux exploitables, comme l'ardoise, le marbre de Saint-Berthevin ou de Louverné, le pavé en quartzite des Coëvrons et l'or du Genest-Saint-Isle.
La partie du Maine qui s'étend sur le bassin parisien a été formée par des dépôts sédimentaires apportés par la mer. Les couches jurassiques, les plus anciennes, sont cantonnées à l'Ouest et comprennent des calcaires durs et des marnes. Au Cénomanien, la mer s'est avancée beaucoup plus loin et a laissé des dépôts argileux au départ, puis sableux, recouverts par des marnes et des craies du Turonien. À l'ère tertiaire, les terrains ont affleuré et ont entamé leur érosion ; la décomposition des calcaires et marnes a laissé des argiles à silex et des grès, notamment les grès « roussards » qui sont des latérites.

### Hydrographie

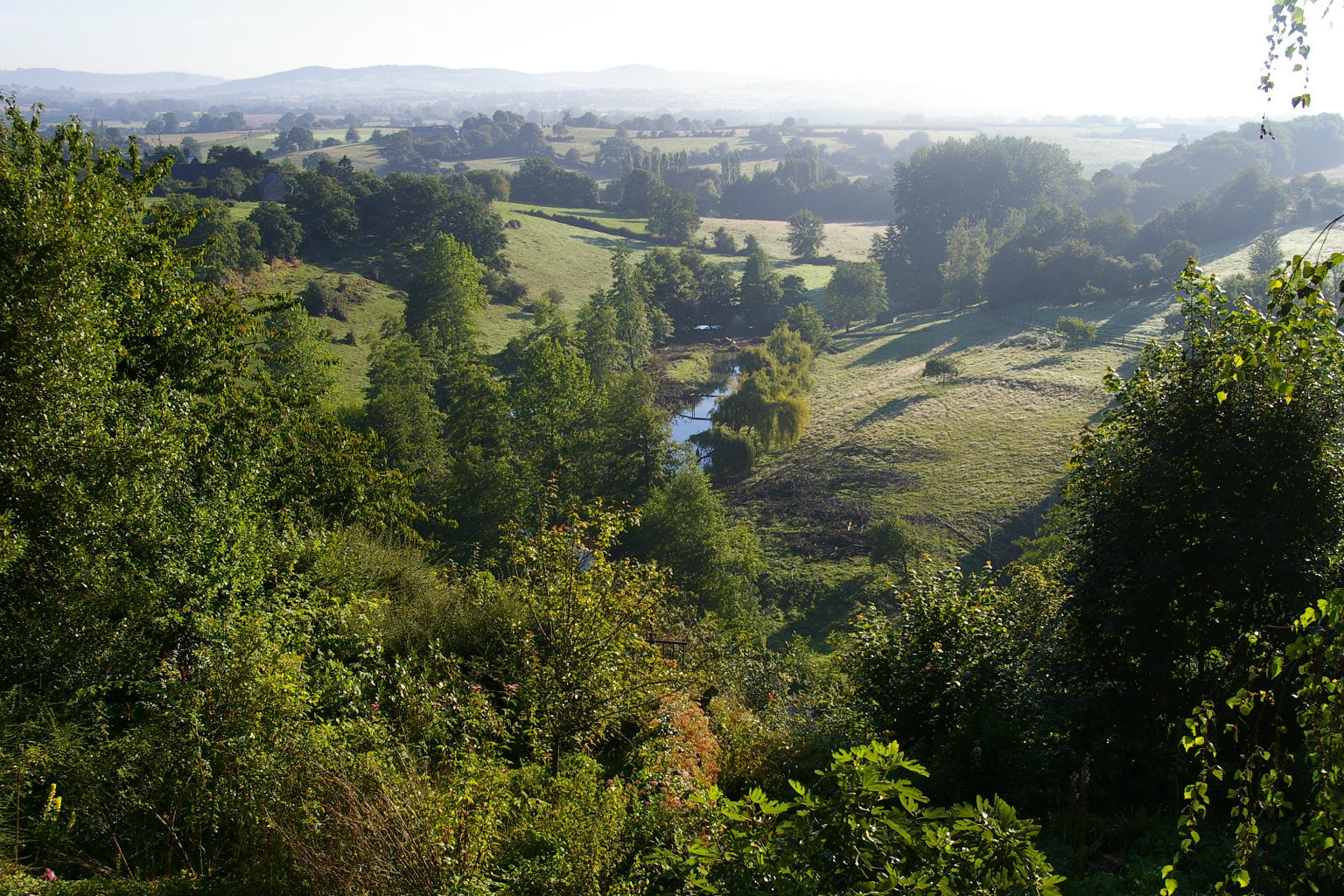
L'Erve, affluent de la Sarthe, au fond de sa vallée.

Le Maine se situe presque entièrement dans le bassin de la Loire, et son système hydrographique est presque entièrement organisé sur un axe nord-sud, en direction du fleuve. La vallée du Loir, au sud-est, fait cependant exception, avec un axe est-ouest. Le département de la Mayenne correspond en grande partie au bassin de la rivière Mayenne, large et à la déclivité progressive du nord jusqu'au sud. En revanche, dans le département de la Sarthe, la géologie plus tourmentée a davantage entravé le parcours des rivières, et les vallées fluviales alternent entre passages étroits et sinueux et plaines dégagées. Ainsi, la rivière Sarthe se fraie un chemin avec difficulté au sud-ouest lorsqu'elle traverse une frange de terrains primaires. La Mayenne (185 km de long), la Sarthe (285 km) et le Loir (311 km) convergent ensuite en aval d'Angers pour former la Maine, longue de 11 km et affluent direct de la Loire.

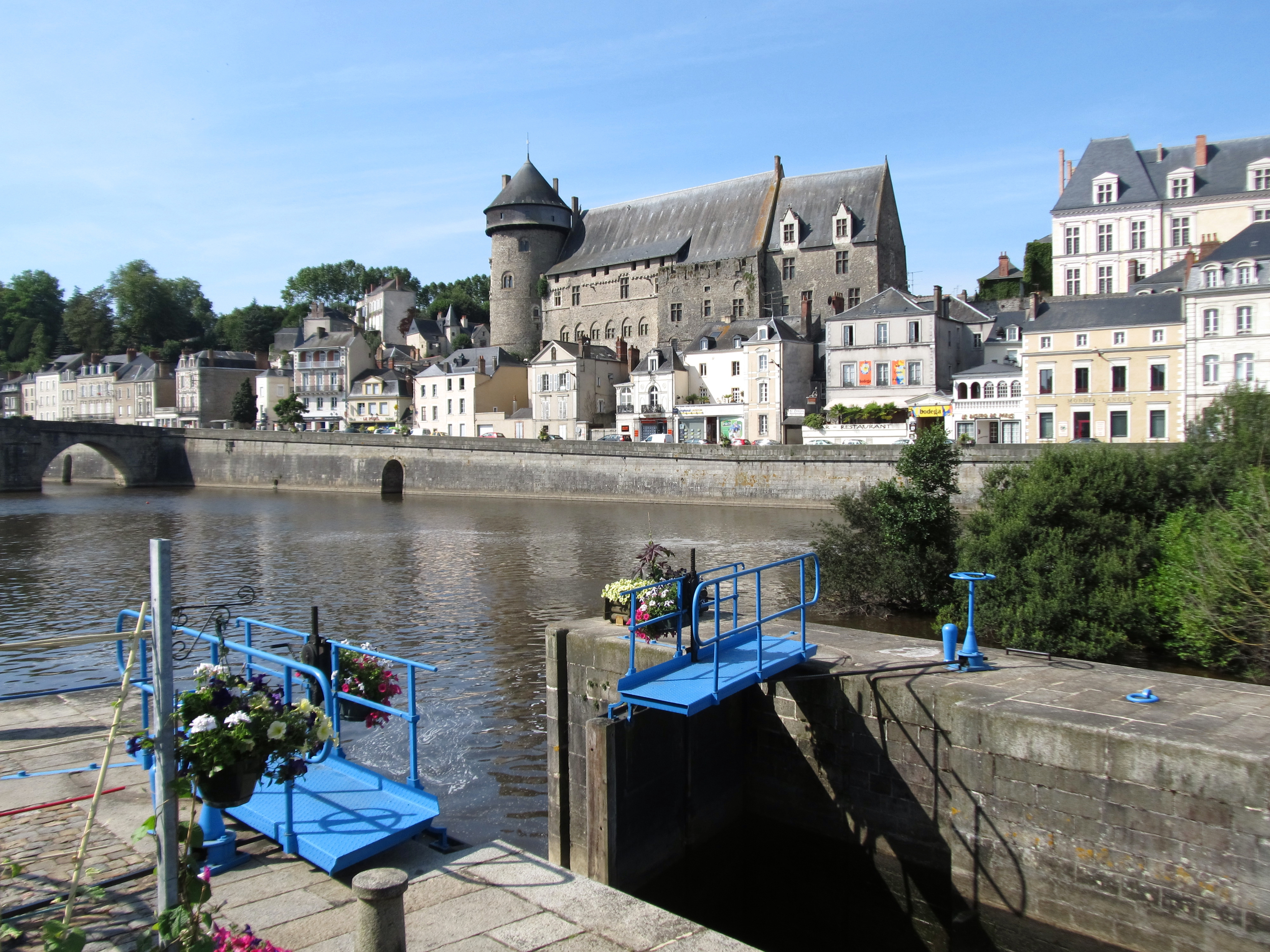
L'écluse de Laval sur la Mayenne.

La Mayenne prend sa source près du mont des Avaloirs, sur son versant normand, puis coule vers l'ouest en marquant pour une certaine distance la limite entre le Maine et la Normandie, avant de fléchir vers le sud. Elle reçoit dans sa partie amont les eaux de l'Aisne en rive gauche et de la Colmont en rive droite. Plus en aval, ses nombreux affluents drainent une large part du département de la Mayenne, et coulent majoritairement dans un même axe sud. Il s'agit d'amont en aval de l'Aron, de l'Ernée, la Jouanne, le Vicoin puis l'Ouette. Ensuite, la Mayenne entre en Anjou. Elle arrose les deux principales agglomérations du Bas-Maine, Laval et Mayenne. Une frange occidentale du département de la Mayenne appartient au bassin de la Vilaine, et le coin nord-est fait partie de ceux du Couesnon et de la Sélune, fleuves côtiers de la baie du Mont-Saint-Michel.

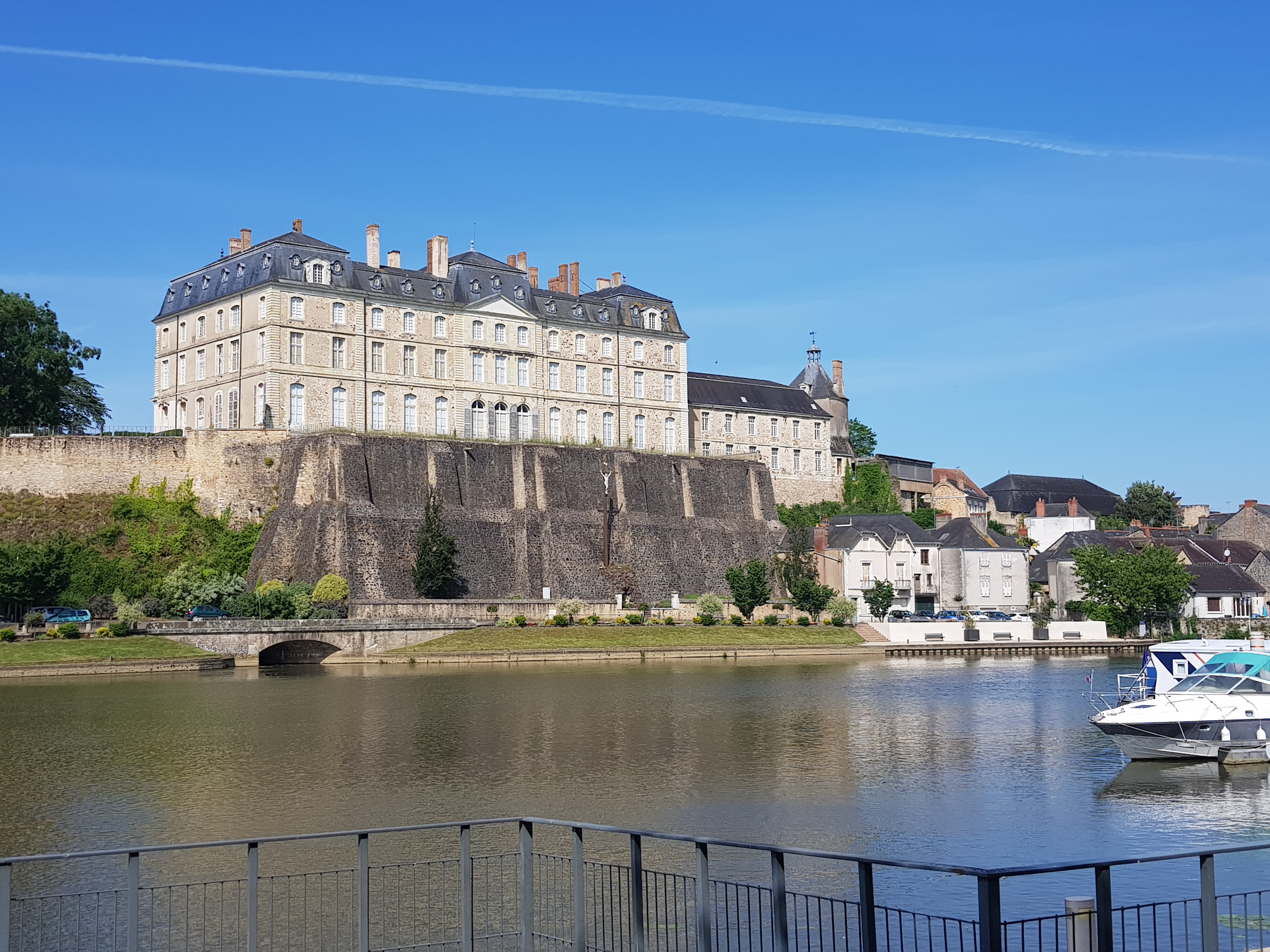
La Sarthe au pied du château de Sablé.

La Sarthe prend sa source dans l'Orne. Elle matérialise autour de la forêt de Perseigne la limite entre Normandie et Maine, puis entre dans le Maine après avoir traversé Alençon. Au gré de son cours relativement tortueux, en marge du massif armoricain, elle reçoit les eaux de nombreux affluents. En rive droite, il s'agit surtout de rivières qui ont leur source en Mayenne et qui drainent les Alpes mancelles : l'Ornette, le Merdereau, le Vaudelle, l'Orthe. En rive gauche, elle reçoit des affluents provenant de Perseigne comme la Bienne, puis l'Orne saosnoise, qui draine le plateau du Saosnois. Elle conflue ensuite en aval du Mans avec un affluent majeur, l'Huisne, qui prend sa source dans l'Orne et traverse le Perche. Enfin en aval, en rive droite, la Sarthe a pour affluents le Vègre, puis l'Erve et la Vaige à Sablé-sur-Sarthe.
Le Loir, et son affluent la Braye, bordent le Maine plus qu'ils ne le traversent, mais drainent tout de même le quart sud-est du département de la Sarthe. L'Anille et le Tusson, affluents de la Braye, drainent le plateau calaisien, tandis que l'Aune prend sa source dans les forêts autour d'Écommoy.

### Paysages

#### Haut-Maine

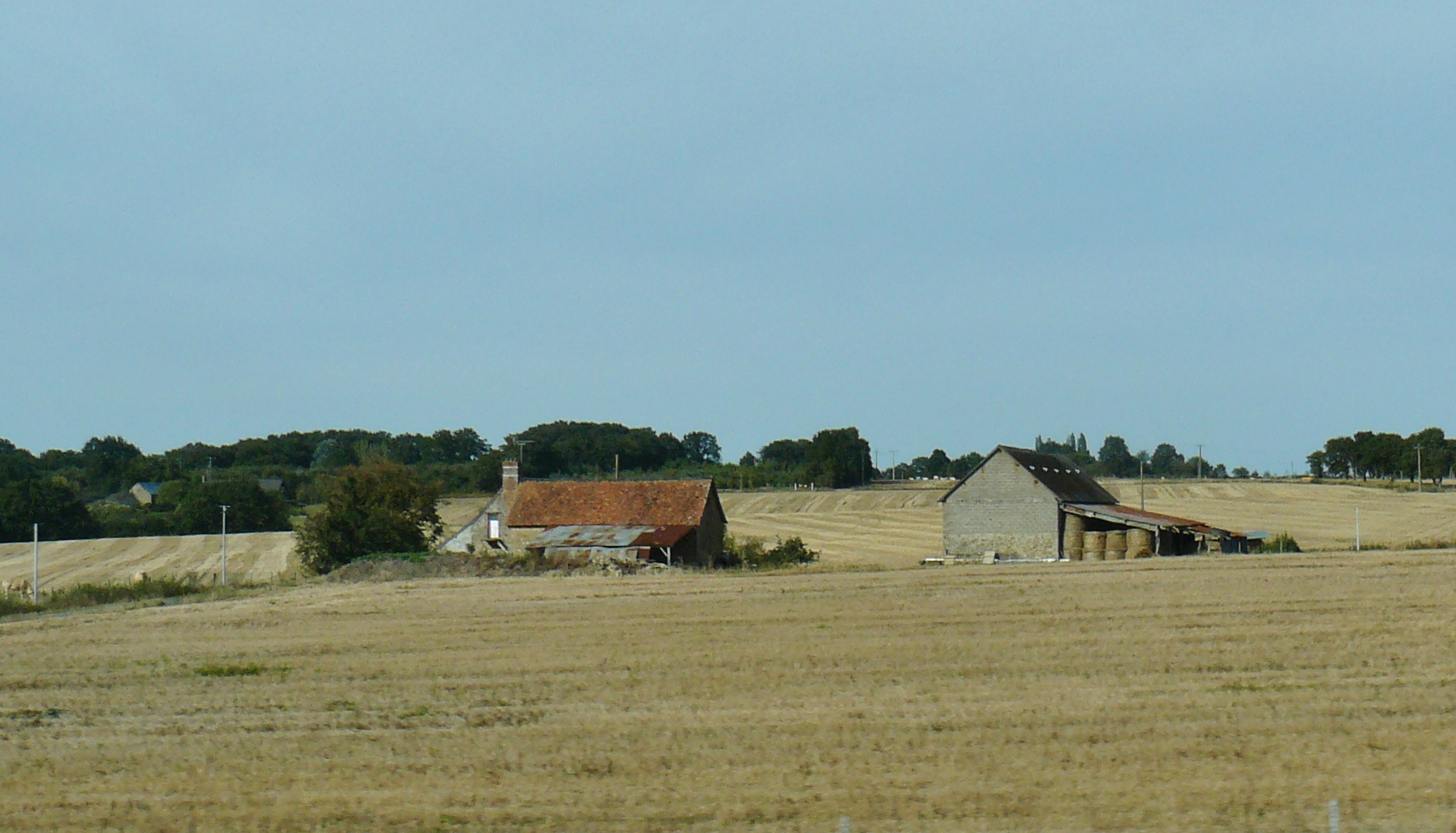
Paysage de la Champagne mancelle.

Bien que situé sur les terrains sédimentaires du bassin parisien, aux altitudes peu marquées par rapport au massif armoricain, le Haut-Maine est la partie de la province qui présente la plus grande variété de paysages. Ses reliefs sont plus finement ciselés que ceux du Bas-Maine, et l'alternance de l'openfield, des forêts et du bocage font que ses paysages sont plus variés. Le Haut-Maine est dans son ensemble une terre d'openfield, qui se rapproche de la Beauce par ses grands plateaux ouverts et propices aux cultures céréalières. Cependant, la plupart des régions ouvertes ont un passé bocager dont témoigne l'habitat dispersé, peu commun dans l'openfield. Les paysages à perte de vue forment un contraste fort avec les hauteurs des Coëvrons et de Charnie, notamment en Champagne mancelle, qui se déploie à proximité, entre la Vègre et la Sarthe. Le terme de « champagne » désigne d'ailleurs une région calcaire plate et ouverte,. La Champagne est prolongée par le Saosnois au nord, dont la plaine contraste avec les hauteurs de la forêt de Perseigne ou des Alpes mancelles. Dans le sud-est, Saint-Calais donne son nom au plateau calaisien, grande plaine cisaillée par quelques vallées profondes.
Si le Haut-Maine présente de nombreuses plaines calcaires, elles forment en fait des plateaux, qui descendent abruptement à leurs extrémités vers les vallées fluviales. Les dénivelés peuvent ainsi atteindre 80 m. Ces vallées sont parfois très larges, comme celles du Loir et de l'Huisne. La vallée du Loir possède une atmosphère particulière, due aux coteaux de tuffeau qui l'encadrent et qui la rattachent totalement au Val de Loire. De son côté, l'extrémité nord-est de la Sarthe est volontiers rattachée à la région naturelle du Perche, dont elle partage la topographie vallonnée.

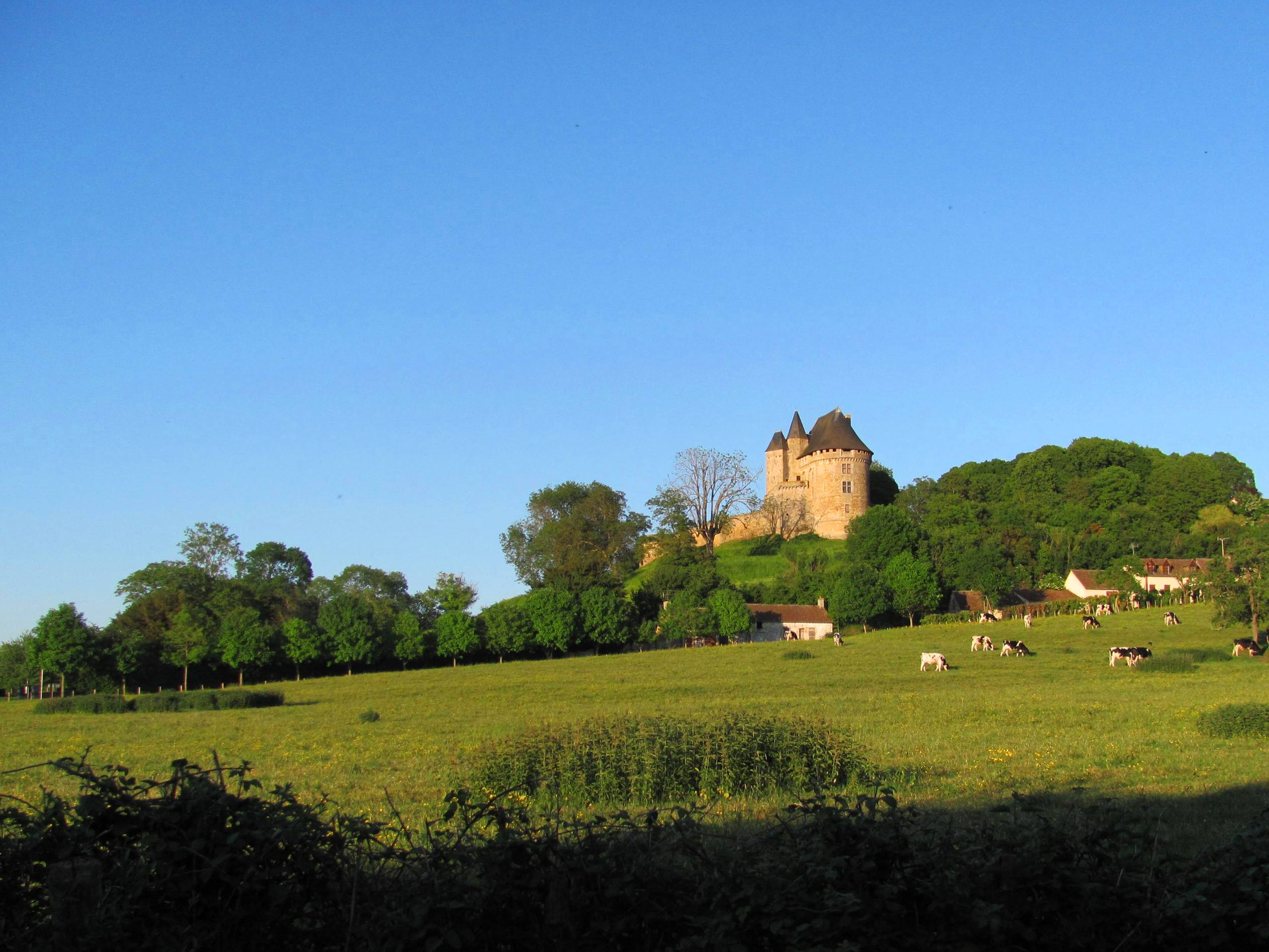
Le château de Ballon dans le Maine roux.

Le centre de la Sarthe est traditionnellement partagé entre Maine roux et Maine blanc, qui doivent chacun leur nom aux pierres dominant le bâti ancien. Ainsi, le Maine roux tient son nom des sables jaunes et du grès roussard de son sous-sol, qui, utilisés en maçonnerie, donnent une teinte chaude aux constructions. Situé autour du cours de la Sarthe et de l'Orne saosnoise, il présente des plateaux alternant avec des buttes boisées encadrant les vallées fluviales encaissées,.
Le Maine blanc occupe l'espace entre Sarthe et Loir, au sud-est du Mans. Il tient son nom du calcaire de son sous-sol, et il présente une topographie plane, alternant entre grandes forêts et vastes clairières comme la plaine céréalière du Belinois autour d'Écommoy. Les forêts du Maine blanc représentent près de 40 % des forêts sarthoises et elles sont largement dominées par le pin maritime, espèce bien adaptée au caractère sableux du sol. Ces forêts, qui s'étendent jusqu'aux abords du Mans, offrent un paysage particulièrement original, qui rappelle plus les Landes ou la Sologne que les provinces voisines.

Paysages du Haut-Maine.
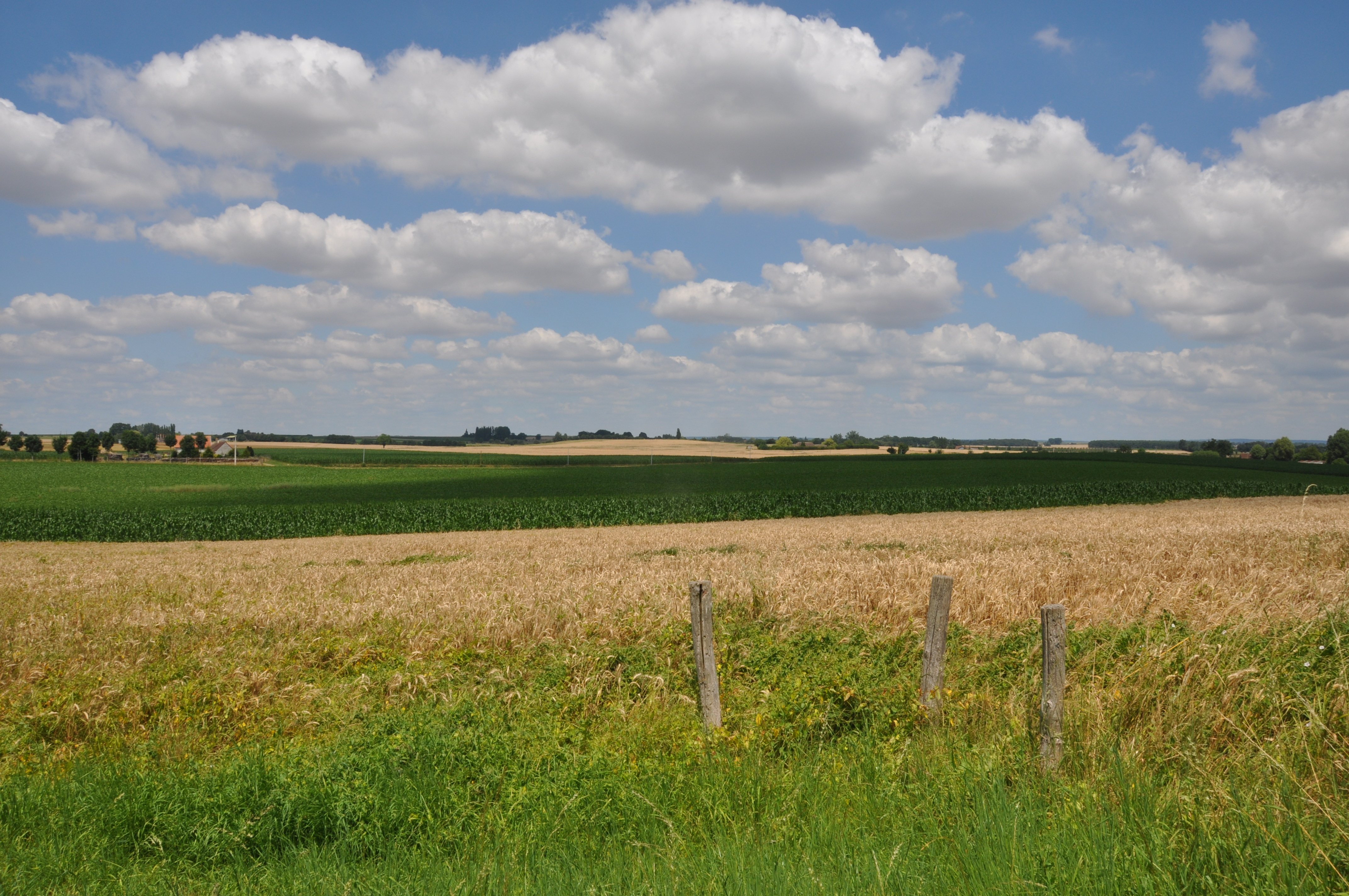
Plateau du Saosnois.
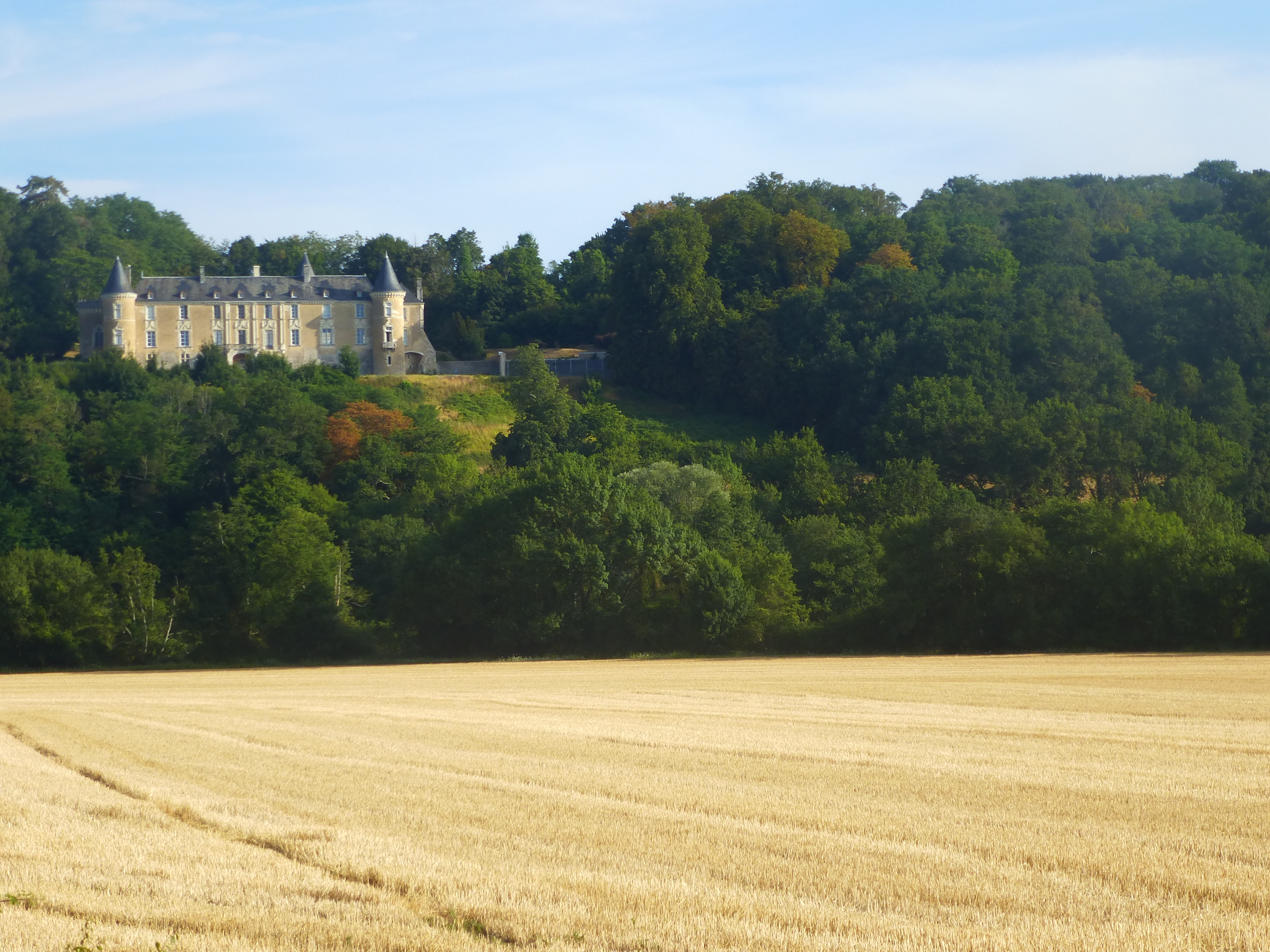
Courtanvaux sur le plateau calaisien.
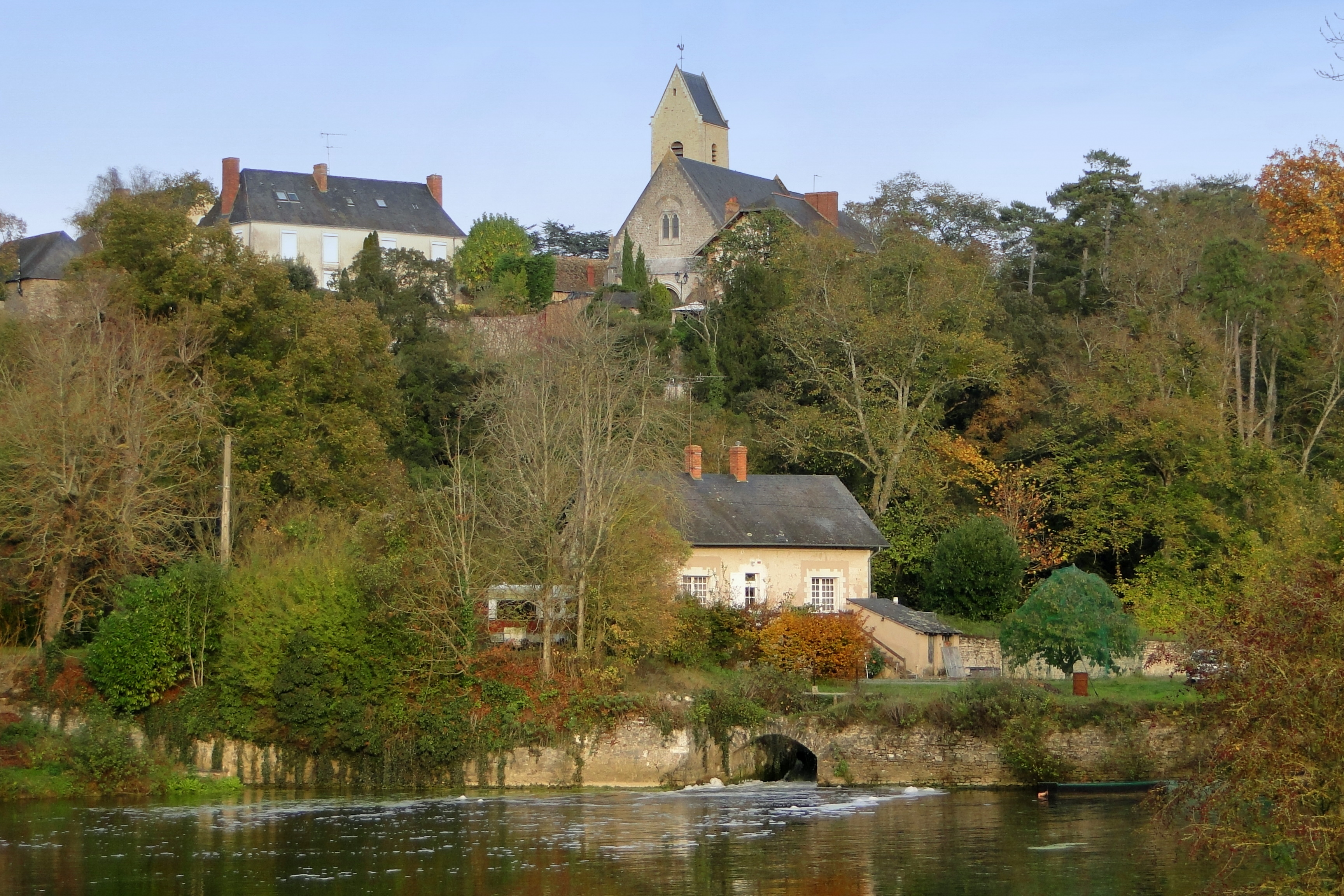
Juigné-sur-Sarthe, en rebord de plateau.
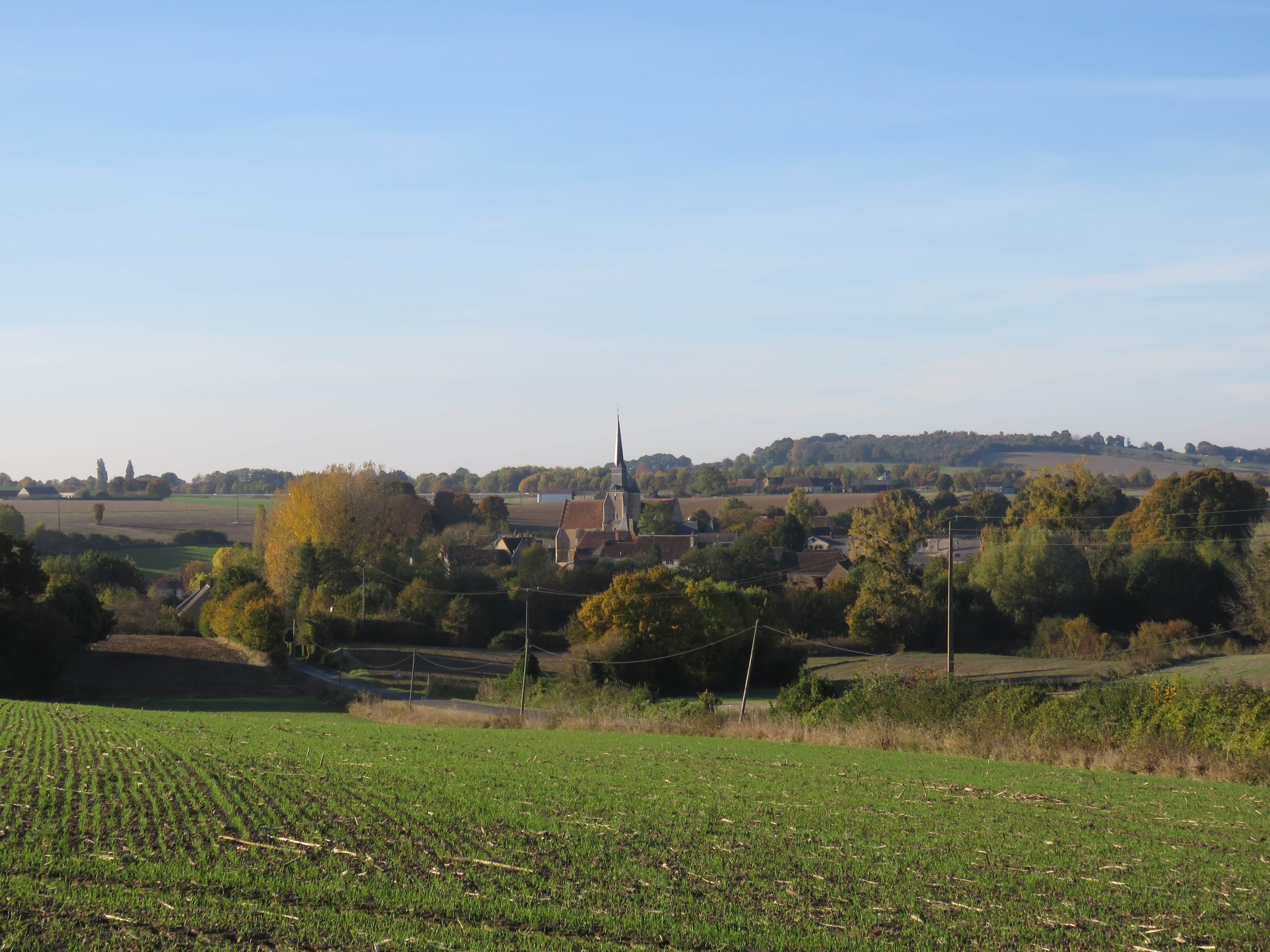
Théligny dans le Perche sarthois.
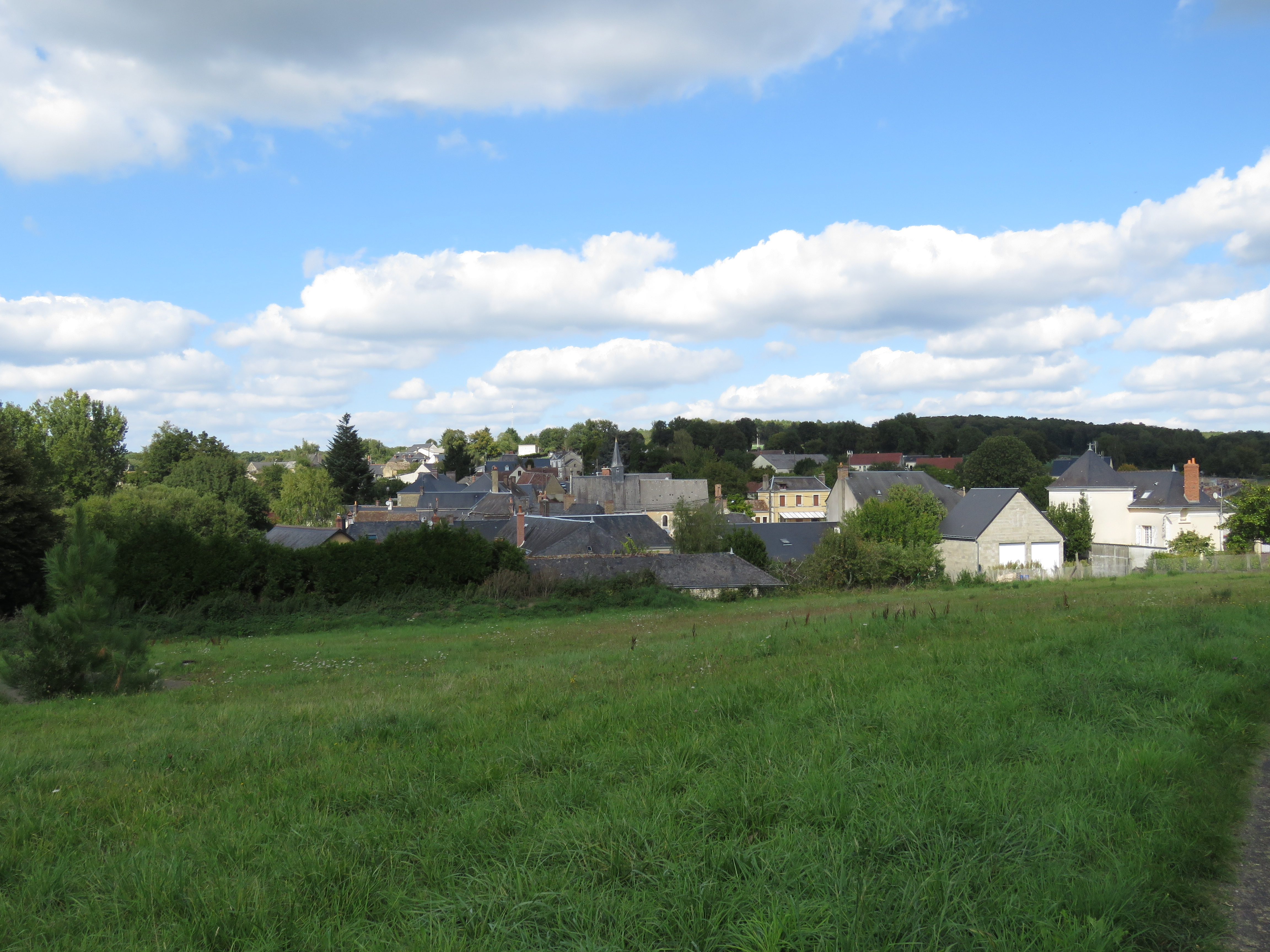
Lavernat dans le Maine blanc.

#### Bas-Maine

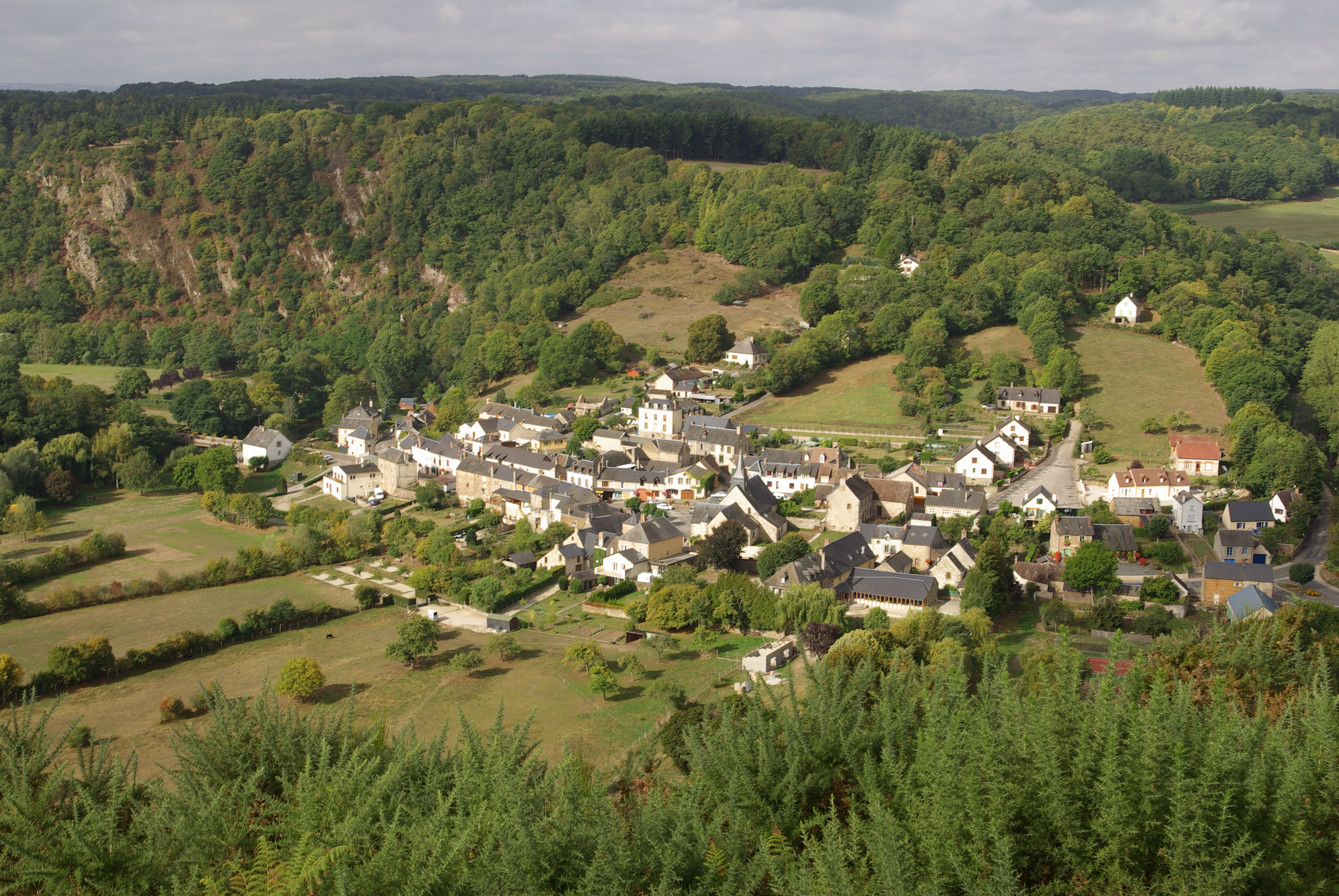
Saint-Léonard-des-Bois au cœur des Alpes mancelles.

Le Maine culmine en son centre-nord, autour de la limite entre Sarthe et Mayenne. Cette zone correspond à la partie la plus élevée de tout le massif armoricain ainsi que du Grand Ouest français. Des crêtes gréseuses successives se succèdent du Nord au Sud, et séparent ainsi les bassins de Laval et du Mans. Ces crêtes sont généralement couvertes de grands massifs forestiers, comme la forêt de Charnie ou celle de Sillé. Les crêtes de Charnie sont les plus méridionales, et elles ne dépassent pas les 290 m ; un peu plus au nord, les Coëvrons atteignent de 340 m à 350 m. Enfin, tout au nord, les Alpes mancelles, les crêtes de Pail et des Avaloirs comprennent les plus hauts sommets, dont le mont des Avaloirs, haut de 416 m. Situé près de la frontière normande, ce mont domine l'ensemble du Grand Ouest dont il est le point culminant. L'appellation « Alpes mancelles », créée avec l'essor du tourisme au XIXe siècle, souligne le caractère presque montagnard des paysages, marqués par les grandes barres de grès qui ferment l'horizon, et entrecoupées de gorges qui forment des sites connus pour leur pittoresque comme Saint-Léonard-des-Bois. La végétation, alternant entre la lande comme aux Avaloirs ou à Pail, et forêts de hêtres ou de conifères accentue l'aspect montagnard. Tout au sud, autour de l'Erve et de la Vègre, les collines font place à des plateaux, entrecoupés néanmoins de vallées profondes qui présentent un profil karstique, notamment au canyon de Saulges dans lequel se trouvent plusieurs grottes.

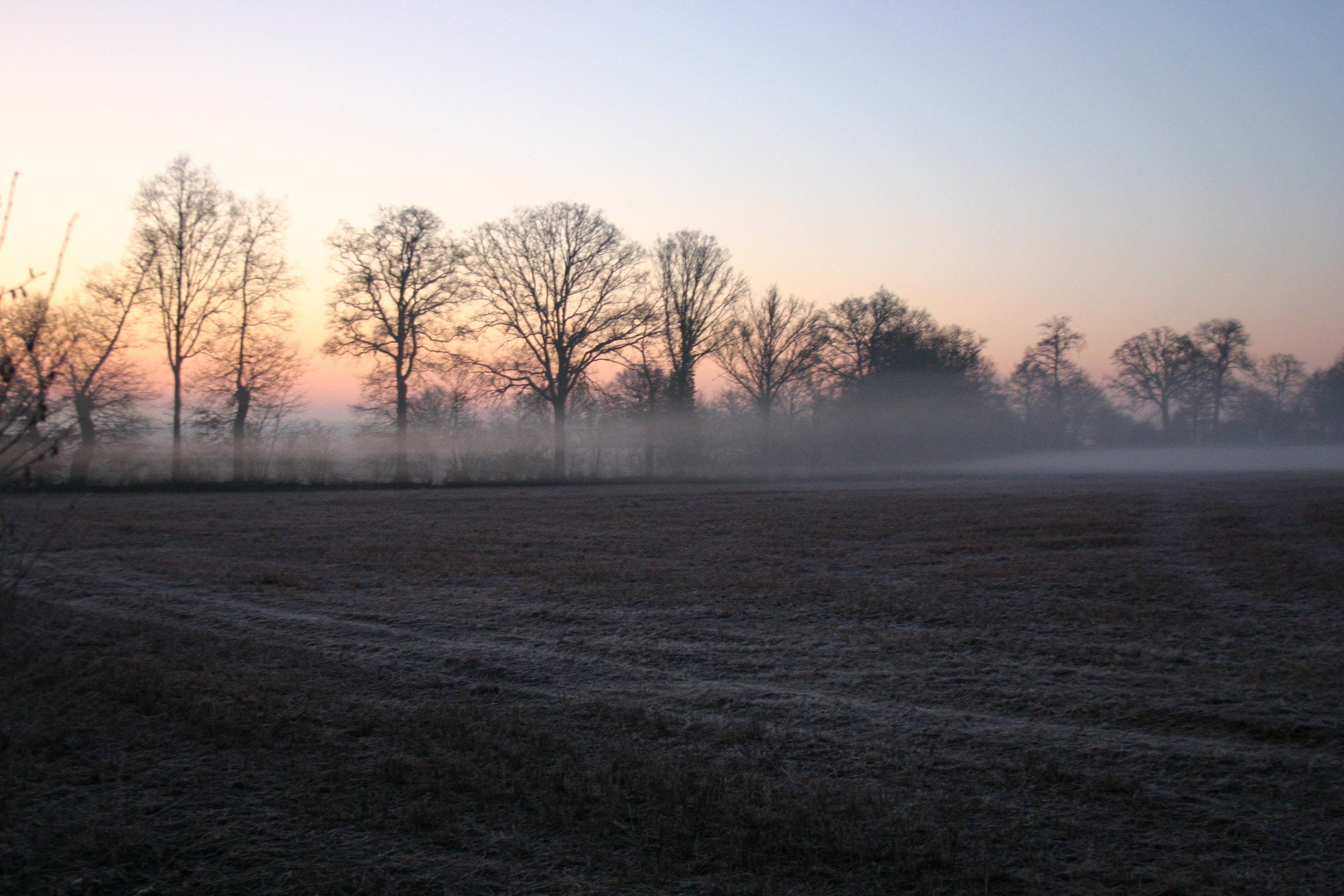
Un champ en hiver.

À l'exception de ses franges nord et est, le Bas-Maine offre dans son ensemble des paysages peu marqués, présentant des plateaux faiblement ondulés et des vallées fluviales peu encaissées. Alors que le Haut-Maine est facilement divisé en une multitude de pays, le Bas-Maine n'en compte aucun. La DREAL des Pays de la Loire identifie toutefois plusieurs unités paysagères aux influences diverses. Il s'agit par exemple des Marches de Bretagne au nord-ouest, autour d'Ernée, Gorron, Fougerolles-du-Plessis et Landivy, plateau cristallin qui évoque la Bretagne voisine par son habitat traditionnel en granite, de la Haute-Mayenne, qui se rapproche de la Normandie toute proche par ses vergers de pommiers et poiriers, et du pays de Laval, marqué par la vallée de la Mayenne, aux aménagements industriels anciens (écluses, moulins, carrières, fours…). Plus au sud, la Mayenne angevine, c'est-à-dire la partie du département faisant partie du Haut-Anjou, se distingue assez nettement du Bas-Maine, par son bocage plus ouvert et l'introduction du tuffeau.

Paysages du Bas-Maine.
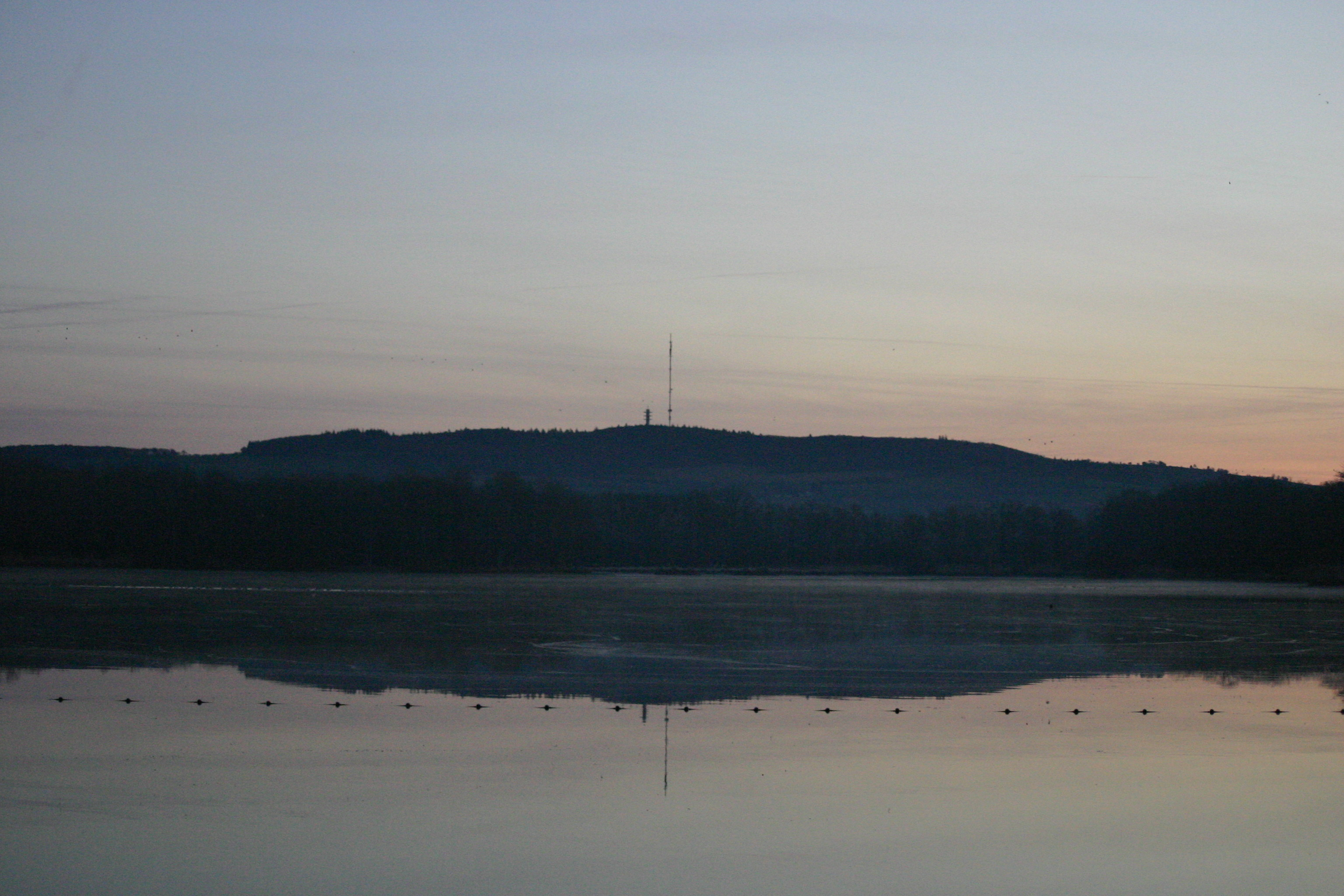
Le mont Rochard dans les Coëvrons.
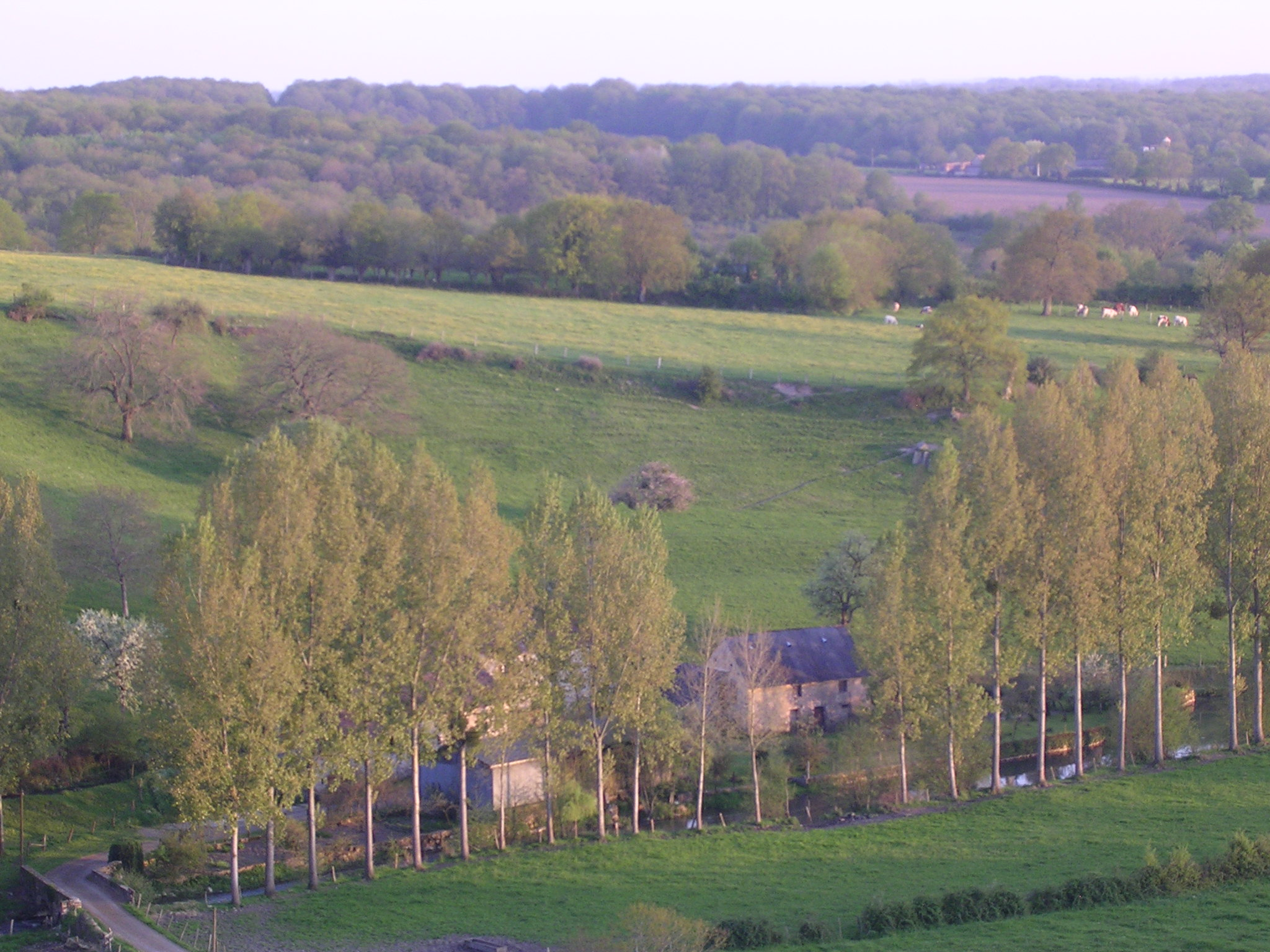
Vue sur l'Erve et la forêt de Charnie.
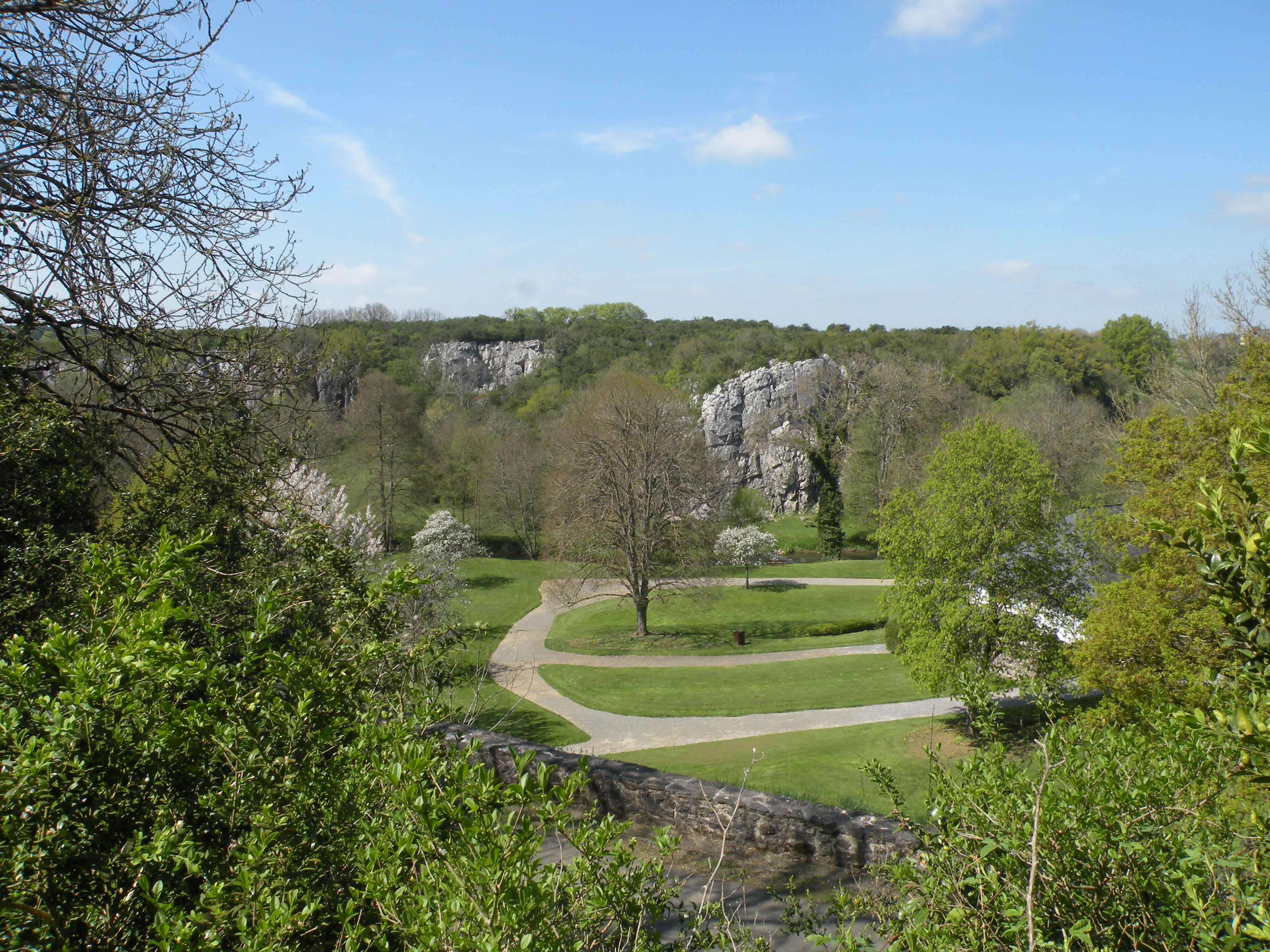
Canyon de Saulges.
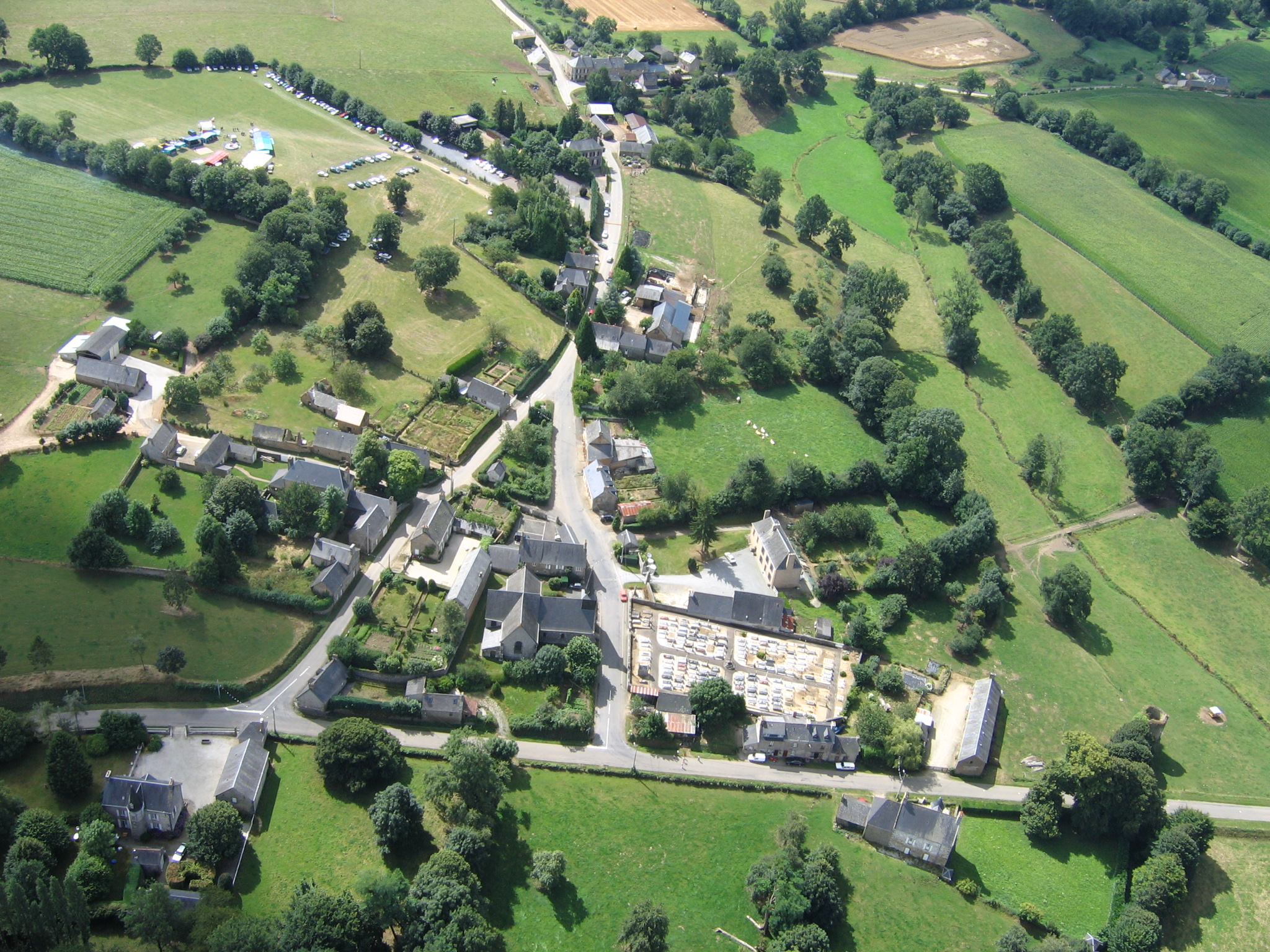
Saint-Aubin-Fosse-Louvain dans le bocage.

### Climat
Le Maine, grâce à la proximité de la Manche et de l'Atlantique, possède un climat océanique. Par ailleurs, le relief, orienté sur un axe ouest-est, ne fait pas obstacle aux masses d'air océanique. Les hivers sont plutôt doux avec des gelées de courte durée et des chutes de neige peu fréquentes (8 jours par an en moyenne au Mans, et des températures minimales moyennes qui ne descendent jamais sous les 2 degrés). L'ensoleillement est médiocre en raison des brouillards et perturbations océaniques (1 655 heures de soleil par an en moyenne à Laval entre 1991 et 2005, et 1 771 au Mans). Les précipitations sont étalées sur l'année, même si elles sont légèrement plus abondantes d'octobre à janvier ainsi qu'en mai. Il tombe en moyenne 760 mm par an à Laval et 680 mm au Mans,. Le Haut-Maine est d'une manière générale un peu moins soumis aux influences océaniques. Les zones situées au nord d'une ligne Vitré-Laval-Évron-Sillé-le-Guillaume-Mamers sont plus froides et humides. Le Nord de la Mayenne est la région la plus froide et la plus arrosée. Au contraire, les zones les plus sèches sont les vallées de la Sarthe, de l'Huisne, de la Braye et de la Jouanne ainsi que la Mayenne au sud de Laval, qui sont ouvertes aux masses d'air du Sud.
| Données                             | Station | jan. | fév. | mars  | avril | mai   | juin  | jui.  | août  | sep.  | oct.  | nov. | déc. | année   |
| ----------------------------------- | ------- | ---- | ---- | ----- | ----- | ----- | ----- | ----- | ----- | ----- | ----- | ---- | ---- | ------- |
| Températures moyennes max. (°C)     | Le Mans | 7,9  | 9,1  | 12,7  | 15,7  | 19,5  | 23,1  | 25,5  | 25,4  | 21,9  | 17    | 11,4 | 8,2  | 16,5    |
| Températures moyennes max. (°C)     | Laval   | 8    | 9,5  | 12,6  | 15    | 19,2  | 22,3  | 24,3  | 24,8  | 21,3  | 16,7  | 11,3 | 8,2  | 16,1    |
| Températures moyennes min. (°C)     | Le Mans | 2,1  | 1,8  | 3,7   | 5,6   | 9,4   | 12,4  | 14,2  | 13,8  | 11    | 8,6   | 4,7  | 2,5  | 7,5     |
| Températures moyennes min. (°C)     | Laval   | 2,5  | 2,5  | 4,1   | 5,4   | 9,1   | 11,6  | 13,4  | 13,5  | 10,8  | 8,7   | 4,9  | 2,7  | 7,5     |
| Précipitations (mm)                 | Le Mans | 67,2 | 50,9 | 54,3  | 53,9  | 63    | 46,9  | 56,8  | 42,7  | 52,9  | 66    | 62,7 | 70,2 | 687,5   |
| Précipitations (mm)                 | Laval   | 73   | 59,6 | 52,4  | 56,2  | 67,3  | 45,4  | 48,1  | 43,8  | 60,6  | 79,4  | 72,6 | 81,6 | 740     |
| Ensoleillement (heures) (1991-2005) | Le Mans | 66,2 | 89,7 | 134,3 | 170,9 | 199,7 | 224,1 | 227,4 | 224,9 | 181   | 118,8 | 70,9 | 63,9 | 1 771,8 |
| Ensoleillement (heures) (1991-2005) | Laval   | 63,4 | 85,5 | 125,3 | 151,5 | 197,2 | 214,2 | 207,6 | 216,9 | 164,5 | 105,2 | 69,2 | 54,9 | 1 655   |
| Source : Météo France.              |         |      |      |       |       |       |       |       |       |       |       |      |      |         |

### Voies de communication et transport

#### Voies de communication routières

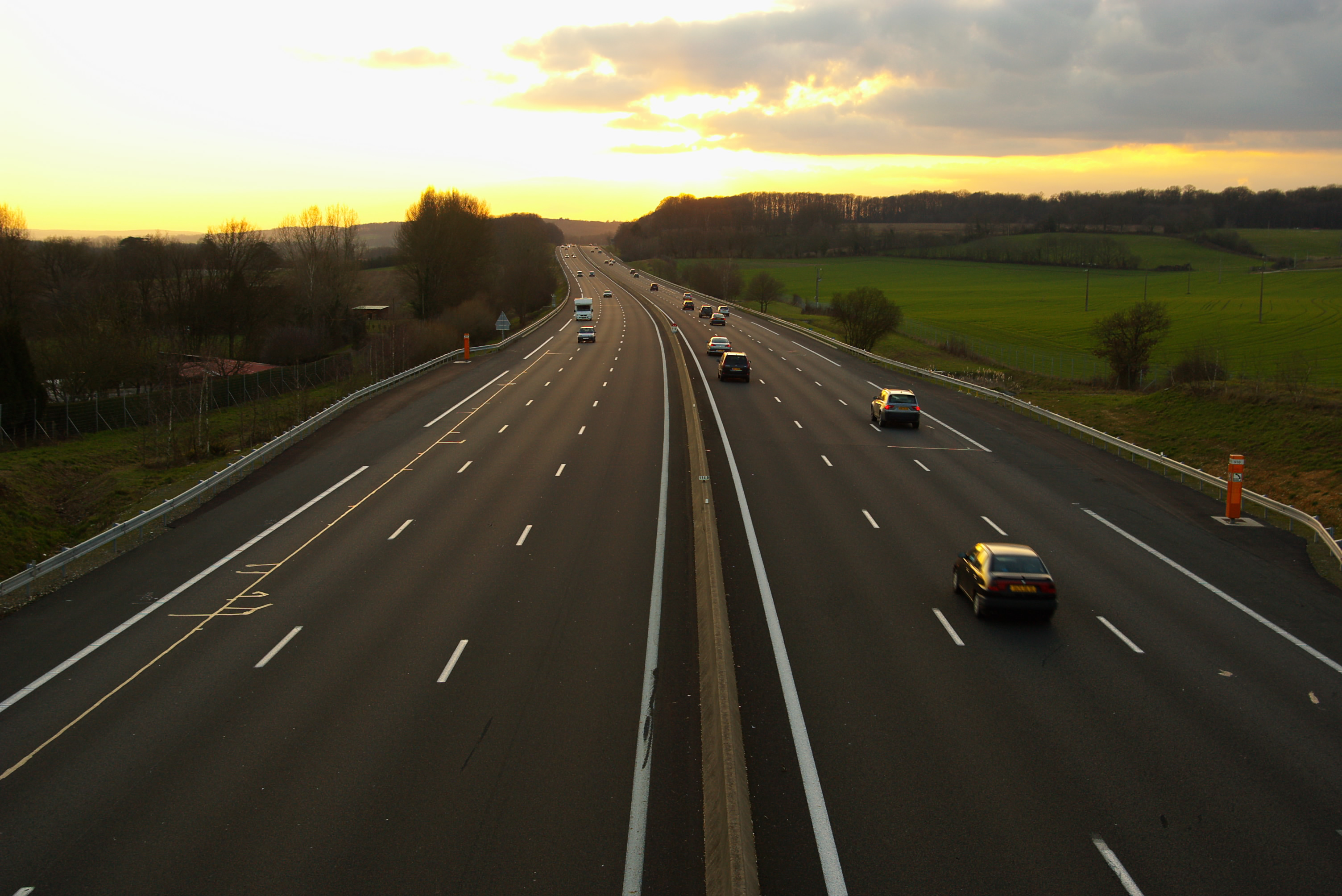
L'autoroute A11.

Situé entre la Bretagne et la région parisienne, le Maine est néanmoins resté plutôt isolé jusqu'au XIXe siècle, car les anciennes routes royales vers la Bretagne passaient par Alençon au nord ou Angers au sud. Depuis, Le Mans s'est imposé au détriment d'Alençon pour devenir une véritable plaque tournante de l'Ouest français.
Le Maine est traversé par trois autoroutes. L'A11, dite « l'Océane », achevée au début des années 1980, relie Paris à Nantes via Chartres, Le Mans et Angers. Elle possède des sorties à Cherré près de La Ferté-Bernard, à Connerré, autour du Mans qu'elle contourne par le nord, et au Bailleul, près de Sablé-sur-Sarthe et de La Flèche. L'A11 permet de relier Paris au Mans en 2 h 13, et Nantes au Mans en 1 h 57. L'A81, « l'Armoricaine », mise en service en 1980, part du Mans et s'arrête à la limite de la Région Bretagne. Elle traverse d'est en ouest le département de la Mayenne et elle possède des sorties à Joué-en-Charnie, Vaiges et autour de Laval qu'elle contourne par le nord. Elle permet de relier Laval au Mans en 57 minutes, et place Rennes à 1 h 42 du Mans. L'A28, partie de l'autoroute des Estuaires, traverse le département de la Sarthe du nord au sud. Elle a été achevée en 2005. Elle entre dans le Maine près d'Alençon, se raccorde à l'A11 au Mans, puis relie Le Mans à Tours. Elle possède des sorties à Arçonnay, Rouessé-Fontaine, Maresché, Changé, Parigné-l'Évêque, Écommoy et Lavernat près de Château-du-Loir. Cette autoroute permet de relier Le Mans à Rouen en 2 h 7 et à Tours en 1 h 4.
La route nationale 12, partiellement déclassée sur son parcours, relie Paris à la Bretagne via Dreux. Elle atteint Alençon après avoir traversé le Perche, puis descend dans le Maine jusqu'à la ville de Mayenne. Elle rejoint ensuite Fougères par Ernée. La route nationale 162, qui reliait à l'origine Caen à Angers en empruntant la vallée de la Mayenne, existe encore entre Le Lion-d'Angers et Mayenne, passant par Château-Gontier et Laval.

#### Transport ferroviaire

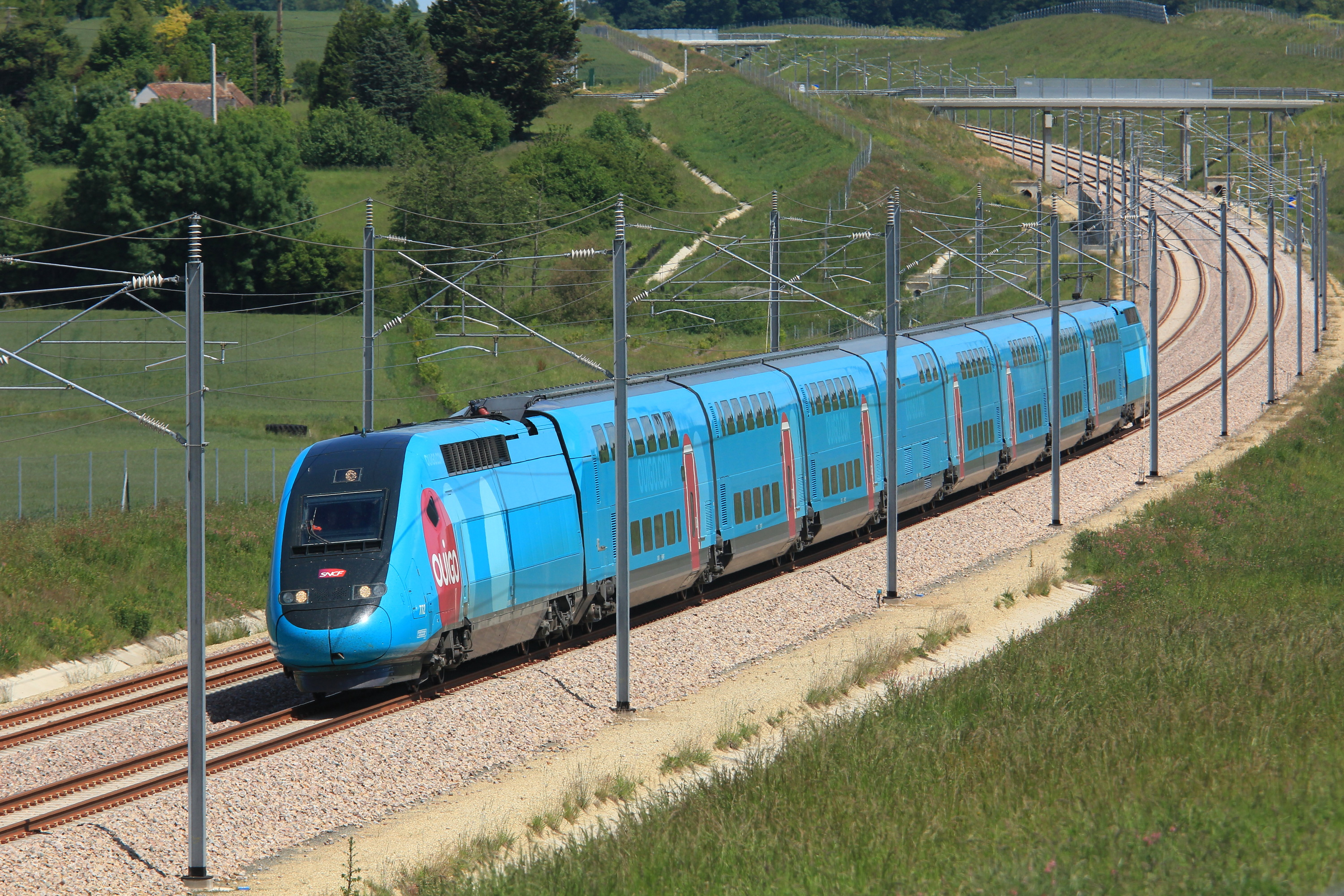
Un TGV Ouigo entre Le Mans et Laval.

Le Maine est desservi par la LGV Atlantique, ligne à grande vitesse ouverte en 1989 entre Paris-Montparnasse et Connerré, à 25 km avant le Mans. Cette ligne a été prolongée en 2017 par la LGV Bretagne-Pays de la Loire, qui relie Connerré à Cesson-Sévigné près de Rennes et permet d'améliorer les temps de trajet vers la Bretagne et les Pays de la Loire. Cette dernière ligne a notamment permis une desserte directe de Laval. Le TGV permet de relier Paris au Mans en 1 h 1, et Paris à Laval en 1 h 18.
Le réseau ferré classique est marqué par la présence de l'étoile ferroviaire du Mans, où se joignent quatre lignes. Elle comprend notamment la ligne de Paris-Montparnasse à Brest, qui traverse La Ferté-Bernard, Le Mans, Conlie, Sillé-le-Guillaume, Évron, Montsûrs, Laval et Port-Brillet. Le réseau TER Centre-Val de Loire fait circuler des trains entre Paris et Le Mans via Chartres et Versailles-Chantiers et le réseau TER Pays de la Loire exploite les relations Le Mans-Nogent-le-Rotrou, Le Mans-Laval, et Laval-Rennes. La ligne du Mans à Angers-Maître-École, qui dessert La Suze-sur-Sarthe et Sablé-sur-Sarthe, est aussi desservie par des TER Nantes-Angers-Le Mans, et la virgule de Sablé, aménagée lors de la construction de la LGV Bretagne-Pays de la Loire, permet une desserte directe Angers-Laval via Sablé. La ligne du Mans à Mézidon permet une desserte par TER entre Le Mans et Alençon puis Caen, tandis que la ligne de Tours au Mans est empruntée par des TER desservant Écommoy, Aubigné-Racan, Château-du-Loir puis Tours,. Certaines lignes ont été fermées au cours du XXe siècle, comme la ligne de La Chapelle-Anthenaise à Flers, qui permettait de relier Laval à Caen via Mayenne jusque dans les années 1970, et dont la réouverture entre Laval et Mayenne est parfois évoquée.

#### Transport aérien
Le Maine ne compte pas d'aéroport bénéficiant de lignes régulières. Il existe cependant l'aéroport Le Mans-Arnage et celui de Laval-Entrammes, qui n'accueillent que des vols privés. Le premier connaît environ 28 000 mouvements d'avions par an, et le deuxième environ 11 000. Les aéroports internationaux les plus proches sont Tours-Val de Loire, Rennes-Saint-Jacques et Nantes-Atlantique. L'aéroport de Paris-Charles-de-Gaulle est accessible en TGV direct depuis Le Mans.

## Histoire

### Origines préhistoriques

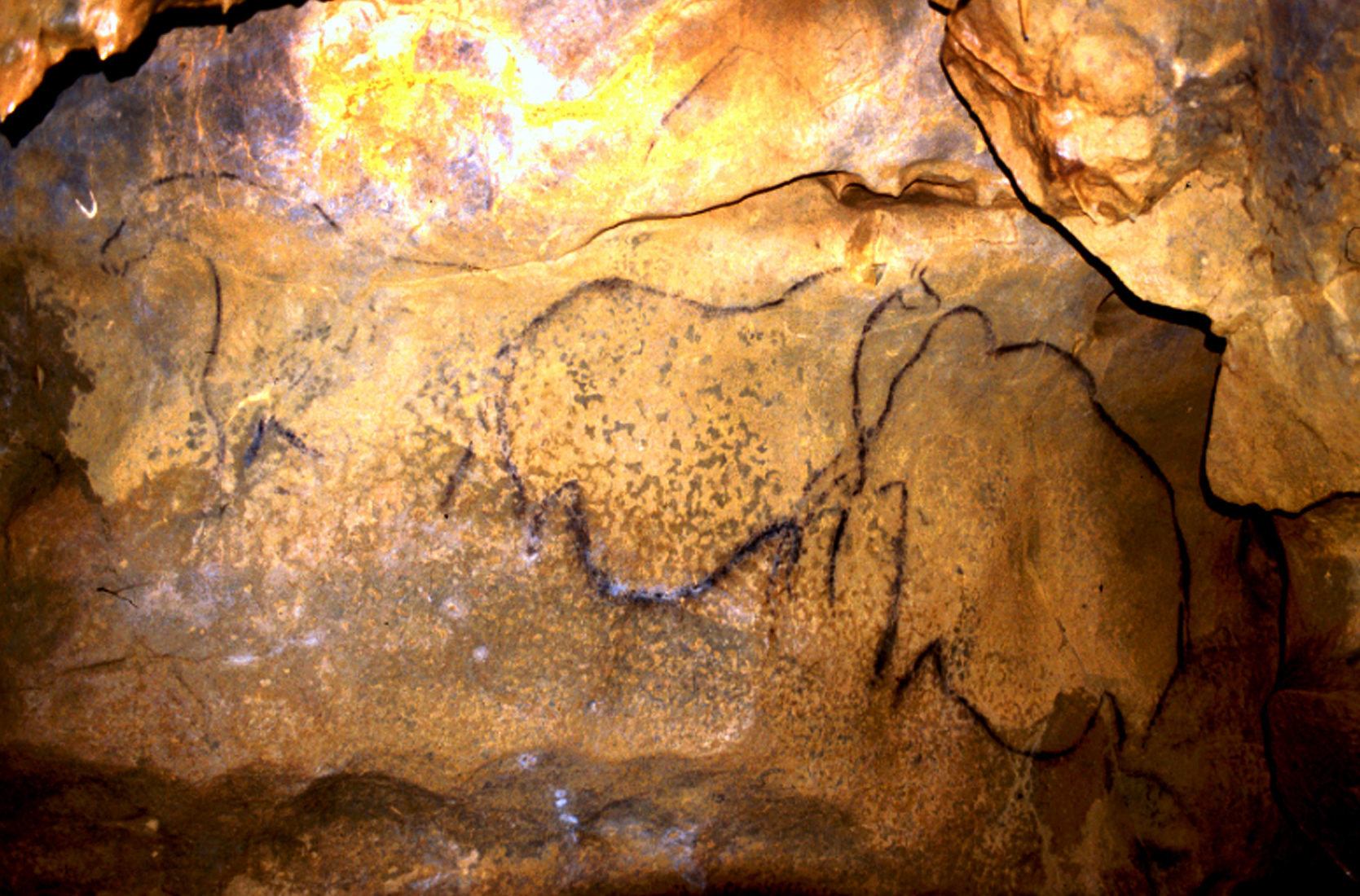
Peintures de la grotte Mayenne-Sciences.

Les premières occupations humaines dans la région semblent avoir eu lieu dans la région de Sablé-sur-Sarthe, autour de 400 000 années av. J.-C. Des bifaces de cette époque ont été retrouvés dans la vallée de la Sarthe, de la Vègre et de l'Huisne. Ces artefacts appartiennent aux industries de l'Abbevillien et de l'Acheuléen. L'Europe d'alors est soumise à des glaciations répétées qui forcent les populations à quitter les plateaux pour trouver refuge dans les versants. La région compte quelques grottes, qui forment des abris naturels permettant aux populations de se réfugier contre le froid. Les cavités de la vallée de la Vègre, comme la grotte de Pissegrêle, ont révélé de nombreux objets du Moustérien, tandis que celles de Thorigné-en-Charnie (grottes de Saulges) se signalent par de nombreux bifaces, pointes, lames, racloirs et grattoirs représentatifs de trois industries successives : Aurignacien, Solutréen et Magdalénien. Des peintures pariétales ont été découvertes dans deux grottes de Saulges : la grotte Mayenne-Sciences et la Cave à Margot.

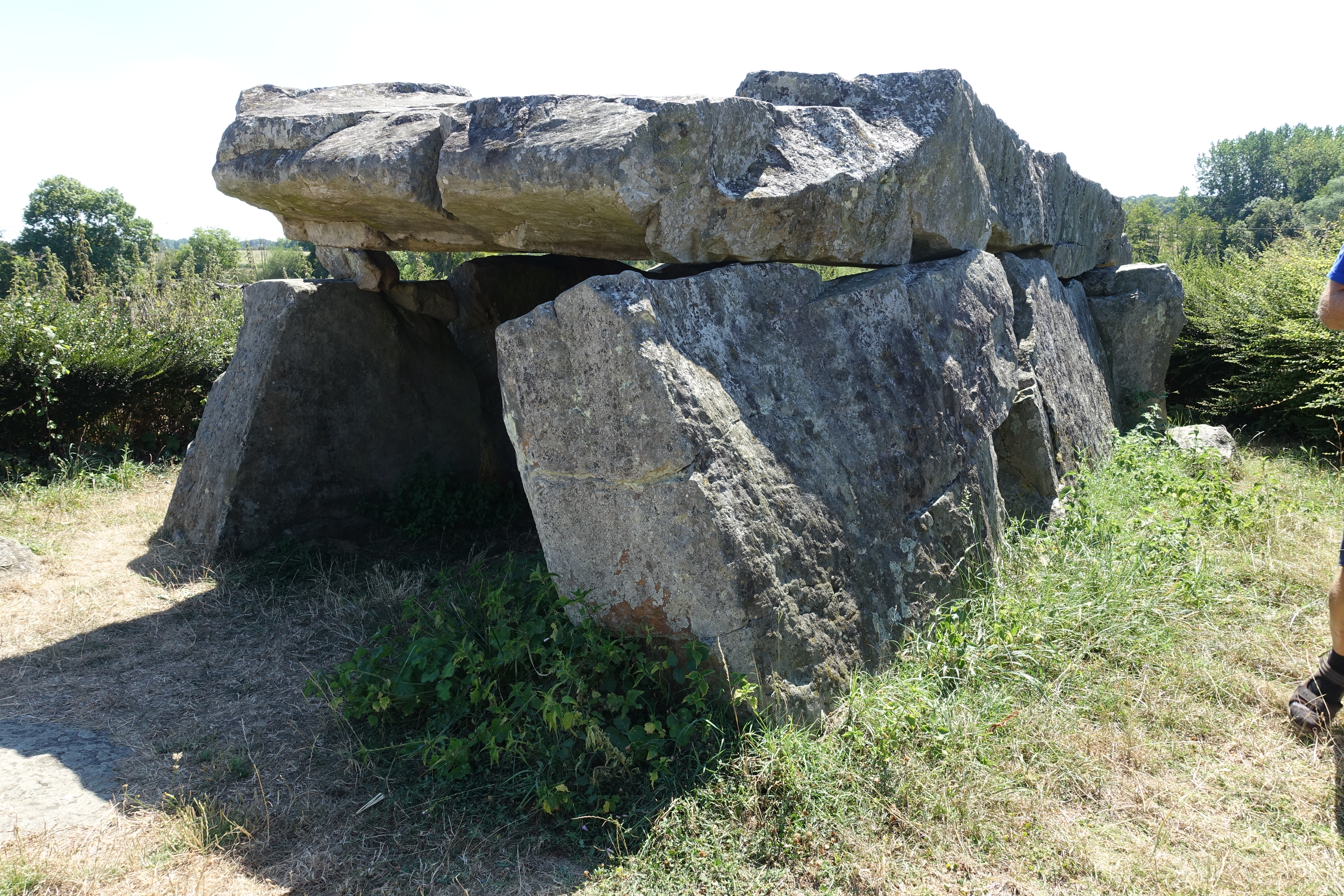
La Pierre couverte de Duneau.

Après le retrait de la calotte glaciaire, les populations s'installent à nouveau sur les plateaux où elles finissent par se sédentariser pour y pratiquer l'agriculture. Les vestiges d'une habitation munie d'enclos, découverts à Saint-Mars-la-Brière et remontant au Ve millénaire av. J.-C., sont le premier témoin du Néolithique dans la région. En plus de l'élevage, les populations développent la culture des céréales, la vannerie, le tissage et la poterie. Les multiples tombes mégalithiques du Maine sont les principaux vestiges de la période. Les plus anciennes prennent la forme d'un tumulus rond, dissimulant un dolmen à couloir comprenant un couloir d'accès et une chambre funéraire, tandis que les plus récentes sont des allées couvertes. Le Bas-Maine comprend plus d'une trentaine de ces allées couvertes, tandis que le Haut-Maine en a possédé une quinzaine (seuls cinq dolmens ont subsisté). L'Âge du bronze, qui commence vers 1800 av. J.-C., a laissé de nombreuses haches, notamment dans le nord du Bas-Maine.

### Diablintes et Cénomans

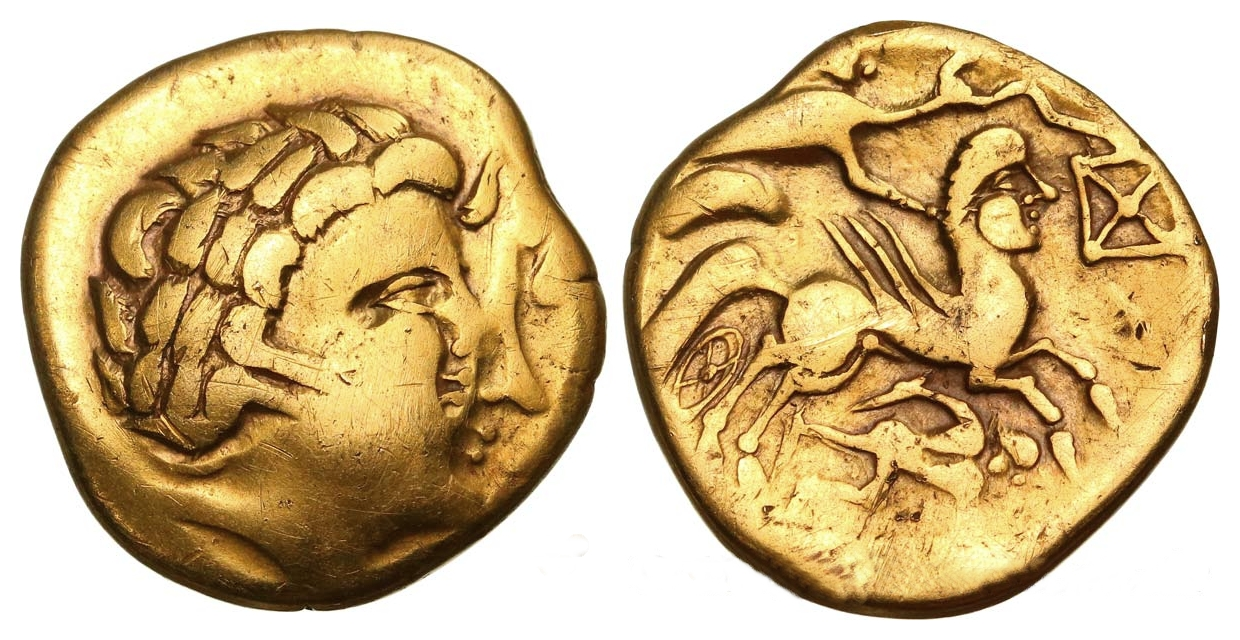
Statère des Cénomans.

Les Celtes, qui s'installent en Europe de l'Ouest à partir de 800 av. J.-C., apportent avec eux les techniques de travail du fer. Ils préfèrent les terrains humides et lourds jusque là délaissés. Autour des lieux de peuplement, se trouvent des traces de silos, d'enclos, voire de possibles champs de foire qui attestent du dynamisme des populations gauloises de la région. Ce qui devient plus tard le Maine est colonisé vers 480 av. J.-C. par deux peuples gaulois, les Aulerques Cénomans (dans le Haut-Maine) et les Aulerques Diablintes (dans le Bas-Maine). Les deux sont du groupe des Aulerques, dont font également partie les Éburovices qui s'installent dans la région d'Évreux. Ces peuples mettent en place des oppida qui constituent des lieux de défense et de protection pour les agriculteurs, dont les exploitations se multiplient. Les capitales de chaque peuple gagnent une prééminence et elles bénéficient de l'essor d'un réseau de routes qui permet de les relier entre-elles. Ainsi, Le Mans (Ouindinon, soit la « colline blanche ») profite de sa situation sur les routes reliant Chartres à Angers, et Tours à Vieux. Le Mans se trouve aussi au départ d'une route qui part vers l'Ouest et se divise en deux branches, l'une desservant Rennes, l'autre la capitale des Diablintes. Celle-ci était vraisemblablement l'oppidum de Moulay près de Mayenne. En aval du Mans, Allonnes possède un important sanctuaire dédié à Mullo. Les Cénomans paraissent avoir été le peuple le plus puissant, privilégié par un territoire favorable, tandis que celui des Diablintes est en grande partie non défriché et très peu peuplé, notamment à l'ouest et au nord où s'étendent de grandes forêts.

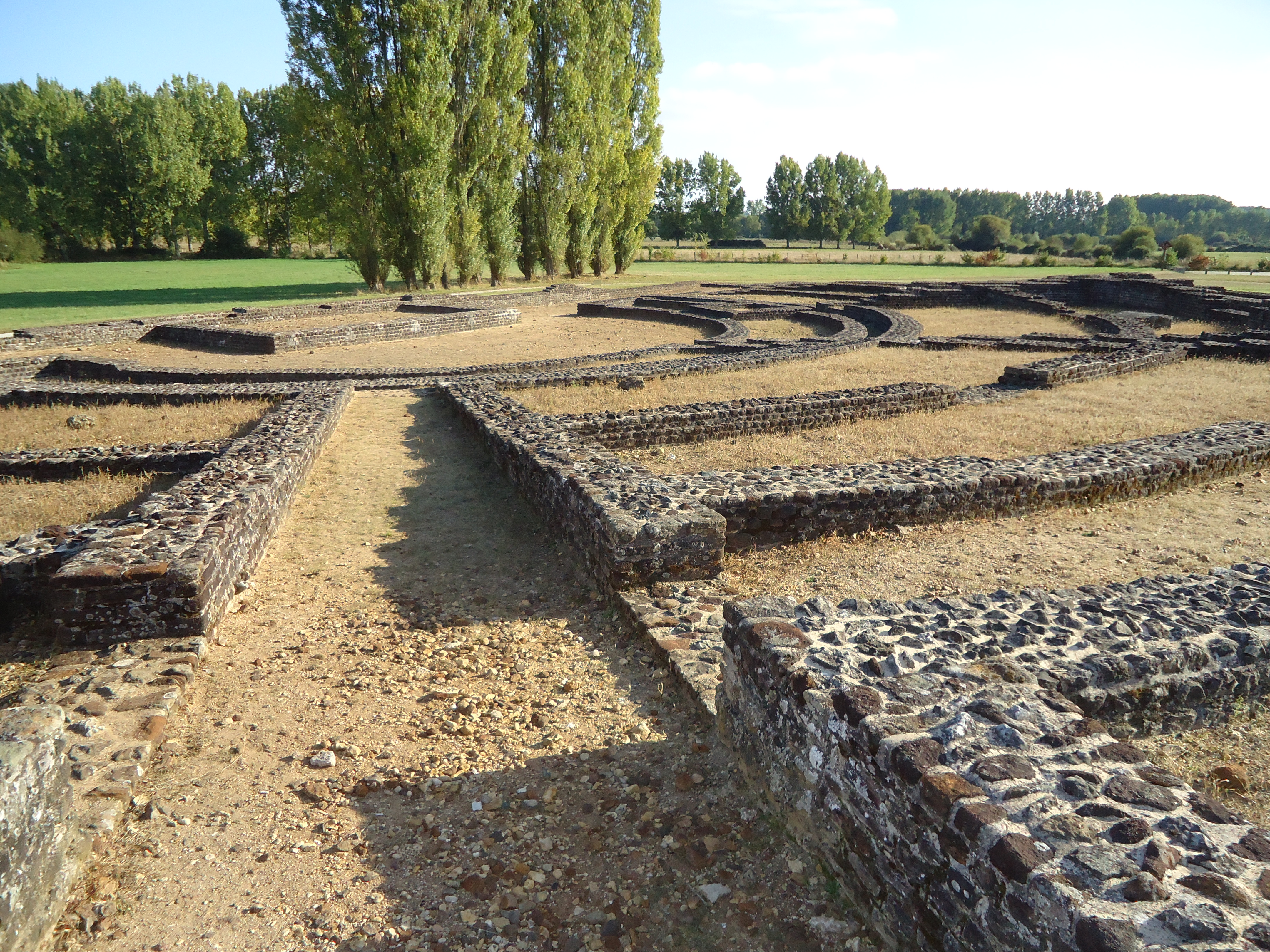
Restes du théâtre d'Aubigné-Racan.

Les Romains envahissent l'Ouest de la Gaule en 57 av. J.-C. Dans leur réorganisation de la Gaule, il s'appuient sur les structures préexistantes, et conservent les anciennes cités. Le Mans, alors Vindunum, voit sa situation consolidée, et la paix romaine permet à la ville de prospérer. De son côté, l'oppidum de Moulay est délaissé pour le site de Jublains, qui accueille Noviodunum, nouvelle capitale des Diablintes à la fin du Ier siècle. Aubigné-Racan, situé à la jonction du territoire des Cénomans, des Turones et des Andécaves, accueille une importante agglomération commerciale, dont le théâtre pouvait recevoir 2 000 spectateurs. La Sarthe est à l'époque romaine une voie navigable qui permet d'exporter les poteries locales, tandis que les campagnes connaissent un développement agricole certain, avec l'apparition de nombreuses villae. Le Maine en compte peut-être 200, et les plus importantes rayonnent sur des domaines qui peuvent dépasser le millier d'hectares. De nombreuses traces d'activité métallurgique et de poterie ont été retrouvées dans la région.

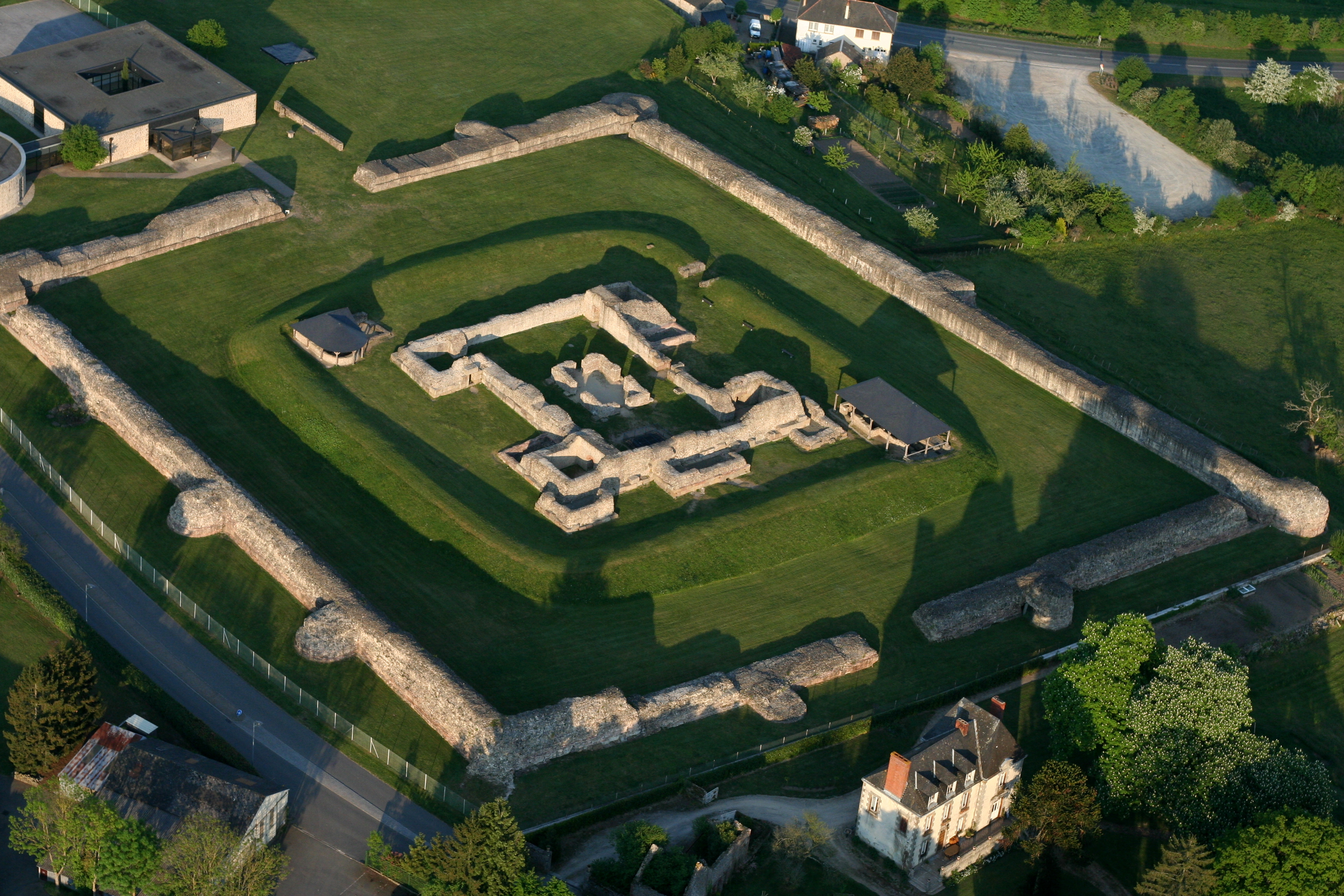
La forteresse de Jublains.

À la fin du IIIe siècle, la menace des invasions barbares entraîne la fortification des villes gallo-romaines. Le Mans est ainsi entouré d'une enceinte massive de 500 m sur 200. Jublains est similairement dotée d'une forteresse, mais la ville semble avoir déjà amorcé son déclin, et l'ouvrage militaire n'est jamais tout à fait terminé. Bâtie de toutes pièces par les Romains, Jublains a vraisemblablement été défavorisée dans son développement par la faiblesse démographique de son territoire, ainsi que par l'absence de rivière.La christianisation dans le Maine s’opère au IVe ou Ve siècle. Selon la légende se serait via saint Julien, qui est considéré comme premier évêque du Mans. Cependant, les premières sources concernant la vie de saint Julien ne datent que du IXe siècle, le premier évêque documenté étant Victeur. De son côté, Jublains n'accueille pas d'évêché, à la différence de la plupart des cités gallo-romaines, et son territoire se rapproche du diocèse du Mans, préfigurant ainsi la création du Maine.

### Moyen Âge

#### Naissance du diocèse et du comté

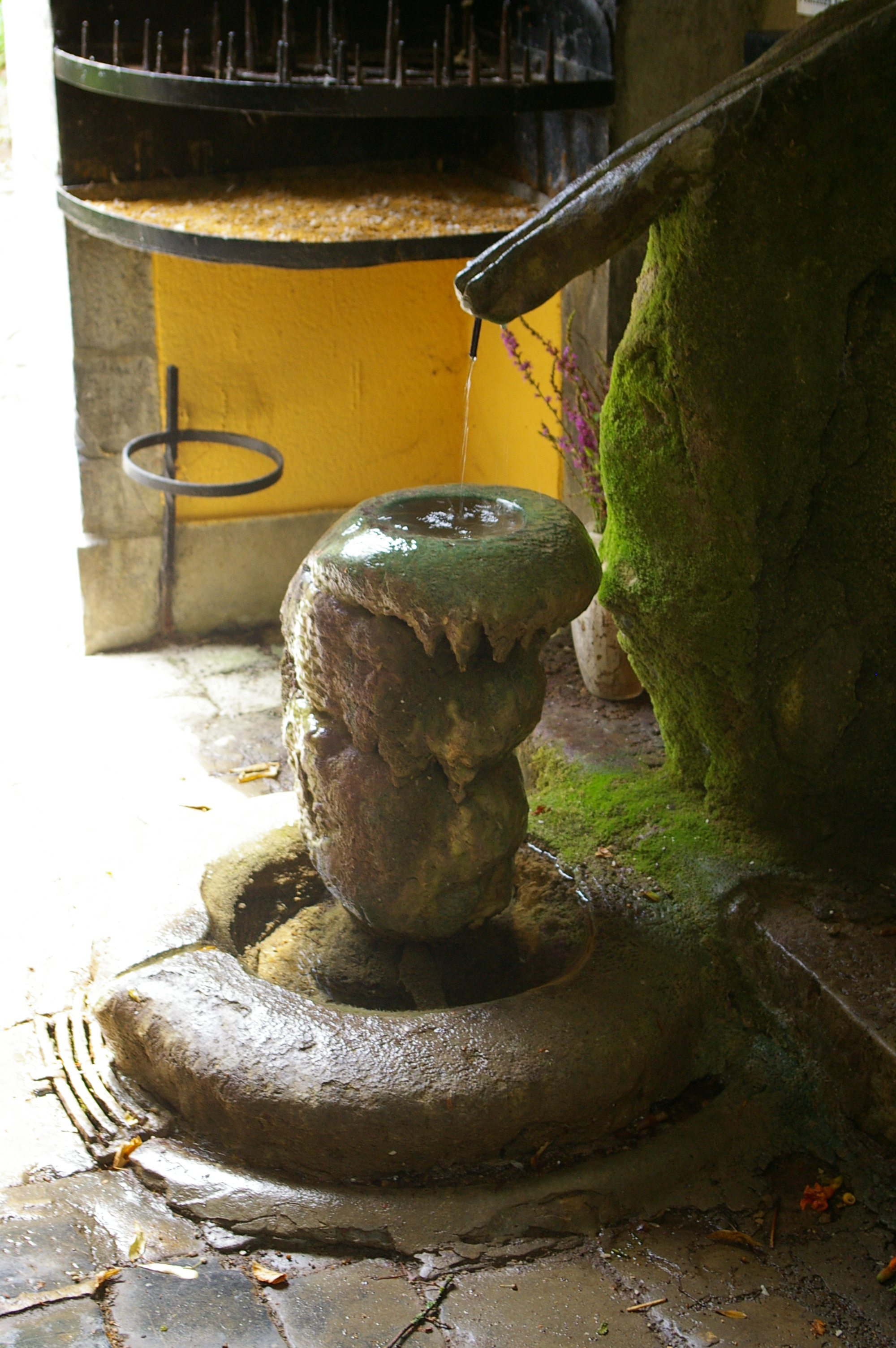
La source de l'ermite Céneré à Saulges.

La domination romaine en Gaule prend fin au Ve siècle avec l'arrivée des Francs, qui atteignent le Maine pendant les dernières décennies de ce siècle. L'établissement des Francs est progressif et marqué par la continuité : une fois convertis au christianisme, ils conservent et renforcent les structures religieuses, dont ils se servent pour consolider leur pouvoir. Les évêques notamment sont confortés dans leurs fonctions. La création de l'abbaye Saint-Vincent du Mans sous Clotaire Ier, qui est dotée d'un patrimoine considérable rassemblant trois villae, est tout à fait représentative de l'intérêt porté à l'Église par les Mérovingiens. Au tournant du VIe siècle, l'évêque Bertrand fonde de la même manière une basilique à la sortie du Mans, qui devient plus tard l'abbaye Saint-Pierre de la Couture. L'époque est aussi marquée par l'existence d'ermites, le plus important dans le Maine étant Carileffus (Saint Calais). Alors que la ville de Noviodunum subsiste encore jusqu'au Xe siècle à Jublains, le Bas-Maine est considéré rattaché à l'évêché du Mans en 650. L'évêque Hadouin y fonde l'abbaye Notre-Dame d'Évron en 648 et la christianisation de l'Ouest s’appuie sur des ermites comme Cénéré, Longis, Ernier, Fraimbault, Trèche et Constantien.
L'époque carolingienne marque la mise en place progressive de la féodalité en France. La nouvelle dynastie ne peut pas s'appuyer sur un clergé pro-Mérovingiens, et Charlemagne opère finalement une séparation nette entre les pouvoirs spirituels et temporels en créant 191 comtés ; les comtes ne sont encore que des fonctionnaires amovibles dépendants du pouvoir royal. Dès lors, le Maine a à sa tête un comte en plus d'un évêque. Le premier comte connu est Rorgon Ier, intronisé en 832 et fondateur de la dynastie des Rorgonides. Malgré la mise en place de l'administration carolingienne, les premières décennies du IXe siècle sont particulièrement troublées dans l'Ouest de la France : en février 842, Lothaire, en lutte contre son frère ennemi Charles le Chauve, dévaste le Maine. L'année suivante, Charles signe le capitulaire de Coulaines qui reconnaît le rôle et l'importance de la noblesse du royaume. Le Maine est aussi aux premières loges des affrontements entre les Carolingiens et les chefs bretons Nominoë et Erispoë, et le premier envahit le Maine jusqu'au Mans en 844. Les incursions vikings en Bretagne forcent cependant le repli des forces bretonnes. Un « duché du Maine », soit un commandement militaire particulier, qui s'étend en réalité sur douze comtés différents, est créé pour renforcer le pouvoir royal entre la Loire et la Seine. Ce duché échoit à Louis II le Bègue, fils de Charles le Chauve. Les Vikings n'épargnent pas le Maine, et pillent Le Mans en 865. Néanmoins, le comte Geoffroy semble avoir sauvé la région d'autres attaques. Le pouvoir de la maison comtale, les Rorgonides, est néanmoins contesté tout à la fin du IXe siècle par Roger, gendre de Charles le Chauve. Il récupère finalement la couronne comtale et fonde la dynastie des Hugonides, qui porte le nom de son fils et héritier, Hugues Ier. En 924, le Maine ainsi que l'évêché de Bayeux passent sous la juridiction de Rollon.

#### Des Hugonides aux Plantagenêts

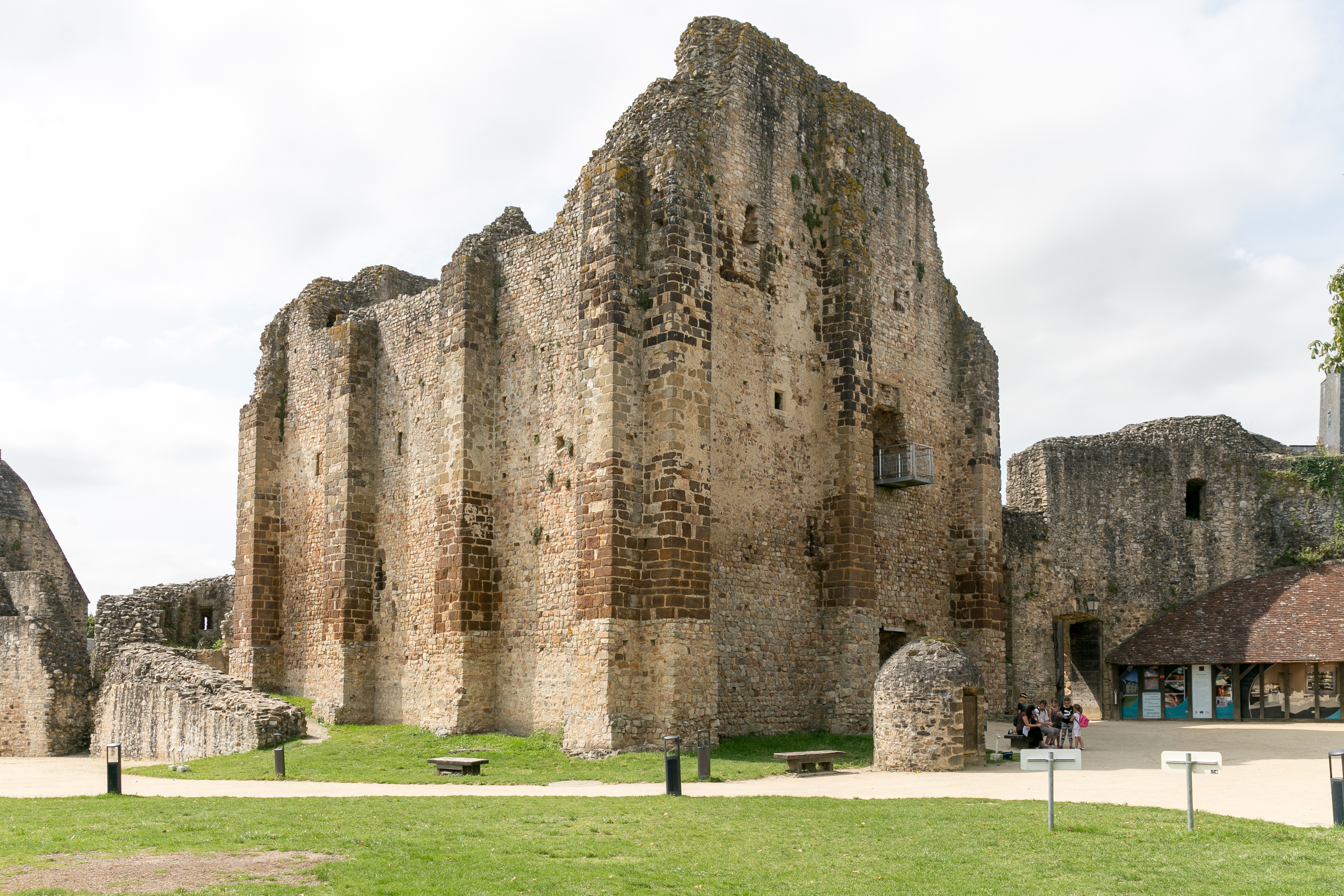
Le donjon de Sainte-Suzanne, construit au XIe siècle.

L'ordre féodal capétien se met en place au XIe siècle, sous l'égide des comtes du Maine. Ceux-ci profitent de l'effondrement du pouvoir royal pour s'approprier les droits régaliens. Ils sont cependant constamment menacés par deux entités plus puissantes, le comté d'Anjou au sud et le duché de Normandie au nord. Cette situation entraîne une grande instabilité sur le trône comtal, et dans le même temps, les comtes ne parviennent pas à asseoir leur pouvoir sur la totalité du Maine. Le Bas-Maine leur échappe presque totalement, car ils sont incapables de contrôler l'essor des grandes seigneuries de Mayenne et Laval, tandis que le Saosnois est aux mains des seigneurs de Bellême et que Sablé-sur-Sarthe est sous influence angevine. Les comtes du Maine semblent sous le contrôle effectif de l'Anjou sous Foulques Nerra dans les années 1010, mais Herbert Ier Éveille-Chien parvient néanmoins à retrouver son indépendance, malgré l'hostilité de l'évêque Avesgaud de Bellême. Après Éveille-Chien, le Maine, toujours convoité par l'Anjou et la Normandie, sombre dans des luttes de pouvoir. Tandis que Geoffroy II d'Anjou prend successivement Château-du-Loir, Le Mans, puis Bellême et Alençon, en 1060, Herbert II reconnaît Guillaume le Conquérant comme son suzerain et héritier. Le Conquérant envahit le comté en 1063. Les Manceaux se rebellent contre son autorité en s'appuyant sur l'aide d'Azzo d'Este, seigneur italien et gendre d'Éveille-Chien, mais le Conquérant reprend le contrôle du Maine en 1073 . Finalement, les Angevins parviennent à placer Hugues V, fils d'Azzo, sur le trône comtal, mais l'évêque Hoël lui fait vendre ses droits à son cousin Élie Ier. Ce dernier marie sa fille unique Erembourg à Foulques V d'Anjou, qui hérite ainsi du Maine, et qui le rattache à l'Anjou,.

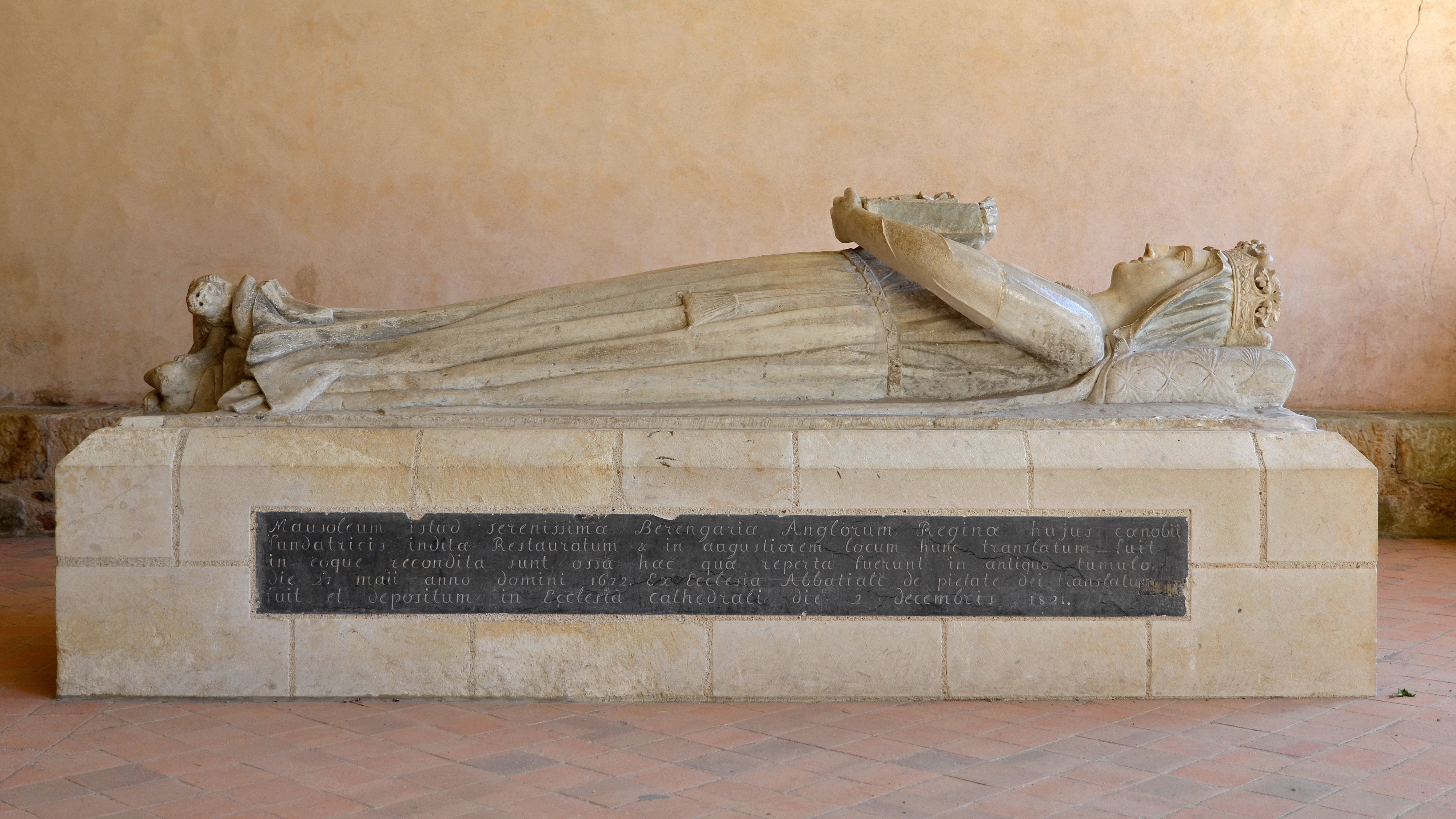
Tombeau et gisant de la reine Bérengère à l'abbaye de l'Épau.

Sous les comtes d'Anjou, de la dynastie des Plantagenêts, le Maine connaît une période de prospérité, qui coïncide avec l'essor de l'art roman dans la région : ainsi la cathédrale du Mans est reconstruite au tournant du XIIe siècle. Alors que les plateaux fertiles du Haut-Maine et les vallées de la Sarthe, de l'Huisne, de la Vègre et de la haute Mayenne sont peuplés et exploités depuis longtemps, les régions à l'Ouest de la Mayenne sont encore pratiquement désertes jusqu'au XIIe siècle, époque à laquelle leur défrichement commence. Le peuplement y reste dispersé et les terres morcelées.Le Maine demeure dans les mains des Plantagenêts, entre-temps devenus rois d'Angleterre, jusqu'en 1204. Le roi Jean sans Terre est alors dépossédé de ses terres continentales, dont le Maine, par Philippe II Auguste. Ce dernier cède la ville du Mans en échange du douaire de Bérengère de Navarre, veuve de Richard Cœur de Lion, qui la conserve jusqu'à sa mort en 1230.

#### Guerre de Cent Ans

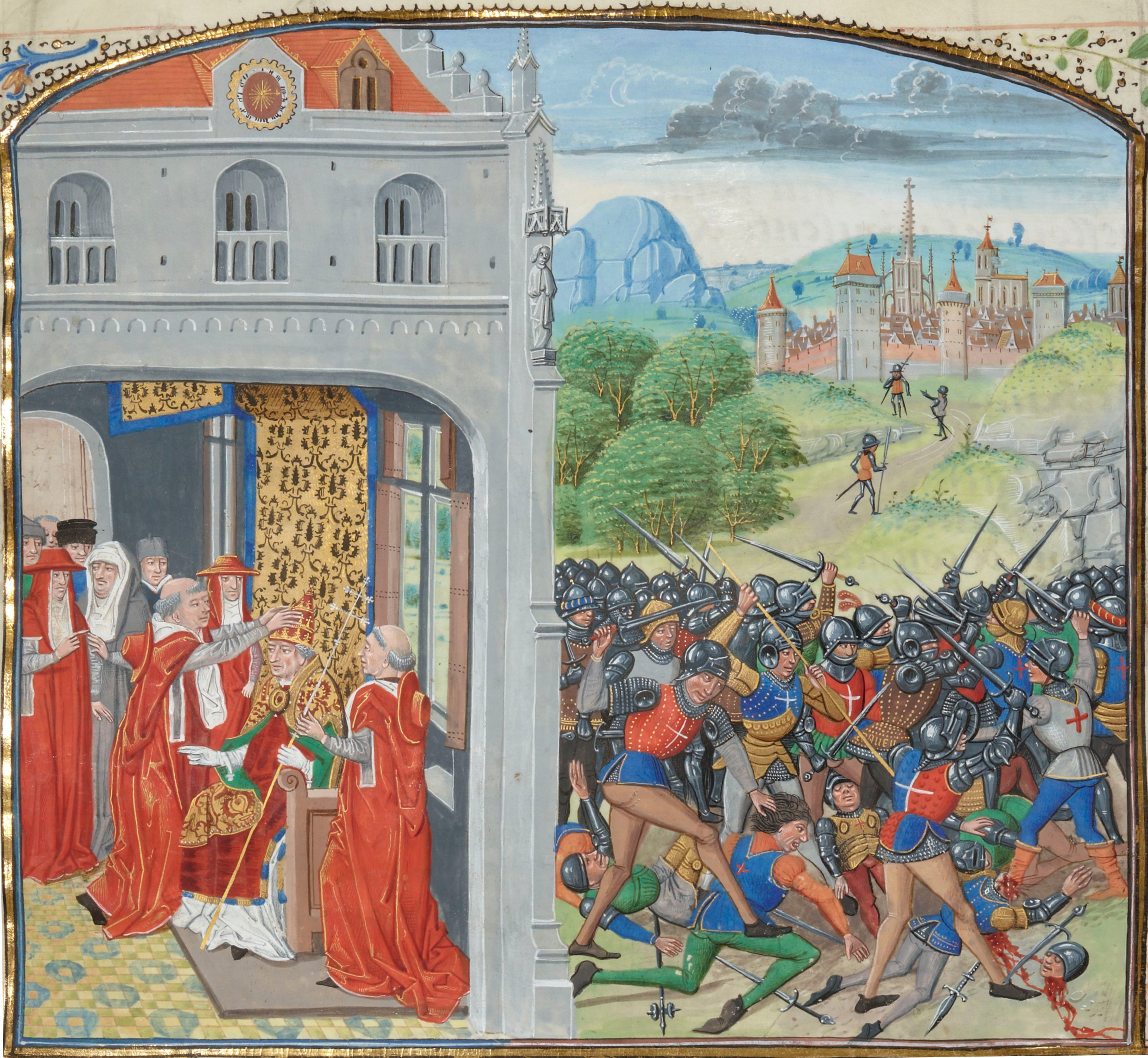
La bataille de Pontvallain représentée par Jean Froissart.

Le Maine devient sous les Capétiens une terre d'apanage, tout comme l'Anjou. Il est notamment donné à Charles Ier, fils du roi Louis VIII, et il passe ensuite aux Valois. Philippe de Valois, comte d'Anjou et du Maine, accède au trône de France après l'extinction des Capétiens directs, et réunit les deux comtés au royaume. Philippe entretient un lien privilégié avec le Maine, puisqu'il réside fréquemment au château du Gué de Maulny près du Mans, où naît d'ailleurs son fils et successeur Jean II le Bon. Ce dernier détache à nouveau le comté du domaine royal et le donne en apanage à son fils cadet, Louis, avec l'Anjou et la Touraine.
Au cours de la guerre de Cent Ans, le Maine est envahi par les Anglais après la capture de Jean le Bon, et l'ennemi n'est chassé qu'après la bataille de Pontvallain en 1370, qui voit la victoire des troupes françaises commandées par du Guesclin. Le Maine reste cependant une région instable, menacée par la Bretagne voisine, et c'est d'ailleurs au début d'une offensive sur la Bretagne lancée depuis Le Mans que Charles VI a sa première crise de démence. Les Anglais occupent à nouveau le Maine en 1425, le comte s'étant rangé aux ordres de Charles VII. Ils y restent jusqu'en 1450.

### Époque moderne

#### Renaissance et Guerres de religion

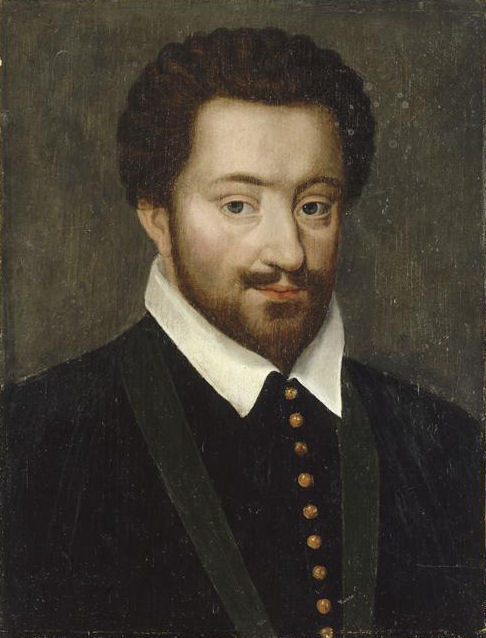
Charles de Mayenne, frère du duc de Guise et figure de la Ligue.

À la fin du XVe siècle, de nombreux changements s'amorcent, comme l'essor de la métallurgie dans les campagnes, notamment à Jupilles et Vibraye, porté par une petite aristocratie qui s'enrichit, tandis que les villes se parent de maisons qui préfigurent la Renaissance. Dans les campagnes, où vit la grande majorité de la population, le métayage domine, et on cultive surtout céréales, lin et chanvre, dans des propriétés extrêmement morcelées. Dans l'ouest, le défrichement s'achève, avec la fondation des dernières paroisses, comme L'Huisserie ou Saint-Germain-de-Coulamer. À la mort sans héritier de Charles V du Maine en 1481, le comté est rattaché une nouvelle fois au domaine royal, et Le Mans obtient un statut communal la même année. La cité perd ses institutions comtales, mais devient une bonne ville du royaume. De son côté Laval, érigée en 1429 en comté relevant directement de la Couronne, devient un foyer artistique local sous l'égide de ses seigneurs.
À partir du XVIe siècle, l'industrie textile connaît un fort développement, qui se poursuit ensuite jusqu'au XVIIIe siècle. Laval en particulier observe un véritable essor, grâce au succès de ses toiles de lin qui sont exportées en Espagne puis jusqu'en Amérique. À la Renaissance, Le Mans voit passer les écrivains de la Pléiade tandis que le Lavallois Ambroise Paré est médecin des rois. Alors que de véritables foyers protestants éclosent à Saumur ou à Montoire, seuls quelques foyers apparaissent, au Mans et dans quelques autres villes comme Laval. Lors des Guerres de Religion, les Protestants menés par le prince de Condé prennent Tours puis Le Mans en 1562. Ils y demeurent trois mois, puis se retirent vers la Normandie. À la fin du XVIe siècle, le Maine est un bastion de la Ligue catholique, la maison de Guise contrôlant notamment Sablé, La Ferté-Bernard et Mayenne. Attaqués par Henri IV, Château-du-Loir puis Le Mans se rendent en 1589, suivis par Laval, Sablé et Mayenne ; Le Ferté-Bernard n'est prise qu'en 1590 après un mois de siège.

#### De 1600 à la Révolution

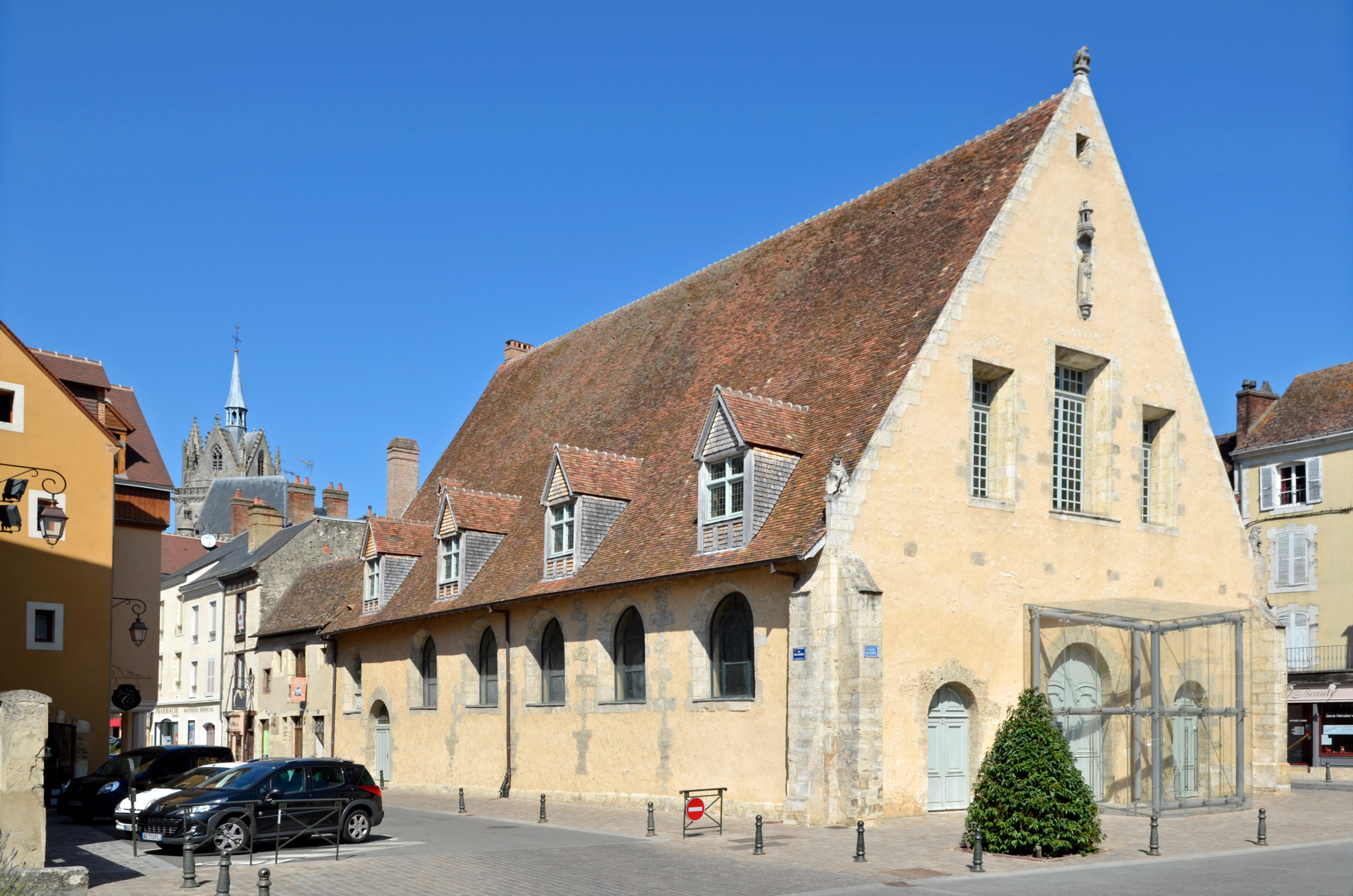
La Ferté-Bernard, centre de production de toile de chanvre.

Au cours de l'époque moderne, le Maine se distingue par le développement de ses industries, qui sont fortement liées au terroir tout en montrant une grande diversité. La production textile est l'industrie la plus importante ; le chanvre est cultivé et tissé dans le Haut-Maine, tandis que le Bas-Maine produit des toiles de lin. L'activité fait travailler un grand nombre de personnes, des paysans aux tisserands et aux négociants. Un grand nombre de fours à chaux apparaissent aussi, notamment autour de Laval, où les carrières de pierres à chaux sont nombreuses. Le Mans se spécialise dans la fabrication de bougies et d'étamine, Sablé-sur-Sarthe dans l'extraction du marbre, et localement, des petites villes et des villages développent le tannage, la boissellerie, la verrerie et la métallurgie. Ces deux dernières activités sont de grandes consommatrices de bois et contribuent à la disparition des forêts. Dans le Bas-Maine, celles-ci ont obtenu leur taille contemporaine dès le XVIIe siècle. Au XVIIIe siècle, la métallurgie prend de l'ampleur. Les plus grandes forges emploient des centaines d'ouvriers.

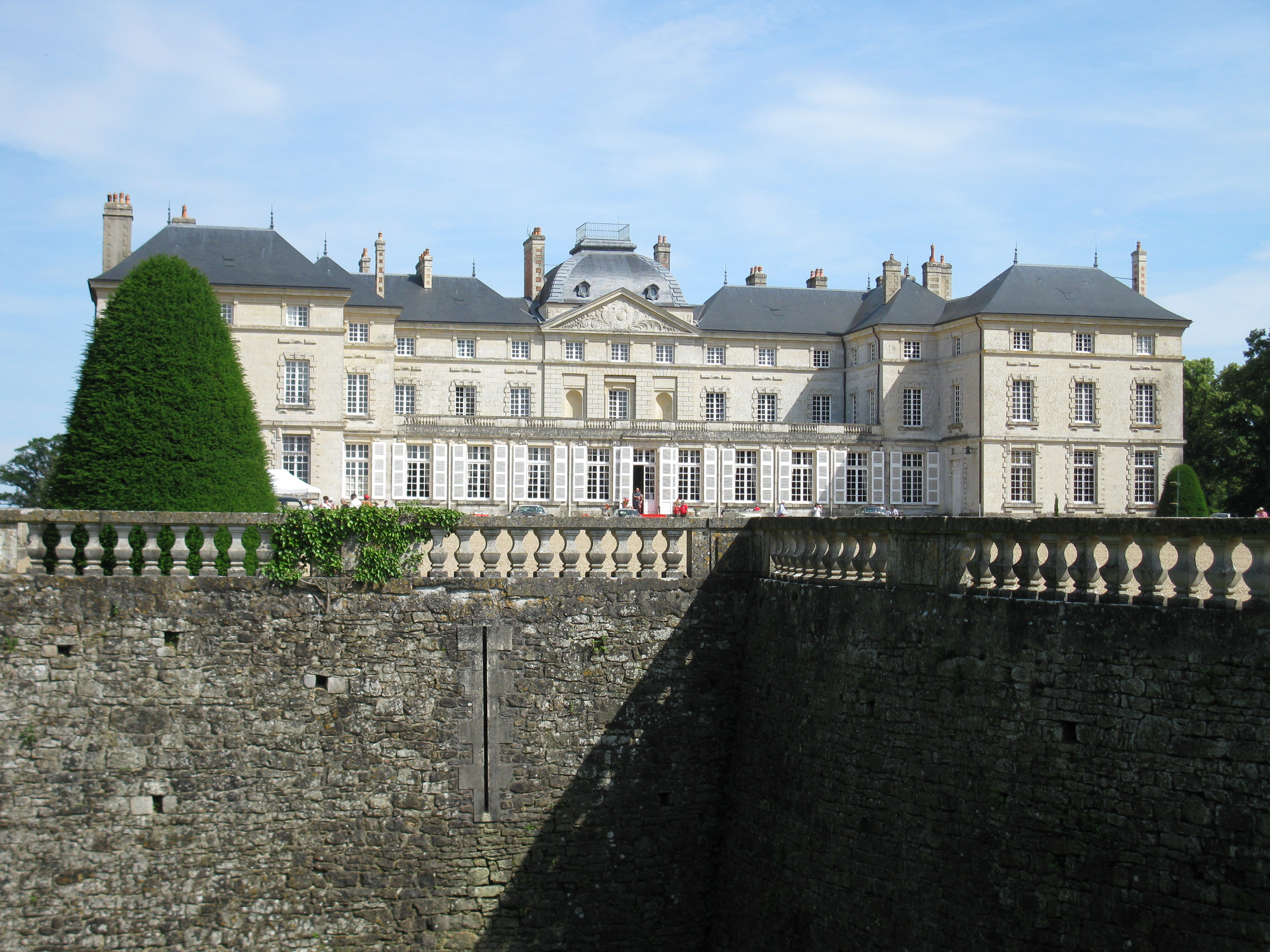
Le château de Sourches, exemple d'architecture néo-classique du XVIIIe siècle.

La province reste cependant une terre assez pauvre, soumise aux famines, qui surviennent cinq fois au XVIIIe siècle. La grande majorité de la population vit de l'agriculture et doit travailler sur des terres à faible rendement, comme dans le Bas-Maine où les jachères durent six ans en moyenne, ou dans le Haut-Maine alors largement couvert de landes ingrates qui ne conviennent qu'au pacage des moutons. Ces landes commencent pourtant à disparaître à la fin du XVIIIe siècle, lorsque les grands propriétaires les livrent à la culture ou les plantent de pins maritimes. Au XVIIe siècle et au XVIIIe siècle, la culture de l'orge, de l'avoine, du seigle et du sarrasin domine dans le Maine, le seigle et le sarrasin étant tout particulièrement présents dans le Bas-Maine, surtout dans le Nord aux sols moins favorisés. Jusqu'à la Révolution, le Maine est sujet à une guérilla perpétuelle entre les gabelous, chargés de la collecte de la taxe sur le sel, et les faux-sauniers qui font passer du sel de contrebande de Bretagne. L'Église possède sous l'Ancien régime des biens importants dans le Maine, surtout détenus par les abbayes qui ont pourtant de faibles effectifs (environ 720 personnes dans le clergé régulier à la fin du XVIIIe siècle contre plus de 2 000 ecclésiastiques pour le clergé séculier). Le clergé régulier est peu apprécié de la population, au contraire des curés de village qui deviennent souvent maires après 1789. La noblesse, également peu nombreuse (environ 400 familles), possède aussi de nombreux biens, et compte beaucoup de bourgeois anoblis. Tandis que la plupart des nobles vivent plutôt modestement sur un domaine limité, certaines familles comme les La Trémoille qui ont le comté de Laval dominent plusieurs dizaines de paroisses.

### Époque contemporaine

#### Révolution

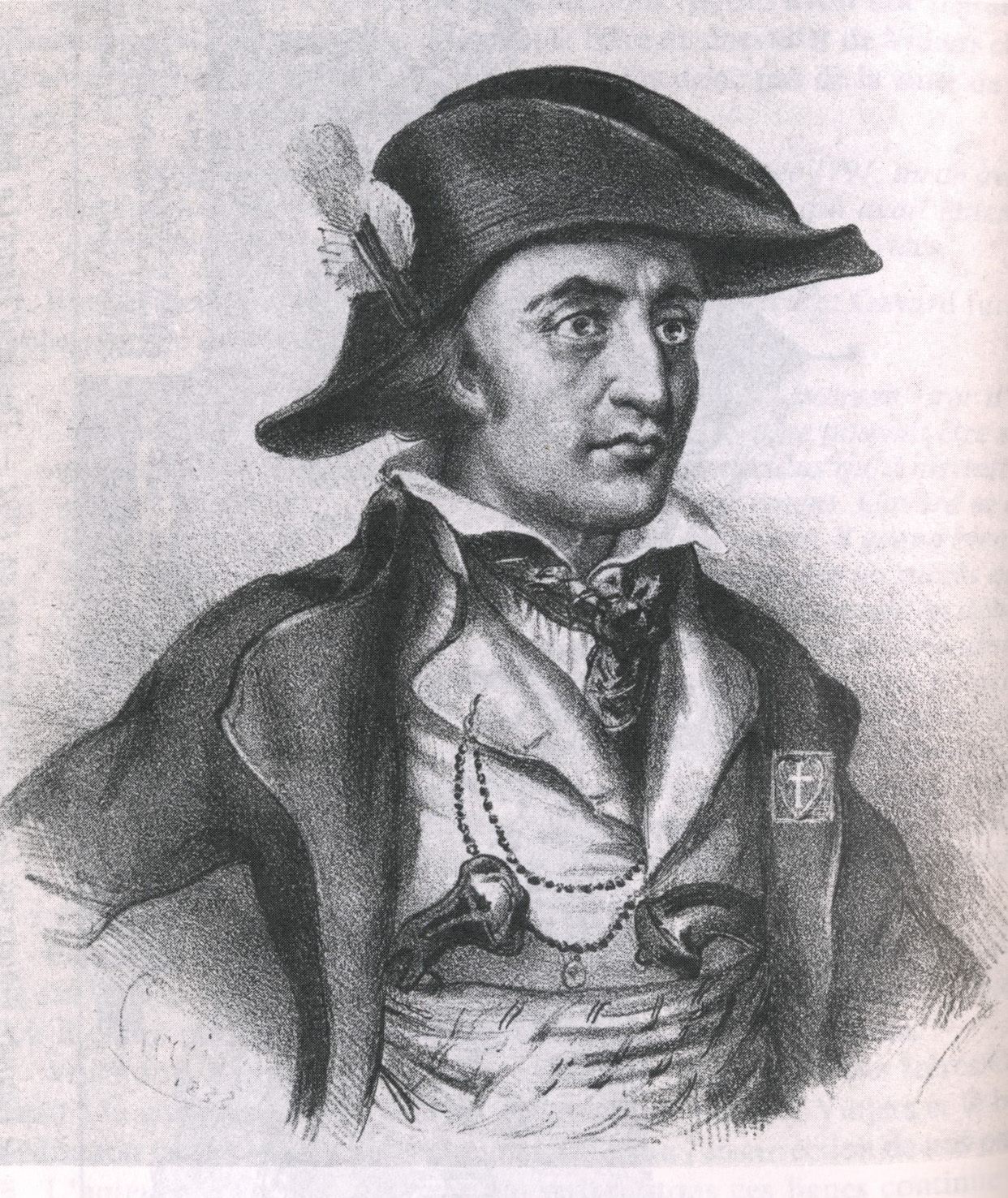
Jean Chouan.

La Révolution arrive alors que le Maine accumule les difficultés économiques, à cause d'hivers rigoureux responsables de disettes et de la décadence de l'industrie textile, notamment chez les étaminiers du Mans. La prise de la Bastille est suivie d'une émeute le 19 juillet 1789 au Mans et la Grande Peur, venue du Perche, entraîne des saccages et des massacres. Le Maine disparaît en même temps que les autres provinces en 1790, lorsque sont créés les départements. Le dépeçage de la province ne rencontre pas de difficultés, si ce n'est dans les paroisses centrales, qui sont laborieusement départagées entre la Mayenne et la Sarthe. La Mayenne est formée à partir du Bas-Maine, amputé cependant de sa partie nord-ouest, et d'une partie de l'Anjou. Le nouveau département, relativement petit, est dessiné selon des critères économiques, puisqu'il correspond à la zone de production du lin. En revanche, la Sarthe est conçue pour former un territoire bien arrondi autour de son chef-lieu, Le Mans, ville d'importance située au carrefour de régions fort différentes, entre les herbages du Nord et les coteaux viticoles du Sud.

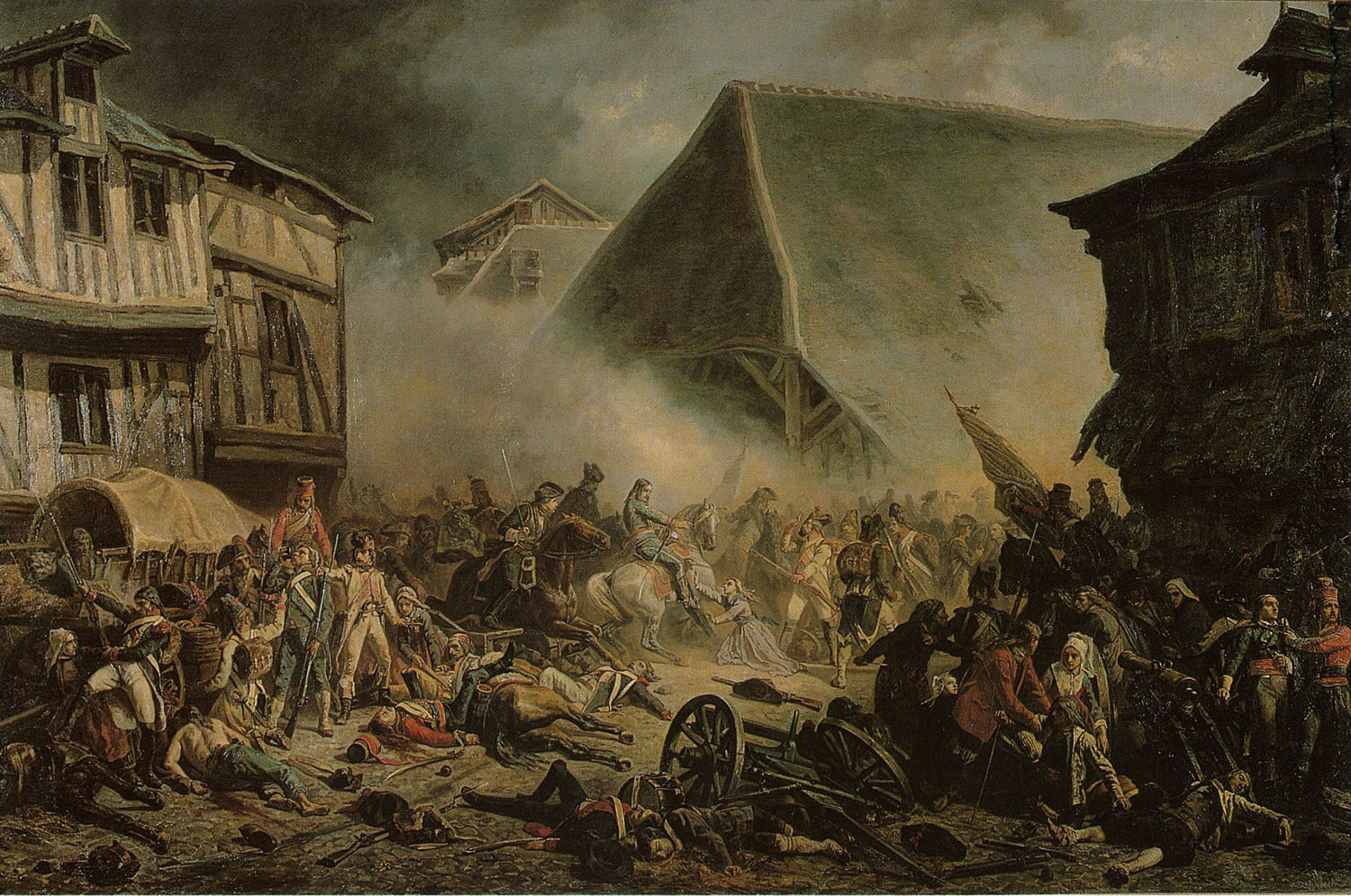
La bataille du Mans en 1793.

Si la vente des biens du clergé est bien accueillie par la population, la constitution civile du clergé est impopulaire. La suppression des communautés religieuses entraîne le déclin des villages qui en dépendaient, tandis que l'industrie textile s'effondre. En Mayenne, des villages entiers s'opposent au tirage au sort de soldats et la chouannerie éclate dès 1792, parmi les anciens faux-sauniers déjà rôdés à la guérilla. Le mouvement doit d'ailleurs son nom à un Mayennais, Jean Chouan. Il concerne aussi l'ouest de la Sarthe, autour de Sillé et Sablé, mais le reste du département est tout acquis aux Républicains. En 1793, l'armée royaliste vendéenne, dans sa Virée de Galerne qui doit lui permettre d'obtenir des renforts britanniques à Granville, traverse la Mayenne sans encombre, mais elle est mise en échec en Normandie et doit se replier en décembre 1793 et elle est largement décimée par les Révolutionnaires lors de la bataille du Mans. Les tentatives de pacification de la chouannerie en 1794 et 1795 sont sans effet, et le mouvement, qui s'étend aussi en Bretagne et en Normandie, ne diminue qu'après l'arrivée du général Hoche et la reconnaissance de la liberté de culte en 1796. Un sursaut a lieu en 1799, lorsque les Chouans menés par le comte de Bourmont s'emparent du Mans.

#### De l'Empire à 1939

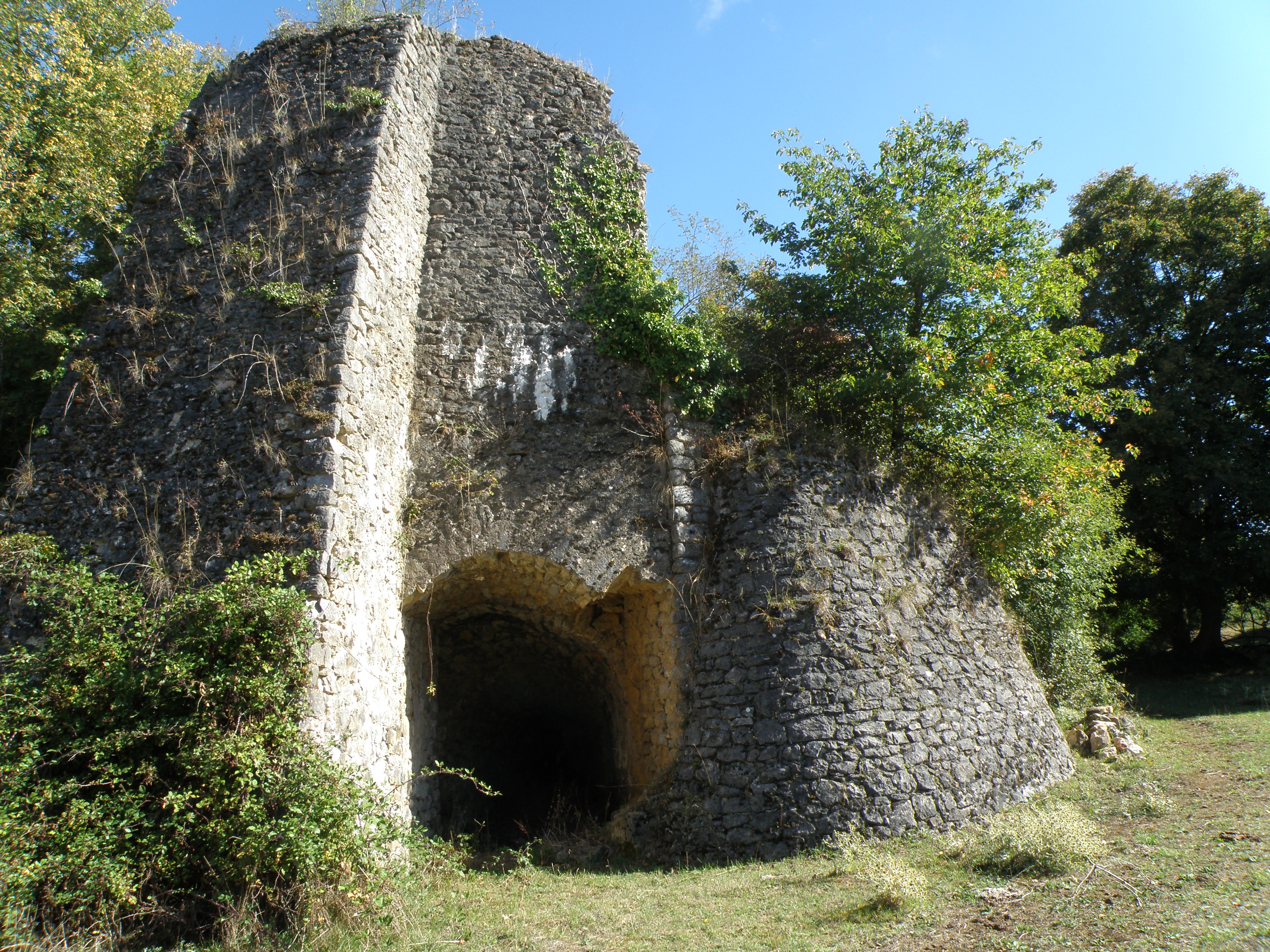
Four à chaux à La Bazouge-de-Chemeré.

Sous l'Empire, le Maine est encore une région instable, victime du brigandage et des activités éparses de la Chouannerie. Le blocus continental empêche les exportations de toile, et l'industrie textile est moribonde. En Mayenne, des tisserands tentent de se convertir dans le tissage du coton ; des manufactures voient le jour à Fontaine-Daniel et à Laval. Dans la Sarthe, la production d'étoffe a presque disparu dès 1815, mais l'industrie chanvrière, aux débouchés surtout locaux, se maintient jusqu'à la fin du XIXe siècle, connaissant même son apogée sous le Second Empire. Avec la disparition progressive de l'industrie textile, la Mayenne et la Sarthe perdent leur vocation industrielle et deviennent des départements fortement agricoles. Comme dans de nombreux départements ruraux, la croissance démographique entraîne l'exode rural, surtout marqué en Mayenne. La désindustrialisation se poursuit au fil du XIXe siècle, chaque secteur disparaissant l'un après l'autre, victime de la concurrence. La métallurgie, qui était auparavant représentée par de nombreuses forges, disparaît presque complètement après le traité de libre-échange franco-britannique de 1860. Dans le même temps, l'agriculture connaît une certaine modernisation. Des innovations comme le chaulage permettent de bonifier les terres ingrates et de supprimer la jachère. Les fours à chaux se multiplient – la Mayenne en compte 88 en 1831, mais ils disparaissent à la fin du siècle.
La Restauration est bien accueillie. La Chouannerie réapparaît momentanément lors du soulèvement de 1832 mené par la duchesse de Berry. Tandis que sous la monarchie de Juillet la majorité de la Sarthe se range derrière les partis libéraux et démocrates, la Mayenne reste une terre farouchement légitimiste. En 1900, alors que le radical Joseph Caillaux est député de la Sarthe, la Mayenne n'a encore que des députés royalistes ou conservateurs.

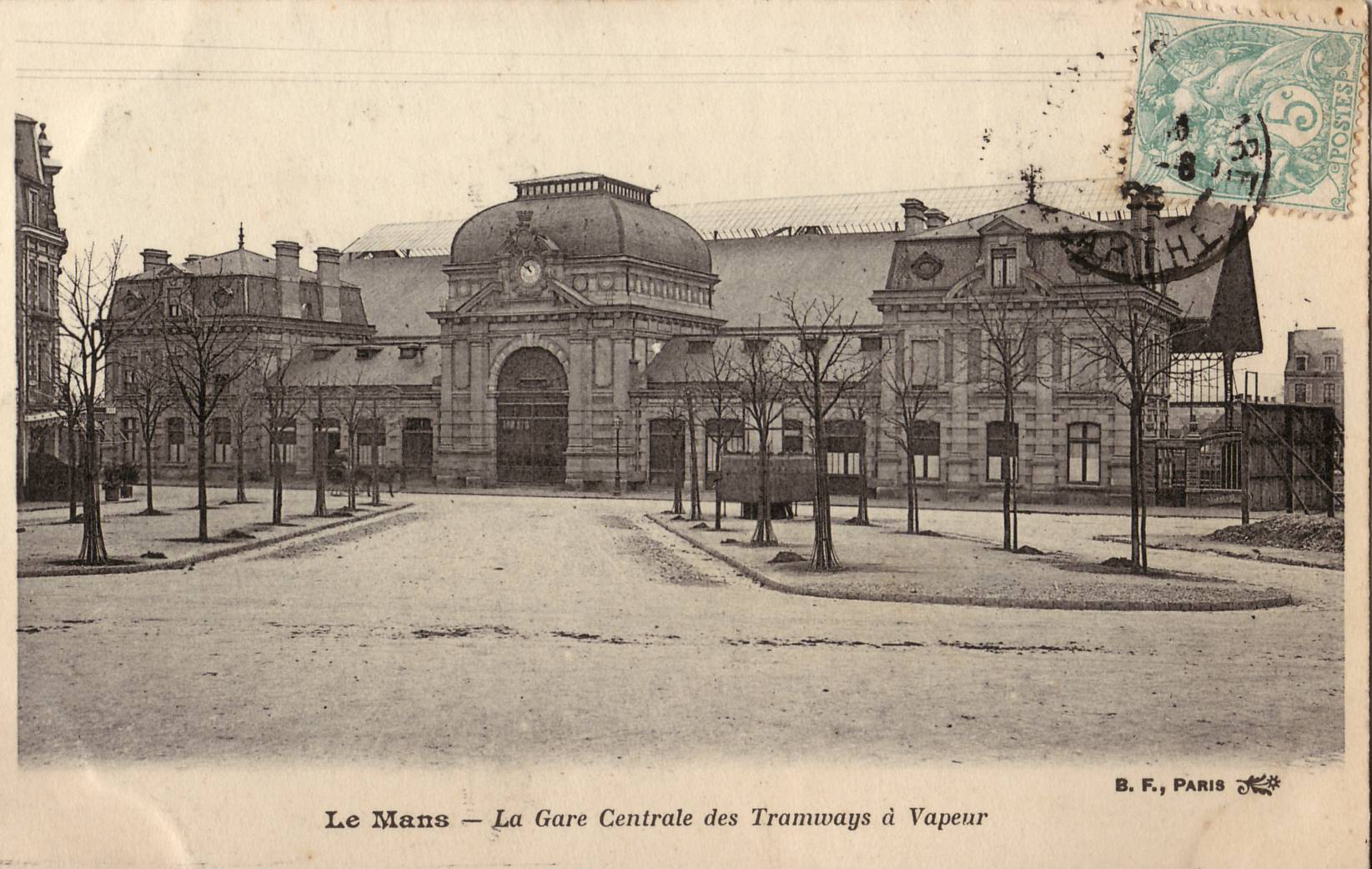
La gare des tramways du Mans.

La ligne de Paris-Montparnasse à Brest atteint Le Mans en 1854, puis Laval l'année suivante, et le réseau ferroviaire est rapidement complété par de nombreuses autres lignes et par des tramways départementaux. La création des chemins vicinaux brise l'isolement séculaire des campagnes. Bien que la région demeure très rurale, Le Mans connaît cependant une croissance démographique très forte dès les premières décennies du XIXe siècle. Les installations portuaires sur la Sarthe et son étoile ferroviaire lui permettent de s'imposer comme la « plaque tournante de l'Ouest » et de développer de nouvelles industries, et la population passe de 19 000 habitants en 1819 à 100 000 en 1946. Dans la région, seule Rennes a un développement comparable, Angers et Tours ont une croissance bien plus modérée. L'industrie mancelle est notamment représentée par l'automobile (Bollée puis Renault) ou l'armement (Manurhin), tandis que le secteur tertiaire émerge avec l'apparition de sociétés d'assurance.

#### Depuis 1939
Lors de la Seconde Guerre mondiale, les Allemands traversent le Maine en se dirigeant vers la Bretagne et arrivent en Mayenne le 17 juin 1940. Le camp de Mulsanne, construit par les Nazis, accueille des prisonniers, puis des nomades et des Juifs. La Résistance commence ses actions en juin 1944 avec l'organisation d'un maquis à Lignières-Orgères. Au même moment, Le Mans et Laval sont touchés par plusieurs bombardements alliés. Les Américains arrivent dans le Nord de la Mayenne en août 1944 et doivent mener une bataille de quelques jours avant de prendre la ville de Mayenne le 12 août. Entre-temps, ils entrent dans la Sarthe le 7 août. Le Maine est entièrement libre le 12,.
Après la guerre, Le Mans poursuit son développement, notamment grâce à l'essor de ses usines Renault qui emploient plus de dix mille personnes en 1970. La ville se dote d'un centre universitaire en 1960, tandis que le centre-ville est transformé par l'ouverture de la Percée Centrale. Pendant les années 1950, l'agriculture commence à se mécaniser. L'exode rural, important au début du XXe siècle, diminue, mais les anciennes industries, comme le textile, la métallurgie ou la verrerie disparaissent tout à fait, laissant des territoires ruraux qui ne peuvent plus compter que sur l’agriculture. La Mayenne parvient partiellement à rattraper son retard économique par l'implantation d'usines agro-alimentaires tirant partie de la qualité des élevages locaux, notamment spécialisées dans la production laitière. La construction de l'autoroute A81 et de la LGV Atlantique intègrent définitivement la région au réseau national. La Sarthe est tirée par l’agglomération mancelle qui profite de sa proximité avec la région parisienne ainsi que des infrastructures routières et ferroviaires pour attirer entreprises technologiques et tertiaires, tandis que les zones rurales maintiennent une activité agricole et agroalimentaire variée (volailles, lait).

## Politique et administration

### Sous l'Ancien régime

#### Pouvoir spirituel

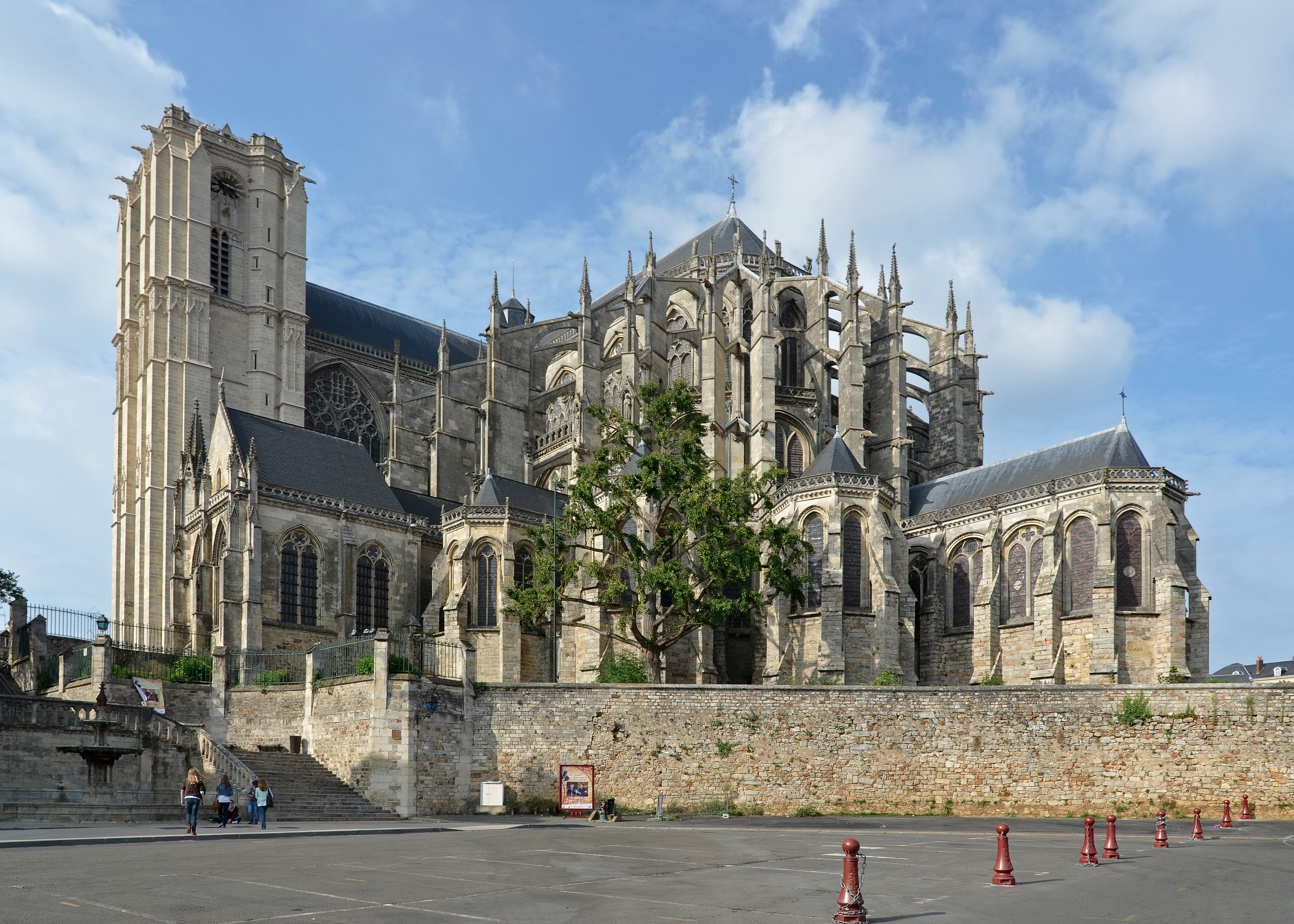
La cathédrale Saint-Julien du Mans.

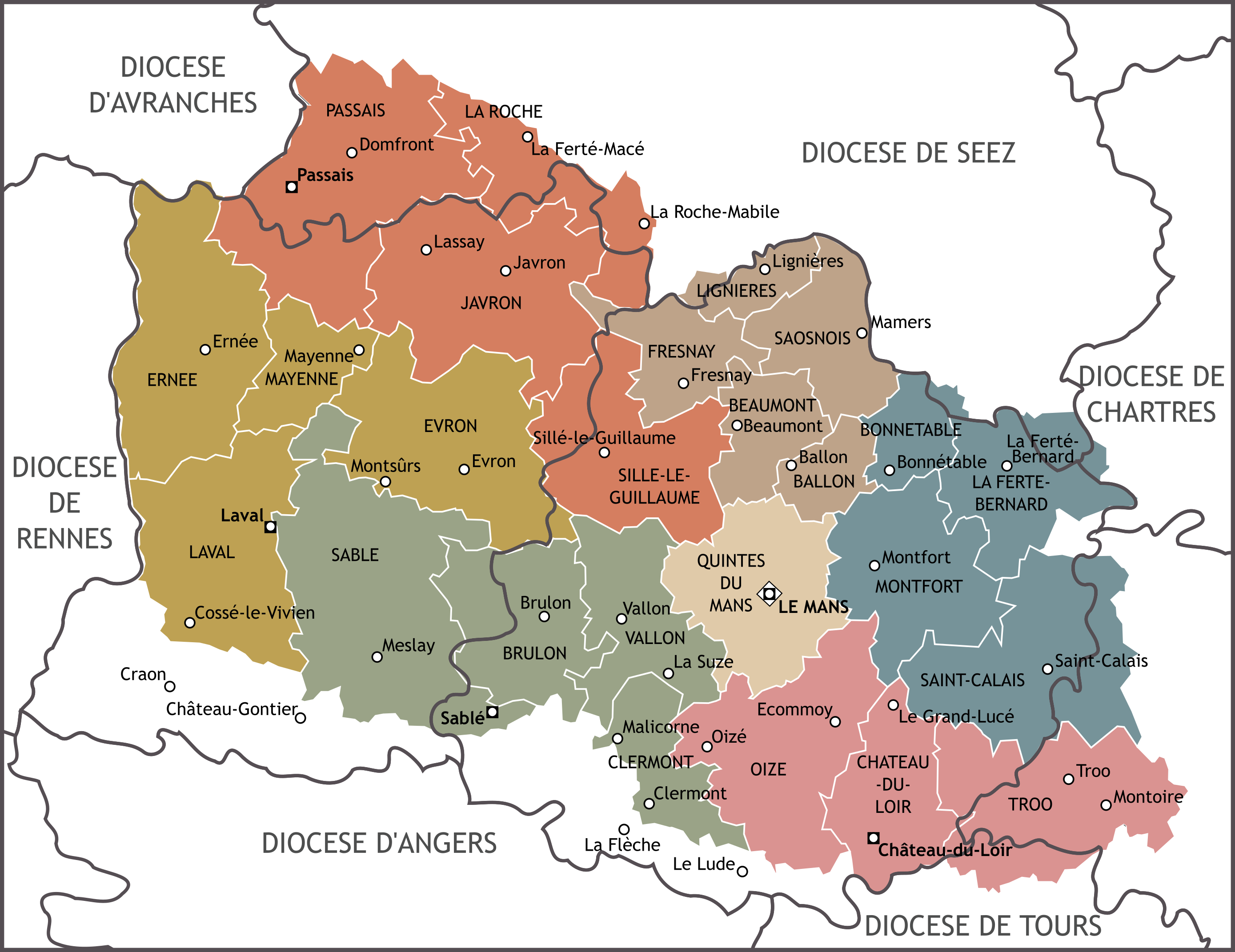
L'ancien diocèse du Mans avec ses doyennés et archidiaconés.

Le diocèse du Mans, créé dès la fin de l'époque romaine, est la plus ancienne circonscription qui existe dans le Maine sous l'Ancien régime, et aussi celle qui est la plus stable. Ce diocèse couvre l'ensemble de la province, et s'étend même au-delà, sur des paroisses qui ont pu faire partie du Maine à une certaine époque, comme le Passais autour de Domfront, uni à la Normandie par Guillaume le Conquérant, ou la vallée du Loir autour de Troo et Montoire, saisie par les comtes de Blois et de Vendôme au XIIIe siècle. Le diocèse du Mans s'étend également sur plusieurs paroisses angevines, telles Cossé-le-Vivien ou Grez-en-Bouère, ou aux environs de La Flèche, qui ont été perdues par les comtes du Maine au XIe siècle.
Suffragant de l'archidiocèse de Tours, le diocèse du Mans est d'abord divisé en archiprêtrés, qui sont remplacés au XIIIe siècle par sept archidiaconés regroupant chacun un certain nombre de doyennés. Il existe un grand archidiaconé qui couvre les doyennés de Fresnay, du Saosnois, de Beaumont, Ballon et Lignières-la-Carelle, un archidiaconé de Montfort couvrant les doyennés de Montfort, Bonnétable, La Ferté-Bernard et Saint-Calais, un archidiaconé de Château-du-Loir regroupant les doyennés de Château-du-Loir, Troo, et Oizé, un archidiaconé de Sablé (Sablé, Brûlon, Vallon et Clermont), un archidiaconé de Laval (Laval, Ernée, Mayenne et Évron), et un archidiaconé de Passais (Passais, La Roche-Mabile et Javron). Les paroisses aux alentours du Mans forment le doyenné des Quintes (périmètre de cinq lieues autour de la ville). Plusieurs doyennés sont créés au XVIIIe siècle par démembrement des doyennés existants : Passais est divisé en « Passais au Maine » et « Passais en Normandie », Lassay est détaché de Javron, La Chartre est séparé de celui de Troo, Sablé est scindé en un doyenné « en deçà de l'Ouette » et un autre « au-delà de l'Ouette ».
Le Maine compte plusieurs grandes abbayes qui contrôlent chacune de vastes territoires. La plus importante est l'abbaye Saint-Vincent du Mans, talonnée par l'abbaye Saint-Pierre de la Couture, qui se trouve dans la même ville. Les deux appartiennent à l'ordre bénédictin, et sont à l'origine de la fondation de l'abbaye Notre-Dame d'Évron. Chacune de ces abbayes possède des prieurés à travers le diocèse, tout comme d'autres abbayes externes à la province, notamment l'abbaye de Marmoutier qui possède ainsi les prieurés de Ballée, Bouère, Laval ou Louvigné. En ce qui concerne l'ordre cistercien, le Maine est sous l'influence de l'abbaye normande de Savigny, qui tient les abbayes de Champagne et Tironneau, de l'abbaye angevine de Loroux dont dépend Bellebranche, ainsi que des maisons-mères de Cîteaux (Perseigne et l'Épau) et de Clairvaux (Clermont).

#### Féodalité et noblesse

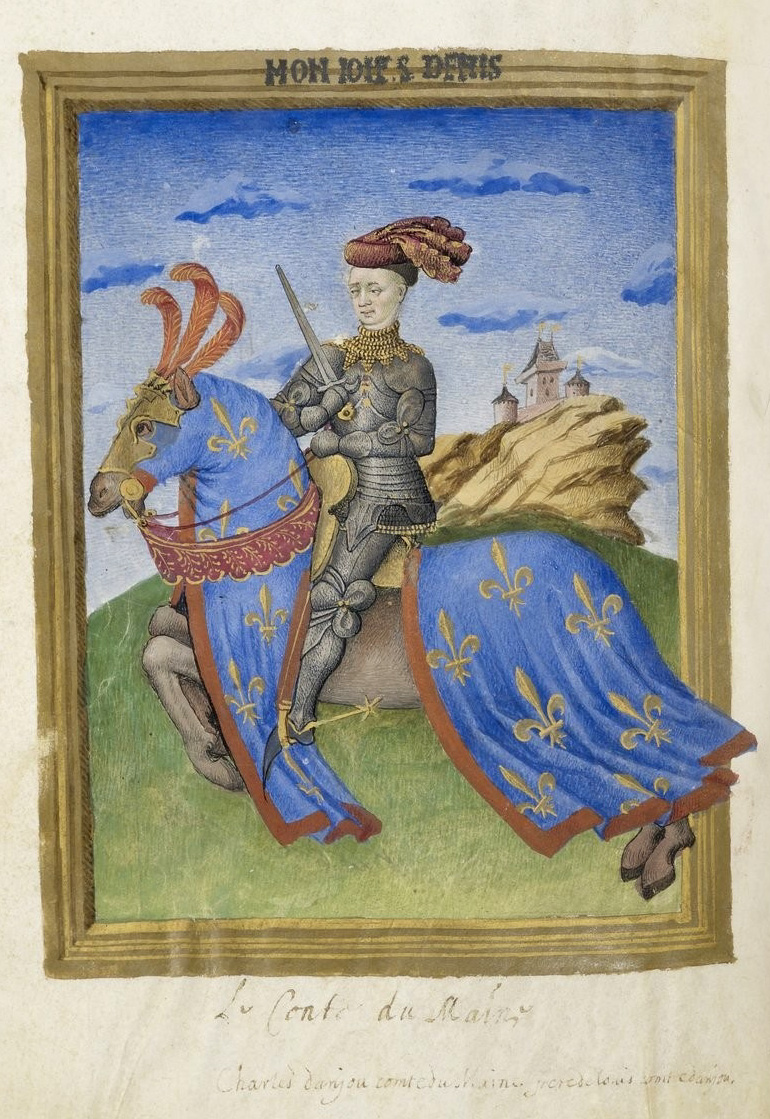
Charles IV du Maine.

La gouvernance du Maine est dans un premier temps aux mains des comtes du Maine, qui sont vassaux du roi de France mais jouissent de fait d'une grande autonomie. La couronne comtale est dans les mains des Plantagenêts, déjà comtes d'Anjou, du début du XIIe siècle au début du XIIIe siècle avant de revenir au domaine royal français. Les rois font ensuite du Maine et de l'Anjou des terres d'apanage, données à des frères cadets, qui parviennent à se constituer de véritables royaumes, comme Charles Ier, frère de Saint Louis, à l'origine de la maison d'Anjou-Sicile. À nouveau réunis au domaine royal sous les Valois, l'Anjou et le Maine sont donnés en apanage à Louis Ier, frère de Charles V, et fondateur de la maison de Valois-Anjou. L'Anjou et le Maine connaissent un destin différent à partir de 1434, lorsque le Maine est donné à un cadet du duc d'Anjou, Charles IV. Son fils Charles V lui succède mais la lignée s'éteint avec lui et le comté retourne dans le giron royal. Par la suite, le Maine est à nouveau donné en apanage à diverses reprises, mais il n'a plus de signification politique et ne sert qu'à assurer un revenu via des rentes et redevances seigneuriales. Il est offert avec le duché d'Anjou au futur Henri III puis à son frère François, à Gaston d'Orléans, et à Monsieur frère de Louis XIV. De 1771 à la Révolution, le comté du Maine appartient au comte de Provence, futur Louis XVIII, avec le duché d'Anjou, le comté du Perche et celui de Senonches. Par ailleurs, le titre de « duc du Maine » est donné à l'aîné des enfants légitimés de Louis XIV et de la marquise de Montespan, Louis-Auguste.
La province est notamment marquée par la présence de trois très grandes seigneuries, les duchés-pairies de Beaumont et Mayenne, et le comté-pairie de Laval, ce dernier étant directement vassal du roi et non pas du comté du Maine. En 1697, le Maine compte aussi treize marquisats (Ballon, Courtanvaux, Gallerande, Gesvres, Lavardin, Lassay, Montfort, Sablé, Sourches, Sainte-Suzanne, Vassé, Vibraye et Villaines), quatre comtés (le Belin, Bresteau, La Suze et Tessé), trois vicomtés (Terchant, Neuvillette et Foulletorte) et le vidame du Mans. La province compte aussi un grand nombre de baronnies, dont deux baronnies-pairies (La Ferté-Bernard et Mondoubleau). Le Maine, tout comme l'Anjou, compte cependant peu de nobles par habitant, comparativement à d'autres provinces comme la Bretagne. En 1789, il n'y avait pas plus de 458 gentilshommes titrés dans le Maine.

#### Justice

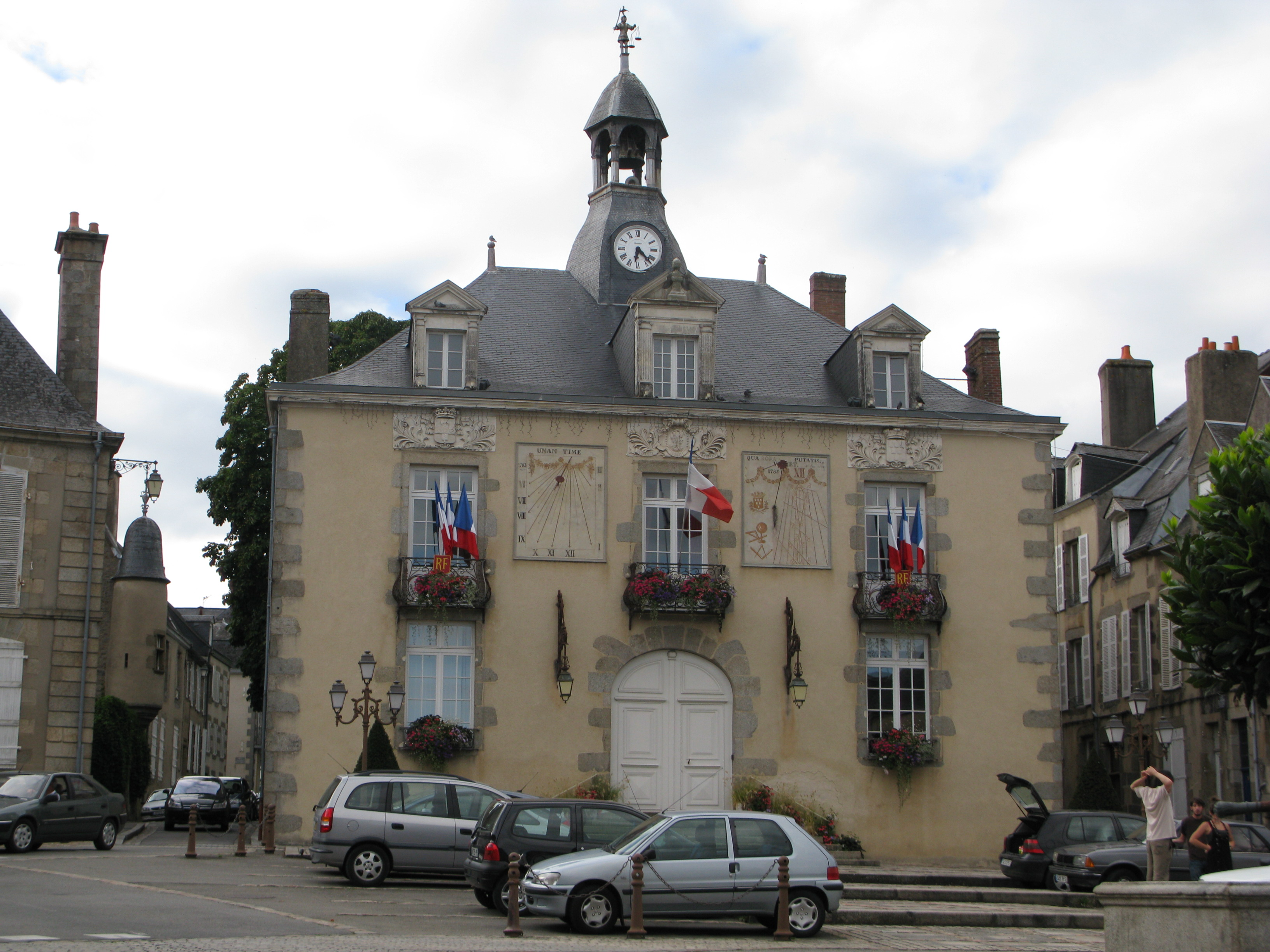
La Barre ducale à Mayenne, siège de la justice des ducs de la ville.

Comme de nombreuses autres provinces, et tout comme l'Anjou, la Touraine ou l'Orléanais, le Maine dépend du Parlement de Paris en ce qui concerne la justice. La province possède sa propre coutume, la Coutume du Maine, publiée en 1515. Un présidial, créé en 1552 pour renforcer le pouvoir royal, se trouve au Mans. Le Haut-Maine est dominé par la justice royale, qui cohabite cependant avec de nombreuses petites et moyennes justices seigneuriales. Dans le Bas-Maine, la justice royale est limitée aux sièges de Sainte-Suzanne et de Laval, la région étant dominée par la justice seigneuriale.
Écrasées par les grandes seigneuries de Mayenne et Laval, les petites et moyennes justices seigneuriales sont peu nombreuses dans le Bas-Maine. Le pouvoir royal a par ailleurs tenté de conforter son implantation en créant un présidial à Laval en 1635, mais le comte a fait échouer ce projet, et le présidial est finalement établi à Château-Gontier. Ce présidial angevin permet tout de même à la justice royale de gagner une certaine influence sur le Bas-Maine. L'importance de la justice royale dans le Haut-Maine s'explique par son histoire féodale : les seigneuries de Mamers, Beaumont-sur-Sarthe, Fresnay-sur-Sarthe et Sainte-Suzanne, ainsi que celle de La Flèche en Anjou, ont été héritées par Henri IV en 1584 puis rattachées au domaine royal. Le présidial de La Flèche est influent sur une partie du Haut-Maine.

#### Fiscalité

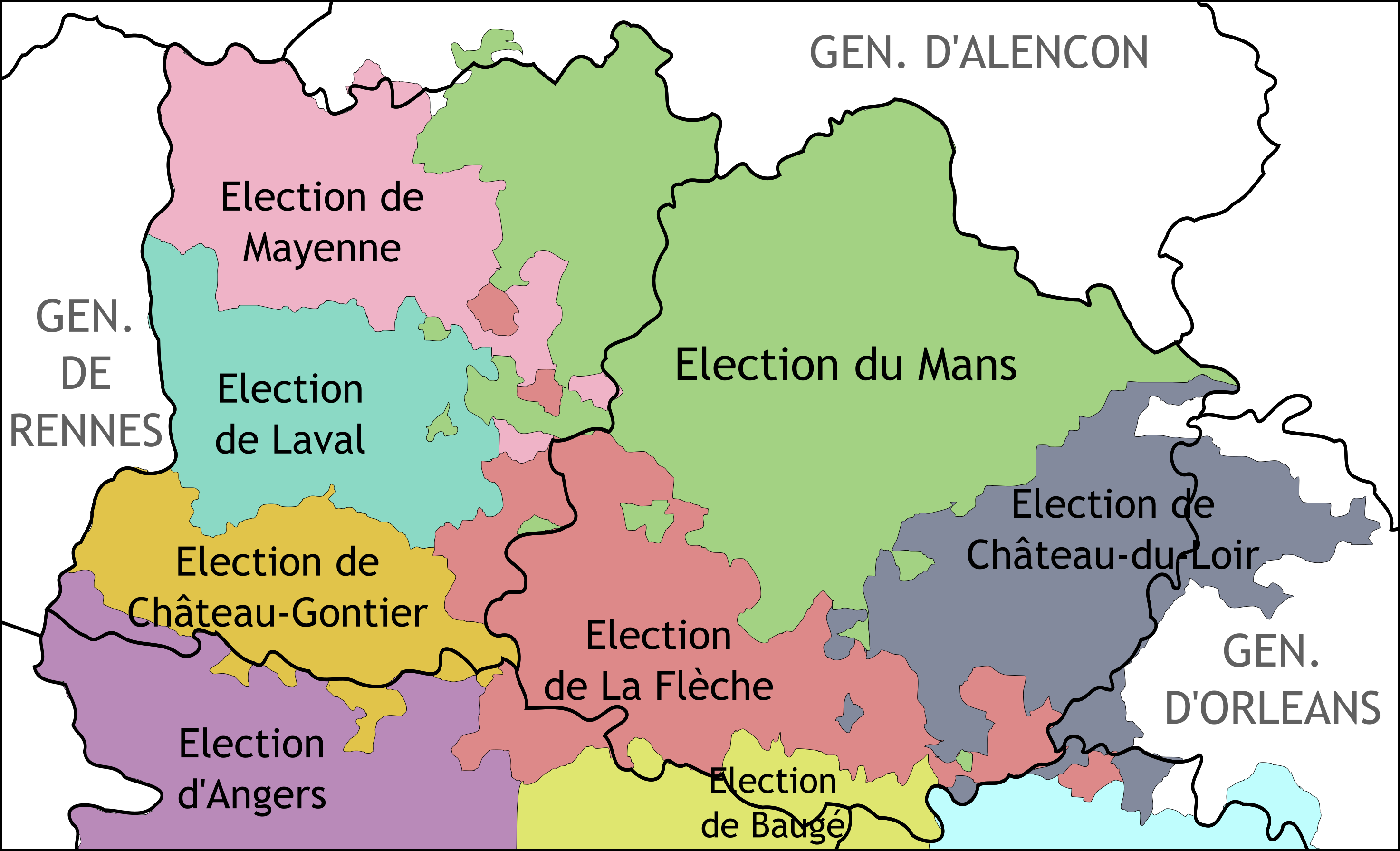
Les pays d'élection couvrant le Maine.

Le Maine, l'Anjou et la Touraine sont regroupés dans la généralité de Tours dès sa création au XVIe siècle. Cette circonscription, qui a pour rôle la collecte des impôts, est divisée en élections. À l'origine, le Maine comprend les élections de Laval et du Mans. Cette dernière est réduite sous Henri IV avec la création des élections de La Ferté-Bernard et de La Flèche, qui se trouve à cheval sur le Maine et l'Anjou (elle comprend 74 paroisses dans le Maine, 28 en Anjou). Les élections de Château-du-Loir et de Mayenne sont créées de la même façon sous Louis XIII, et l'élection de La Ferté disparaît en 1654. L'élection du Mans, qui s'étend sur 344 paroisses de Lassay-les-Châteaux à La Ferté-Bernard, demeure la plus étendue. Elle est d'ailleurs subdivisée au XVIIIe siècle avec la création de subdélégations à La Ferté-Bernard, Mamers, Beaumont-sur-Sarthe, Sillé-le-Guillaume et Villaines-la-Juhel.

#### Administration

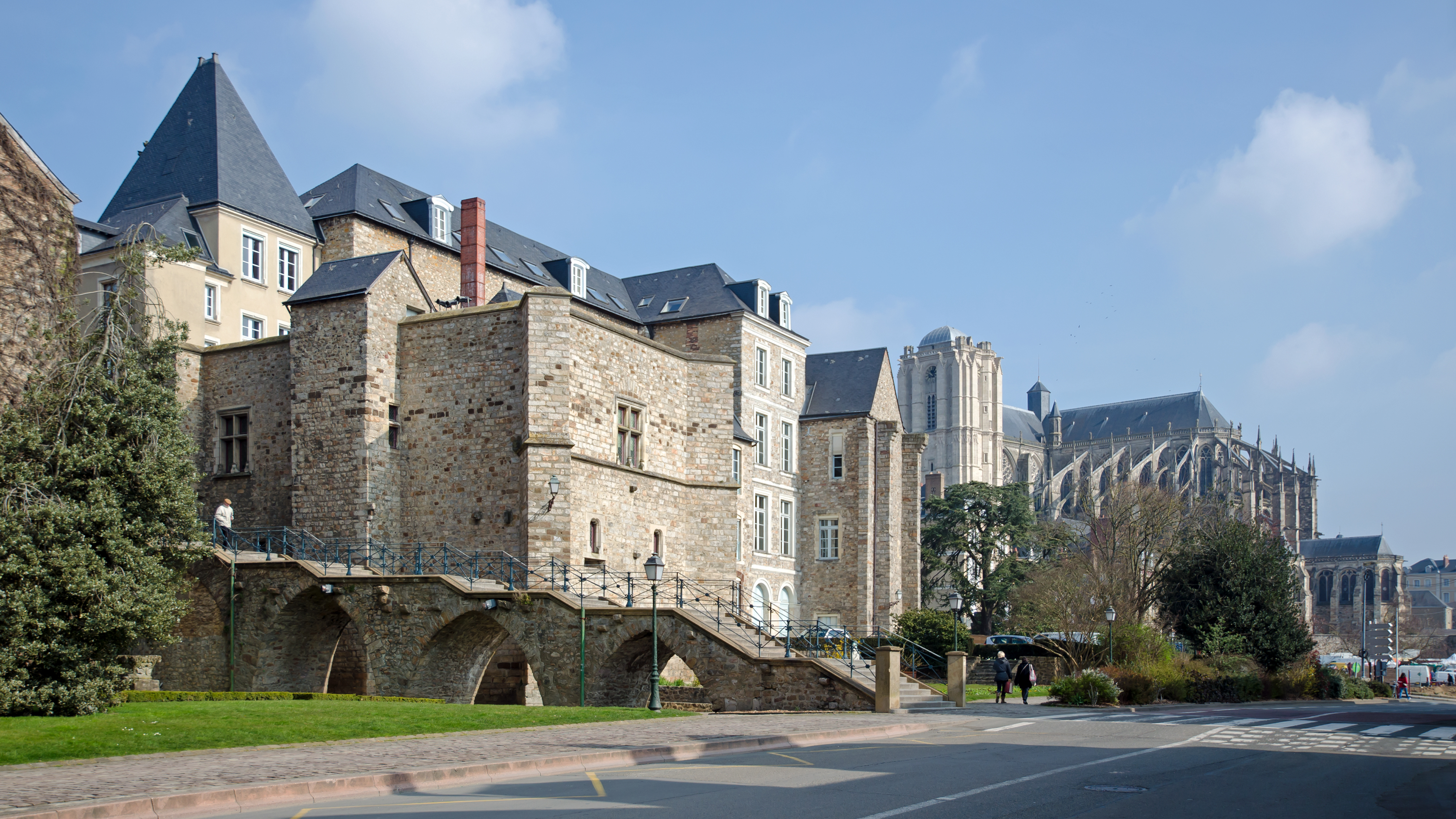
Le palais des comtes du Maine, qui sert d'hôtel de ville au Mans depuis François Ier (roi de France).

À l'époque moderne, le Maine est sous la responsabilité de l'intendant de la généralité de Tours. Les paroisses rurales ont leur syndic tandis que les villes (Le Mans, Laval, Mayenne, La Ferté-Bernard, Château-du-Loir, Saint-Calais, Beaumont-sur-Sarthe, Fresnay-sur-Sarthe et Ernée) ont chacune un hôtel de ville. L'état civil est sous la responsabilité des curés tandis que les baillis représentent l'autorité royale ou seigneuriale et exercent la police.
Le Maine possède jusqu'au XVIIe siècle des États provinciaux, à l'instar d'autres provinces du centre de la France comme l'Anjou, la Touraine ou l'Orléanais. Ceux-ci sont surtout convoqués pour débattre de la fiscalité. Le renforcement du pouvoir royal à partir d'Henri IV, puis l'extension du système des pays d'élection font que les États ne subsistent que dans les provinces extérieures comme la Bretagne. Ainsi, ceux du Maine ne sont plus convoqués, et disparaissent de fait. Pour pallier l'absence d'assemblée dans de nombreuses provinces, plusieurs gouvernements de la fin du XVIIIe siècle envisagent la création d'assemblées provinciales, mais celles-ci ne voient le jour qu'en 1787 et ne siègent qu'une seule fois avant la Révolution. Étant donné que la Maine fait partie d'une généralité regroupant deux autres provinces, les membres de son assemblée participent aussi à une assemblée générale à Tours.

#### Gouvernement militaire
Sous l'Ancien régime, la France est divisée en gouvernements ayant pour charge d'assurer la défense et la sécurité de leur territoire. Le Maine fait partie du gouvernement général du Maine, du Perche et du comté de Laval, qui couvre l'ensemble de la province ainsi qu'une partie du Perche (sans le Perche-Gouët qui est dans le gouvernement de l'Orléanais, et sans le Thymerais qui est dans celui de l'Île-de-France). Ce gouvernement général comprend plusieurs gouvernements particuliers, au Mans, Laval, Mayenne, Château-du-Loir et Mortagne-au-Perche. Au XVIe siècle, le royaume ne compte que douze véritables gouvernements, celui du Maine dépend du gouvernement d'Anjou-Touraine, qui fusionne vers 1570 avec celui d'Orléanais-Berry pour former un immense gouvernement orléanais. Par la suite, la volonté de contenter davantage de dignitaires tout en réduisant leur champ d'action entraîne le démembrement des gouvernements les plus étendus. Ainsi, l'Orléanais est démembré au XVIIe siècle du Berry, de l'Anjou, du Poitou et du Maine-Perche, qui retrouvent chacun leur gouvernement indépendant.

#### Limites

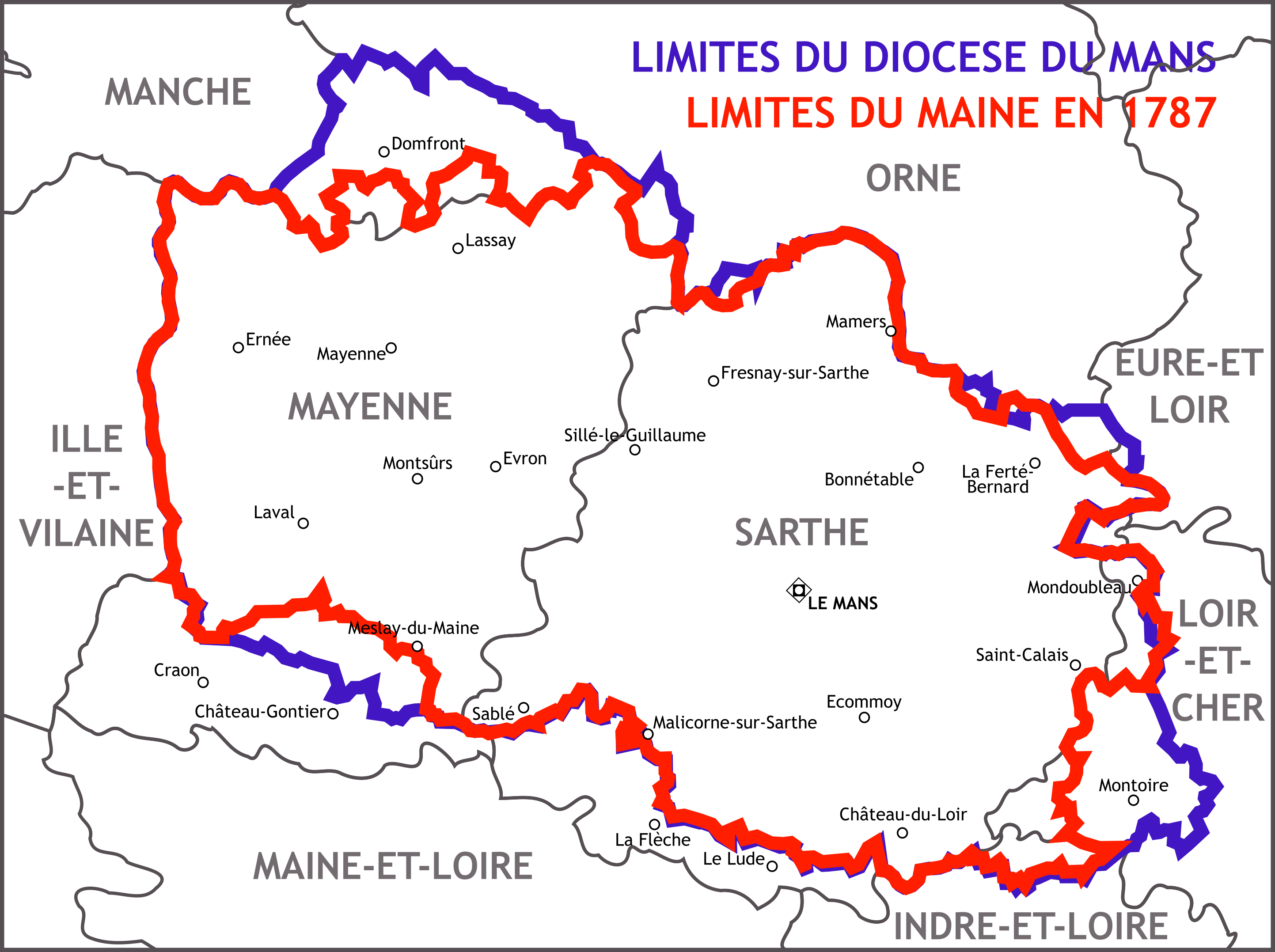
Comparaison entre les limites de l'ancien diocèse du Mans (en bleu), du périmètre de l'assemblée de 1787 (en rouge) et des départements contemporains (en gris).

Les limites du Maine ont toujours été relativement floues et fluctuantes, même lorsque la province a eu une existence officielle sous l'Ancien régime. Tandis que le diocèse du Mans a une structure stable dès le Moyen Âge, le comté du Maine, de création plus récente, fait face au Moyen Âge à de nombreuses instabilités. Après son rattachement définitif au domaine royal, il partage plusieurs juridictions, notamment des pays d'élection, avec des provinces voisines, ce qui gomme encore certaines limites. D'ailleurs, lors de la création des assemblées provinciales en 1787, il est particulièrement difficile de déterminer si certaines paroisses doivent relever de l'assemblée du Maine ou bien d'Anjou.
Seule la limite entre le Maine et la Bretagne est tout à fait claire et stable ; elle correspond à la limite contemporaine entre la Mayenne et l'Ille-et-Vilaine. Du côté de la Normandie, le Domfrontais fait partie du Maine jusqu'au XIe siècle, époque à laquelle il a été rattaché à la Normandie. Ses paroisses sont néanmoins restées dans le diocèse du Mans et il subsiste sur la nouvelle frontière un cas particulier : des paroisses mixtes qui ont des terrains dans le Maine et d'autres en Normandie. Il s'agit par exemple de Ceaucé, Madré, Sainte-Marie-du-Bois ou Saint-Fraimbault. La situation n'est pas abrogée lors de la Révolution, et les paroisses deviennent des communes mixtes, qui font partie et de la Mayenne et de l'Orne. Ce n'est qu'en 1832 que les communes sont départagées entre les deux départements. D'autre part, quelques communes normandes rattachées à la Sarthe en 1790 sont réunies à l'Orne en 1795, comme Saint-Céneri-le-Gérei et Héloup.
La limite avec l'Anjou est la moins claire. Il semble par exemple qu'avant Foulques Nerra, le Maine descend plus au sud, jusqu'à La Flèche, et que sa limite est ensuite fixée autour de Sablé et Malicorne. Néanmoins, à la fin du XVIIIe siècle, la frontière entre les deux provinces part de Beaulieu-sur-Oudon à l'ouest et descend vers le sud-est jusqu'à Saint-Denis-d'Anjou, pour ensuite passer au sud de Sablé et Malicorne, redescendre au sud jusqu'à Luché-Pringé, passer au nord du Lude pour retrouver le Loir en amont de Vaas. Ensuite, autour de Château-du-Loir, la limite provinciale suit la limite entre Sarthe et Indre-et-Loire. Ainsi, la Mayenne comprend une soixantaine d'anciennes paroisses angevines, principalement dans le sud-ouest, tandis que la Sarthe en compte une bonne vingtaine, cantonnées à sa frange méridionale. Du côté de l'Orléanais, à l'époque médiévale le Maine s'étend assez largement dans la vallée amont du Loir, jusqu'à Troo, Montoire-sur-le-Loir et Lavardin. Ces territoires sont perdus au XIIIe siècle mais sont conservés par le diocèse du Mans. En 1787, plusieurs paroisses du futur Loir-et-Cher sont encore considérées comme mainiotes, notamment Mondoubleau et Sargé-sur-Braye, ainsi que des paroisses aux confins du Loir-et-Cher et de l'Indre-et-Loire (Couture-sur-Loir, Sougé et alentours). Une petite portion de la Sarthe, autour de Montmirail, n'a jamais fait partie du Maine et se trouvait dans le Perche.

### Depuis 1789

#### Organisation territoriale

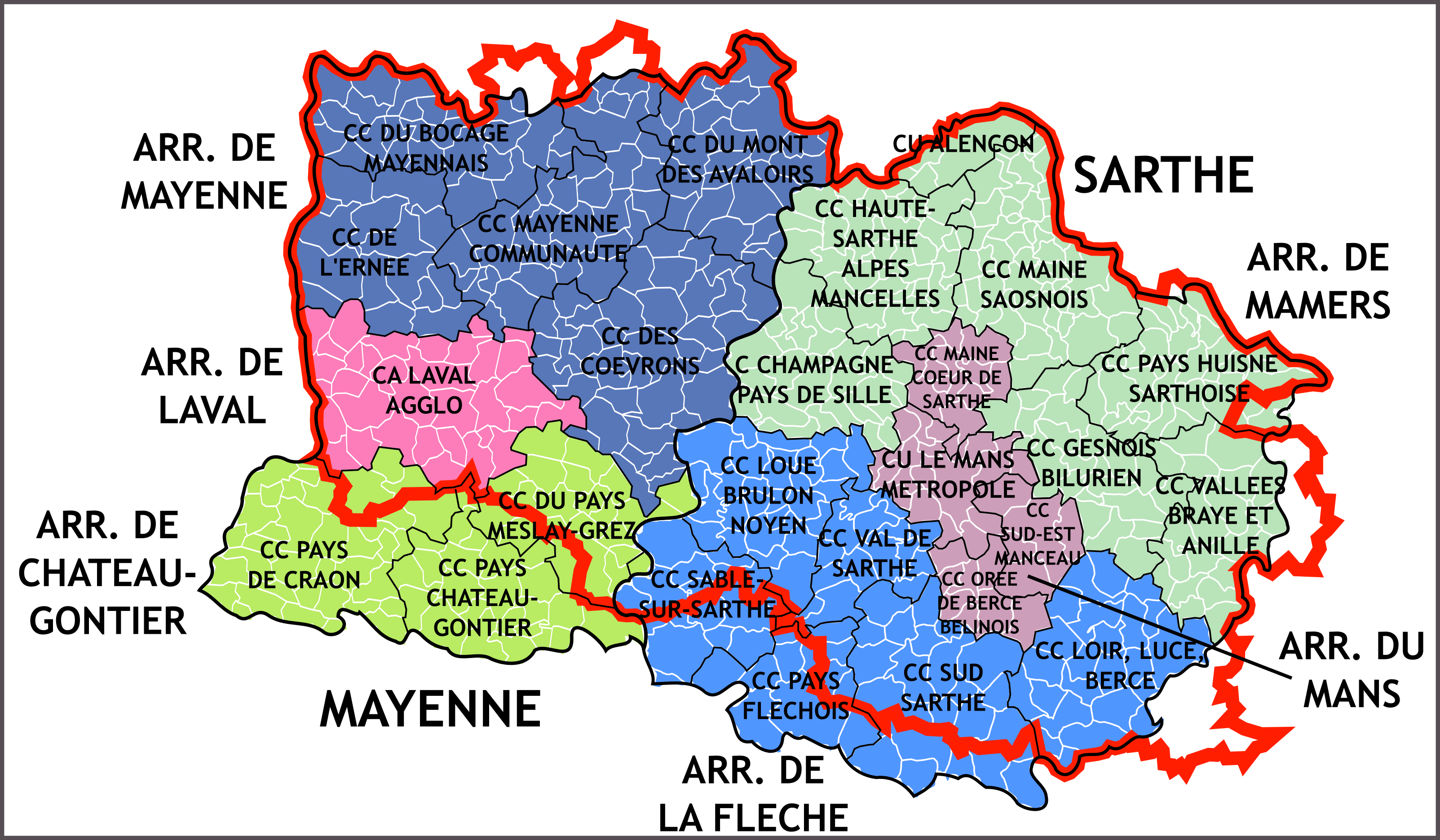
Les arrondissements et intercommunalités en Mayenne et Sarthe.

Le Maine, principalement partagé entre la Mayenne et la Sarthe, n'a plus d'existence officielle depuis la Révolution française. La Mayenne et la Sarthe ont chacune à leur tête un conseil départemental tandis qu'un préfet représente l'État dans chaque département. La préfecture de la Sarthe est Le Mans, celle de la Mayenne est Laval. Les deux départements sont chacun subdivisés en trois arrondissements (Le Mans, Mamers et La Flèche pour la Sarthe, Château-Gontier, Laval et Mayenne pour la Mayenne) correspondant chacun au ressort d'un sous-préfet). Si les tout premiers districts mis en place en 1790 suivaient approximativemet les limites des anciennes provinces dans le cas de la Mayenne (les districts de Craon et Château-Gontier regroupaient les communes angevines), les arrondissements ne suivent plus ces limites. La limite entre Maine et Anjou est cependant visible à nouveau dans la carte des intercommunalités mayennaises : la communauté de communes du Pays de Château-Gontier et celle du Pays de Craon rassemblent approximativement à elles-deux les communes historiquement angevines.
Dans la Sarthe, le souvenir du Maine est perpétré par le nom des communautés de communes du Maine Saosnois et du Maine Cœur de Sarthe. Plusieurs communes de Mayenne portent aussi le nom de la province : Châlons-du-Maine, Chevaigné-du-Maine, Le Bignon-du-Maine, Maisoncelles-du-Maine, Meslay-du-Maine, Saint-Denis-du-Maine, Saint-Ellier-du-Maine, Saint-Hilaire-du-Maine et la commune nouvelle de Val-du-Maine. Les quelques communes mainiotes qui sont dans le Loir-et-Cher font partie de l'arrondissement de Vendôme, et de la communauté d'agglomération Territoires Vendômois ainsi que de communauté de communes des Collines du Perche.
La Sarthe et la Mayenne sont dans le ressort de la cour d'appel d'Angers. Le Mans et Laval possèdent chacune un tribunal judiciaire, un tribunal de commerce, un tribunal pour enfants et un conseil de prud'hommes.

#### Appartenance aux Pays de la Loire
La Mayenne et la Sarthe ont été incluses dans la région des Pays de la Loire, dont les contours sont adoptés en 1960. L'existence de cette région a été régulièrement contestée depuis, principalement pour la question du rattachement de la Loire-Atlantique à la région Bretagne. Dans les propositions de découpage régionaux d'avant 1960, la Mayenne et la Sarthe sont par ailleurs assez peu souvent associées à la métropole nantaise, qui est relativement éloignée, et sont plutôt jointes soit à la Normandie ou au seul département de l'Orne, soit incluses dans un ensemble réunissant les anciennes provinces de la généralité de Tours avec le Maine-et-Loire et l'Indre-et-Loire. En 2014, pendant les débats qui ont précédé le redécoupage de nombreuses régions françaises, le maire d'Alençon, Joaquim Pueyo, a exprimé le souhait de voir la Mayenne et la Sarthe rejoindre la Normandie pour former une grande région Normandie-Maine. Le rattachement du Maine, et surtout de la Sarthe, à la région Centre-Val de Loire a également ses défenseurs depuis les années 1970. La fusion hypothétique des trois départements de Maine-et-Loire, Mayenne et Sarthe en un grand département Anjou-Maine est parfois évoquée également, tandis que leurs conseils départementaux respectifs mutualisent certaines compétences depuis la fin des années 2010.

#### Tendances politiques

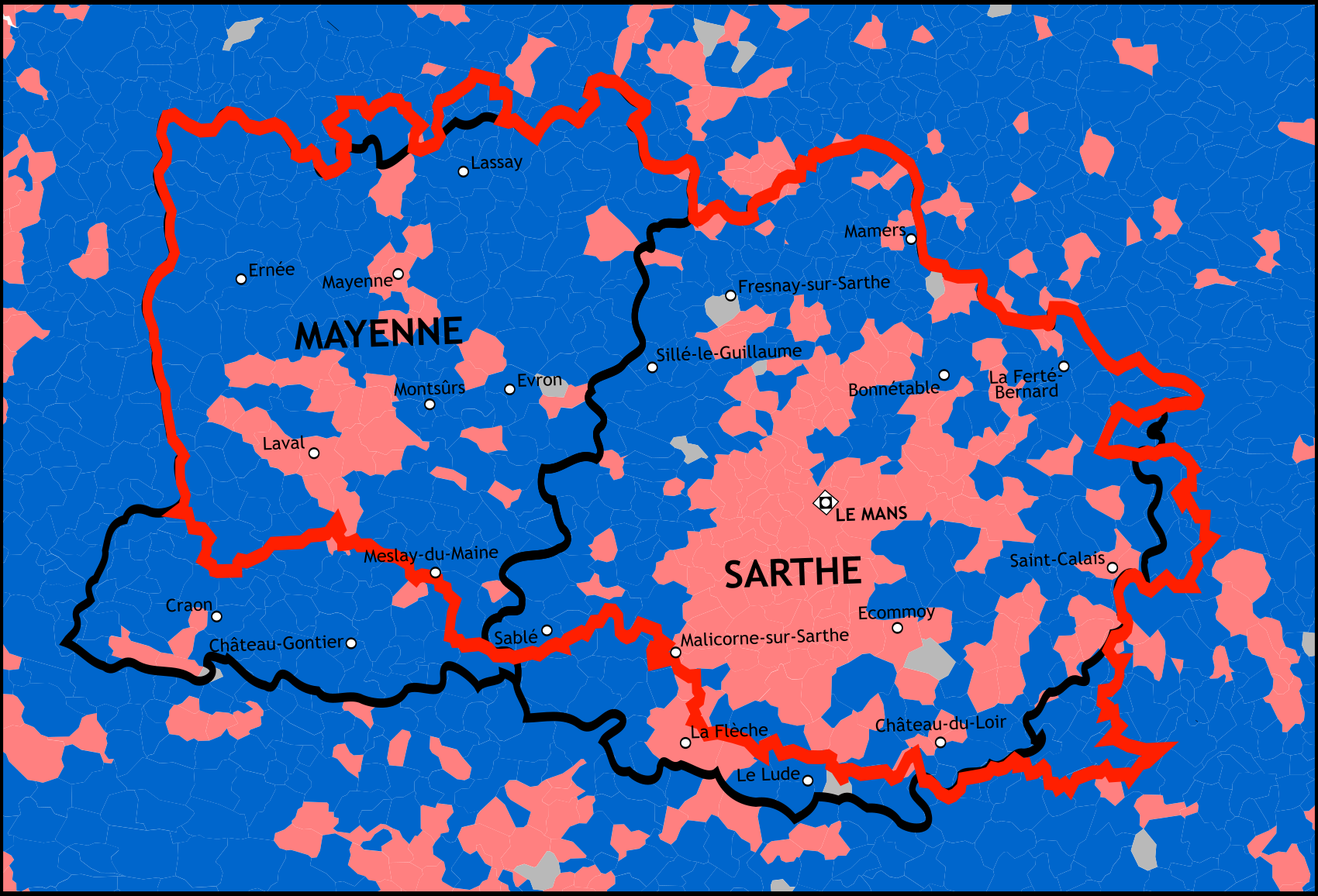
Résultats du second tour de l'élection présidentielle de 2012 ; en bleu les communes ayant majoritairement voté pour Nicolas Sarkozy, en rose pour François Hollande.

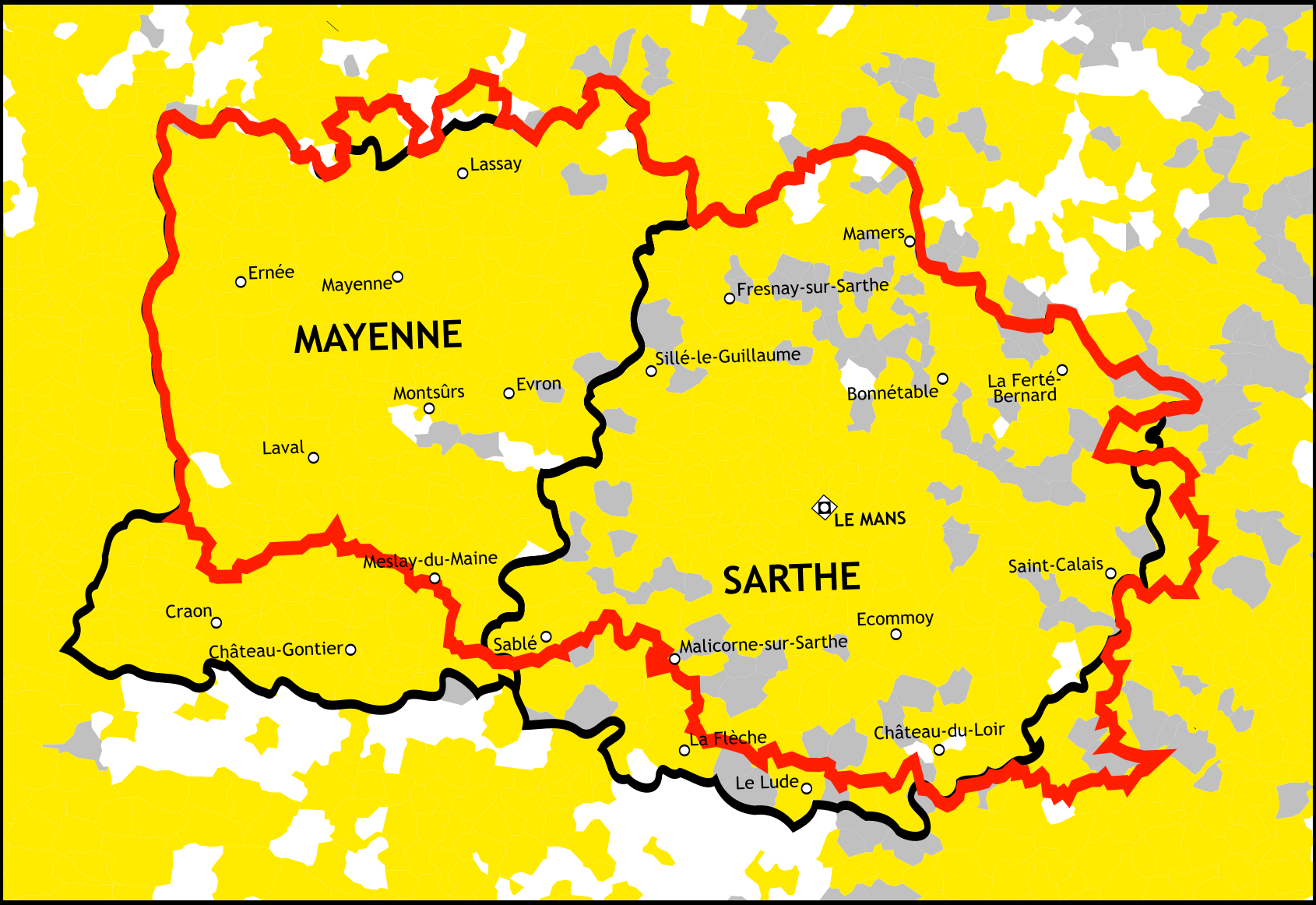
Résultats du second tour de l'élection présidentielle de 2017 ; en jaune les communes ayant majoritairement voté pour Emmanuel Macron, en gris pour Marine Le Pen.

Jusqu'aux Trente Glorieuses, le Maine présente un contraste assez important entre d'un côté la Sarthe qui est acquise aux partis républicains puis à la gauche, et la Mayenne, qui a été une terre royaliste et qui reste plus favorable aux partis de droite. Il faut ajouter à ce département la frange ouest de la Sarthe, située sur le massif armoricain, autour de Sillé-le-Guillaume, Conlie et Brûlon, qui partage les mêmes tendances politiques et se distingue nettement du reste de la Sarthe. D'une manière générale, l'Ouest du Maine se rapproche du Grand Ouest français, historiquement une terre de métayage, où la population est sous l'influence conjointe de l'Église et de la noblesse terrienne, et se montre méfiante à l'égard de la bourgeoisie citadine. En revanche, l'Est est une région plus riche, dont la base est constituée de petits propriétaires qui sont davantage tourné vers la capitale et ses idées progressistes,,.
En Mayenne, le royalisme initial a peu à peu cédé la place à un républicanisme conservateur mais toutefois modéré. Dans les années 1960, le préfet du département note « l’attachement des électeurs aux notables et au clergé, l’ignorance des conflits politiques et l’inorganisation des partis ». La Mayenne s'est d'ailleurs établie comme un bastion du centre-droit et de la droite modérée, la plupart des députés élus depuis les années 1960 appartenant au MRP, à l'UDR, à l'UDF, au RPR, puis à l'UDI et aux Républicains. Cependant, la gauche parvient à s'implanter dans les villes ainsi que dans les campagnes de l'Ouest, où l'électorat catholique se tourne vers les candidats modérés et pro-européens. Ce phénomène est également observable dans des départements voisins comme l'Ille-et-Vilaine ou la Loire-Atlantique. Dans la Sarthe, la clivage entre l'Est progressiste et l'Ouest conservateur a été bousculé à partir des années 1980 par l'émergence d'un nouveau clivage entre l'agglomération mancelle, de tradition ouvrière et où la gauche est bien implantée, et la périphérie, plus sensible aux discours conservateurs. Le département apparaît d'ailleurs comme une France en miniature, où les zones éloignées des centres urbains votent contre la mondialisation et où l'extrême droite est en progrès. Lors de l'élection présidentielle de 2012, Nicolas Sarkozy est arrivé en tête au premier tour dans la majorité des communes rurales, François Hollande s'étant imposé dans les agglomérations principales. Pour l'élection de 2017, François Fillon, originaire de la Sarthe, s'est largement imposé au premier tour, sauf au Mans et dans la région de Laval et Mayenne où Emmanuel Macron est arrivé en tête, ainsi que dans une partie de la Sarthe rurale, où il s'agit de Marine Le Pen. Emmanuel Macron a remporté la majorité des suffrages au second tour dans pratiquement toute la région à l'exception de nombreuses communes de la périphérie sarthoise.

## Population et société

### Profil démographique
Au début du XXIe siècle, le Maine demeure l'une des régions les plus rurales du Grand Ouest français. Ensemble, la Mayenne (307 445 habitants) et la Sarthe (566 506) ne comptent que pour 23 % de la population des Pays de la Loire en 2017 (3 757 600), et elles ne partagent pas le dynamisme démographique de la région puisqu'elles ont vu leur population stagner entre 2012 et 2017 tandis que la région a vu sa population augmenter de 0,7 % par an (moyenne nationale : 0,4 %). Dans les deux départements, seules les communes de la périphérie des villes ont gagné des habitants sur l'intervalle, tandis que les villes-centre ainsi que les zones rurales (notamment le Nord-Mayenne et les pourtours de la Sarthe), ont perdu des habitants,.
La Sarthe est marquée par la présence de l'agglomération mancelle, qui avec plus de 200 000 habitants en 2016 est la troisième unité urbaine des Pays de la Loire, et qui concentre la moitié de la population départementale. Dans son ensemble, la Sarthe reste un département essentiellement rural, avec une densité de 91,2 hab./km2, une densité en dessous de la moyenne des Pays de la Loire (117 hab./km2), mais cependant largement au-dessus de celle de la Mayenne (59 hab./km2). En Mayenne, la moitié de la population vit dans l'aire urbaine de Laval, tandis que l'unité urbaine de Laval dénombre 67 000 habitants en 2017. Alors qu'un taux de fécondité élevé a permis à la population d'augmenter de façon continue jusque dans les années 2000, depuis 2013 la Mayenne voit sa population stagner, voire baisser dans le Nord du département, à cause d'une fécondité en baisse et de départs. Le taux de fécondité demeure supérieur à la moyenne nationale en 2016-2018 (2 enfants par femme en Mayenne), contre 1,89 au niveau national, et 1,94 dans la Sarthe. Dans les deux départements, le vieillissement de la population est particulièrement marqué dans les zones les plus rurales : Nord-Mayenne, Nord et Est de la Sarthe, où les plus de 60 ans représentent plus de 40 % de la population en 2015, contre environ 25 % au niveau régional et national.

### Évolution démographique
Au Moyen Âge, le Maine est encore très peu peuplé, et Le Mans est de loin sa seule ville d'importance. Au XIIIe siècle, cette ville doit compter de 4 000 à 5 000 habitants, alors que Paris en compte déjà 100 000. Les villes médiévales secondaires de Laval, Mayenne, Sainte-Suzanne, Évron, Sillé-le-Guillaume, La Ferté-Bernard, Saint-Calais et Château-du-Loir sont encore très petites. Au XVIIIe siècle, période de croissance démographique, la population de la province est évaluée à environ 430 000 habitants. Le Mans compte à la fin du XVIIe siècle 14 000 habitants, ce qui la place cependant parmi les petites capitales provinciales (par comparaison, Angers compte alors 30 000 habitants, et Tours 25 000). Laval, deuxième ville du Maine, compte à la même période moins de 10 000 habitants. En 1789, la population du Mans peut être estimée à environ 18 000. La province est encore régulièrement décimée par les famines et des épidémies, la peste frappant ainsi cinq fois le Maine au XVIIe siècle.
Le Maine a connu à l'époque contemporaine une longue phase de dépeuplement qui a coïncidé avec l'exode rural de la fin du XIXe siècle à la fin du XXe siècle. Ainsi, en presque un siècle, la Sarthe a perdu un quart de sa population et la Mayenne un tiers. Les villes locales, pas assez industrialisées, ne peuvent pas alors recevoir la population excédentaire des campagnes, et les locaux doivent migrer vers d'autres grandes villes, principalement Paris. Au XXe siècle, les villes du Maine retrouvent une certaine attractivité, et la reprise démographique s'amorce dans ces agglomérations, qui entraînent dans leur sillage les communes périurbaines qui attirent les actifs. Les communes les plus isolées continuent cependant de se vider.
En Mayenne, l'exode rural a été plus tardif, la population ne déclinant qu'après 1861, tandis qu'en Sarthe le déclin est amorcé dès 1846, alors qu'elle compte 476 000 habitants. La population sarthoise ne décline plus à partir des années 1930, et connaît ensuite une progression régulière. Cette nouvelle croissance s'explique surtout par l'essor du Mans et de rares pôles secondaires comme Sablé-sur-Sarthe, Saint-Paterne près d'Alençon, et La Ferté-Bernard, tandis que les zones les plus rurales continuent à se dépeupler dans le même temps. En Mayenne, où la population est descendue de 371 000 habitants en 1861 à 251 000 habitants en 1954, la croissance n'a repris qu'à partir de 1968. La Sarthe a connu depuis le XIXe siècle une évolution similaire à d'autres départements du centre-nord-ouest français comme l'Eure-et-Loir et le Loir-et-Cher, tandis que la Mayenne se rapproche davantage de l'autre département très rural de la région, l'Orne.

### Enseignement

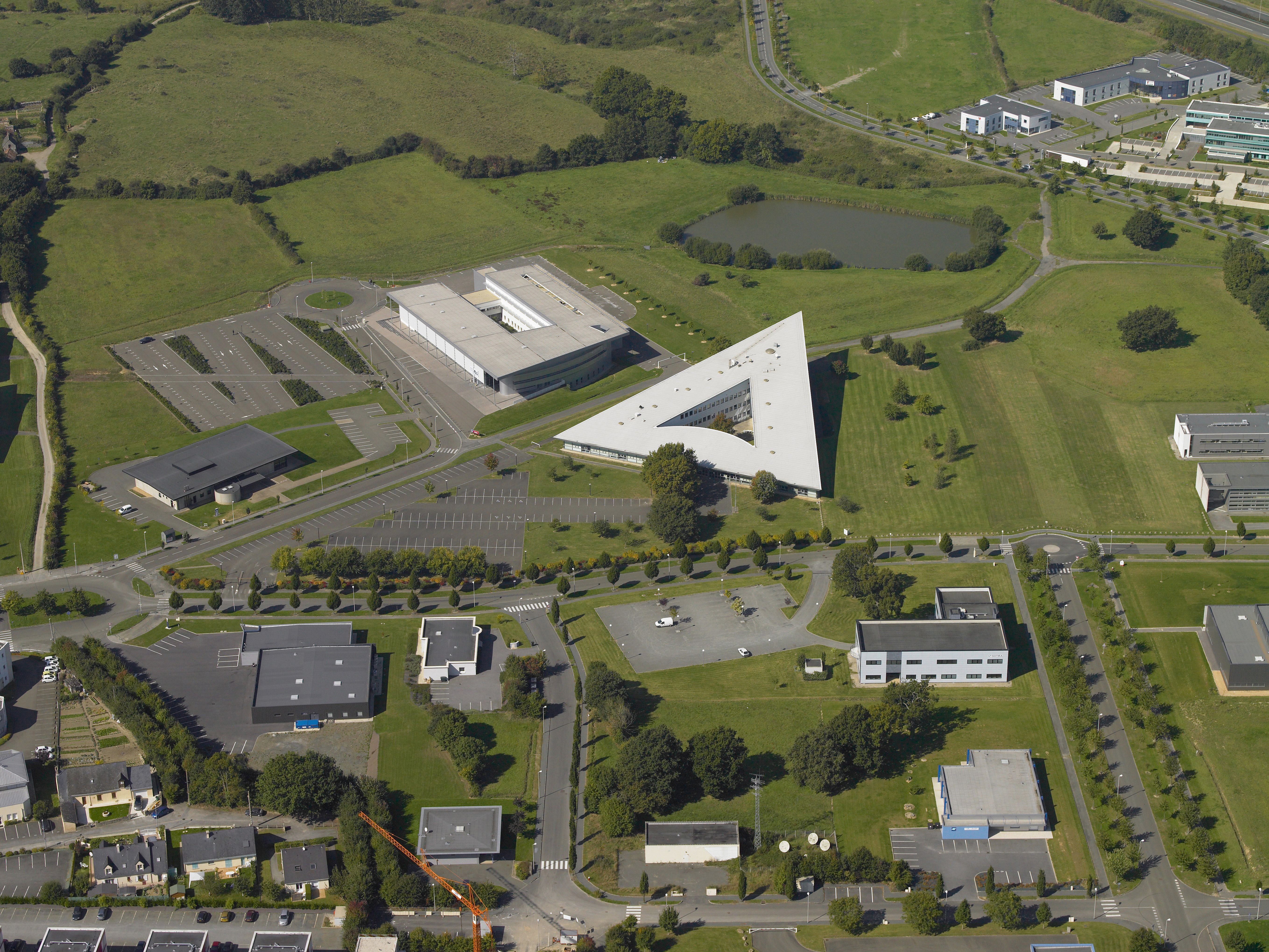
L'ESTACA et l'ESIEA à Laval.

Le Maine, tout comme l'ensemble du Grand Ouest français, se caractérise par une bonne implantation de l'enseignement privé catholique, notamment en Mayenne. En 2014, 35 % des élèves d'élémentaire et du secondaire dans ce département étaient dans des écoles privées, un chiffre bien au-dessus de la moyenne nationale (16 %). Dans la Sarthe, l'enseignement privé concernait à la même date 18 % des élèves. L'enseignement supérieur est notamment représenté par l'université du Mans, qui possède les deux campus du Mans et de Laval et compte 12 000 étudiants en 2020. Le campus manceau regroupe la faculté des sciences et techniques, la faculté de lettres, langues et sciences humaines, la faculté de droit, gestion et sciences économiques, un IUT ainsi que l'École nationale supérieure d'ingénieurs du Mans (ENSIM), tandis qu'à Laval se trouvent un IUT et une antenne de la faculté de droit. Laval possède aussi un campus de l'université catholique de l'Ouest, de l'École supérieure des techniques aéronautiques et de construction automobile (ESTACA) et de l'École supérieure d'informatique électronique automatique (ESIEA). Le Mans compte, en plus de l'ENSIM, trois autres écoles d'ingénieurs, trois écoles de commerce et une antenne de la faculté de médecine de l'université d'Angers.

### Santé

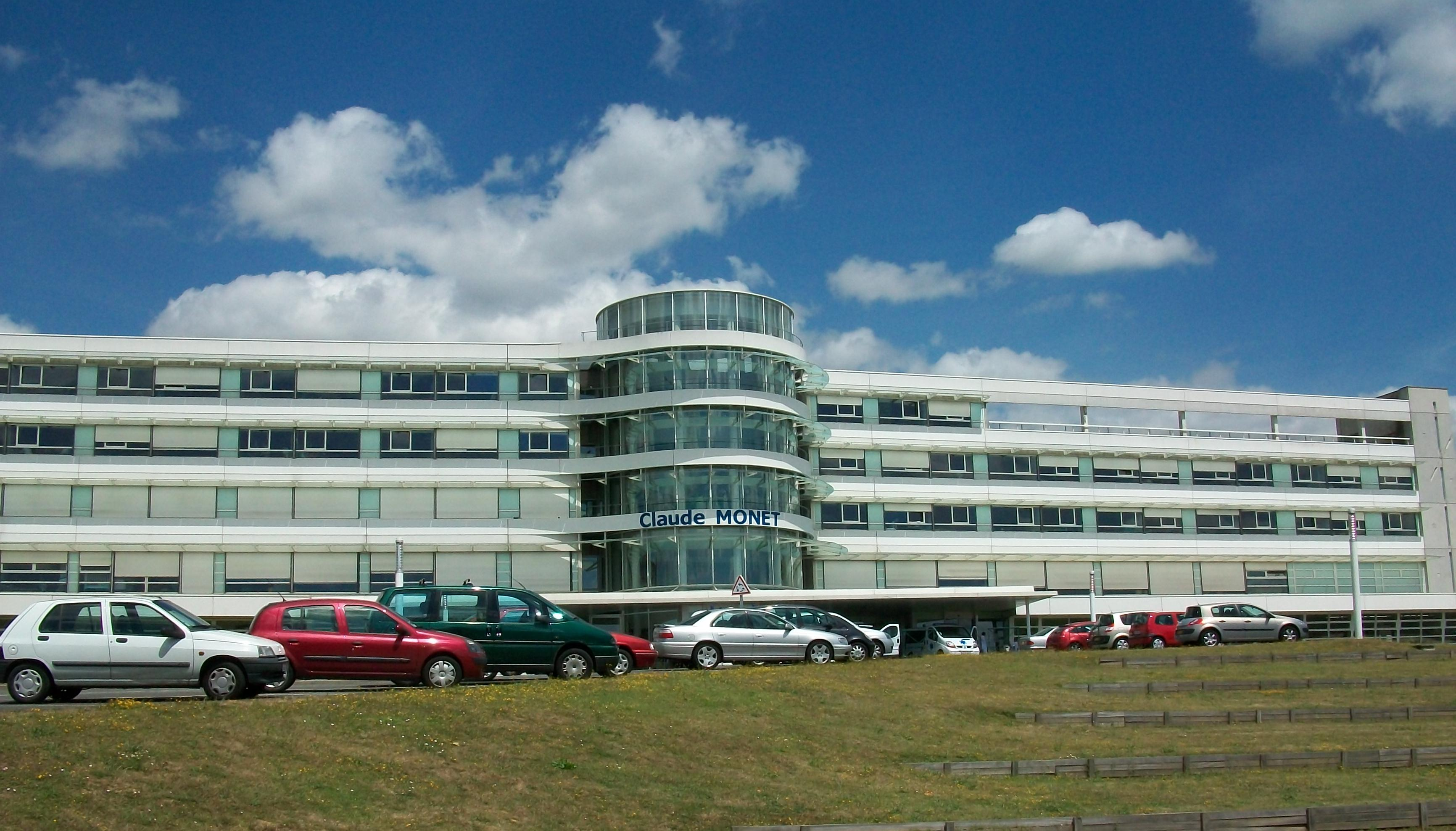
Le pavillon Claude-Monet du centre hospitalier du Mans.

La plupart des équipements de santé sont situés au Mans, qui compte un centre hospitalier public de 2 000 lits ainsi que plusieurs cliniques (l'ELSAN sur deux sites et la clinique du Pré). D'autres établissements secondaires sont répartis dans le département de la Sarthe : à La Ferté-Bernard, Château-du-Loir, Saint-Calais, La Flèche. En Mayenne, Laval compte une clinique, la Polyclinique du Maine, ainsi qu'un centre hospitalier avec une capacité de plus de 1 100 lits, secondé par des établissements secondaires dans des villes petites et moyennes : Mayenne avec le CH du Nord-Mayenne, Ernée, Évron, ainsi qu'en Mayenne angevine : Château-Gontier avec le CH du Haut-Anjou et Craon. Les zones rurales des deux départements sont touchées par la désertification médicale, et six communes mayennaises et deux communes sarthoises sont classées comme déserts médicaux en 2020, sur onze communes au total dans les Pays de la Loire.

### Sports et équipements

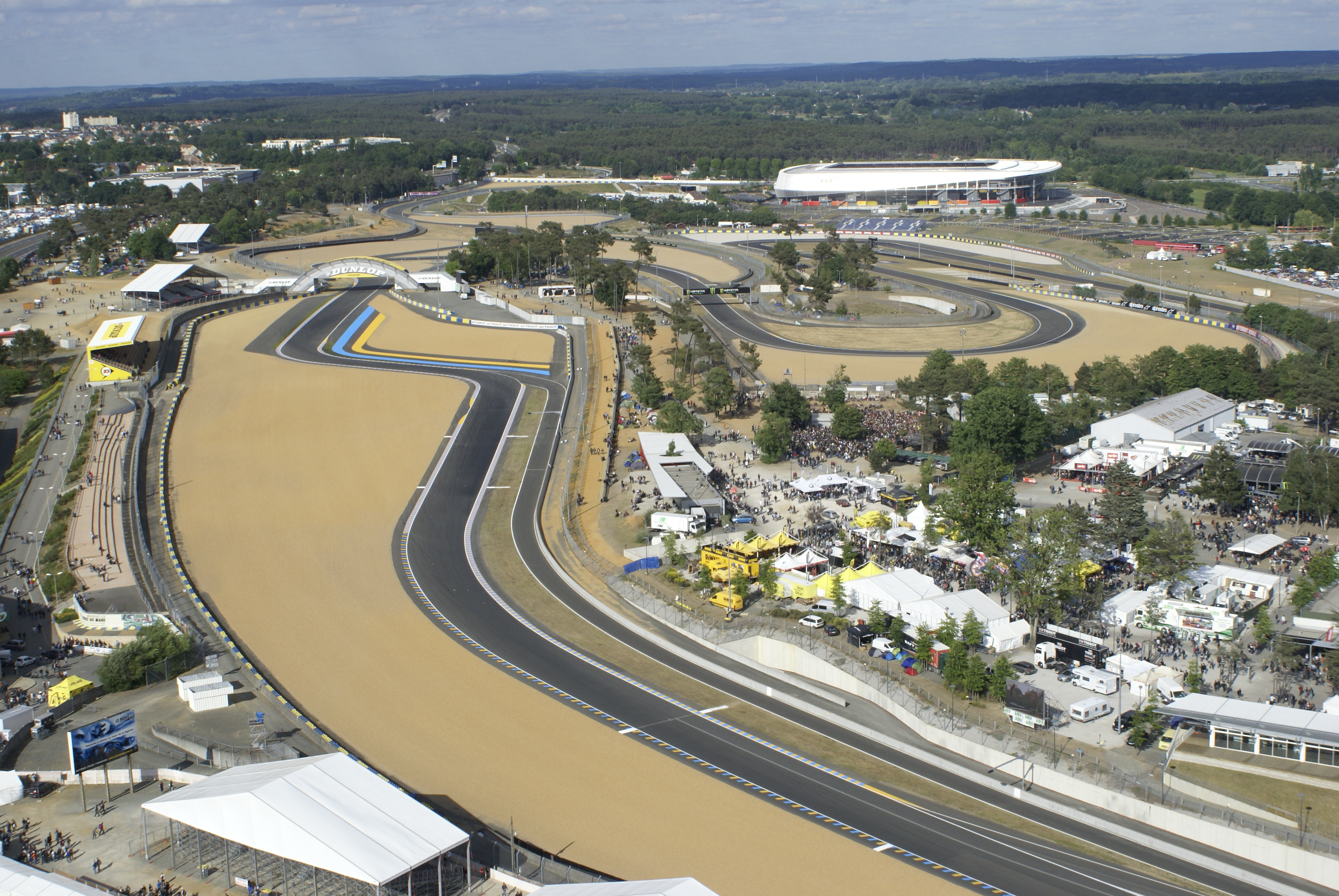
Le circuit Bugatti et de la Sarthe et la MMArena en arrière-plan.

Le Mans est connu dans le monde entier pour ses 24 Heures, créées en 1923 et l'une des compétitions automobiles les plus prestigieuses. Organisée chaque année par l'Automobile Club de l'Ouest, dont le siège est au Mans, la course a lieu sur le circuit de la Sarthe au sud de la ville. Avant les 24 Heures, Le Mans a aussi accueilli la première édition en 1906 du Grand Prix automobile de France. La ville accueille par ailleurs la manche française du Grand Prix moto. Le Mans possède deux équipes ayant atteint un haut niveau, Le Mans Sarthe Basket et Le Mans FC. L'équipement sportif le plus emblématique de la ville, avec le circuit automobile, est le stade MMArena, ouvert en 2011 et comptant plus de 25 000 places. En Mayenne, Laval possède une équipe de football professionnelle, le Stade lavallois, qui s'entraîne au Stade Francis-Le-Basser. La Ligue du Maine de football, qui organisait les compétitions dans les deux départements de Mayenne et Sarthe, a été absorbée en 2016 par la Ligue de football des Pays de la Loire. Le nom de « derby du Maine » est cependant toujours donné aux matchs entre le Stade lavallois et Le Mans FC.
La Mayenne est l'un des départements qui compte le plus de sportifs licenciés par habitant, derrière la Lozère et les Hautes-Alpes, avec 31 055 licences pour 100 000 habitants en 2019. Avec près de 20 000 licenciés, le football est de loin le sport le plus populaire dans le département, suivi par le basketball, le tennis et le handball. La Sarthe compte environ 22 000 licenciés pour 100 000 habitants en 2018, et le football y est aussi largement majoritaire, suivi par l'équitation et le tennis. Le Maine ne possède pas de jeu ou sport traditionnel qui lui soit propre, mais le jeu de palet sur planche, surtout pratiqué en Ille-et-Vilaine, se rencontre également en Mayenne.

### Équipements culturels

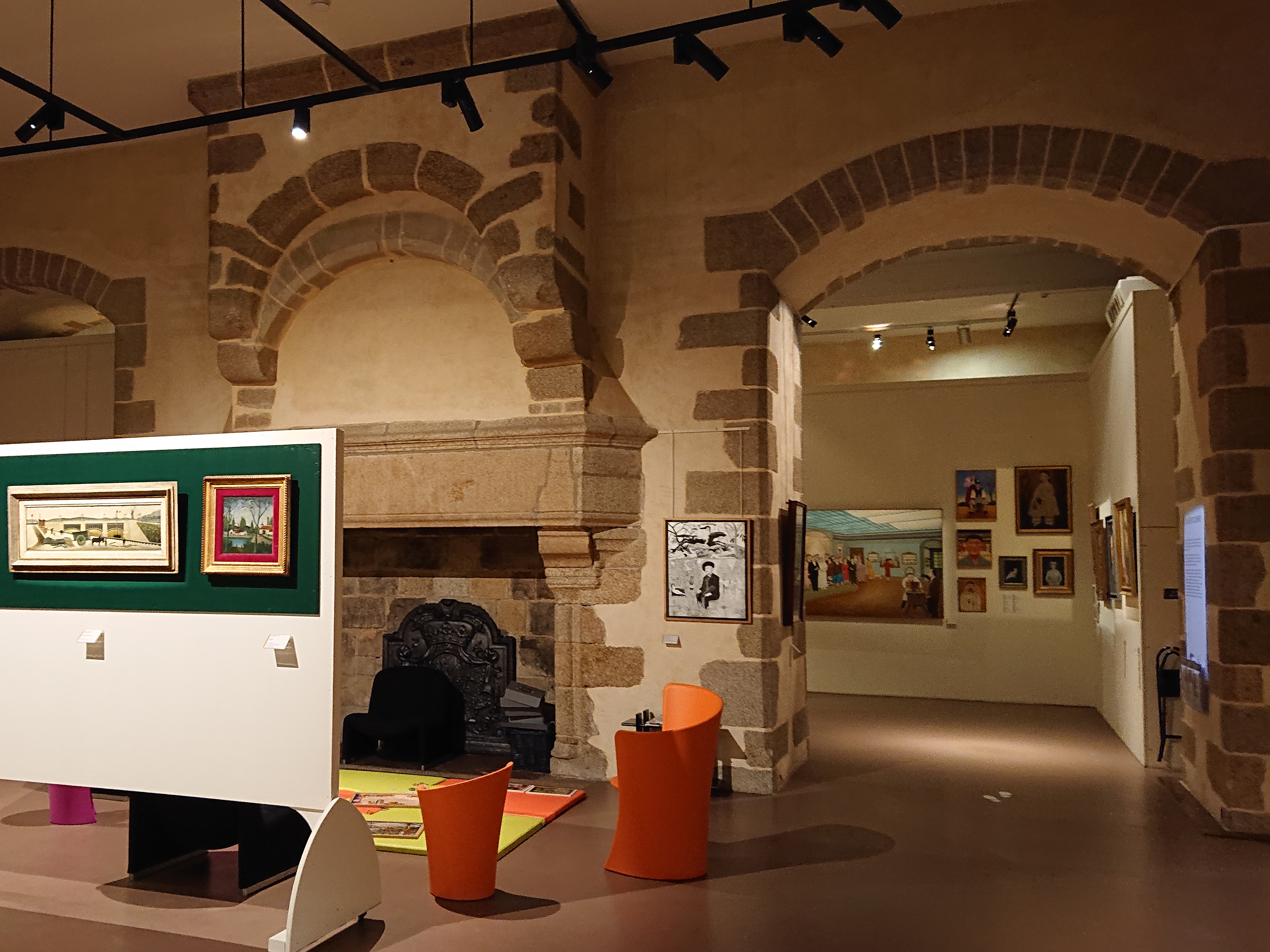
Le musée d'Art naïf au château de Laval.

Avec plus de 100 000 visiteurs par an, le musée des 24 Heures du Mans est le musée le plus fréquenté dans le Maine. Il rassemble de nombreuses voitures anciennes, notamment des voitures de course et des véhicules du constructeur manceau Bollée. La ville du Mans compte aussi un musée consacré aux beaux-arts et à l'Égypte antique, le musée de Tessé. Il possède une reconstitution des tombes de Sennefer et Néfertari, ainsi qu'une collection de peinture européenne allant du XIVe siècle au XXe siècle, avec des œuvres de Georges de La Tour, Charles Le Brun, François Boucher, Jean-Auguste-Dominique Ingres ou Camille Corot. Les collections archéologiques de la ville sont exposées au Carré Plantagenêt, où se trouvent notamment le trésor gaulois des Sablons et l'effigie mortuaire en émail de Geoffroy Plantagenêt. Dans le Vieux-Mans, le musée de la Reine Bérengère occupe plusieurs maisons à pans de bois et rassemble des collections illustrant l'art et l'artisanat du Mans et du Maine : peinture, poterie ou mobilier. Le musée vert est dédié aux sciences naturelles.
En Mayenne, les musées les plus visités sont le musée archéologique de Jublains, qui présente l'histoire de la cité antique, et le musée d'Art naïf et d'Arts singuliers de Laval, installé dans le château et qui regroupe des toiles d'Henri Rousseau, Séraphine de Senlis ou Louis Vivin. Sur la limite entre Anjou et Maine, à Cossé-le-Vivien, le musée Robert-Tatin est un ensemble réalisé au XXe siècle par l'artiste naïf du même nom. Le village mayennais de Sainte-Suzanne comprend le musée de l'auditoire, consacré à l'histoire de la cité médiévale, ainsi qu'un centre d'interprétation de l'architecture et du patrimoine localisé au château. Le château de Mayenne abrite un musée d'archéologie départemental. À Laval, l'entreprise Lactalis possède son propre musée, le Lactopôle. La Sarthe compte un certain nombre de petits musées locaux, comme le Muséotrain de Semur-en-Vallon et son chemin de fer historique, le musée de la Faïence de Malicorne ou le musée de la Seconde Guerre mondiale à Conlie. Le département de la Sarthe abrite l'abbaye de l'Épau où sont organisés expositions et événements culturels.
Tout comme pour les musées, les grands équipements culturels sont concentrés au Mans et à Laval : salle Antarès au Mans (salle polyvalente sport, spectacles et congrès de plus de 7 000 places), le Palais des congrès et de la culture du Mans avec ses cinq salles, et l'Espace Mayenne à Laval (salle de sport et spectacles de 4 500 places et salle de congrès). Le Mans possède une scène nationale, Les Quinconces-L'Espal, qui répartit ses activités entre le théâtre des Quinconces et ses 822 places, et l'Espal, centre culturel situé en périphérie et doté d'une salle de 488 places. Le Maine compte trois scènes conventionnées, le Théâtre de l'Éphémère au Mans, le théâtre de Laval et l'Entracte de Sablé-sur-Sarthe. Le Maine compte un certain nombre de cinémas classés art et essai, avec des salles à Château-du-Loir, Ernée, Évron, Gorron, La Ferté-Bernard, Laval, Le Mans, Mamers, Mayenne, Mulsanne, Port-Brillet, Saint-Calais et Saint-Pierre-des-Nids.

### Cultes

#### Culte catholique

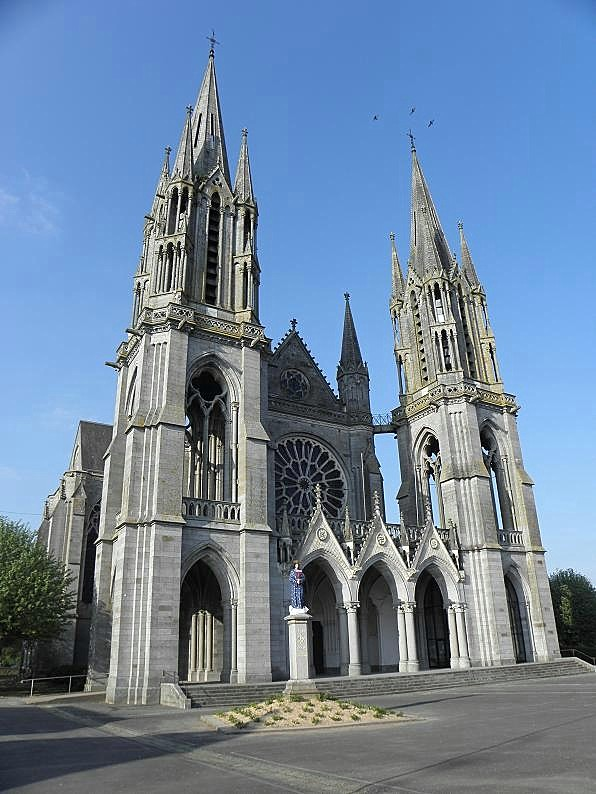
La basilique de Pontmain, principal lieu de pèlerinage du Maine.

Tout comme l'ensemble du Grand Ouest français, le Maine est historiquement une terre profondément catholique. Le sociologue Gabriel Le Bras y voyait d'ailleurs un « miroir de la chrétienté occidentale ». La Révolution, et la chouannerie qui en a découlé, a cependant marqué une profonde cassure entre Mayenne et Sarthe. Alors que la Mayenne est restée une terre très pieuse jusqu'au XXe siècle, la Sarthe, et particulièrement le Nord et l'Est du département, se fait plus indifférente à la religion, voire hostile, en réaction aux excès royalistes. En revanche, l'Ouest du département, autour de Sillé-le-Guillaume, Conlie ou Loué, reste attaché à la religion. La ferveur religieuse de l'Ouest du Maine culmine avec l'apparition mariale de Pontmain en 1871, et permet à la province d'obtenir un lieu de pèlerinage d'envergure nationale. La Mayenne reste un des départements français les plus catholiques, avec plus de 70 % de catholiques en 2010 (64 % dans la France entière), et près de 20 % de pratiquants, des chiffres qui la rapprochent d'autres départements de l'Ouest comme le Maine-et-Loire, la Manche, l'Orne ou la Vendée, tandis que la Sarthe ne compte à la même date qu'environ 60 % de catholiques pour moins de 14 % de pratiquants, ce qui la rapproche de l'Eure-et-Loir ou du Loir-et-Cher, départements voisins qui figurent parmi les moins catholiques de France. Le diocèse du Mans a couvert l'ensemble du Maine, puis après la Révolution les deux départements de Mayenne et de Sarthe, mais depuis la création du diocèse de Laval en 1855, chaque département correspond à un diocèse, tous deux dans la province ecclésiastique de Rennes depuis 2003.
La pratique religieuse locale est tout particulièrement teintée de traditions populaires et le culte des Saints est historiquement très développé. Saint Julien, premier évangélisateur du Maine, est honoré dans une soixantaine de lieux de culte qui lui sont consacrés. De nombreuses légendes en font un héros mythique au même titre que Gargantua, et ses prétendus exploits fournissent autant d'explications aux curiosités naturelles de la région. Le Bas-Maine, terre d'érémitisme, possède de nombreuses fontaines miraculeuses, associés à des ermites comme Fraimbault, Ulphace, Bomer ou Céneri. Condamné par l'Église, le culte païen des pierres, des arbres ou des eaux a longtemps persisté dans la culture celtique bretonne et dans les régions limitrophes. Dans le Maine, de nombreux mégalithes comme la Pierre Fiche de Duneau sont associés à des anciens rites de fécondité.

#### Autres cultes
Le protestantisme, s'il a connu des adeptes dès le début du XVIe siècle au Mans et parmi l'aristocratie, est resté à une place confidentielle. L'Église protestante unie ne possède que deux temples dans le Maine, au Mans et à Laval. Le Mans et sa périphérie concentrent la plupart des lieux de culte musulman, avec six mosquées, tandis que les deux mosquées de Mayenne sont situées à Laval. Le Mans compte aussi l'unique synagogue du Maine, qui réunit la centaine de familles juives de Sarthe.

### Médias
Le Maine est couvert par France 3 Pays de la Loire qui propose une édition de proximité de son journal en Sarthe, le 19/20 Maine. Implantée au Mans, la chaîne de télévision locale LMtv Sarthe couvre aussi le département. Le réseau France Bleu a une radio pour la Sarthe, France Bleu Maine, et pour la Mayenne, France Bleu Mayenne. Cette dernière est d'ailleurs en tête en 2020 des audiences dans le département (17 % d'audience), devant NRJ et RTL. Plusieurs radios locales sont implantées dans la Sarthe, la plus importante étant Sweet FM, qui talonne RTL, radio la plus écoutée dans le département. En ce qui concerne la presse écrite, la région fait partie de l'aire de diffusion de Ouest-France, qui consacre des éditions à la Mayenne et à la Sarthe. Dans la Sarthe, ce journal est, avec un tirage de 20 000 exemplaires par jour, toutefois dépassé par Le Maine libre (35 000 exemplaires), qui appartient au même groupe Sipa - Ouest-France. La filiale Publihebdos du groupe Sipa, qui se consacre à l'édition d'hebdomadaires locaux, diffuse aussi quelques titres dans la Sarthe, comme Le Petit Courrier l'Écho de la Vallée du Loir basé à Château-du-Loir. En Mayenne, Ouest-France (40 000 exemplaires) coexiste avec le Courrier de la Mayenne (16 000 exemplaires), un titre indépendant,. Le Publicateur libre, du groupe Publihebdos, est diffusé dans l'Orne et le Nord-Mayenne. La revue trimestrielle Maine Découvertes, publiée depuis 1994, est consacrée au patrimoine de la Sarthe et de la Mayenne.

### Personnalités liées au Maine
L'histoire du Maine est marquée par la dynastie des Plantagenêts, devenus rois d'Angleterre avec Henri II, natif du Mans. Son père, Geoffroy V d'Anjou, est enterré dans la cathédrale du Mans, tandis que sa bru, Bérengère de Navarre, femme de Richard Cœur de Lion, a vécu son veuvage au Mans et repose à l'abbaye de l'Épau. Le roi de France Jean II est né au Mans alors que son père, futur Philippe VI, était comte d'Anjou et du Maine. La maison de Laval compte plusieurs personnalités ayant marqué l'histoire de France, comme Jeanne de Laval, femme du roi René, Guy XVI de Laval, proche des rois de la Renaissance, tandis que la seigneurie de Mayenne a appartenu à la maison de Guise puis au cardinal Mazarin.
Le Maine est la région d'origine d'un certain nombre de personnalités politiques parmi lesquelles se trouvent l'ancien Premier ministre François Fillon, natif du Mans et ancien maire de Sablé-sur-Sarthe, Joseph Caillaux, ministre des finances de Pierre Waldeck-Rousseau et père de l'impôt sur le revenu, Stéphane Le Foll, ministre de l'agriculture sous François Hollande et maire du Mans, et Christelle Morançais, présidente de la région Pays de la Loire. Les poètes et écrivains Nicolas Denisot, Pierre de Ronsard, Joachim du Bellay et Paul Scarron ont vécu ou séjourné au Mans, tandis que l'écrivain britannique Daphné du Maurier avait des origines dans le Maine, où elle situe l'intrigue de son roman Le Bouc émissaire et des Souffleurs de verre, et que Marcel Pagnol a possédé un moulin à eau à Parcé-sur-Sarthe. Jules Renard est né à Châlons-du-Maine où sa famille était de passage. Les pionniers de l'automobile Amédée et Léon Bollée, le chanteur Emmanuel Moire, l'actrice Emma Mackey et le tennisman Jo-Wilfried Tsonga sont nés au Mans ; le médecin de la Renaissance Ambroise Paré, le peintre naïf Henri Rousseau, l'écrivain Alfred Jarry, le navigateur Alain Gerbault et l'acteur Thibault de Montalembert sont nés à Laval. L'acteur Lorànt Deutsch a grandi à Sablé-sur-Sarthe, l'actrice Béatrice Dalle et l'écrivain et aviateur Antoine de Saint-Exupéry ont grandi au Mans. Claude Chappe, inventeur du sémaphore, est natif de Brûlon.

Personnalités liées au Maine (sélection).
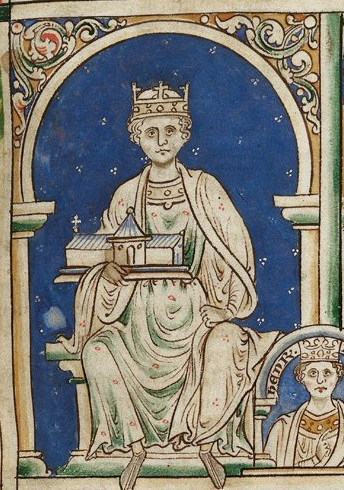
Henri II d'Angleterre.
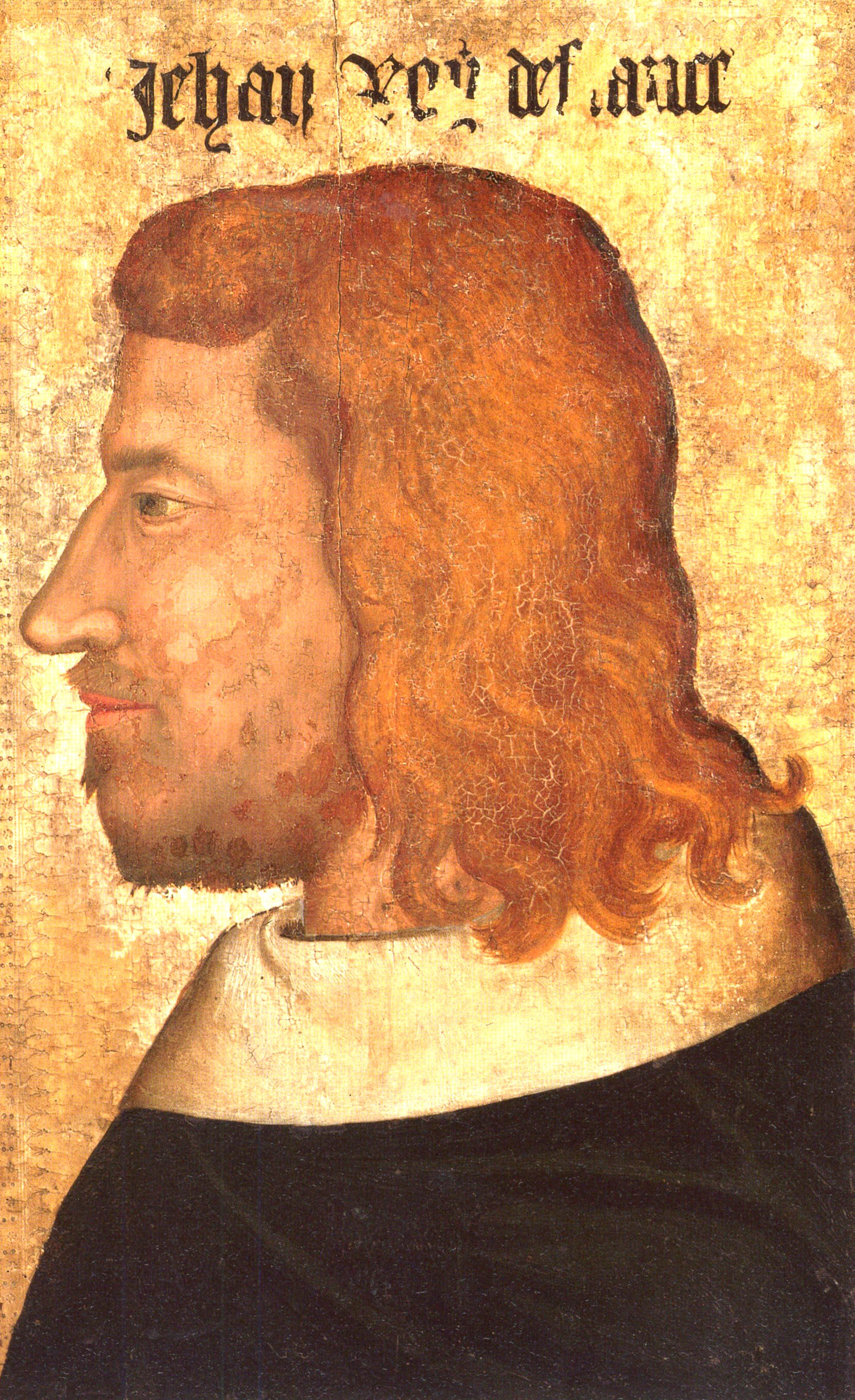
Jean II de France.
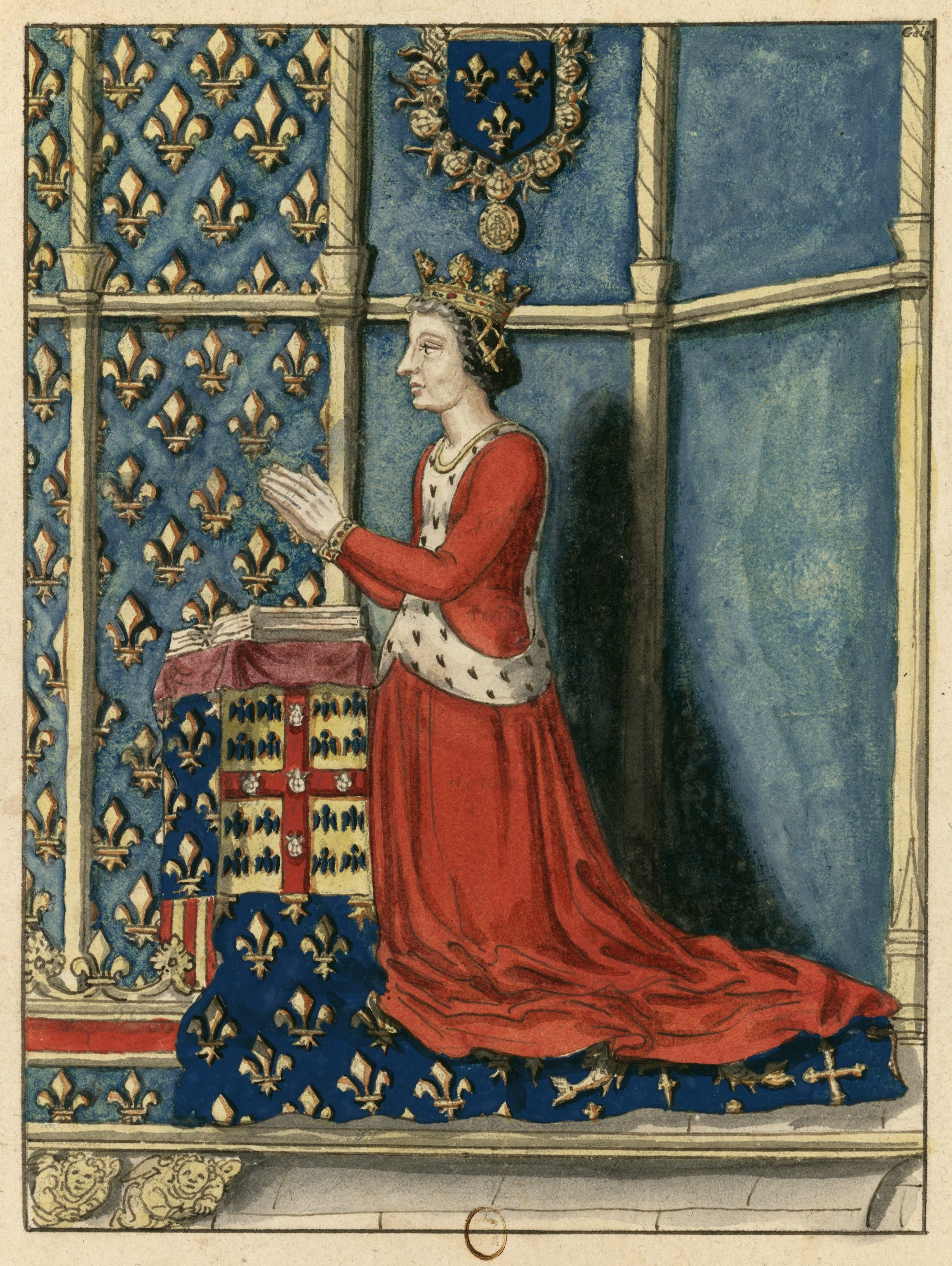
Jeanne de Laval, reine de Naples.
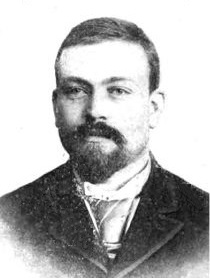
Amédée Bollée.
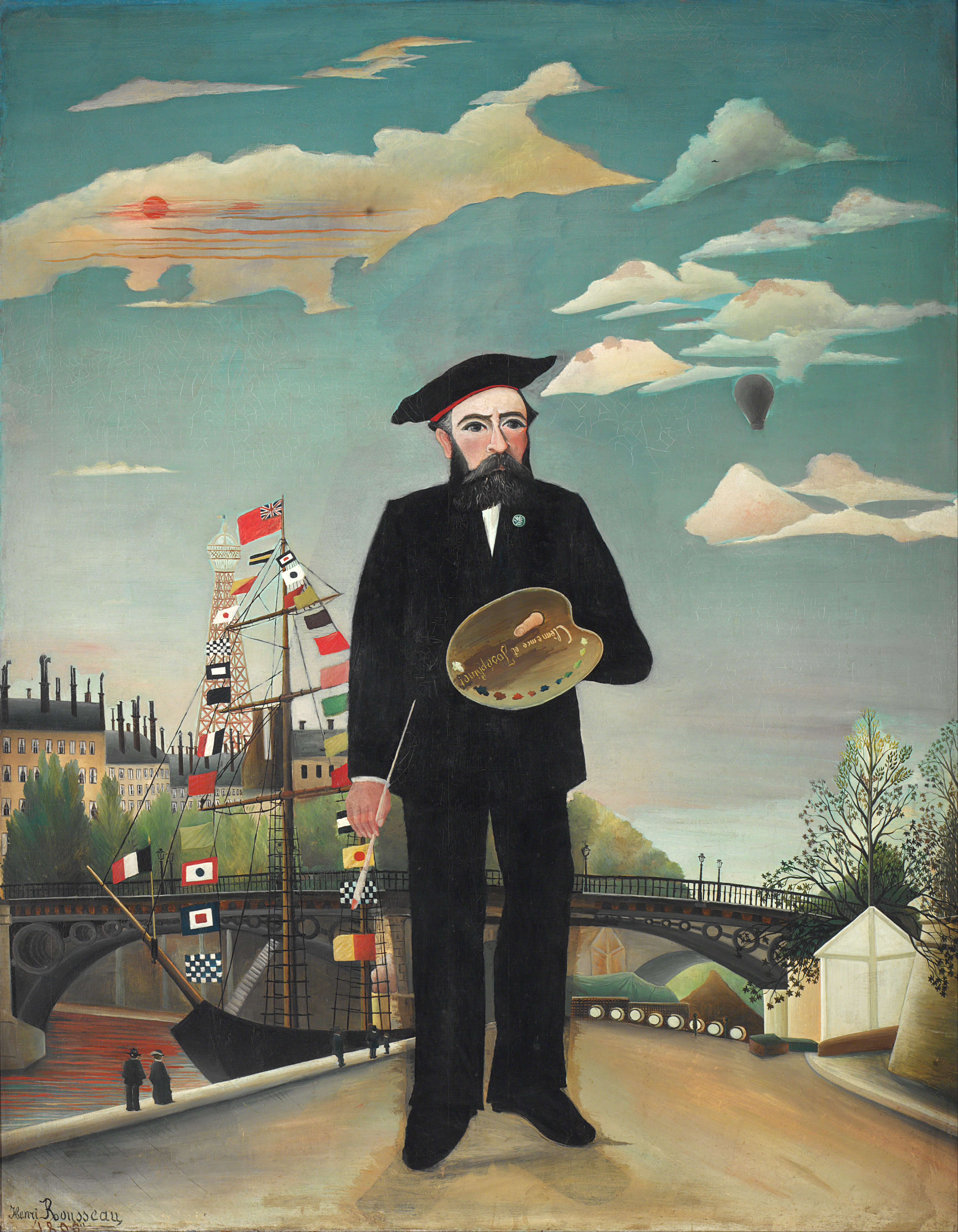
Henri Rousseau.
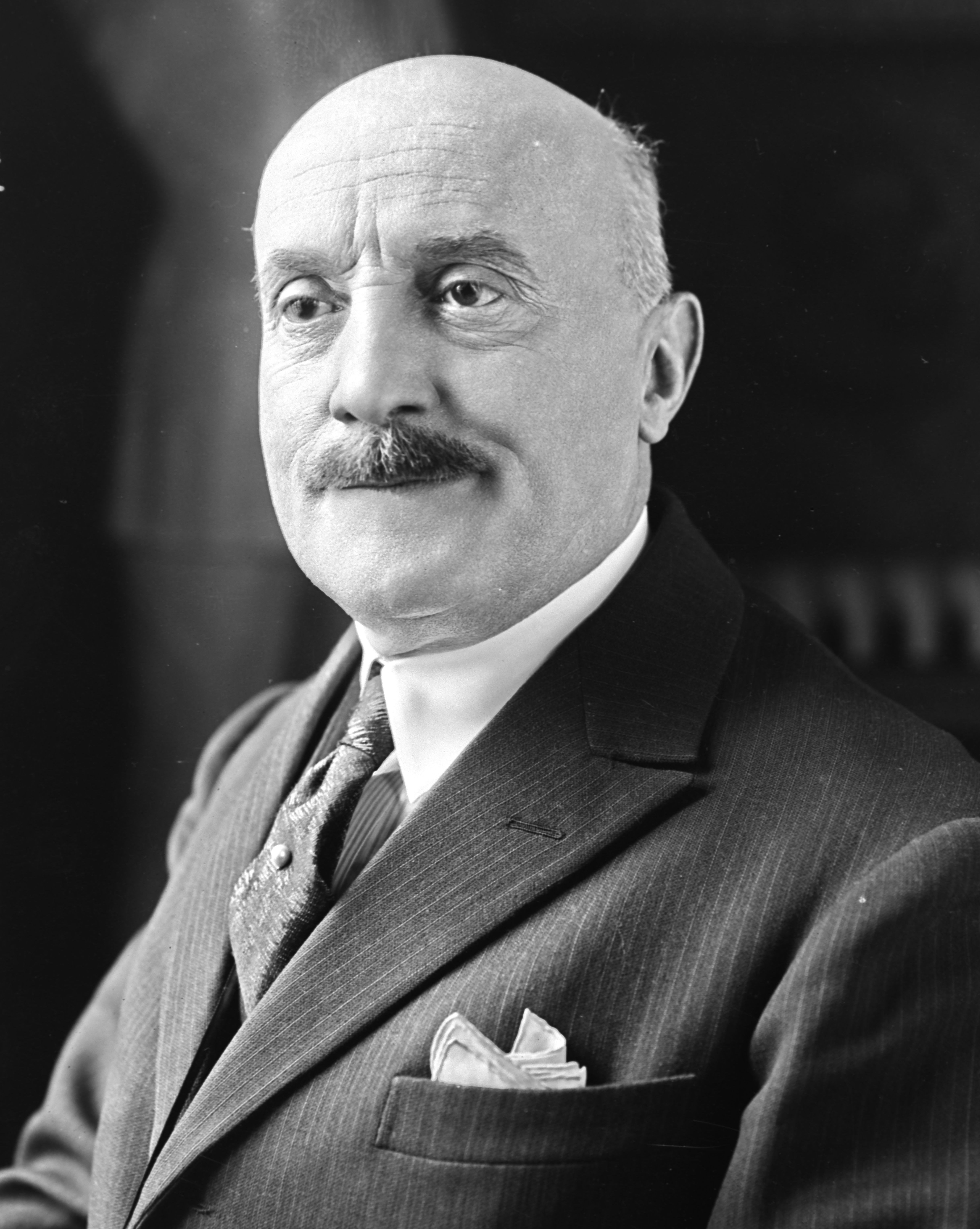
Joseph Caillaux.
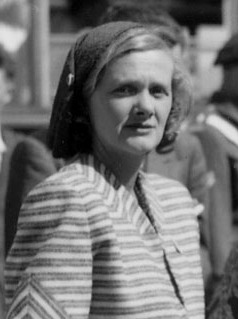
Daphné du Maurier.
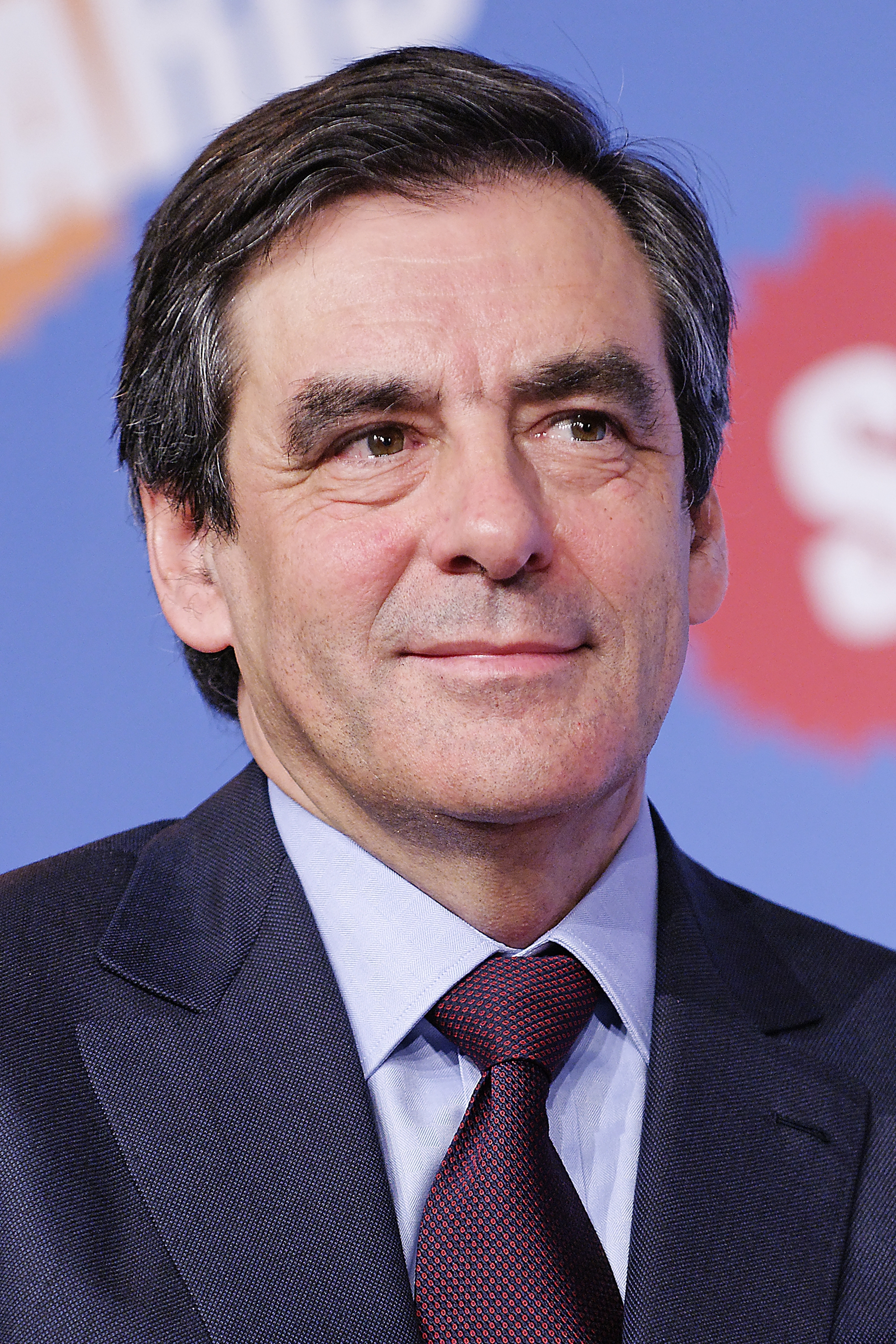
François Fillon.

## Économie

### Revenus de la population
En 2018, le revenu fiscal médian par unité de consommation est de 20 830 € en Mayenne et 21 040 € dans la Sarthe contre 21 120 € en France métropolitaine en 2017. Des disparités assez importantes existent d'une zone à l'autre, ainsi dans l'aire urbaine du Mans, le revenu médian atteint 21 430 €, mais seulement 18 460 € à Landivy dans le Nord-Mayenne. Les communes du Maine disposant des revenus fiscaux médians par ménage les plus faibles sont concentrées dans les zones éloignées des pôles urbains : le Nord ainsi que l'Ouest de la Mayenne, autour de la limite entre Mayenne et Sarthe, l'Ouest et le Sud de la Sarthe, ainsi que le Nord de la Sarthe, entre l'aire d'attraction d'Alençon et celle du Mans. Les communes aux revenus les plus confortables sont surtout situées dans la périphérie du Mans. Les communes de Rouillon, Sargé-lès-le-Mans, Saint-Saturnin, Saint-Pavace et Yvré-l'Évêque possèdent par exemple chacune un revenu médian supérieur à 25 000 € par unité de consommation en 2017. En Mayenne, la commune avec les revenus fiscaux médians les plus élevés est Changé près de Laval, avec plus de 24 000 € par unité de consommation. Le taux de pauvreté en 2018 est largement inférieur en Mayenne par rapport au taux national (11,5 % contre 14,8 %), ce qui rapproche le département de la Bretagne, où le taux de pauvreté avoisine les 10 %, tandis qu'il est de 13,1 % en Sarthe. Le taux mayennais s'explique par un chômage faible couplé à une prépondérance d'emplois peu qualifiés et faiblement rémunérés.

### Emploi
En 2018, le taux de chômage de la tranche d'âge de 15 à 64 ans s'élevait à 9,0 % en Mayenne et 12,5 % dans la Sarthe, soit en dessous de la moyenne nationale (13,4 %). Tandis que la Sarthe se rapproche des niveaux nationaux, le taux de chômage est particulièrement bas en Mayenne, tout comme dans l'ensemble des régions Pays de la Loire et Bretagne (respectivement 11,2 % et 11,4 %). Les taux les plus faibles s'observent en zone rurale (8,7 % à Lassay-les-Châteaux en Nord-Mayenne), tandis que l'unité urbaine du Mans connaît un taux élevé (16,1 %). De nombreuses entreprises mayennaises peinent par ailleurs à pourvoir leurs postes peu qualifiés.

### Principaux secteurs d'activité

#### Agriculture

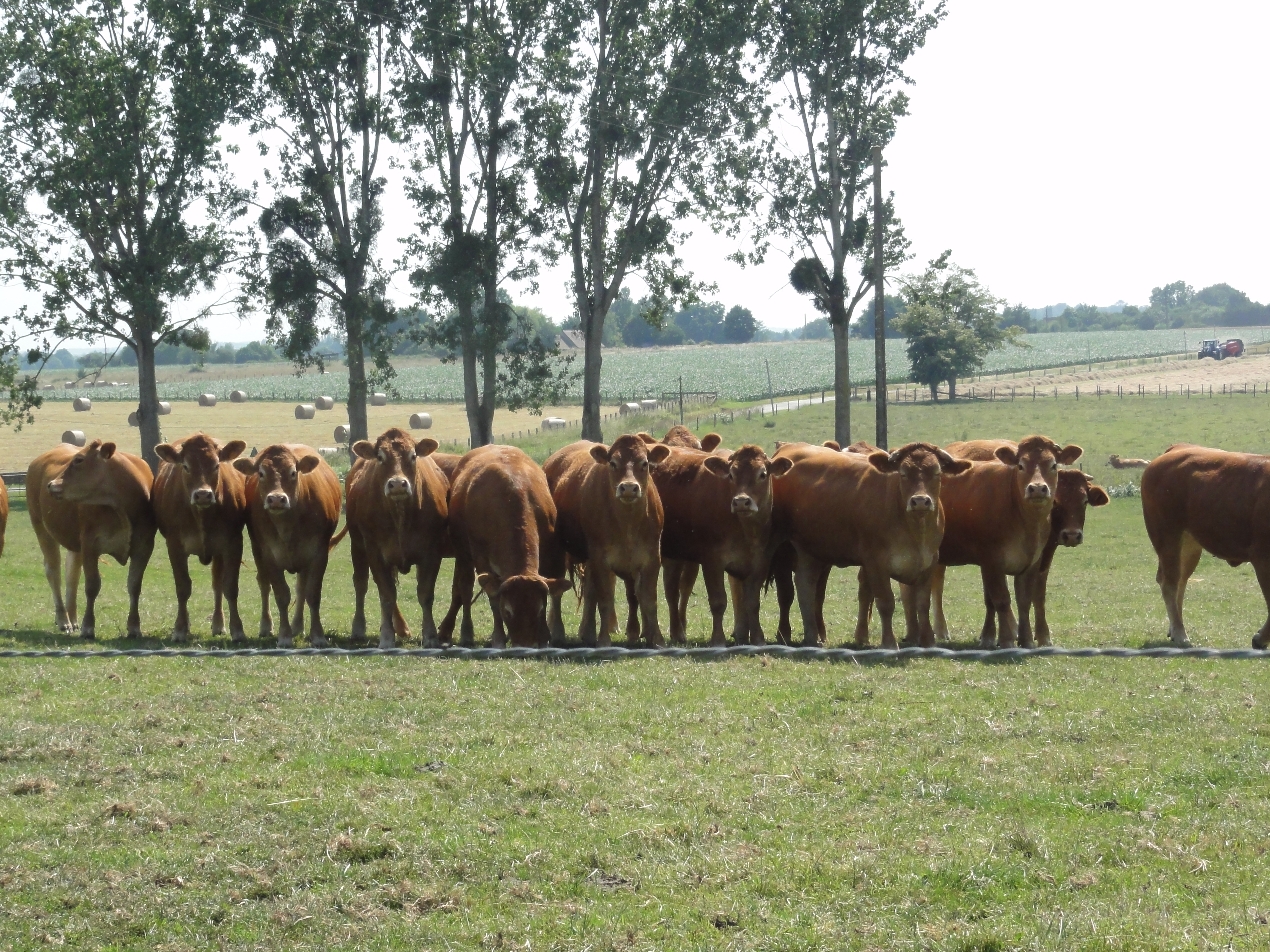
Paysage agricole dans la Sarthe, à Lucé-sous-Ballon.

Le Maine est une des régions les plus rurales du Grand Ouest français et l'agriculture y occupe encore une place privilégiée. Le secteur représente 7,6 % des emplois en Mayenne et 3,6 % en Sarthe en 2016 (France entière : 2,7 %),,. L'agriculture du Maine, historiquement dominée par la production de lin et de chanvre, s'est réorientée vers l'élevage bovin au tournant du XXe siècle. Désormais, les agriculteurs pratiquent en majorité un élevage mixte produisant lait et viande. Les éleveurs privilégient notamment les normandes, à la fois laitières et bouchères, et les rouges des prés, uniquement bouchères. À la fin du XXe siècle, des races laitières performantes comme la holstein et la frisonne pie noir sont introduites et la généralisation de la culture du maïs permet d'élever plus de bêtes sur une même surface. La Mayenne est le deuxième département français derrière la Vendée pour la production de viande bovine, et le quatrième pour la production laitière ; la Sarthe est le sixième département pour la volaille et le septième pour la viande de porc.
La race locale rouge des prés, développée au XIXe siècle à partir du croisement de mancelles et de taureaux anglais, produit la viande AOP maine-anjou. Le Maine possède également un label rouge et IGP « bœuf du Maine ». La race mancelle, disparue, a donné naissance à deux autres races moins importantes, la saosnoise et la bleue de Bazougers (disparue en 2015). L'élevage bovin concerne tout particulièrement les vallées de l'Erve et de la Vègre, sur la limite entre les deux départements, ainsi que dans les bocages vallonnés du Nord. L'Ouest de la Mayenne, en prolongement de la Bretagne, montre une préférence pour l'élevage intensif, souvent hors-sol (volailles, porcs…). Les plaines céréalières sarthoises sont plutôt influencées par le modèle beauceron, et elles ont délaissé l'élevage bovin pour l'élevage avicole et porcin, qui se fait généralement en extérieur. Le lancement du label « poulet de Loué » en 1959 a d'ailleurs grandement contribué à rétablir la réputation historique des poules du Maine, tandis que le label porc de la Sarthe permet de mettre en valeur l'élevage porcin et ses débouchés. Le Maine possède enfin sa race ovine, le bleu du Maine, bien que l'élevage des moutons soit minoritaire.
La vallée du Loir, autrefois terre de viticulture, ne compte plus que quelques vignes, mais elle est devenue une zone de production fruitière, surtout de pommes. Elle fait partie d'une zone arboricole plus grande, qui englobe aussi une partie du Maine-et-Loire.

Races agricoles du Maine.
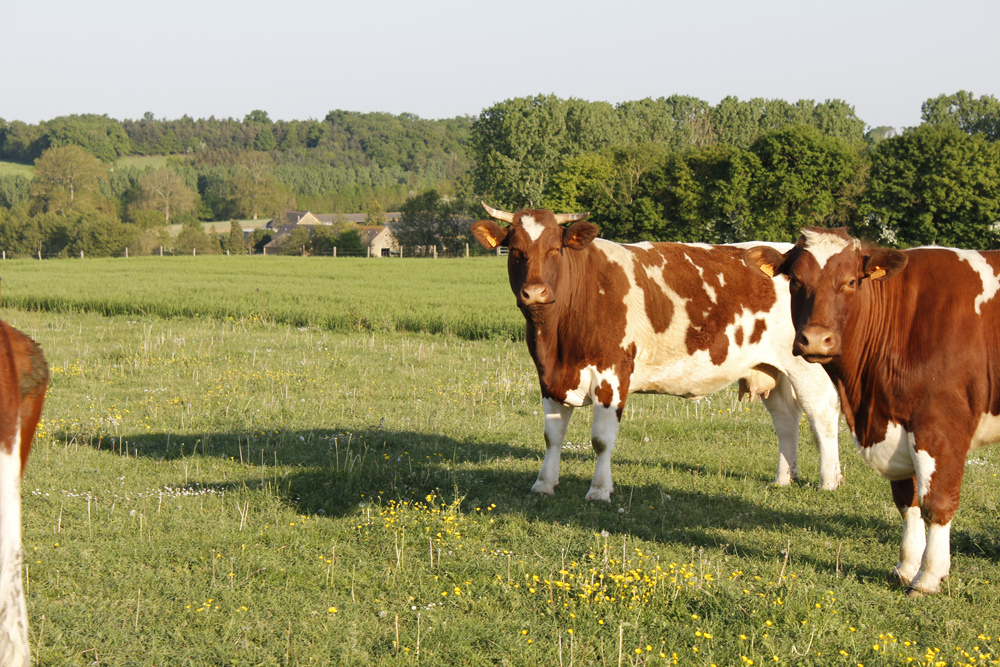
Rouges des prés.
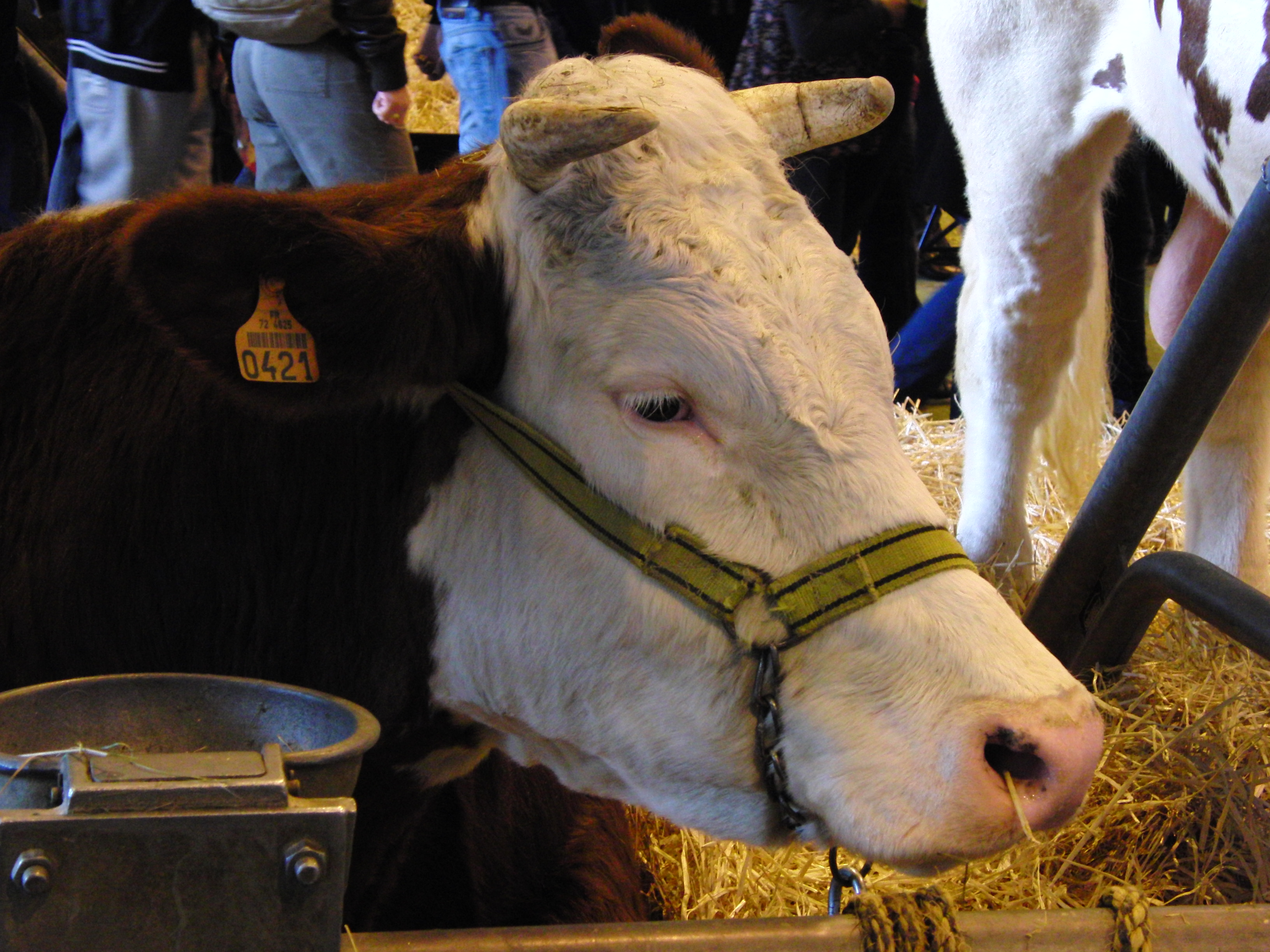
Saosnoise.
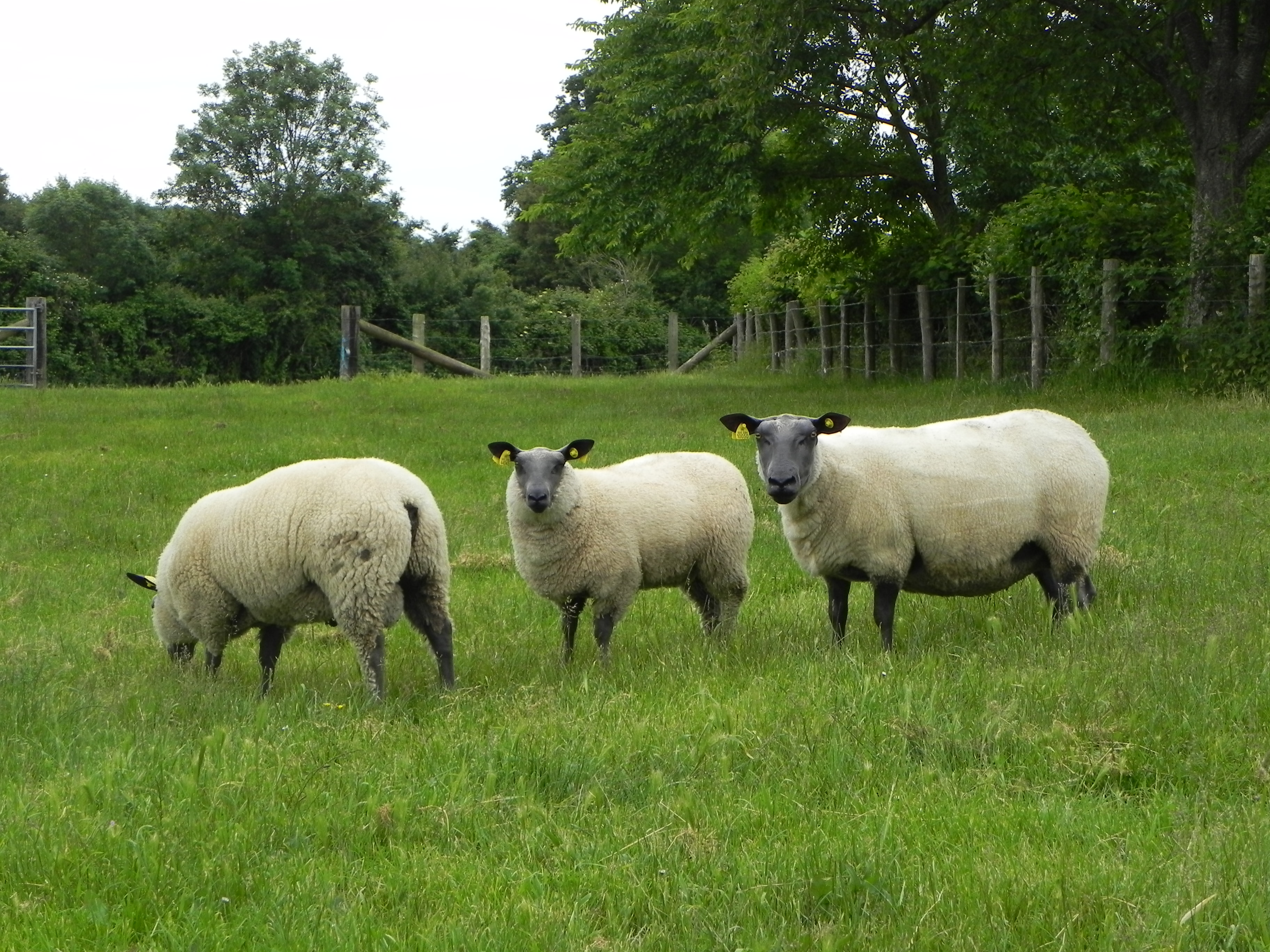
Bleus du Maine.
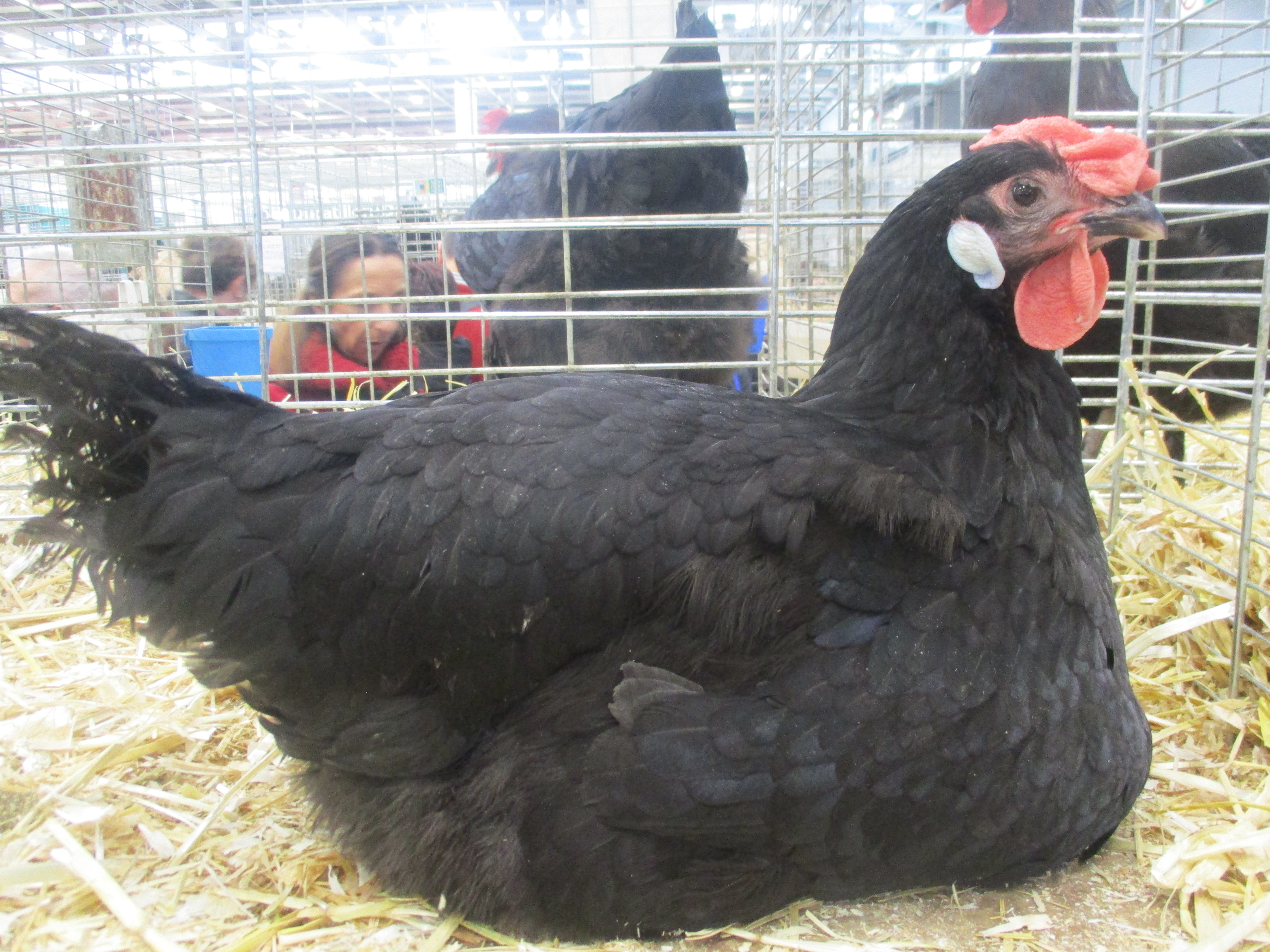
Poule du Mans.

#### Industrie

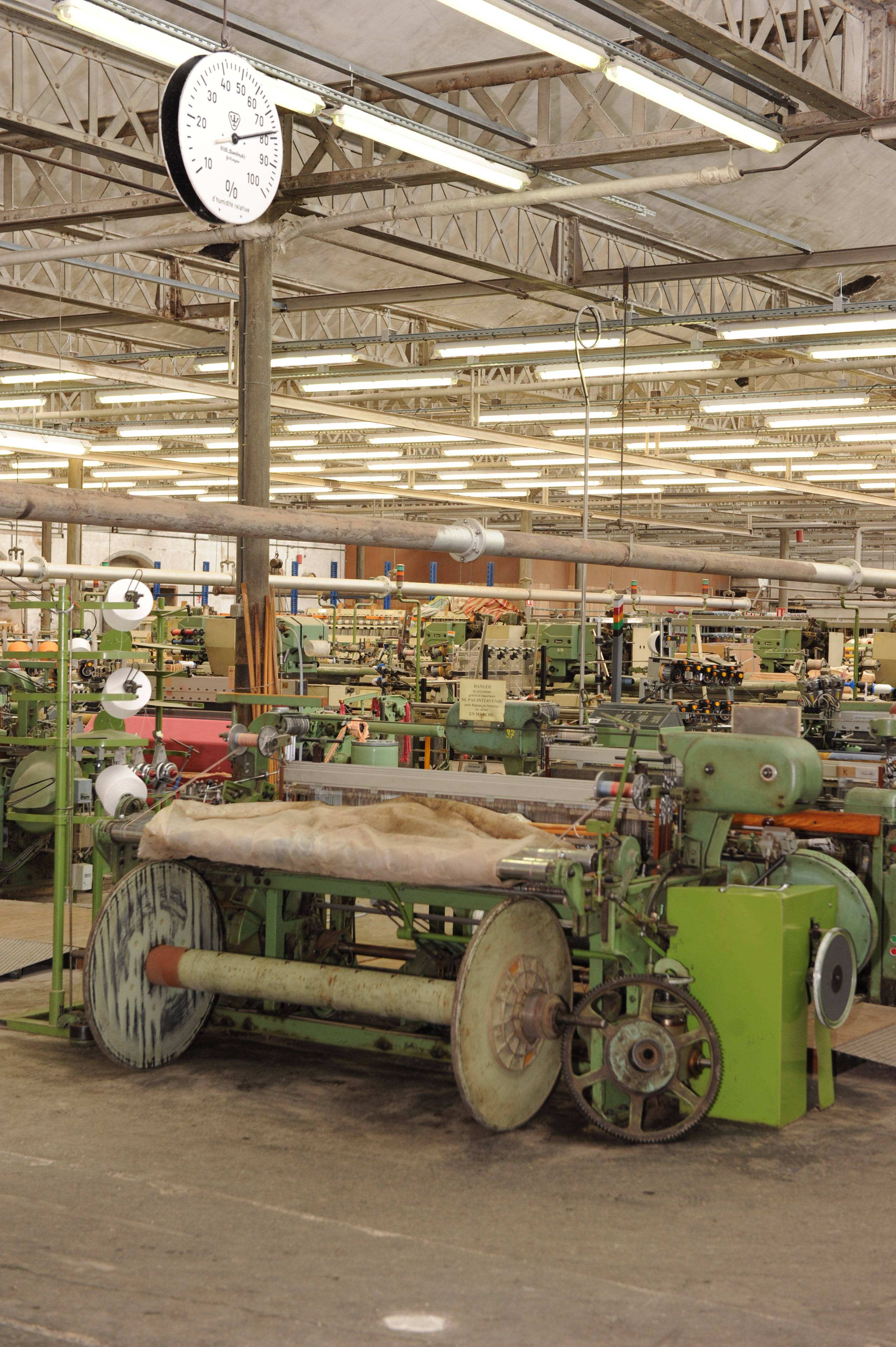
La filature des Toiles de Mayenne, un des derniers témoins de l'industrie textile du Maine.

Malgré l'image rurale qu'il véhicule, le Maine est depuis longtemps une terre d'industrie. Le secteur, varié et développé, a cependant connu des changements radicaux au cours du XXe siècle. L'industrie locale était autrefois fortement liée au milieu naturel environnant : forges, verreries et poteries localisées près des forêts pour se fournir en bois, forges, tanneries et papeteries sur les cours d'eau pour utiliser la force motrice des rivières. L'industrie textile occupait une place de choix, le Maine produisant en quantité toiles de lin et de chanvre, qui étaient tissées dans les campagnes pauvres, où la main-d'œuvre était abondante. Le lin était surtout produit dans la partie armoricaine, tandis que le chanvre poussait sur les sols riches du Saosnois et du Belinois. Concurrencée par la grande industrie, l'industrie mainiote a ensuite très fortement décliné après la Première Guerre mondiale, au point de disparaître presque entièrement. Les verreries et tanneries, par exemple, ont toutes fermé. Quelques survivants ont demeuré cependant, au prix de grosses transformations, comme la faïencerie de Malicorne-sur-Sarthe. La fonderie de Port-Brillet, héritère de forges, a persisté jusqu'en 2011, tandis que celle de Sougé-le-Ganelon a mué pour devenir une usine d'isolants. L'industrie textile, quant-à-elle, a subi dès le XIXe siècle la concurrence étrangère, et notamment celle des toiles en coton, importées par bateaux à vapeur. Il ne reste plus que quelques usines de tissage éparses, comme l'entreprise Toiles de Mayenne située à Fontaine-Daniel.
Le Maine a ensuite connu une réindustrialisation certaine, amorcée dans la Sarthe par l'implantation de grands groupes dans les villes et le long d'axes fréquentés comme la vallée de l'Huisne, où les matières premières peuvent facilement être acheminées. L'industrie contemporaine n'a plus de lien avec les ressources locales, à l'exception des industries extractives et agroalimentaires. Le Mans s'est spécialisé dans la construction automobile et d'engins agricoles, avec les usines Renault et Claas, tandis que le groupe japonais NTN (roulements) est implanté à Allonnes. En Mayenne, Laval est le siège du carrossier Gruau, mais le département s'est illustré dans le domaine technologique : Groupe Jouve à Mayenne et MPO à Averton. Le secteur agroalimentaire, directement lié aux productions agricoles locales, s'est largement développé au fil du XXe siècle. Il est désormais représenté par de grands groupes à rayonnement national voire mondial, comme Lactalis (géant mondial du lait) basé à Laval, LDC (volaille et plats cuisinés) basé à Sablé-sur-Sarthe, Luissier Bordeau Chesnel à Yvré-l'Évêque, ainsi que d'autres entreprises ayant des sites de production dans le Maine, comme Bel (produits laitiers), à Évron, Mayenne, Sablé-sur-Sarthe et La Ferté-Bernard, Yoplait au Mans, Bigard (viande) avec ses filiales Charal (Sablé) et Socopa (Évron et Cherré),. L'industrie représente 20,7 % des emplois en Mayenne et 17,6 % en Sarthe en 2016 (France entière : 12,2 %),,.

#### Services, commerce et tourisme

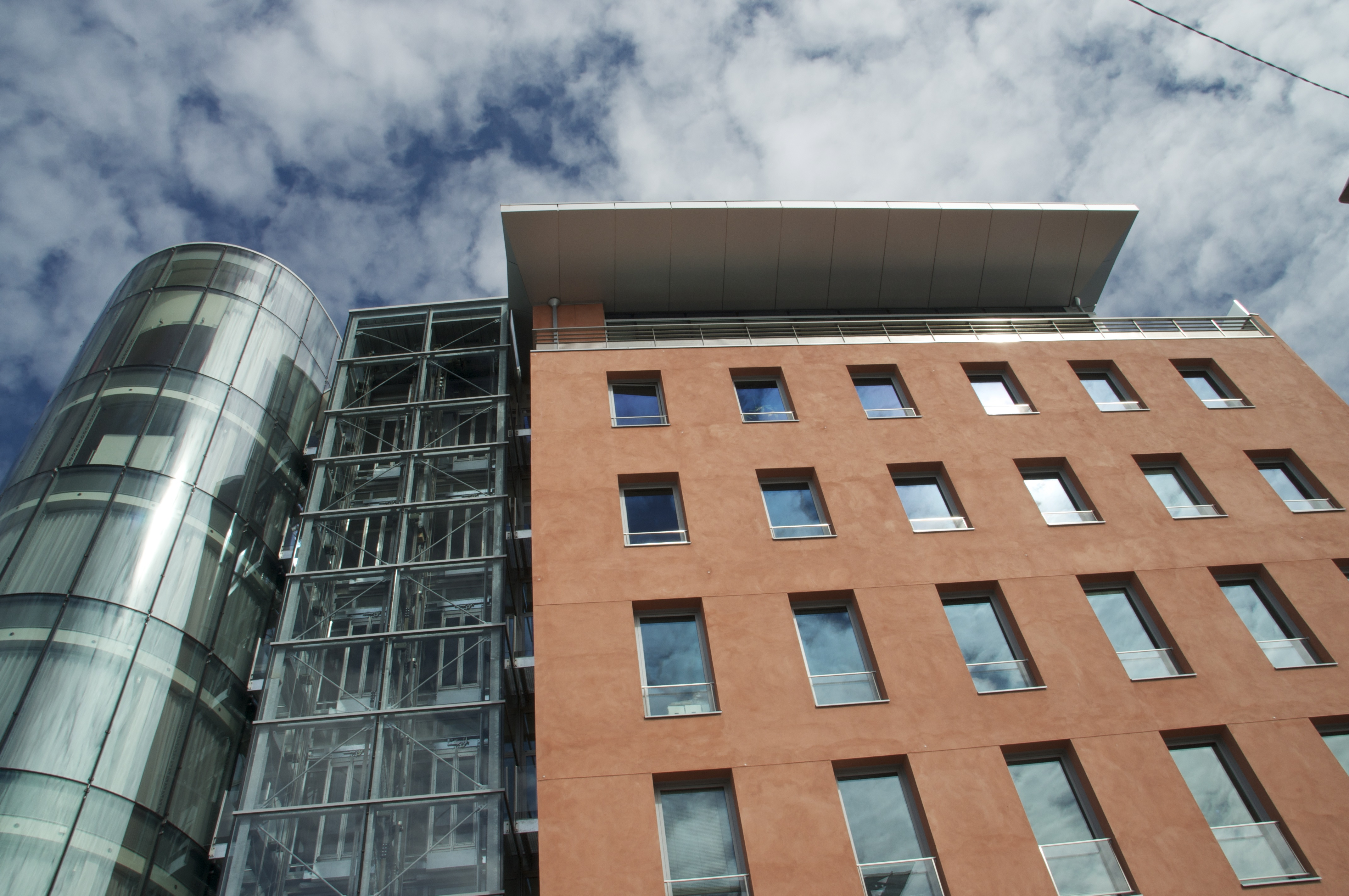
Le siège des MMA dans le quartier Novaxis du Mans.

Le secteur tertiaire est en développement et il est particulièrement bien représenté au Mans, qui a tiré parti de l'arrivée du TGV pour construire le quartier d'affaires Novaxis près de la gare, et s'établir en tant que pôle tertiaire. La ville est le siège des MMA, compagnie d'assurances qui est le plus grand employeur dans la Sarthe avec plus de trois mille salariés et de Oui Care (services à la personne), ainsi que du Crédit agricole de l'Anjou et du Maine. La fédération du Crédit mutuel Maine-Anjou, Basse-Normandie est quant à elle basée à Laval. Le secteur « commerce, transports et services divers » est moins présent en Mayenne bien qu'en expansion grâce à l'externalisation d'activités d'entreprises industrielles (administration, centres d'appel, nettoyage…). Il ne représente que 35,3 % des emplois en Mayenne en 2016, contre 40,3 % en Sarthe, et 46,4 % à l'échelle nationale,,.
Les commerces sont concentrés dans les petites et grandes villes, de nombreuses communes rurales du Maine n'ayant qu'un voire aucun commerce, notamment dans la Sarthe. A contrario, Le Mans et Laval concentrent zones commerciales, grandes surfaces et petits commerces de proximité. Trois petites villes, Sablé-sur-Sarthe, La Ferté-Bernard et Mayenne, comptent chacune plus d'une centaine de commerces. La Madeleine de Mayenne, organisée autour de la Sainte Marie-Madeleine, est la plus ancienne foire du Maine. À l'origine marché et concours aux bestiaux, elle a partiellement évolué avec l'apparition d'une fête foraine concomitante. La foire du Mans, dite des Quatre Jours, remonte à 1836, et elle comprend aussi bien une section agricole que des exposants plus généralistes. Les Trois Jours de Mamers, qui comprennent une fête foraine, un concours agricole et une exposition commerciale, ont été créés au début du XXe siècle.
Le Maine n'est pas une grande destination touristique ; il ne propose pas de grand site patrimonial ou naturel, même s'il comprend un parc naturel régional (Normandie-Maine), des rivières navigables, des itinéraires cyclables comme la Vélo Francette ou encore des villes et Pays d'art et d'histoire (Laval, Coëvrons-Mayenne, Le Mans, Perche sarthois et vallée du Loir). Les 24 Heures du Mans sont cependant, avec plus de 250 000 spectateurs, le plus grand événement de la région Pays de la Loire devant le Hellfest et ses 180 000 spectateurs. En 2019, la Mayenne compte 22 campings et 52 hôtels, la Sarthe 49 campings et 110 hôtels, les deux départements étant les moins pourvus en capacité d'accueil de touristes dans les Pays de la Loire. La Mayenne ne représente que 4 % des nuitées en hôtellerie de toute la région en 2019, et la Sarthe 12 %.

## Culture locale

### Emblèmes

Les armes du Maine.

Le Maine a pour symboles un blason, et un drapeau dérivé. Ces deux symboles ont également été repris pour symboliser le département de la Sarthe, celui-ci ayant adopté officiellement le blason du Maine en 1961. Les armoiries du Maine se blasonnent : d'azur semé de fleurs de lys d'or, à la bordure de gueules chargée au canton dextre d'un lion d'argent. Elles sont apparues au XVe siècle et elles ont été utilisées en premier lieu par Charles IV du Maine. Elles reprennent les armoiries de l'Anjou (Charles IV est le fils du comte Louis II d'Anjou), qui utilisent l'écu fleurdelisé français, entouré d'une bordure de gueules. Cette bordure de gueules est une brisure, ajoutée pour distinguer les armes de France des armes des comtes d'Anjou, issus d'une branche cadette des Capétiens. De la même façon, Charles IV fait ajouter un lion d'argent au canton dextre, qui est une « brisure de brisure » qui permet de distinguer ses armes en tant que cadet du comte d'Anjou.
Le blason de Charles IV est notamment repris par Pierre de Guibours dans son Histoire généalogique et chronologique de la Maison Royale de France en 1674. L'Essai sur l'armorial du diocèse du Mans, de Thomas Cauvin publié en 1840 indique que ce blason est aussi celui de la province et qu'il a été employé par l'assemblée provinciale créée en 1787. Ce blason a figuré sur le timbre dédié au Maine édité par La Poste en 1954, au sein d'une série sur les provinces françaises. En revanche, l'Armorial général de France de Charles d'Hozier donne au Maine des armes différentes : deux canons de sable en sautoir, au chef d'azur chargé d'une fleur de lys d'or, armes qui n'ont jamais été portées par la province.

Armes d'Anjou (ancien).
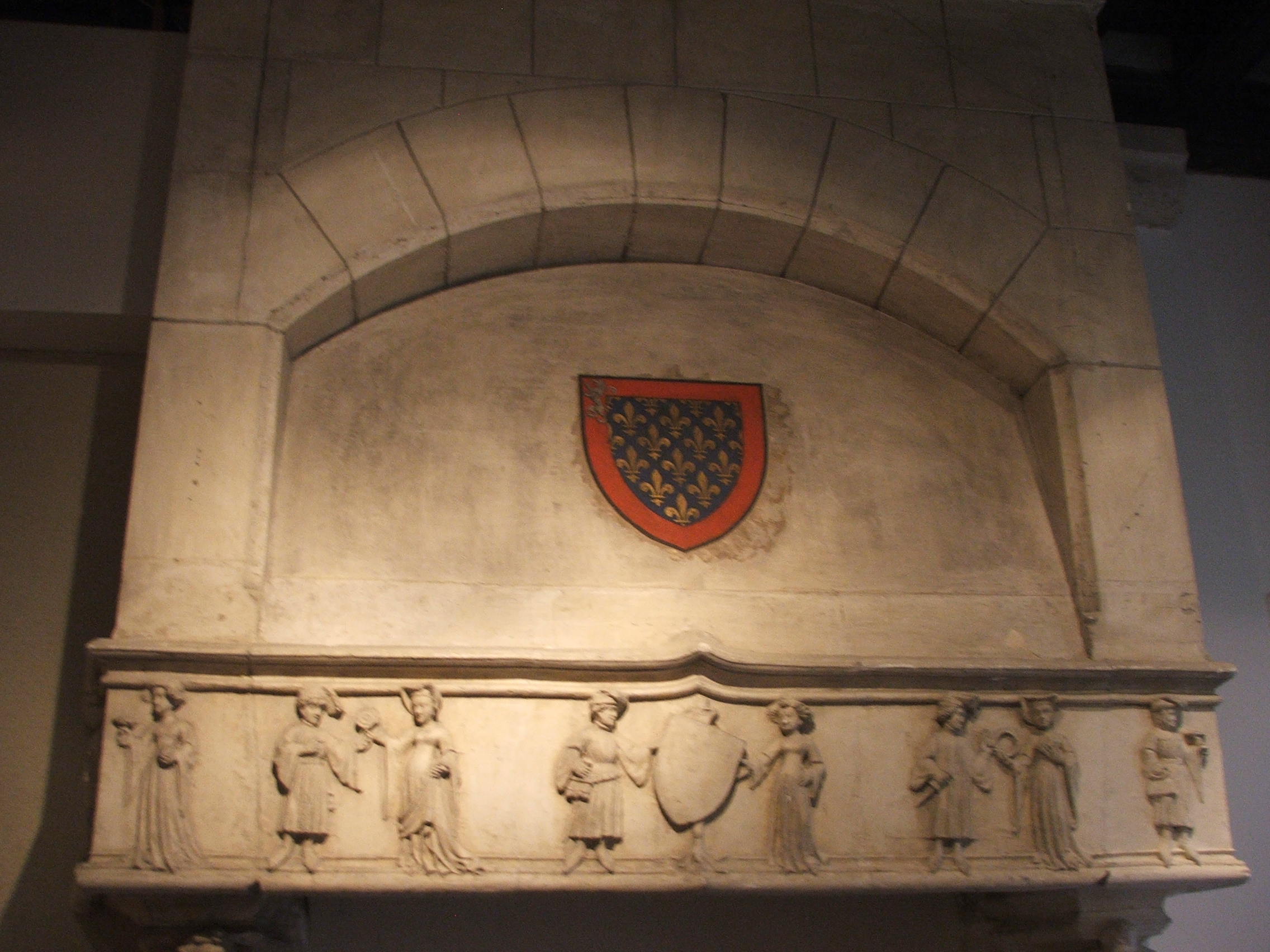
Le blason du Maine au musée de la Reine Bérengère, Le Mans.
Blason du Maine selon d'Hozier.

### Langue
Le Maine se situe dans le domaine de la langue d'oïl, qui couvre la majorité de la moitié nord de la France, et au côté du français, qui est la langue majoritaire, subsistent un ensemble de parlers traditionnels. Le domaine forme un continuum qui comprend plusieurs langues ou dialectes identifiés, comme le gallo de Haute-Bretagne, le normand, le lorrain ou le wallon. En ce qui concerne le Maine, les parlers traditionnels sont généralement identifiés sous le nom de « mainiot », avec une différenciation entre le bas-mainiot ou parler mayennais, et le parler sarthois ou haut-mainiot. Étant donné l'existence d'un continuum, il est impossible de définir une limite claire entre les diverses langues d'oïl, et ainsi, les dénominations, telles que mainiot, suivent davantage des limites géographiques historiques plutôt que des critères linguistiques. La plupart des linguistes placent d'ailleurs le Maine au sein d'un domaine d'oïl central, localisé entre la région parisienne et des langues d'oïl plus affirmées comme le normand et le poitevin-saintongeais, qui regrouperait également l'angevin, le tourangeau ou encore les parlers de l'Orléanais, voire parfois aussi le gallo,. Les parlers les plus proches de ceux du Maine sont le gallo, l'angevin et le normand du sud de la Manche. Au sein du Maine, on observe d'ailleurs des variations, notamment lexicales, le Sud-Est étant davantage influencé par le français moderne tandis que le Nord présente de nombreux traits proches des parlers sud-normands. L'usage du mainiot a décliné à partir de l'entre-deux-guerres, au profit du français. Les habitants des villes et bourgs du Maine, s'ils ont pu comprendre le mainiot, ont en revanche toujours parlé le français.
Les différences entre le mainiot et le français proviennent en majorité d'une évolution différente des voyelles du latin. Ainsi, en mainiot tout comme dans la plupart des autres parlers de l'Ouest, le ō ou ǔ latin a donné /u/, et non /œ/ comme en français (ainsi, le mainiot a goule au lieu de gueule). Les ē et ī latins ont donné /wa/ ou plus rarement /ɜ/ en français, mais plus souvent /ɜ/ en mainiot (tè au lieu de toi, nèr au lieu de noir). Ces voyelles ont parfois aussi évolué en /ɑ/ (vâ pour voie, trâ pour trois), ou, si placées entre un r et un t ou un d, en /e/ à l'Est et en /ə/ à l'Ouest (fré ou frë pour froid, dré ou drë pour droit). Les diphtongues, que le français a fait disparaître, ont généralement perduré, sauf aux franges du bassin parisien ; la graphie au prononcée /o/ en français, donne encore /ao/, /au/ ou /ou/ dans des mots comme chaud ou taupe. La diphtongue wa peut également se réaliser /wɜ/, /we/ ou /wə/ selon les endroits : armouère, bouéte, miroué. Des triphtongues ont aussi été conservées en mainiot, comme eau qui se prononce iaou, iao, ou ioou, ou des mots comme veau (viaou), seau (siaou), beau (biaou). Des diphtongues nasales s'entendent dans des mots comme champ (chaon) ou grand (graon). Les consonnes offrent moins de variation, à l'exception notable du /l/ qui est palatalisé dans les groupes pl, bl, cl, gl et fl : pien (plein), biesser (blesser), quioche (cloche), souffier (souffler). Les consonnes finales chutent après une voyelle : neu (neuf), solé (soleil), avri (avril). En ce qui concerne la grammaire, le mainiot et les autres parlers de l'Ouest se distinguent par leur subjonctif en j- (que je vinje, que tu dijes), et par leurs terminaisons du passé simple en -i (je chantis, j'allis). Au présent de l'indicatif et à l'imparfait, l'oral permet de différencier la troisième personne du pluriel de celle du singulier : ils chantent devient ils chantant et ils chantaient devient ils chantaint. Cette distinction apparait dans d'autres parlers, mais seul le Maine présente les deux formes.

### Gastronomie

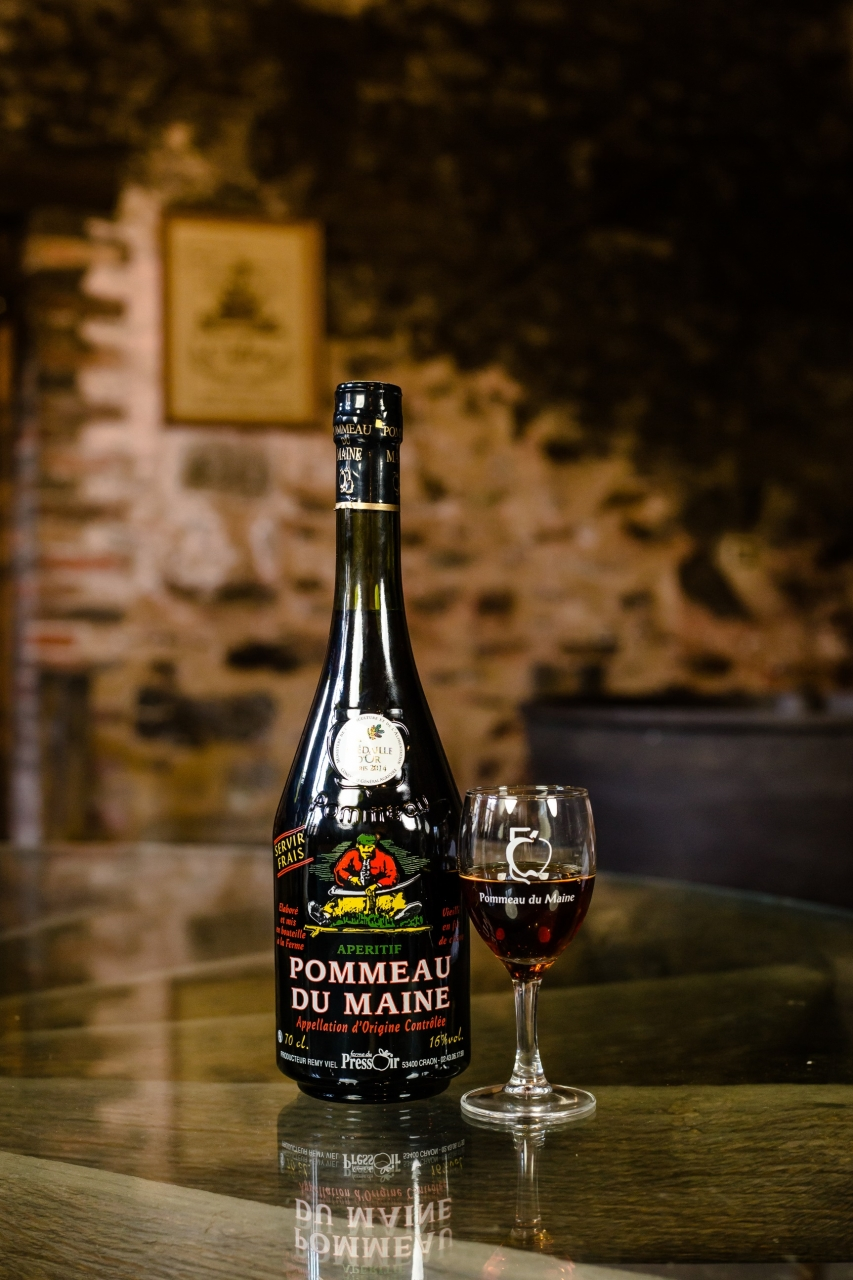
Une bouteille de pommeau du Maine.

Le gastronome Curnonsky décrit la cuisine du Maine comme « loyale et honnête ». La gastronomie locale accorde une place de choix aux viandes, rappelant ainsi que la province est une importante terre d'élevage. Les rillettes du Mans sont particulièrement emblématiques de la région, et on en produit aussi historiquement à Connerré et à Gorron, cette dernière étant également connue pour ses andouilles et andouillettes. Le Maine est aussi réputé pour ses poulardes et ses chapons, célébrés par Paul Scarron, dont la renommée historique se poursuit à travers l'IGP des poulardes de Loué.
Parmi les plats du terroir figurent aussi les poissons (perche grillée, truite à la crème, poissons en fritures, en quenelles à Sablé-sur-Sarthe), les terrines de foie de volaille, le chapon à la braise ou à la daube, le poulet en fricassée ou aux morilles. La ville de Sablé possède quelques biscuiteries comme La Sablésienne qui produisent des sablés. Le Maine produit la viande AOP Maine-Anjou et il est concerné par l'IGP bœuf du Maine. La production laitière, particulièrement importante en Mayenne, permet l'élaboration de fromages au lait de vache. Si la recette du Port-Salut a été vendue à un groupe industriel par les moines de l'abbaye du Port-du-Salut, des fromageries artisanales à Montsûrs et Entrammes poursuivent la tradition, tandis que le camembert Bons Mayennais est fabriqué à Martigné-sur-Mayenne depuis les années 1910. En Sarthe, La Ferté-Bernard a une tradition de fromage au lait cru,.
La viticulture, autrefois bien présente dans le Maine, a commencé à disparaître dès la fin du Moyen Âge, et n'est plus présente que dans quelques communes de la vallée du Loir, notamment à Lhomme et Ruillé-sur-Loir où est produit le jasnières, et autour de Château-du-Loir (appellation coteaux-du-loir). Avant l'invasion du phylloxéra au XIXe siècle, la vigne s'avançait encore jusqu'au plateau de Bonnétable et le blanc de Gazonfier avait sa réputation. Le cidre est cependant bien plus ancré dans la région, dont le climat est plus propice aux vergers qu'aux vignes. Les pommiers à cidre semblent avoir été introduits dans le Maine au Moyen Âge depuis la Normandie, et la production s'étend à l'ensemble de la province, où on peut trouver au XIXe siècle pas moins de trente-sept espèces de pommiers. Le jus de pomme permet également d'élaborer deux alcools locaux protégés par des AOC, la fine du Maine, une eau-de-vie proche du calvados, et le pommeau du Maine, un assemblage de jus et de fine du Maine. Le Maine produit aussi des pommes de table, notamment la reinette du Mans cultivée autour de Bonnétable.

Produits gastronomiques du Maine (sélection).
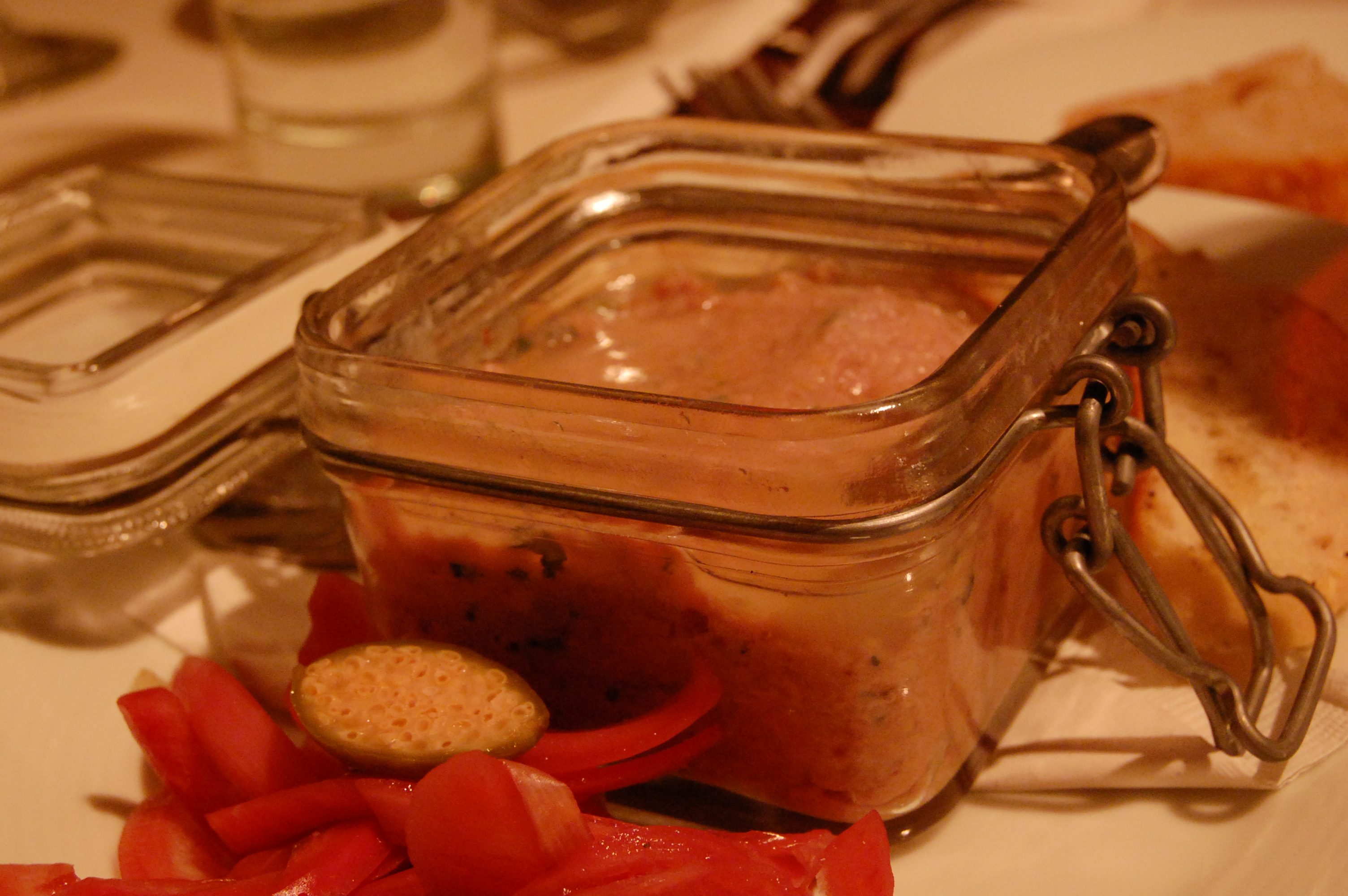
Pot de rillettes.
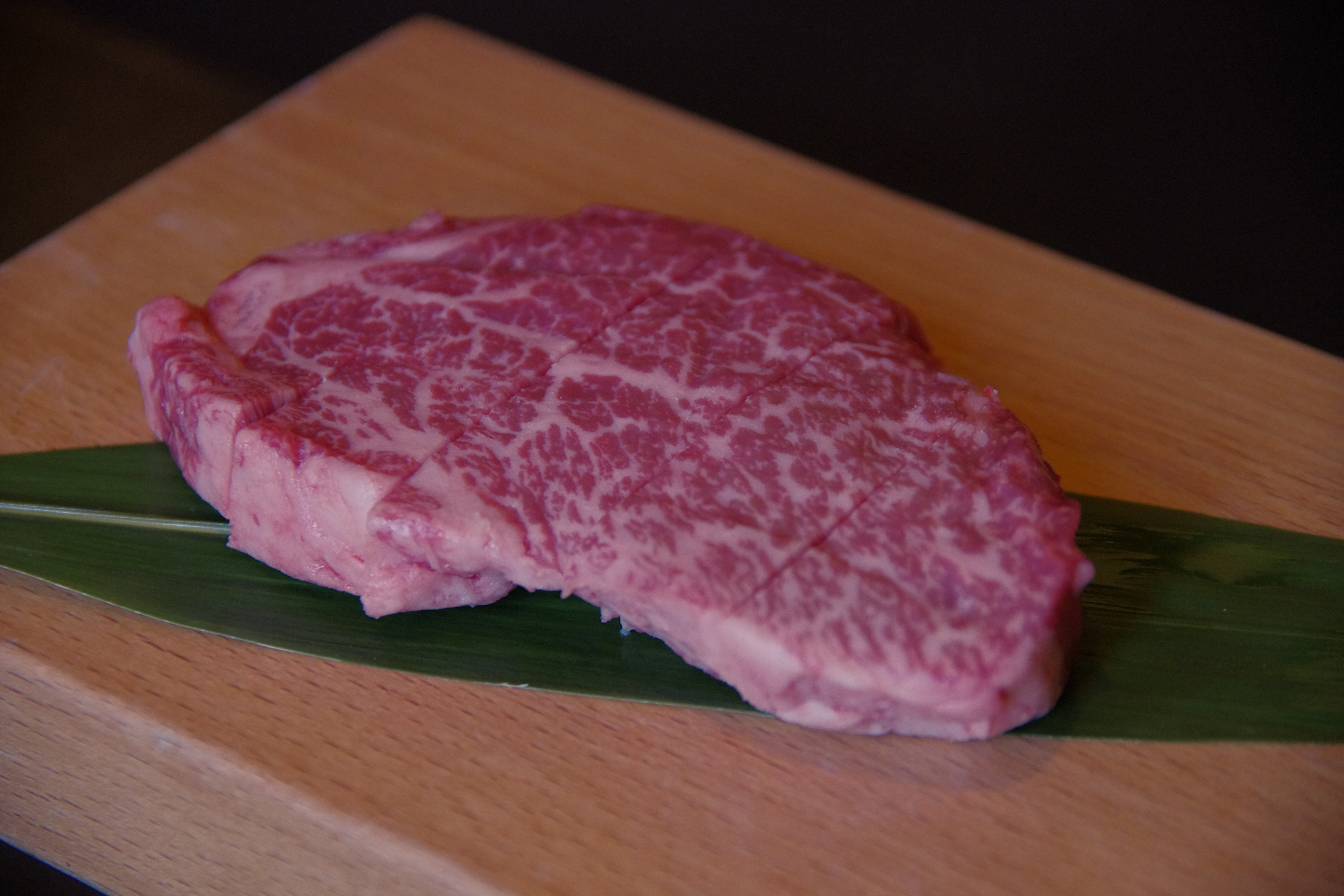
Steak de bœuf du Maine.
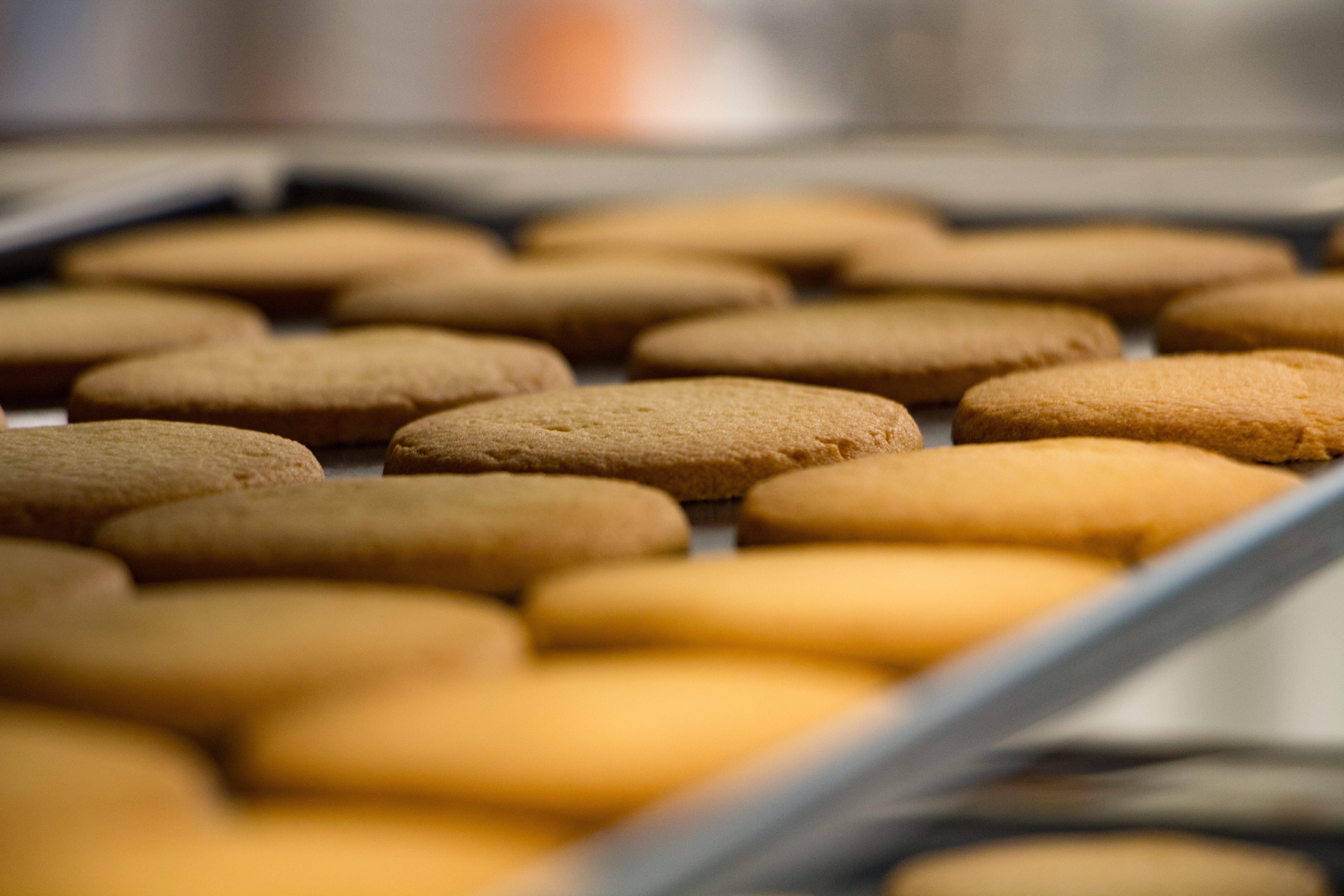
Sablés de Sablé-sur-Sarthe.
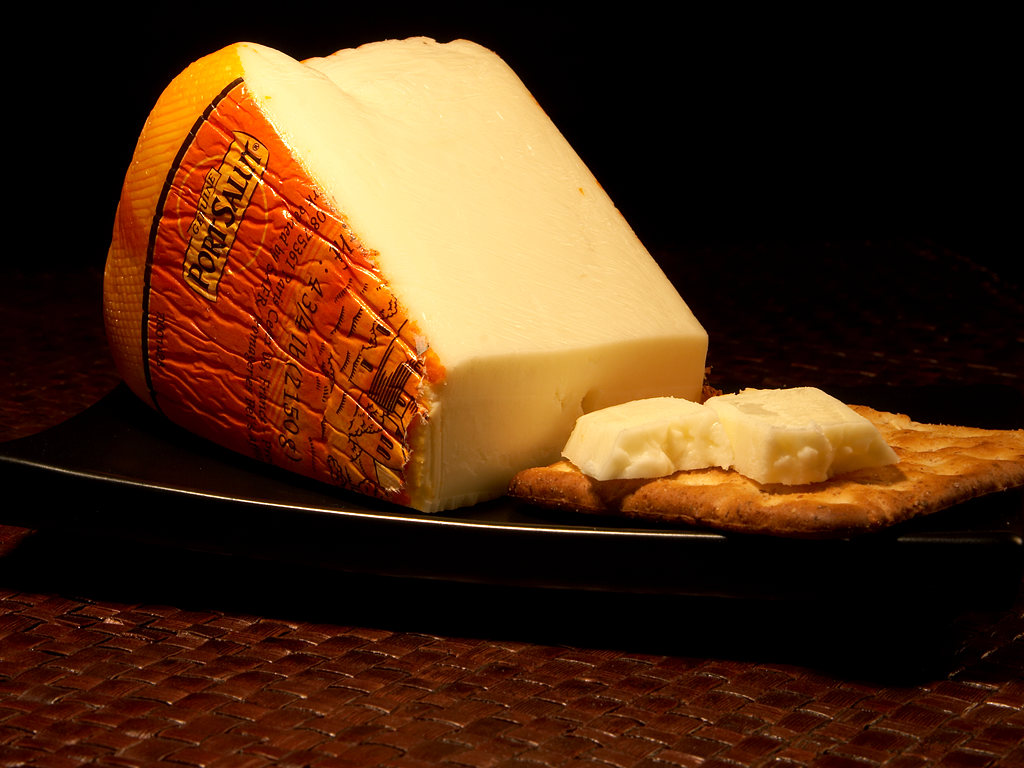
Fromage Port-Salut.
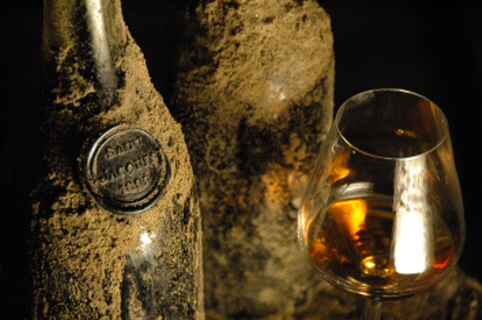
Bouteilles et verre de jasnières.

### Fêtes et traditions

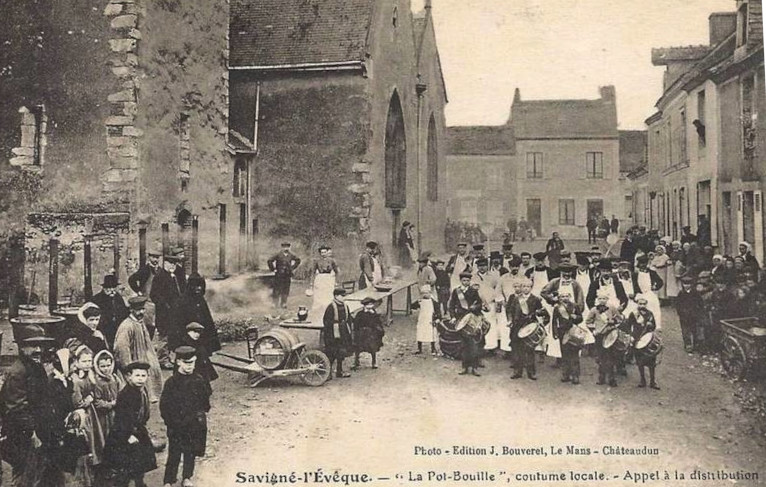
La « Pot-Bouille » de Savigné au début du XXe siècle.

Comme dans l'ensemble de la France, la culture populaire locale a été complètement bouleversée au fil du XXe siècle, en l'espace de trois ou quatre générations. Les célébrations traditionnelles, liées pour la plupart aux rythmes de l'année agricole et religieuse, ont cédé la place à des fêtes moins liées au terroir et surtout moins spontanées, placées sous la responsabilité de comités des fêtes. Cependant, certains événements traditionnels locaux ont été maintenus ou recréés, comme la « Fête aux Œufs » à Coulaines, organisée à Pâques et qui témoigne d'une ancienne foire aux œufs durs, qui étaient parfois vendus décorés, ou la « Fête des Lances » de Champagné, qui rappelle aux Rameaux la trahison de Judas. D'autres festivités ont été mises place autour d'un patrimoine ou de l'histoire locale, comme La Nuit des Chimères au Mans, ou la « Fête de la Cheminée » à Ségrie. La plupart des événements locaux, tels les corsos fleuris, les festivals ou les fêtes médiévales sont cependant des concepts importés.
Autrefois, la religion catholique occupait une place très importante dans la société mainiote. Les fêtes chrétiennes rythmaient l'année et certaines célébrations étaient l'occasion de traditions spécifiques à la région. Les foyers accordaient par exemple une importance particulière à la bûche de Noël, qui était décorée et devait brûler trois jours durant. Ses cendres étaient ensuite placées au grenier pour protéger les récoltes. Mardi gras était l'occasion de réjouissances particulièrement turbulentes ; en 1664, le diocèse du Mans alla jusqu'à interdire la « fête des fous », qui persista néanmoins jusqu'au début du XXe siècle dans certains villages. Les jeunes gens cassaient par exemple des pots remplis de cailloux sur les portes des maisons, ou faisaient irruption chez les gens nouvellement installés à minuit. Le carnaval était aussi l'occasion de faire défiler le Bœuf Gras, certains lieux maintiennent d'ailleurs certaines traditions liées, comme Savigné-l'Évêque où se tient la « Pot-Bouille », pendant lequel des marmites sont allumées en plein air. À Pâques, les enfants avaient coutume de faire des courses d'œufs durs. D'autres fêtes d'origine païenne ou profane permettaient aux gens des démonstrations amicales ou romantiques qui étaient d'ordinaire peu communes, comme la bise du Nouvel An, les bouquets offerts aux jeunes filles au Premier mai ou les danses de la Saint-Jean. La « Fête de la Gerbe », particulièrement célébrée dans le Bas-Maine, avait lieu au temps des battages, et réunissait les paysans autour de la dernière gerbe moissonnée, qui était fleurie et accrochée dans les granges.

### Littérature et récits populaires

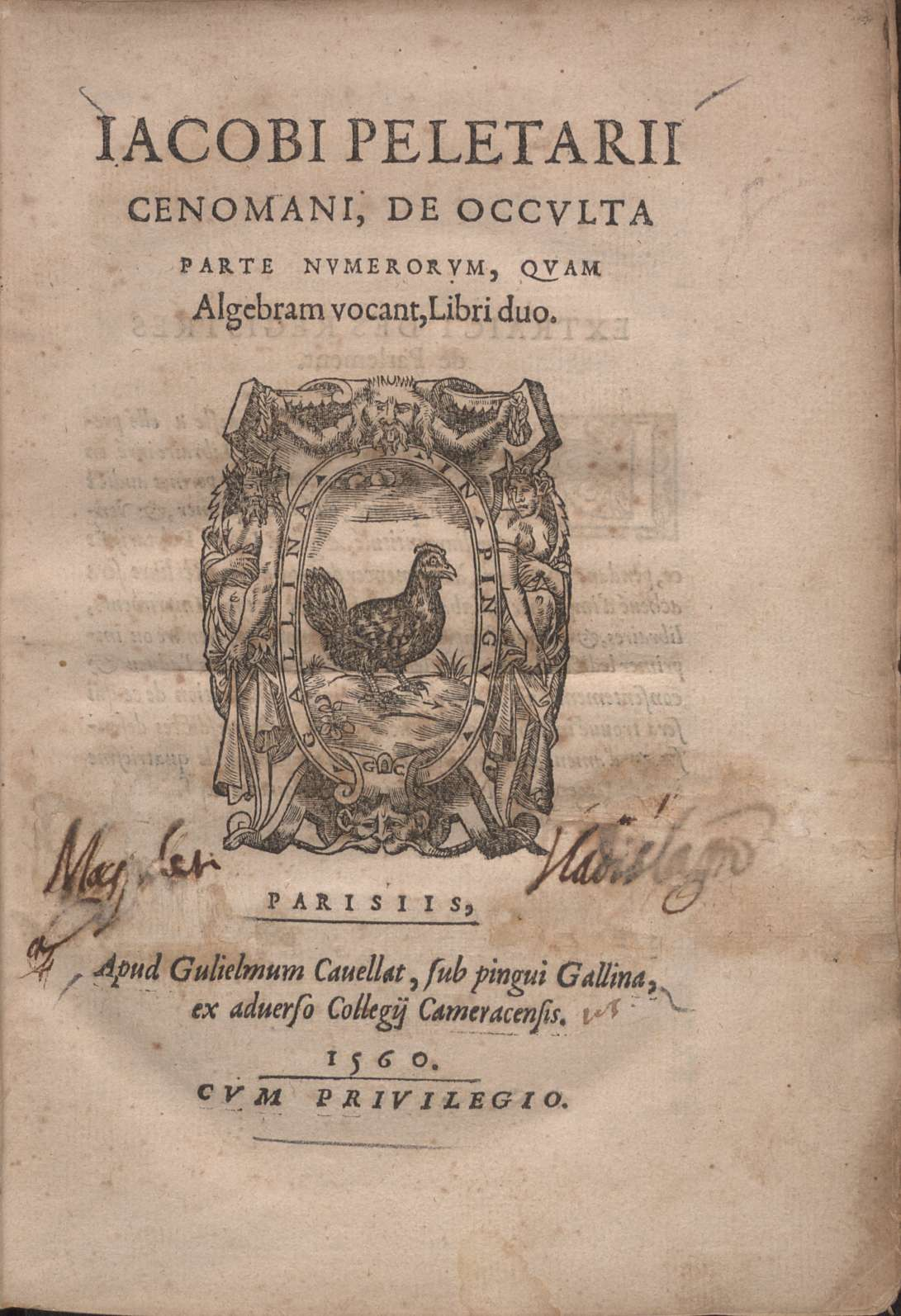
Frontispice d'un ouvrage de Jacques Peletier du Mans.

Les premiers auteurs du Maine sont des trouvères ou des auteurs de mystères comme Arnoul et Simon Gréban, qui sont nés au Mans au XVe siècle, mais c'est à partir de la Renaissance que la province s'illustre vraiment dans le domaine de la littérature. Ainsi, Jacques Peletier du Mans est membre de la Pléiade, et d'autres poètes nés au Mans comme Jacques Tahureau ou Nicolas Denisot se font connaître à la Cour, tandis que l'évêque René du Bellay favorise l'essor culturel de la ville. La proximité de ces figures avec le Vendômois Pierre de Ronsard ou l'Angevin Jean du Bellay montre bien la perméabilité des limites provinciales dans le Val de Loire à cette époque. La province a donné un certain nombre d'auteurs religieux, comme Marin Mersenne, Bernard Lamy et Nicolas Coeffeteau, qui s'intéressent également à la science ou la philosophie. Le dramaturge Robert Garnier, originaire de La Ferté-Bernard, est un des principaux auteurs dramatiques français du XVIe siècle.
À partir du XVIIe siècle, la prépondérance culturelle de Paris sur le reste du royaume devient écrasante, et les auteurs originaires du Maine ne font plus carrière qu'à Paris. Le poète Honorat de Bueil de Racan, né dans le Maine, reste cependant attaché à la province, mais il vit néanmoins en Touraine plutôt que dans le Maine. La principale figure littéraire du siècle dans le Maine est Paul Scarron, qui séjourne au Mans de 1633 à 1640. L'intrigue de son Roman comique est d'ailleurs placée dans la ville et ses alentours. Madame de Villedieu, originaire de Saint-Rémy-du-Val, est l'une des autrices les plus populaires du règne de Louis XIV. Il faut attendre ensuite la toute fin du XIXe siècle et le XXe siècle pour retrouver des auteurs célèbres dans le Maine. Il y a d'abord Alfred Jarry, un Lavallois qui se fait connaître pour Ubu roi, puis le Manceau Roger Vercel, lauréat du prix Goncourt pour son Capitaine Conan en 1934, puis René Étiemble et Catherine Paysan.
De nombreuses légendes locales ont été inspirées par des mégalithes préhistoriques ou par des curiosités naturelles. Ainsi, les roches d'Orgères seraient habitées par la fée Quasnon qui y garderait les trésors de Romains, d'Anglais ou de Sarrasins chassés du Maine. Chaque Noël à minuit, ces trésors seraient visibles lorsque les pierres vont boire à la rivière. Les fées seraient aussi présentes à Allonnes tandis que des lutins vivraient à Vancé, où ils répareraient contre quelques pièces les outils qui leur seraient laissés. Très peu d'écrits ont été publiés en dialecte mainiot, et si quelques ouvrages à portée régionaliste contiennent des passages en mainiot, comme les Poèmes sarthois d'Honoré Broutelle (1923), ceux-ci sont réduits à quelques échantillons. En revanche, le périodique Le bonhomme sarthois, publié de 1896 à 1940, contenait des chroniques en patois, et divers recueils humoristiques ont été publiés dans la deuxième moitié du XXe siècle. Les Nouvelles récréations et joyeux devis (1558) de Bonaventure Des Périers comprend une scène entre l'évêque du Mans et une paysanne, et l'extrait constitue un témoignage du parler mainiot du XVIe siècle.

Quelques auteurs liés au Maine :
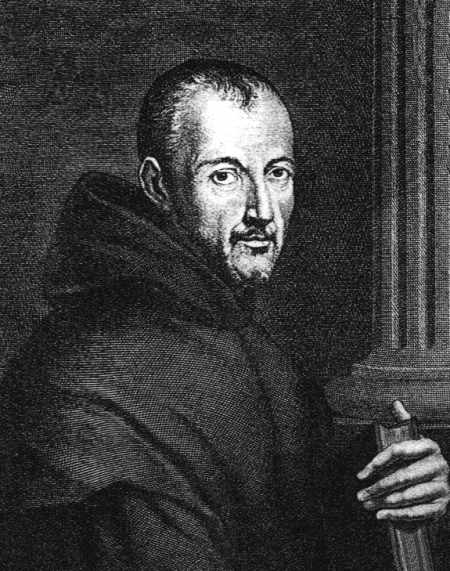
Marin Mersenne.
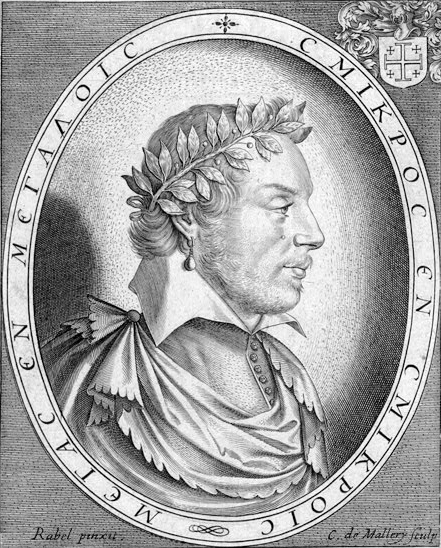
Robert Garnier.
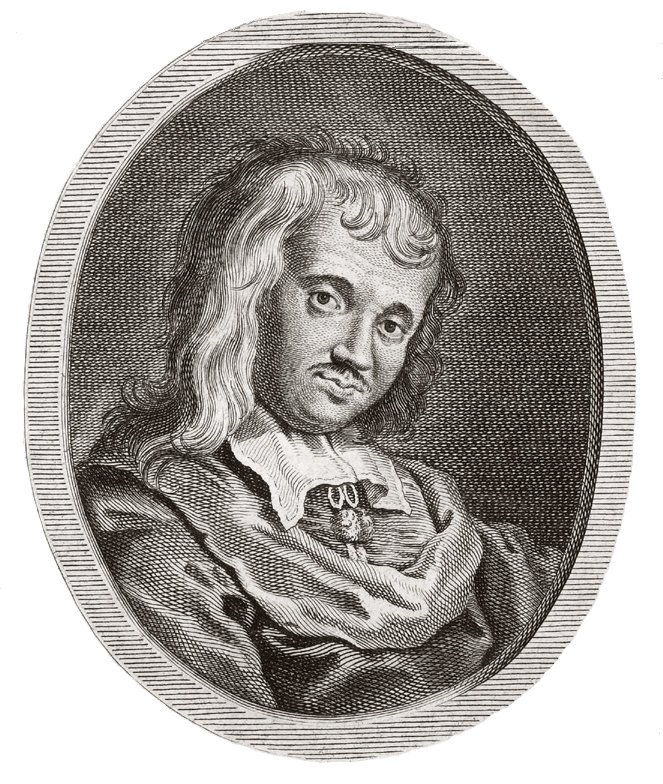
Paul Scarron.
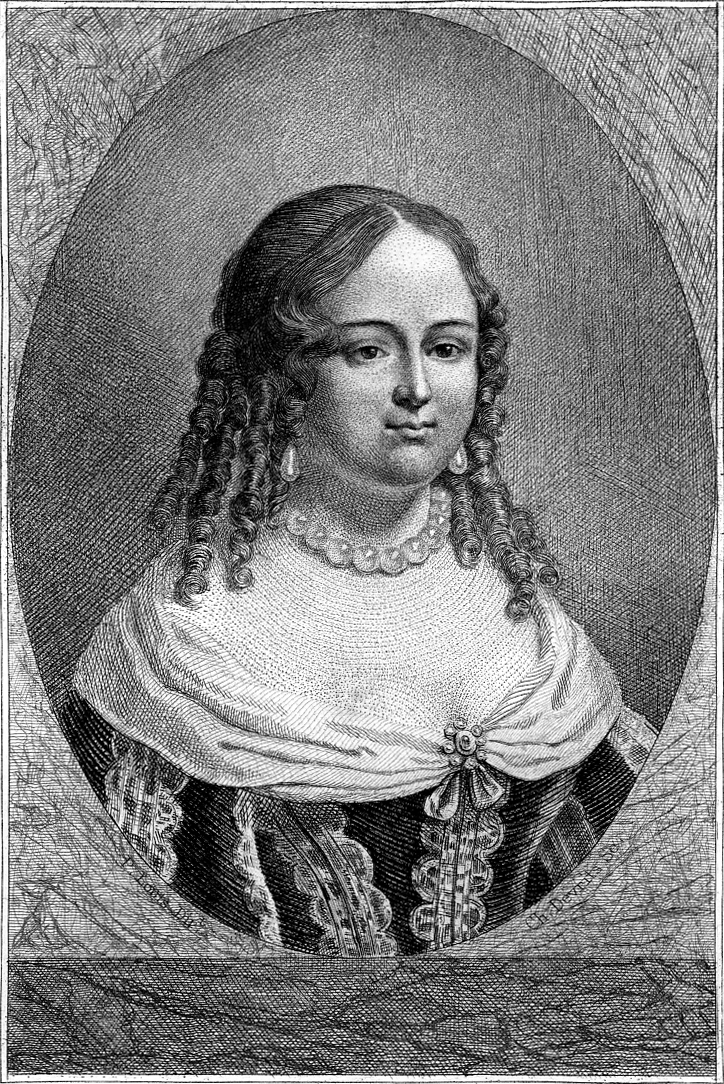
Madame de Villedieu.
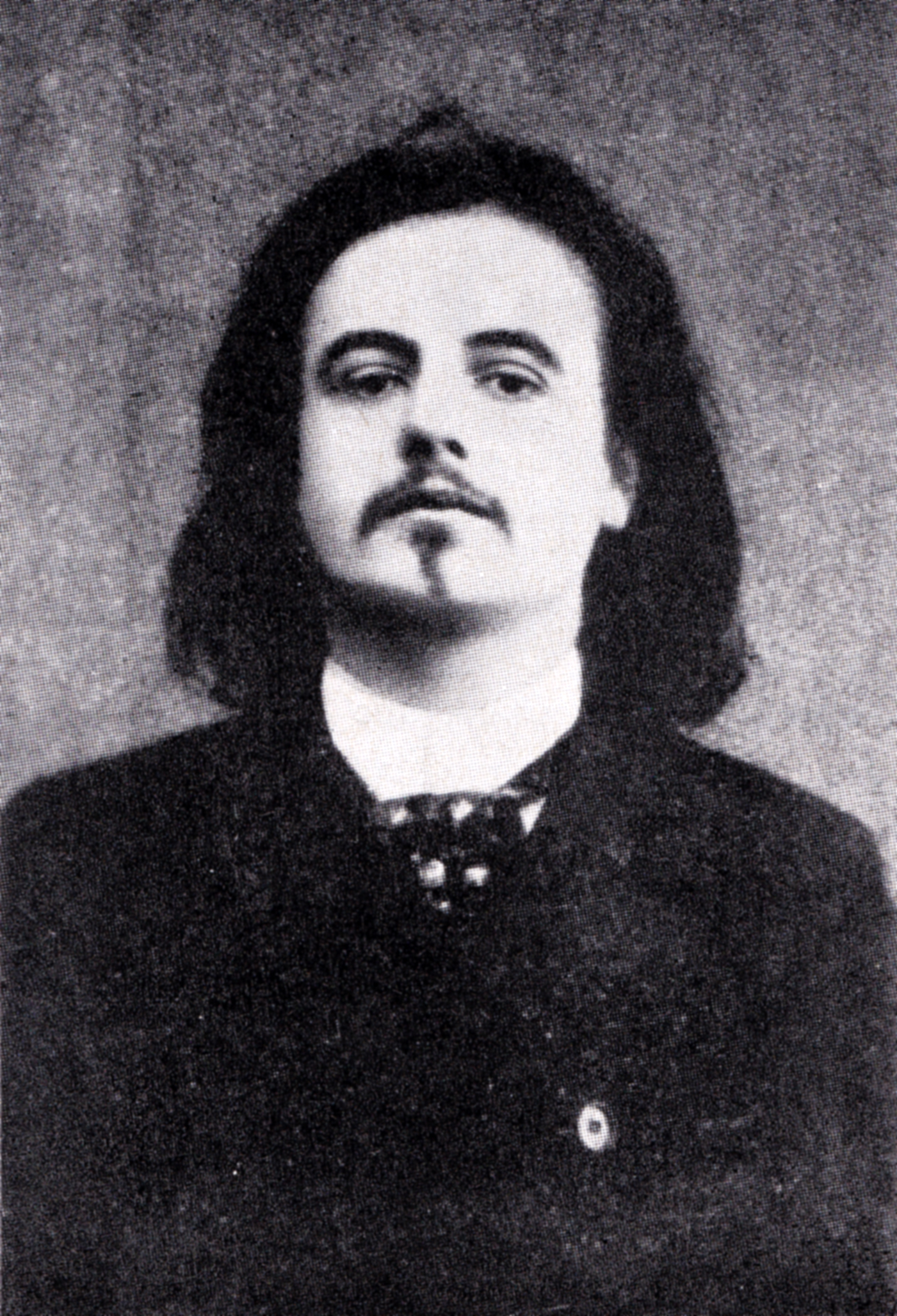
Alfred Jarry.

### Danses et musique
Le Maine ne possède pas de danse qui lui soit propre et il a adopté les danses populaires au niveau national. Au XIXe siècle, les Mainiots peuvent danser la valse, la polka, la mazurka ou la redowa, mais sous l'influence de l'Église qui désapprouve ces danses de couple à contact corporel, le quadrille domine. Si les pas du quadrille ailleurs en France sont vite simplifiés, le Maine conserve longtemps des figures compliquées, la bourgeoisie mayennaise étant ainsi reconnue au milieu du XIXe siècle pour compter d'excellents danseurs. Le quadrille disparaît aux alentours de la Première Guerre mondiale, cédant la place aux danses de couples. Le Haut-Maine a longtemps brillé par ses « danses de caractère » qui étaient pratiquées lors des « assauts de danse », qui étaient particulièrement populaires dans le Sud-Est de la province, autour de Château-du-Loir, Cérans-Foulletourte, et Le Grand-Lucé. À l'origine, il s'agissait de numéros proposés dans les entractes de spectacles, mais les « assauts » sont peu à peu devenus des spectacles à eux tout seuls. Les danseurs, habillés de blanc avec une ceinture bleue, exécutaient les pas en ligne, et les numéros se faisaient de plus en plus en complexes, de la « fricassée » comique qui mimait une querelle de ménage aux « pas d'été » plus acrobatiques. Le Haut-Maine a aussi connu des traditions spécifiques aux bals de Carnaval. Dans certains lieux comme La Ferté-Bernard ou Le Grand-Lucé, les participants masqués étaient annoncés ou amenés par un homme, souvent âgé, qui faisait un numéro de danse complexe en début de bal. Au Nord et à l'Est du Mans, le bal était aussi animé par l'arrivée de « bidoche », un cheval-jupon qui faisait toutes sortes de facéties autour des danseurs.
Le violon a longtemps dominé le paysage musical de la province, avant d'être remplacé par l'accordéon après la Première Guerre mondiale. Les communes frontalières de la Bretagne ont néanmoins été plus réticentes et le violon y était encore majoritaire jusque dans les années 1930. Tout comme pour la danse, la chanson traditionnelle dans le Maine est d'inspiration française. Les chants collectés localement sont généralement d'origine lettrée, et remontent au XVIIIe siècle pour les plus anciens. Les chansons ne sont que très rarement en patois, réservé aux chants comiques.

### Costumes

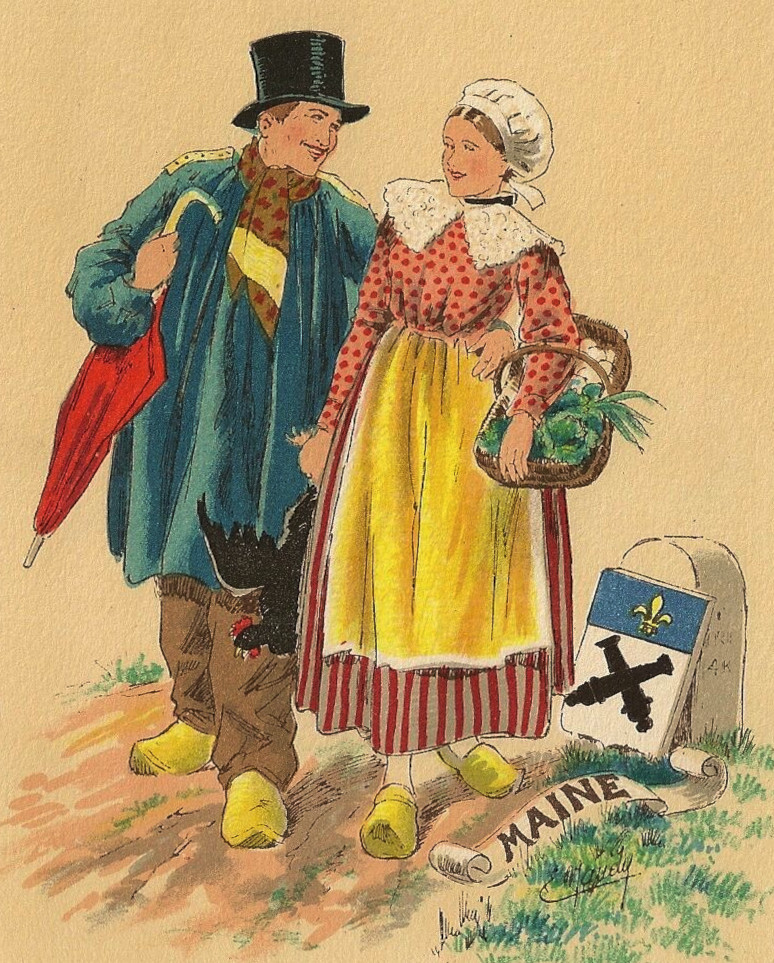
Représentation populaire du costume mainiot sur un carte postale du début du XXe siècle.

Le costume traditionnel du Maine a cessé d'être porté au cours du XXe siècle. Il est surtout connu dans sa forme du XIXe siècle, à travers des descriptions telles celles d'Abel Hugo dans sa France pittoresque (1835). Auparavant, les habits quotidiens des populations de la France entière étaient longtemps restés très simples, voire miséreux, et les différences géographiques se remarquaient peu. Les costumes régionaux s'affirment ensuite, et restent portés par la paysannerie, les ouvriers et la petite bourgeoisie jusqu'en 1870, ensuite seuls les paysans les conservent, jusqu'aux premières décennies du XXe siècle. Le costume mainiot se rapproche beaucoup des costumes tourangeaux et angevins et il est plutôt simple, fabriqué avec de l'étoffe ou de la toile produite localement. Les hommes portent guêtres et culotte courte avant la Révolution, qu'ils remplacent par un pantalon d'étoffe ou de toile ensuite. Le costume masculin est complété par une veste d'étoffe à basques courtes, et le tout est généralement dans des tons bleus, avec des nuances grises ou beiges. Le chapeau est rond, à bords rabattus. Les cheveux sont encore portés mi-longs, juste au-dessus des épaules, dans les années 1830. L'habit du dimanche se distingue par un habit ample en gros drap, des guêtres en laine ou des bas, serrés par un ruban rouge, et des souliers à petite boucle en cuivre.
Les femmes portent casaquin d'étoffe et jupe calmande, qui sont remplacés au XIXe siècle par un costume plus simple en drap et coton, porté avec un châle en laine et une ceinture en ruban. Les vêtements de fête sont particulièrement raffinés, avec des caracos agrémentés de petits cols brodés et garnis de dentelles, et des robes taillées dans des soies bleues, prune ou vertes. La coiffe, élément le plus emblématique du costume féminin traditionnel, montre des variations historiques et géographiques, beaucoup de Mayennaises restant par exemple attachées à un bonnet qui prenait une forme tuyautée à son sommet, appelé « fontange » car il rappelait l'ancienne coiffure du même nom, tandis que dans la région d'Évron ainsi que dans le Haut-Maine, les femmes portent un simple bonnet de mousseline. Celui-ci est plus ou moins grand, et prend une forme plus raffinée pour les jours de fêtes. Il évolue aussi sous le Second Empire pour prendre une forme plus petite, laissant les joues bien dégagées, ce qui déplaît aux anciennes qui donnent à cette nouvelle coiffe le nom de « biset » ou « bise-moi vite ». Ce bonnet serré évolue à son tour pour laisser place à la « galette », une coiffe à fond très développé, prenant la forme d’un disque derrière la tête, qui permet de mieux contenir la chevelure.

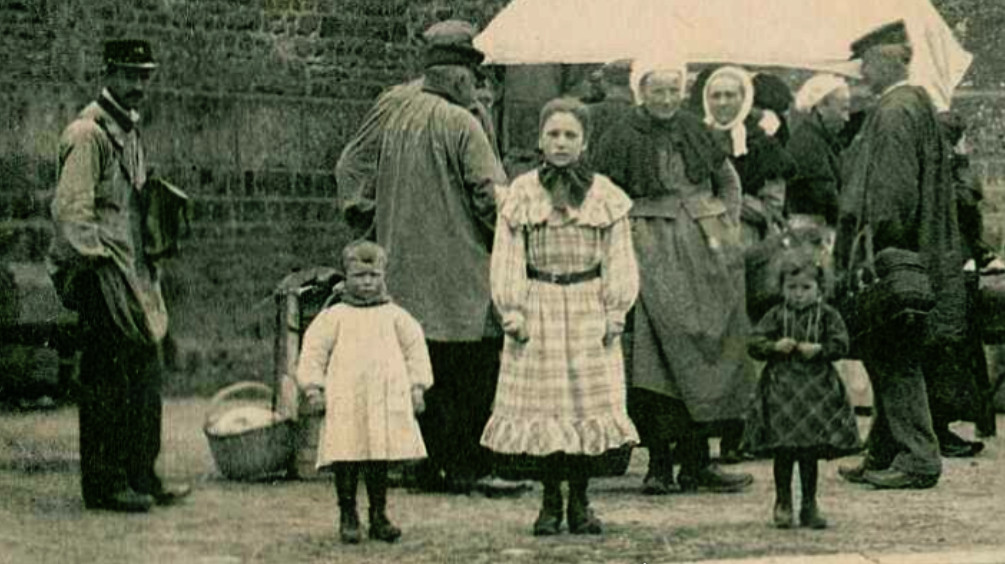
Habits traditionnels et citadins à Lignières-la-Doucelle.
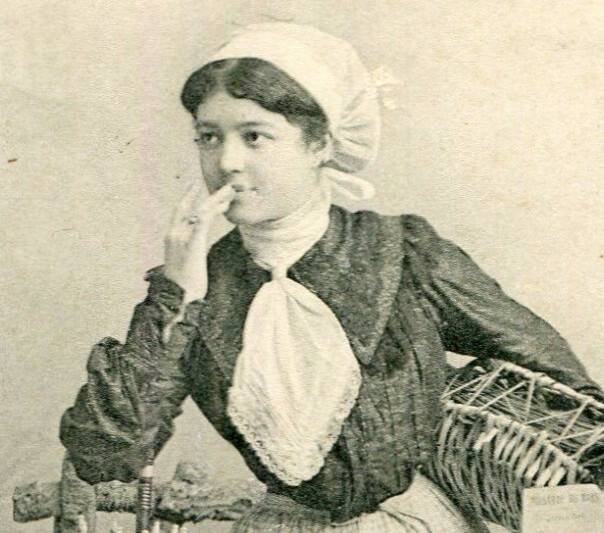
Un biset.
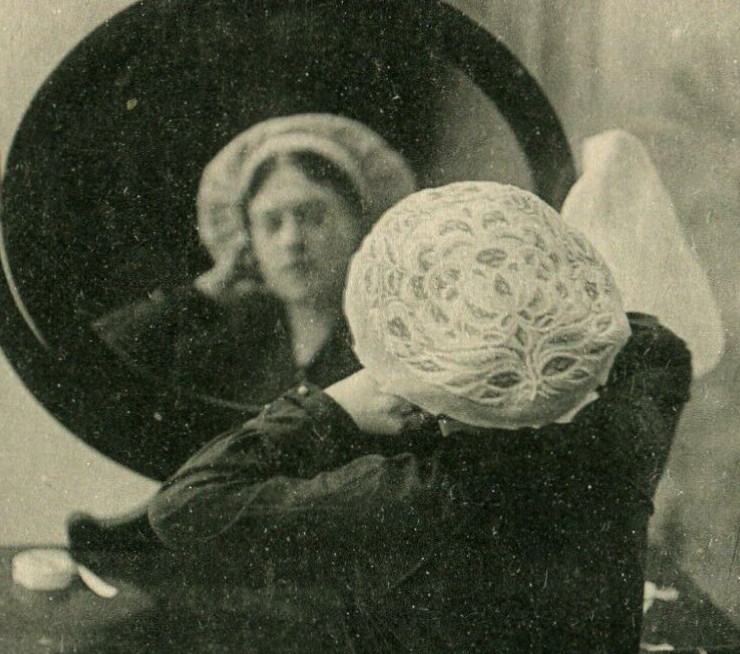
Une galette.

### Architecture

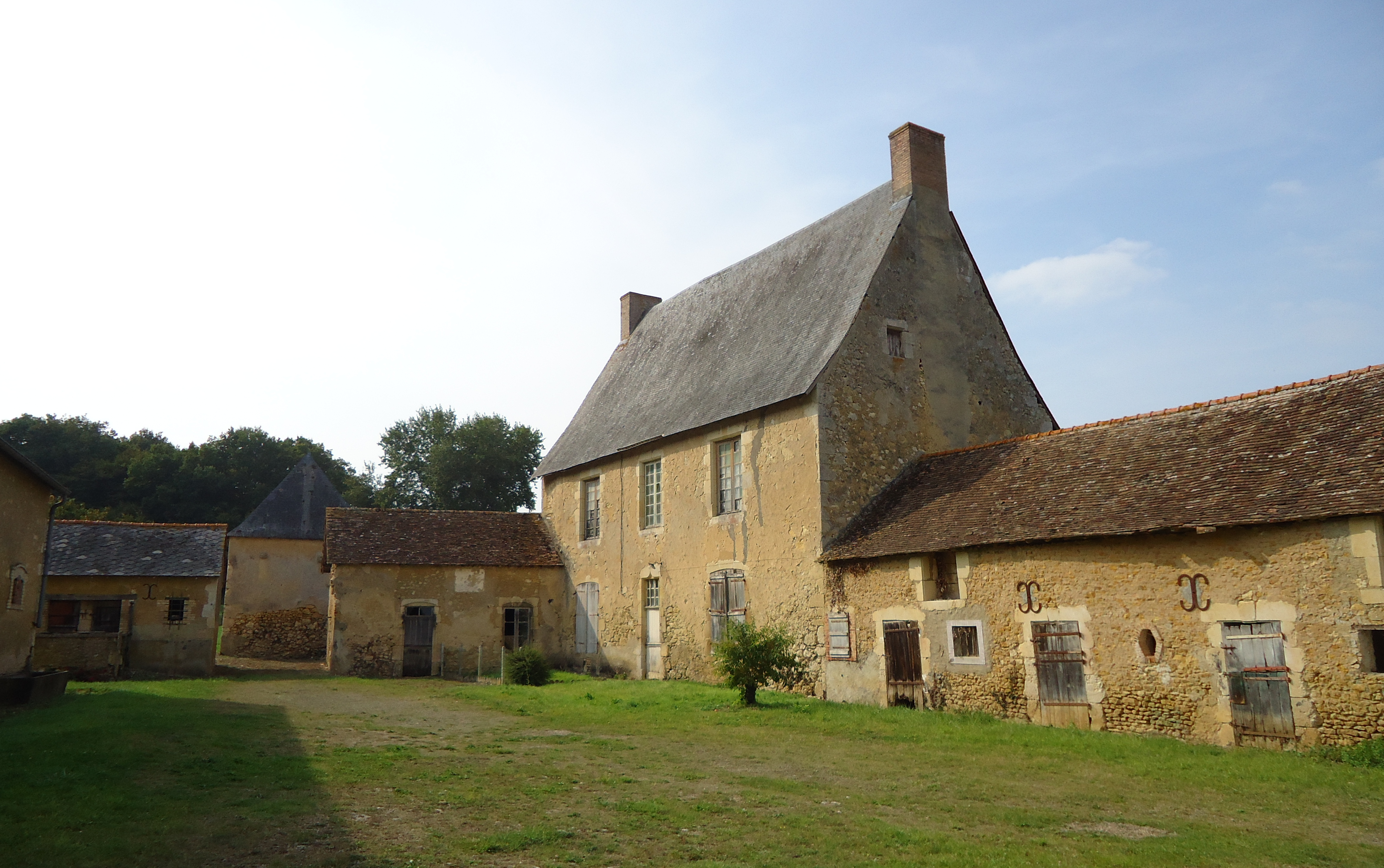
Ferme opulente à Noyen-sur-Sarthe présentant la richesse des matériaux du Maine : toits en ardoises et en tuiles, encadrements en tuffeau, enduits aux sables roux…

Coincé entre des régions aux types bien identifiés comme la Bretagne, la Normandie et l'Anjou, le Maine présente une architecture traditionnelle qui résulte d'un mélange d'influences mais qui possède aussi ses propres traits. Dans leur ensemble, les édifices anciens révèlent la constitution du sous-sol sur lequel ils sont construits, et ils donnent leur nom à certaines aires de la province : le Maine roux, autour de la vallée de la Sarthe, présente sur les maisons anciennes les couleurs chaudes du grès roussard et des enduits élaborées avec les sables locaux, tandis que le Maine blanc, sur les plateaux du Sud-Est, se différencie par ses façades de calcaire, et que le Maine noir à l'Ouest offre la palette sombre du schiste ou du grès armoricain.
La majorité des maisons rurales anciennes du Maine répondent au même plan : une habitation de plain-pied avec une salle de vie et une chambre accolée avec accès à la cour. Cette chambre a plutôt un usage agricole et sert souvent de laiterie. Les maisons les plus opulentes possèdent une chambre à coucher, située à l'étage ou surélevée sur cave pour lui donner plus de confort. Cette chambre peut être réservée au propriétaire de l'exploitation, qui peut y loger lorsqu'il est de passage,.

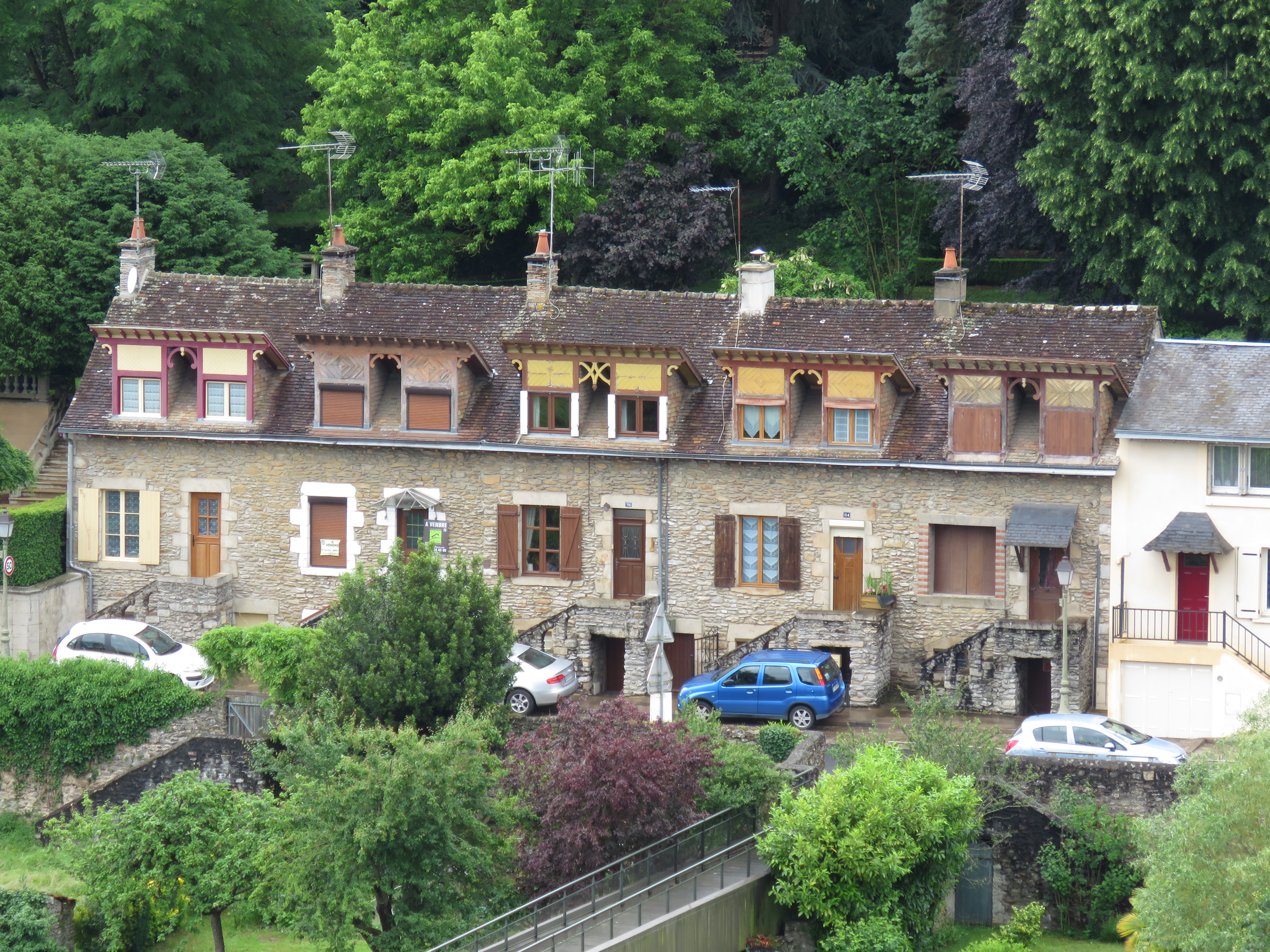
Rangée de maisons de tisserand à Fresnay.

La production de lin et celle de chanvre ont été des activités très importantes dans le Maine dans le passé, et la maison de tisserand est un type d'habitat qui se retrouve encore dans de nombreux villages. Cette maison se reconnaît par son rez-de-chaussée surélevé, placé sur une cave semi-enterrée humide qui servait au rouissage des plantes et où les tisserands passaient la majorité de leur temps. Extérieurement, la maison de tisserand présente un perron à escalier et un ou deux soupiraux. L'accès à la cave peut se faire par une porte basse extérieure, comme dans la région de Fresnay-sur-Sarthe, ou bien par une trappe dans le plancher du sous-sol, comme autour de Laval. Dans le Haut-Maine, l'activité textile a également laissé des fours à chanvre, qui ont été réemployés comme remises à outils lorsqu'ils n'ont pas été abandonnés ou détruits. Assez similaires extérieurement aux grands pigeonniers seigneuriaux, ils ont la forme d'une grosse tour circulaire ; à l'intérieur se trouvent deux niveaux, un niveau enterré où l'on faisait brûler le bois, et un étage supérieur au ras du sol où les bassons de chanvre étaient disposés. Dans le Belinois, près d'Écommoy, les fours sont de plan carré et construits en brique.

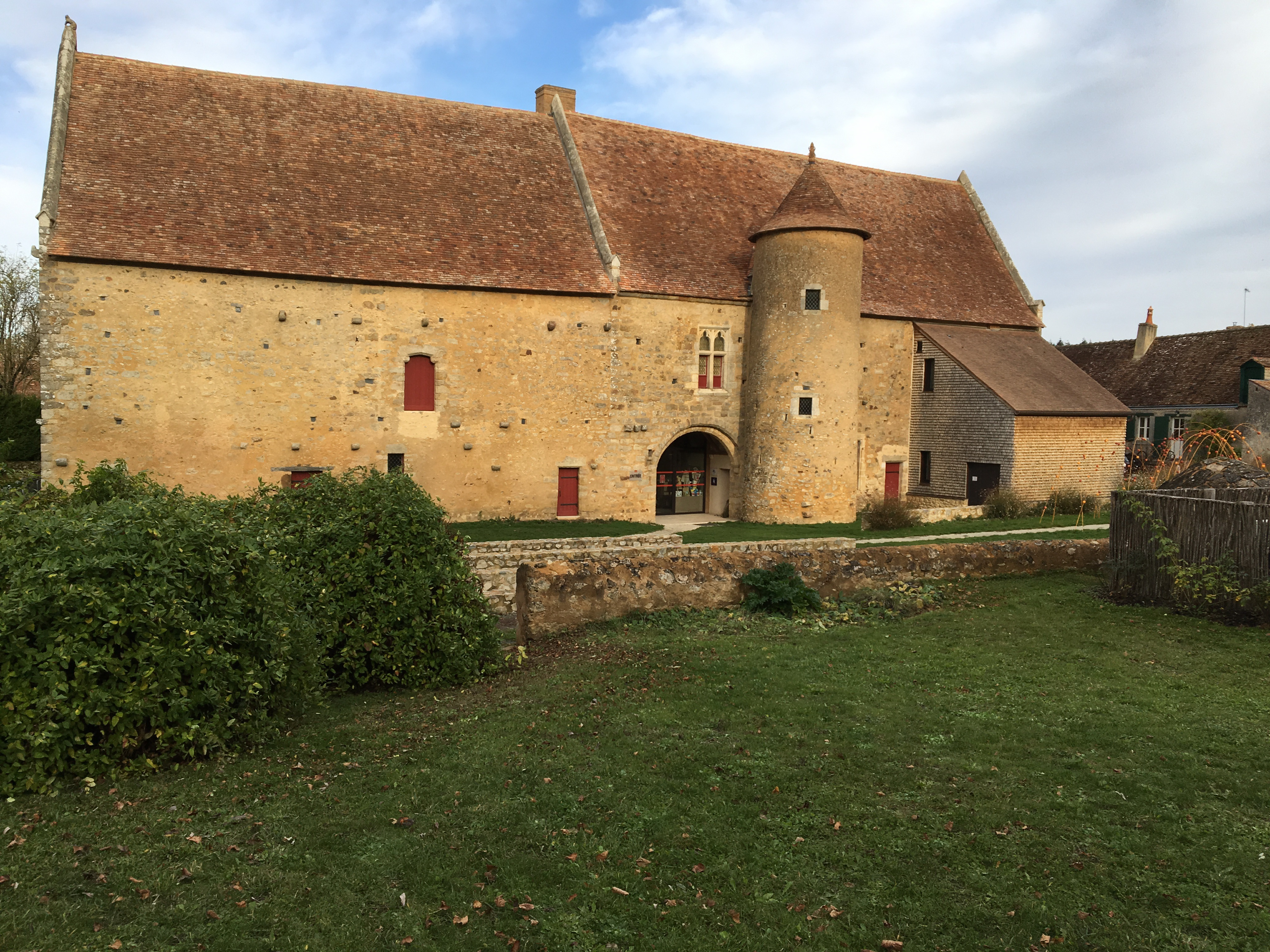
Couleurs typiques du Maine roux à Asnières-sur-Vègre.

Au sein de la province, des micro-régions offrent des caractéristiques spécifiques, comme les hangars en bois à toiture à claire-voie omniprésents dans le Maine roux, ou les caves creusées à même la roche de la vallée du Loir, qui sont en fait d'anciennes carrières et qui ont pu aussi servir d'habitat troglodytique. Le bocage du Bas-Maine offre une certaine régularité architecturale : la ferme traditionnelle comprend généralement un puits à toit conique ainsi qu’un fournil indépendant. Les toitures sont majoritairement en ardoises, mais la tuile plate est encore partiellement visible, le Bas-Maine se trouvant sur sa limite occidentale d'utilisation. Les cheminées offrent des aspects variés et souvent recherchés, notamment autour de Gorron où les souches peuvent être ceinturées par des bandeaux de pierre. Le chaume, interdit au XIXe siècle pour limiter les incendies, a complètement disparu dans tout le Maine tandis que le bardeau de châtaignier, autrefois courant, a été largement remplacé par la tuile et l'ardoise à partir du XIXe siècle,.

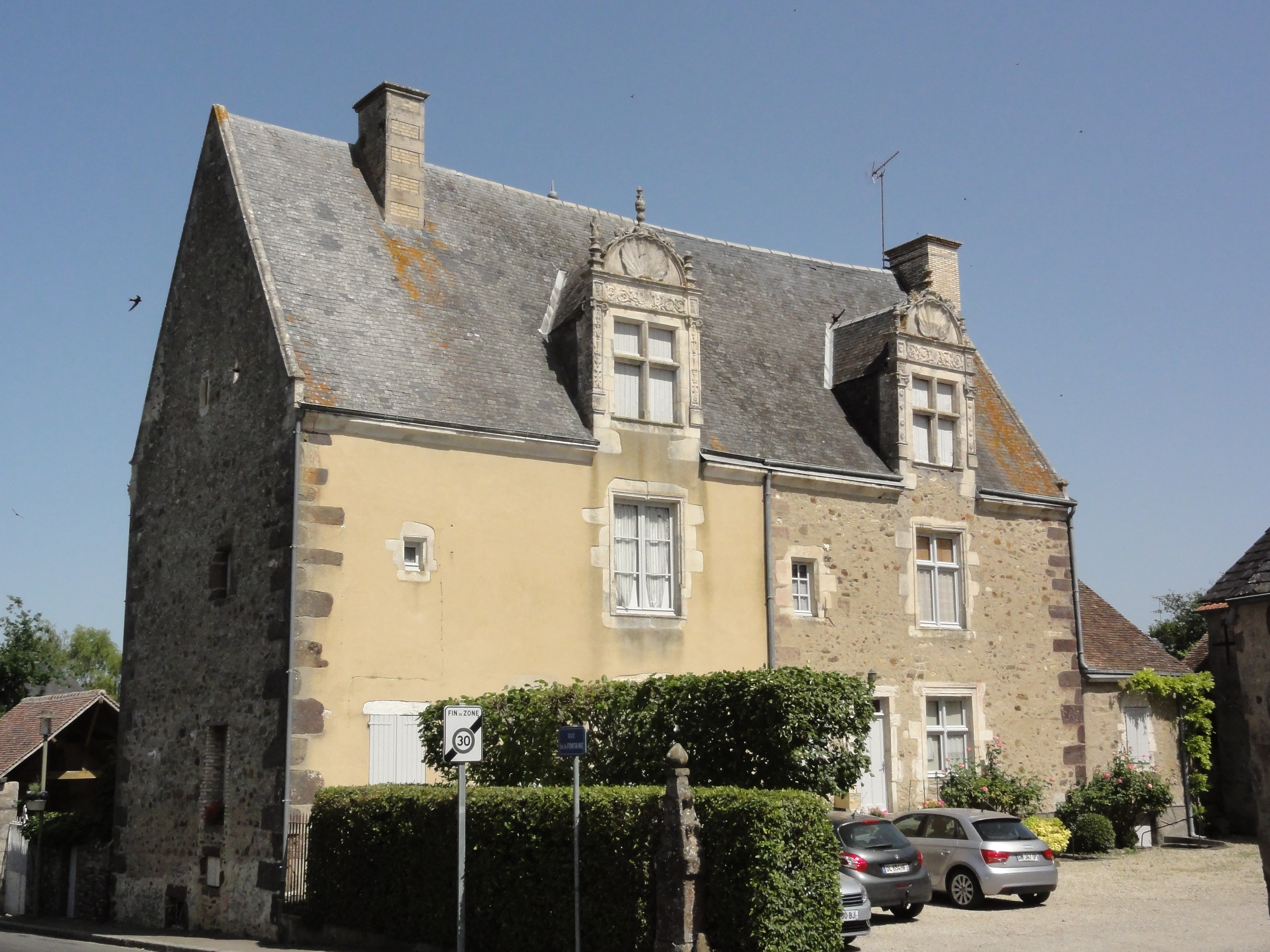
Logis de la Renaissance à Sougé-le-Ganelon.
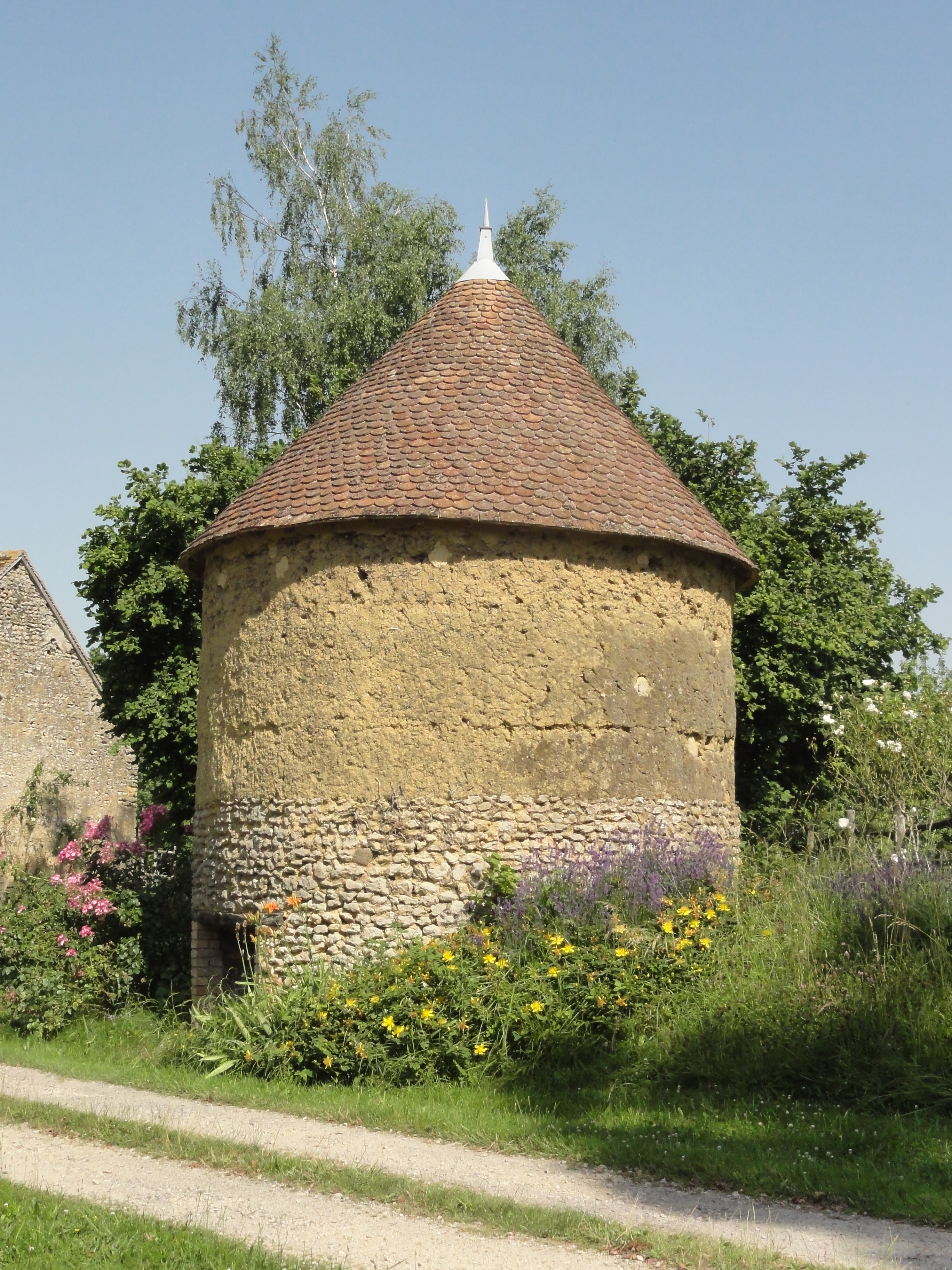
Four à chanvre rond à Vivoin.
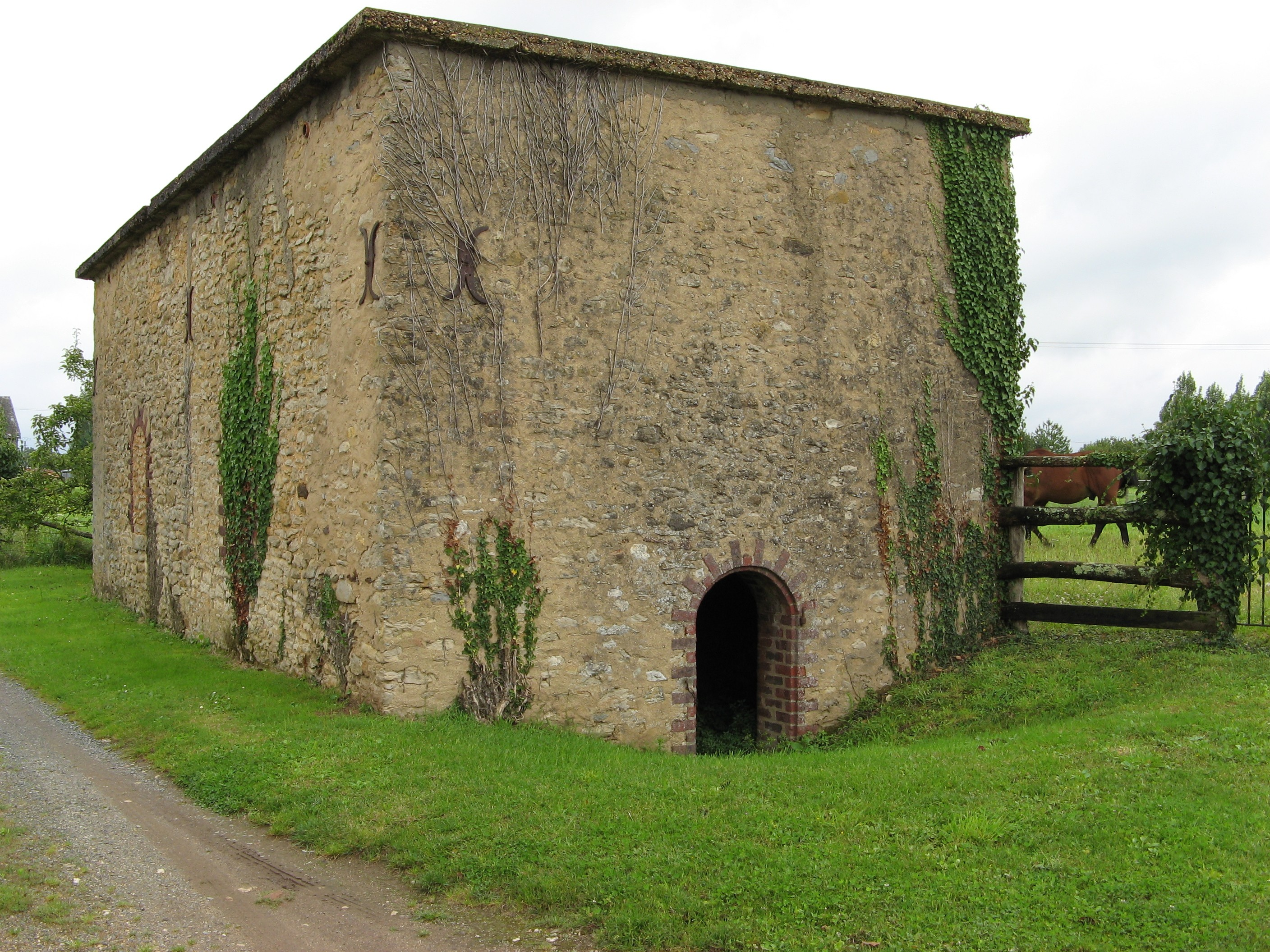
Four à chanvre carré à Teloché.

### Mobilier et artisanat

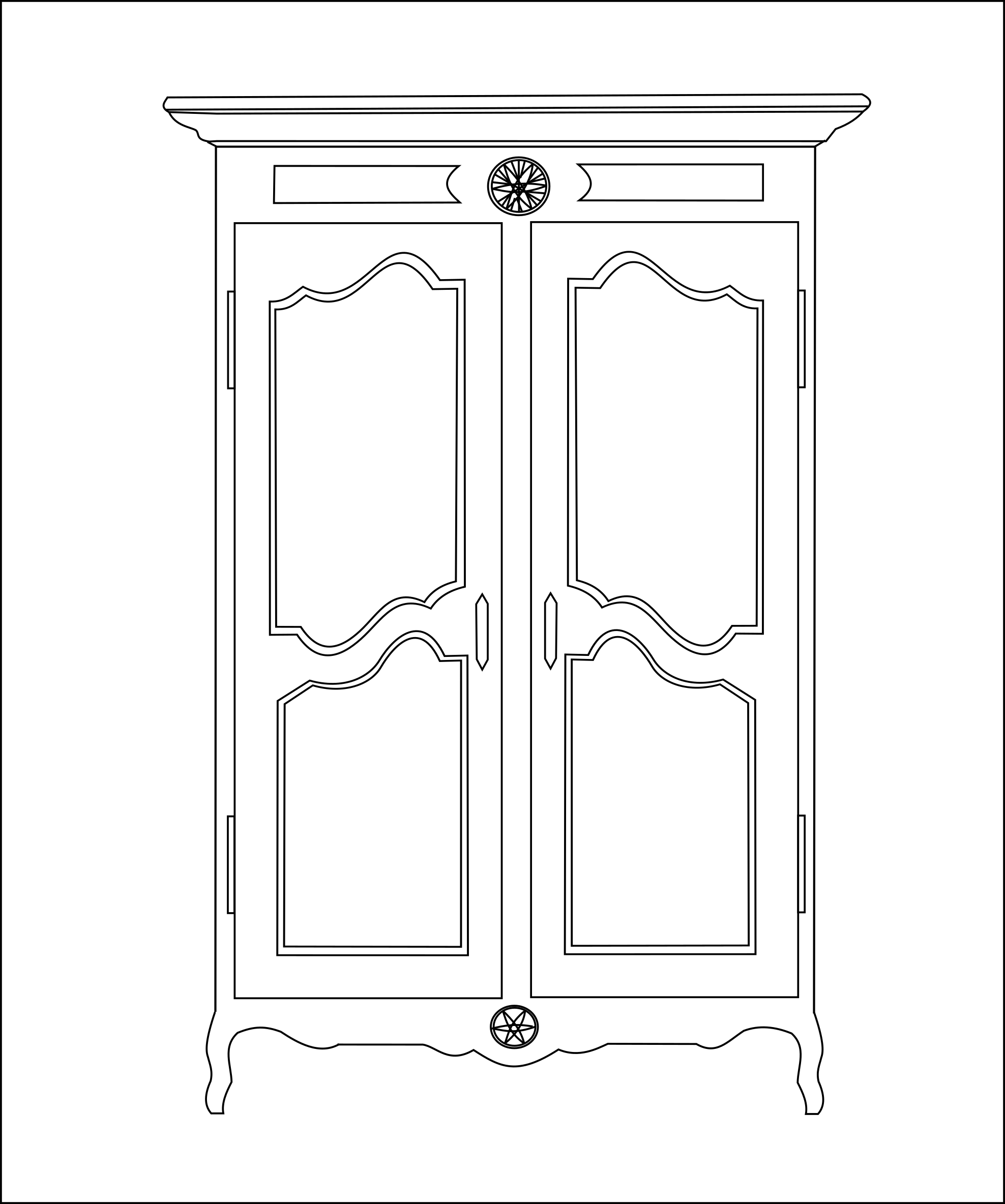
Type de l'armoire du Maine.

Le meuble du Maine a été peu étudié et il se caractérise par des traits discrets. Bien qu'il soit voisin du meuble breton ou normand, aux types particulièrement différenciés, le style mainiot a peu subi leurs influences. Fidèle aux traits du style Louis XIII jusqu'après la Révolution, il a ensuite évolué vers davantage de finesse, et les menuisiers se sont plutôt inspirés du style Louis XV, en conservant toutefois des lignes sobres et discrètes. Jusqu'à la moitié du XIXe siècle, la maison rurale compte peu de meubles : un lit à quenouilles, un coffre marchepied qui permet de s'y coucher, un buffet ou une armoire et une grande table, qui dissimule en dessous une maie ou un coffre à linge. Le chêne, particulièrement présent dans les forêts du Maine, est souvent utilisé, mais les meubles mainiots se différencient par l'usage fréquent de fruitiers comme le guignier et le merisier. Le Maine a produit quelques meubles originaux, notamment les « Jean sus bout », des petits cabinets très sobres, qui sont soit des armoires étroites à un seul battant (dans le Nord de la Mayenne), soit des buffets bas qui se placent à l'extrémité de la table (dans le reste du département). Dans le Haut-Maine, les menuisiers locaux ont produit des « armoirettes », à mi-chemin entre le buffet bas et l'armoire, avec un plateau mouluré sur le dessus et des décors floraux. Dans la région de La Ferté-Bernard se trouve un autre meuble spécifique, le « basset » ou « comptoir », buffet bas d'appui légèrement plus haut que large, orné de moulurations et de motifs floraux.
Les armoires les plus anciennes, c'est-à-dire antérieures au premier quart du XIXe siècle, sont le plus souvent en chêne. Elles peuvent s'identifier par la présence d'une rosace moulurée sur la traverse supérieure, qui peut prendre la forme d'une marguerite, d'un dahlia, ou encore d'une fleur de chêne. La traverse inférieure est décorée par une simple rosace qui reprend le même motif. Les armoires postérieures sont ornées de motifs plus savants : corbeilles, bosquets, rameaux fleuris qui forment des volutes sur les traverses du meubles. La traverse médiane s'incurve pour prendre la forme d'un « s ». Les motifs sont toujours travaillés à plat, voire en faible creux. Les influences extérieures sont rares et cantonnées en général aux zones frontalières : le Bas-Maine présente des meubles au fronton galbé comme dans le Pays de Rennes, en forme de chapeau de gendarme, et le Sud se remarque par la perte de la traverse médiane, comme en Anjou. La traverse médiane, qui se voit autrement partout dans le Maine, est d'origine normande.

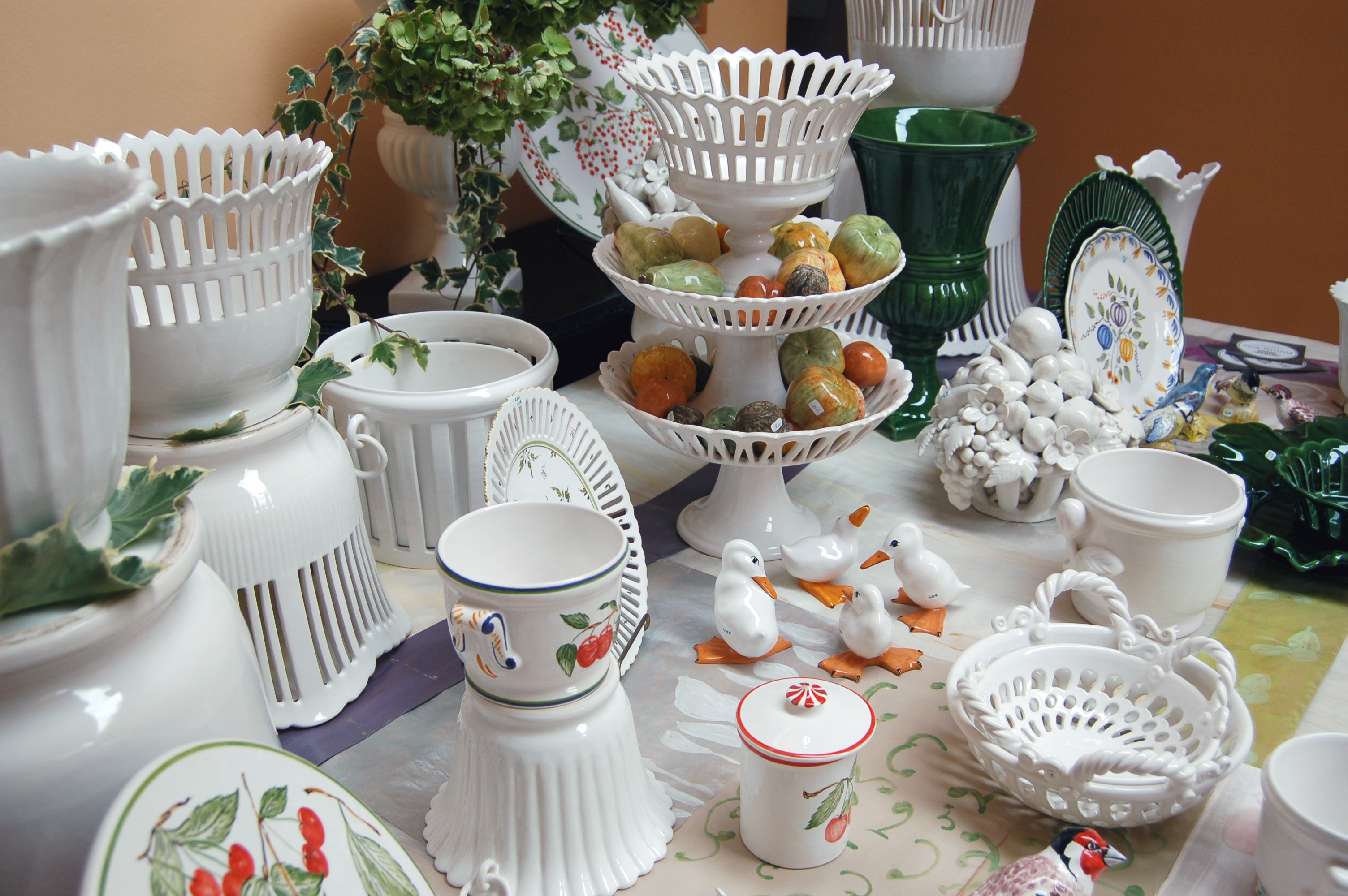
Faïence de Malicorne.

Le Maine s'est distingué par sa production de céramique, qui a connu son âge d'or du XVIIe siècle au XVIIIe siècle, soit l'époque de l'introduction de la faïence. Les principaux centres, tous situés dans le Haut-Maine, sont Malicorne-sur-Sarthe, Ligron, Prévelles et sa voisine Bonnétable. Les ateliers ont tiré parti des argiles de diverses couleurs présentes dans le sol ; des poteries sont attestées dans la région dès l'époque romaine, elles fleurissent à partir du Haut Moyen Âge. Avec ses objets religieux et ses objets courants aux motifs populaires, Ligron a pu rivaliser avec les potiers de Saintonge et du Beauvaisis, et une partie de ses potiers s'est installée à Malicorne au XVIIIe siècle. Cette ville, spécialisée dans la faïence, a eu une production particulièrement abondante et variée et de la faïence de Malicorne est toujours produite tandis qu'à Ligron la dernière poterie a disparu au début du XXe siècle. Prévelles s'est surtout illustré dans la production de jouets et de pichets aux décors naïfs en relief. Le Maine a aussi produit de la vaisselle en étain du XVIIe siècle au XIXe siècle, les potiers d'étain les plus réputés étant ceux du Mans, de Laval, Saint-Calais et Mayenne. La province s'est enfin fait connaître également pour son verre, notamment celui de Coudrecieux, dont la verrerie autrefois importante a fermé au XXe siècle.

## Lieux et monuments

### Patrimoine préhistorique et antique

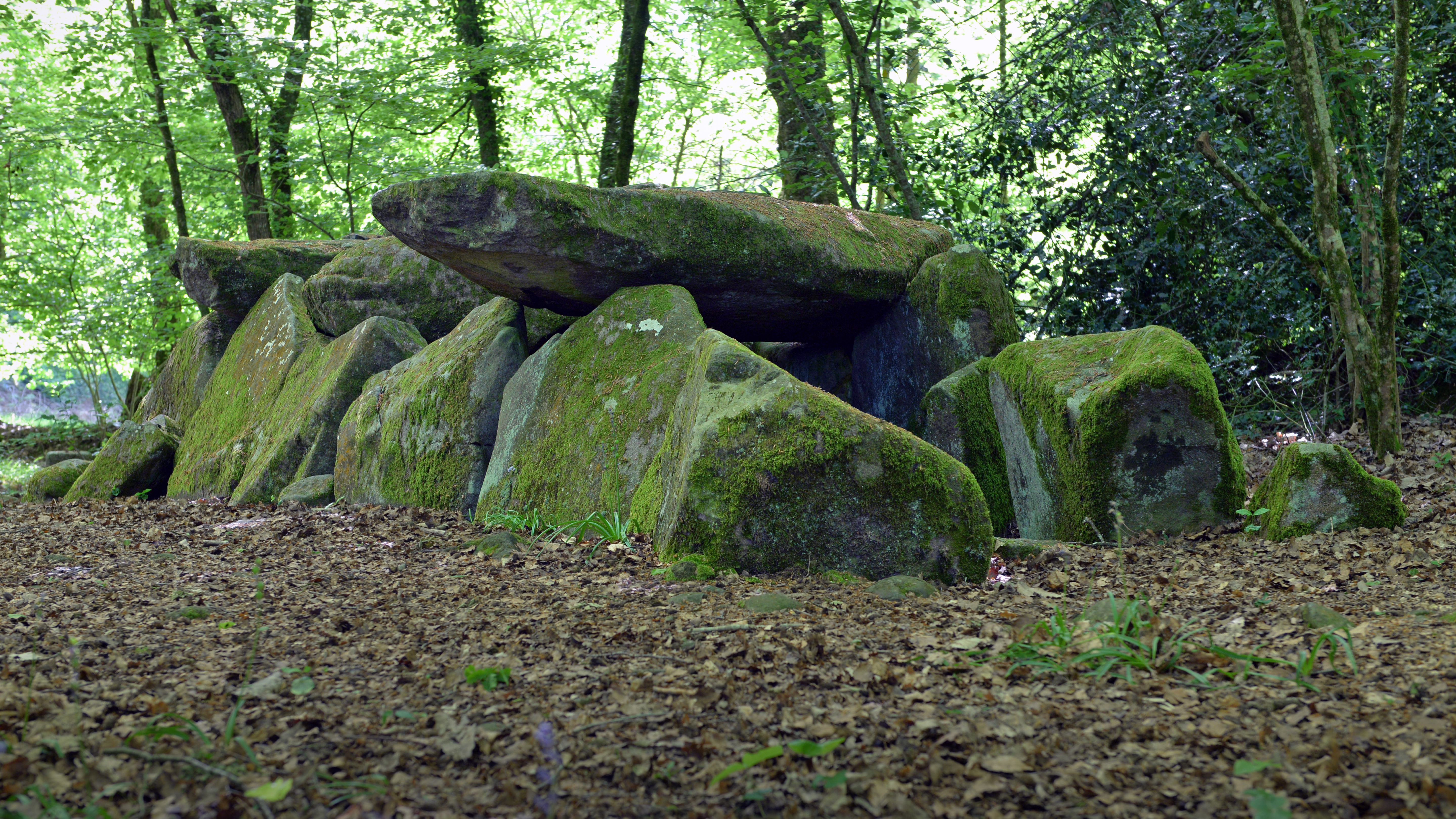
Le dolmen de la Contrie.

Le Maine possède un patrimoine préhistorique assez important, avec les grottes de Saulges, dont deux sont ornées de peintures (chevaux, bison, mammouth…) : la grotte Mayenne-Sciences, la plus remarquable, découverte en 1967 et fermée au public, et la Cave à Margot. Près de Laval se trouve également la grotte de Louverné, qui renferme quelques vestiges d'art pariétal. Ces grottes ornées sont les seules dans l'Ouest de la France, avec les grottes de Gouy et Orival en Seine-Maritime. De nombreux mégalithes sont aussi visibles, surtout en Mayenne qui se trouve sur le massif armoricain, comme le dolmen des Erves à Sainte-Suzanne, le dolmen de la Contrie à Ernée ou le menhir de la Hune à Bazougers.

L'enceinte du Mans.

L'enceinte gallo-romaine du Mans, remaniée en partie au Moyen Âge, est l'une des trois enceintes romaines les mieux préservées, avec celles de Rome et Istanbul. Édifiée à la fin du IIIe siècle pour protéger la ville-haute des invasions barbares, l'enceinte devait aussi réaffirmer le pouvoir impérial, et sa fonction ostentatoire se voit encore dans les quatorze dessins géométriques différents, réalisés sur les murs et les tours en associant la brique, la pierre et un mortier rosâtre. Le site archéologique de Jublains, qui correspond à la capitale gallo-romaine des Aulerques Diablintes, a été redécouvert au XVIIIe siècle et fouillé à de nombreuses reprises depuis. Les vestiges de plusieurs monuments, comme un théâtre, un forum, des thermes, un temple ont été retrouvés, ainsi qu'une puissante forteresse. À Aubigné-Racan, le site archéologique de Cherré, qui correspond à une agglomération gallo-romaine secondaire, a été fouillé à partir de 1977 et a révélé les vestiges de deux temples et d'un théâtre.

### Patrimoine religieux

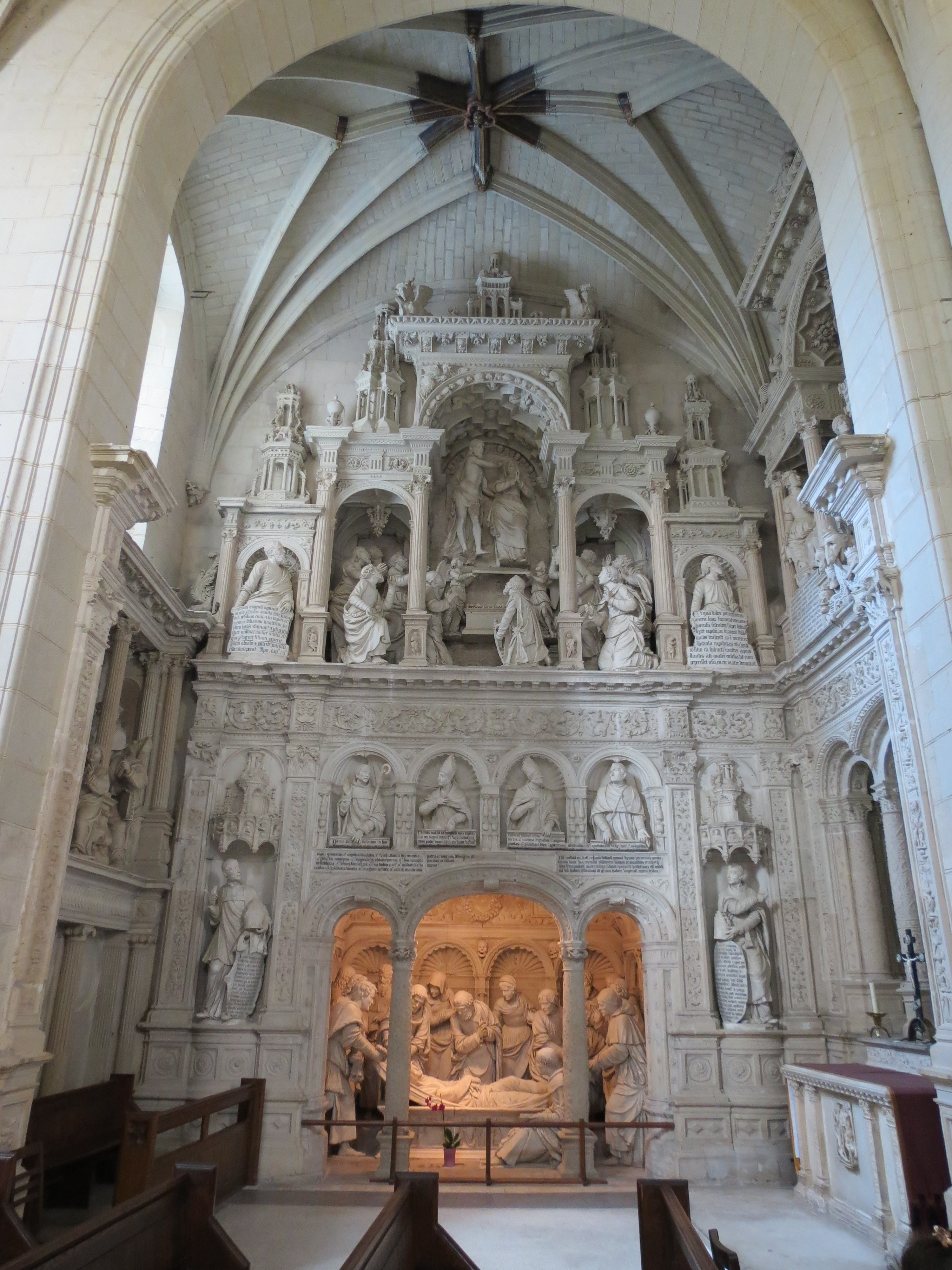
La Dormition de la Vierge à Solesmes.

La cathédrale du Mans est un témoignage remarquable des deux principaux courants architecturaux du Moyen Âge ; la nef romane, achevée en 1120, est coiffée de voûtes angevines vers 1140, tandis que le chevet, qui se rattache aux édifices gothiques d'Île-de-France, est ajouté au XIIIe siècle après le rattachement du Maine au domaine royal. Le transept gothique est achevé au XVe siècle. La cathédrale renferme quelques trésors, comme le plus ancien vitrail de France, daté du milieu du XIIe siècle, et le tombeau de Charles IV du Maine.
Le Maine compte quelques monastères et abbayes, qui ont pour la plupart été fondés au Moyen Âge sous l'impulsion de l'évêque du Mans, des comtes du Maine ou d'autres seigneurs locaux. La ville du Mans et ses environs concentrent la plupart de ces établissements religieux dont subsistent de nombreux témoins, comme les églises Notre-Dame de la Couture et Notre-Dame du Pré, autrefois abbatiales, la collégiale Saint-Pierre-la-Cour, l'abbaye de l'Épau ou l'église Sainte-Jeanne-d'Arc fondée en tant que Maison-Dieu. En dehors du Mans, les abbayes les plus remarquables sont l'abbaye de Solesmes, simple prieuré jusqu'au XIXe siècle et devenue une grande abbaye sous l'impulsion de Prosper Guéranger, restaurateur de l'ordre bénédictin, et l'abbaye Notre-Dame d'Évron, dont la basilique comprend des parties romanes et gothiques.
Bien que les églises du Maine se caractérisent par une grande sobriété architecturale à l'extérieur, l'intérieur peut être richement orné. Plusieurs églises renferment encore des peintures murales médiévales, comme dans la chapelle aux anges musiciens de la cathédrale du Mans, l'église Saint-Hilaire d'Asnières-sur-Vègre, l'église Saint-Julien de Poncé-sur-le-Loir ou l'église Saint-Vigor de Neau, ou des retables monumentaux, notamment autour de Laval, où une véritable école architecturale a fleuri au XVIIe siècle. Profitant des carrières de marbre situées autour de la ville, du mouvement de Contre-Réforme et de la canalisation de la Mayenne, qui rend possible l'importation du tuffeau, les retabliers lavallois se font connaître au-delà des limites du Maine, jusqu'en Bretagne et en Anjou. L'église des Cordeliers de Laval possède un des ensembles de retables les plus singuliers de l'Ouest français. Dans le Haut-Maine, les églises sont décorées de sculptures de terre cuite, ou de groupes sculptés, comme celui de la Dormition de la Vierge à Solesmes, réalisé en 1535.

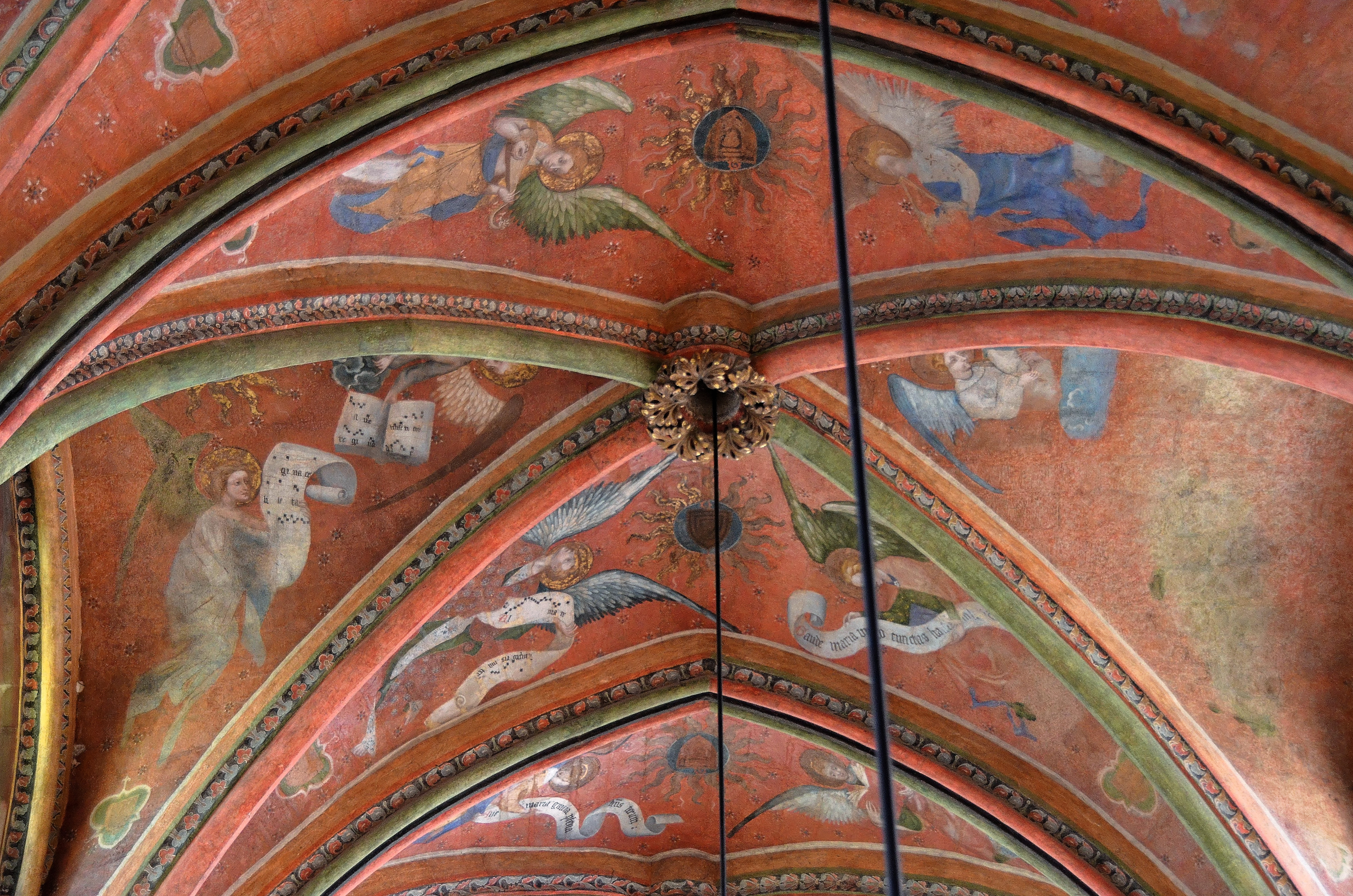
Les anges musiciens de la cathédrale du Mans.
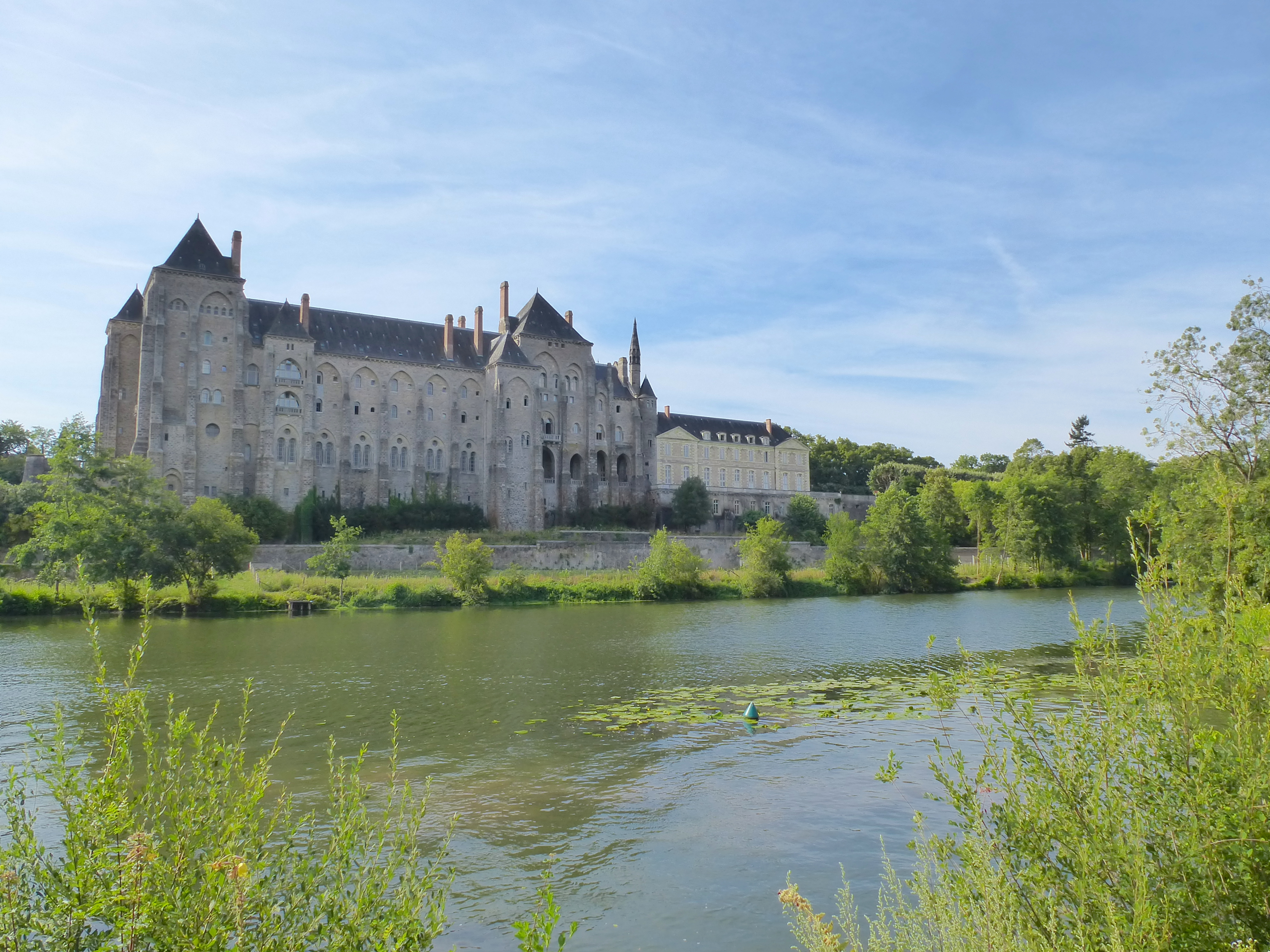
L'abbaye de Solesmes.
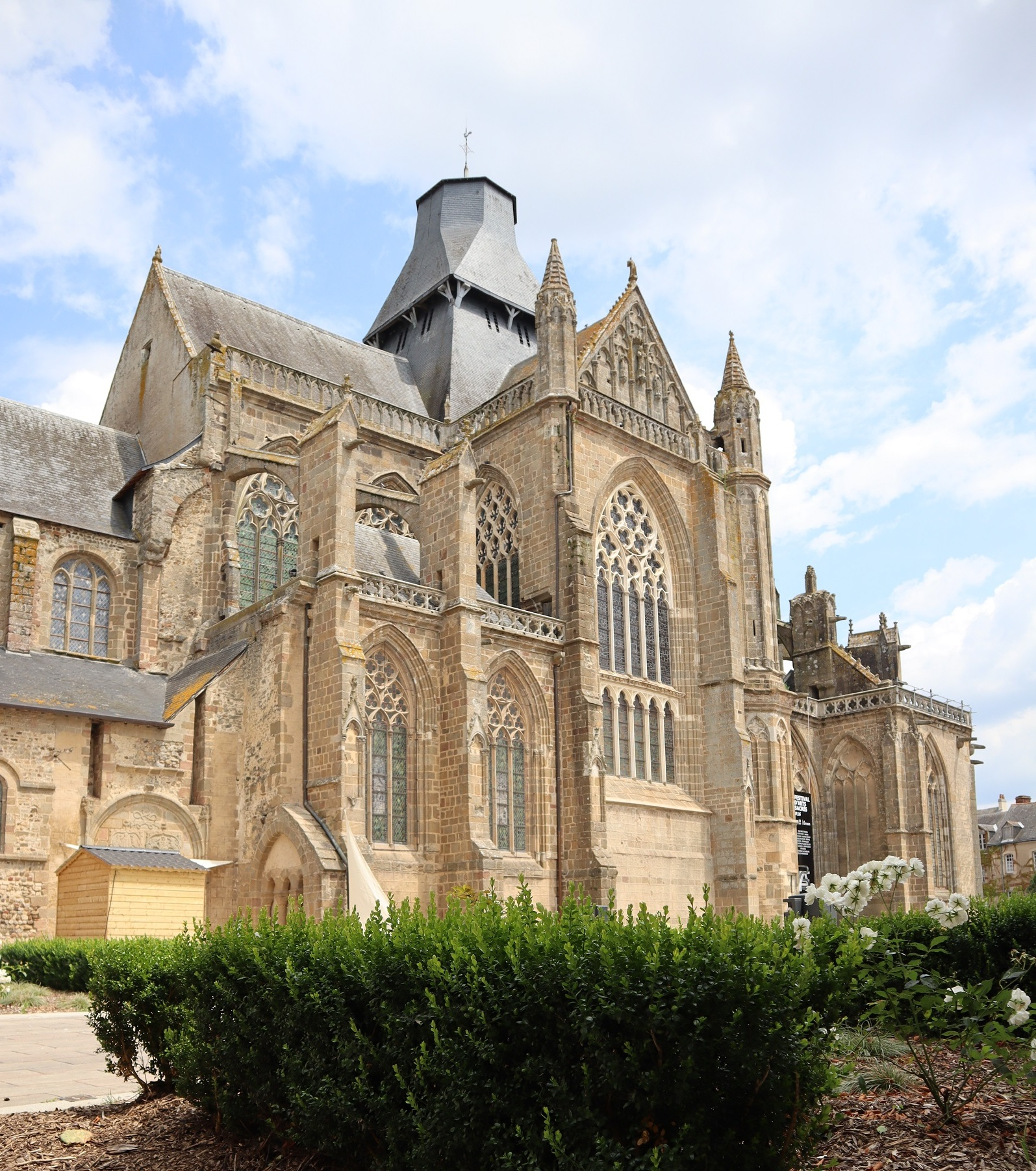
L'abbaye d'Évron.
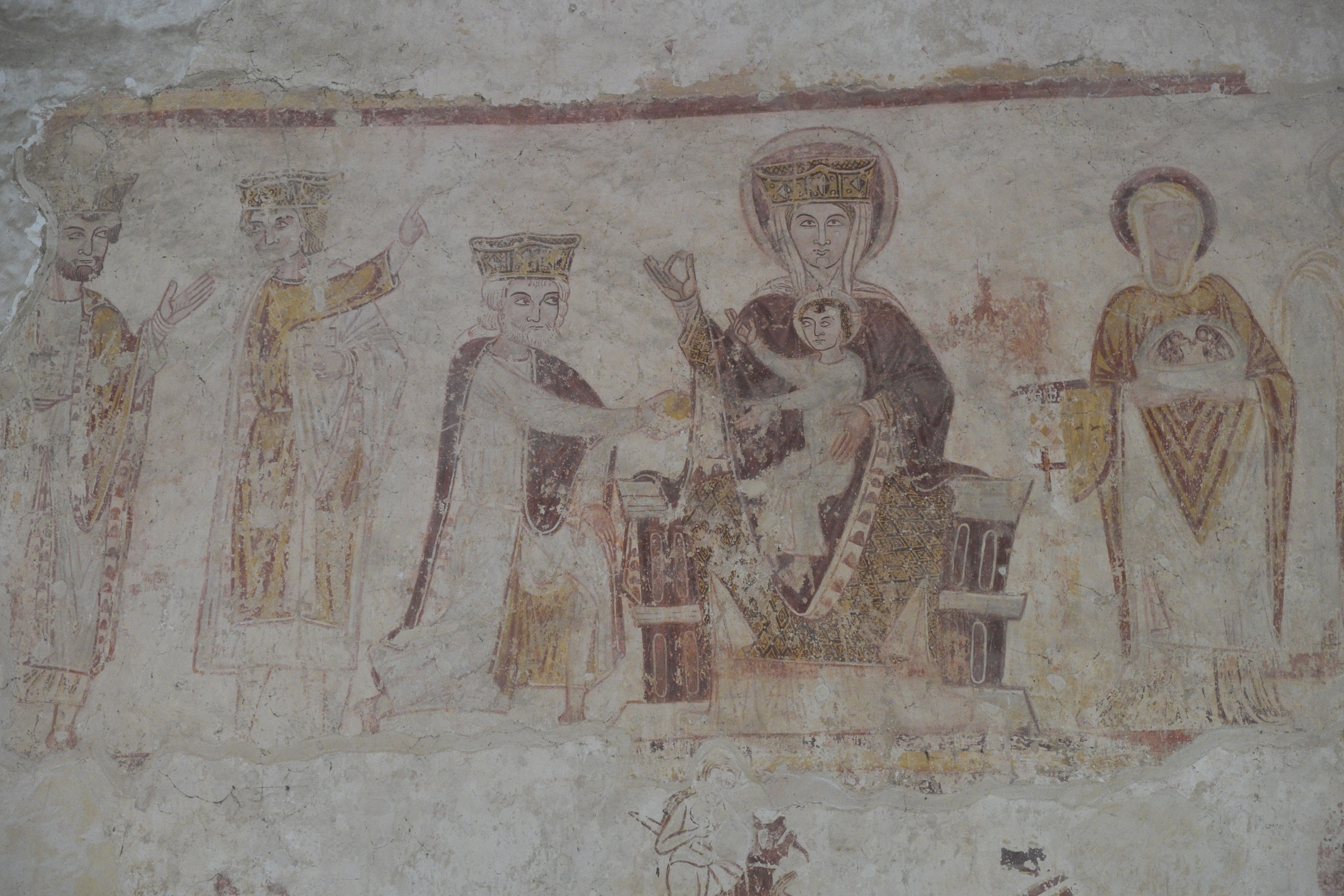
Fresque d'Asnières-sur-Vègre.
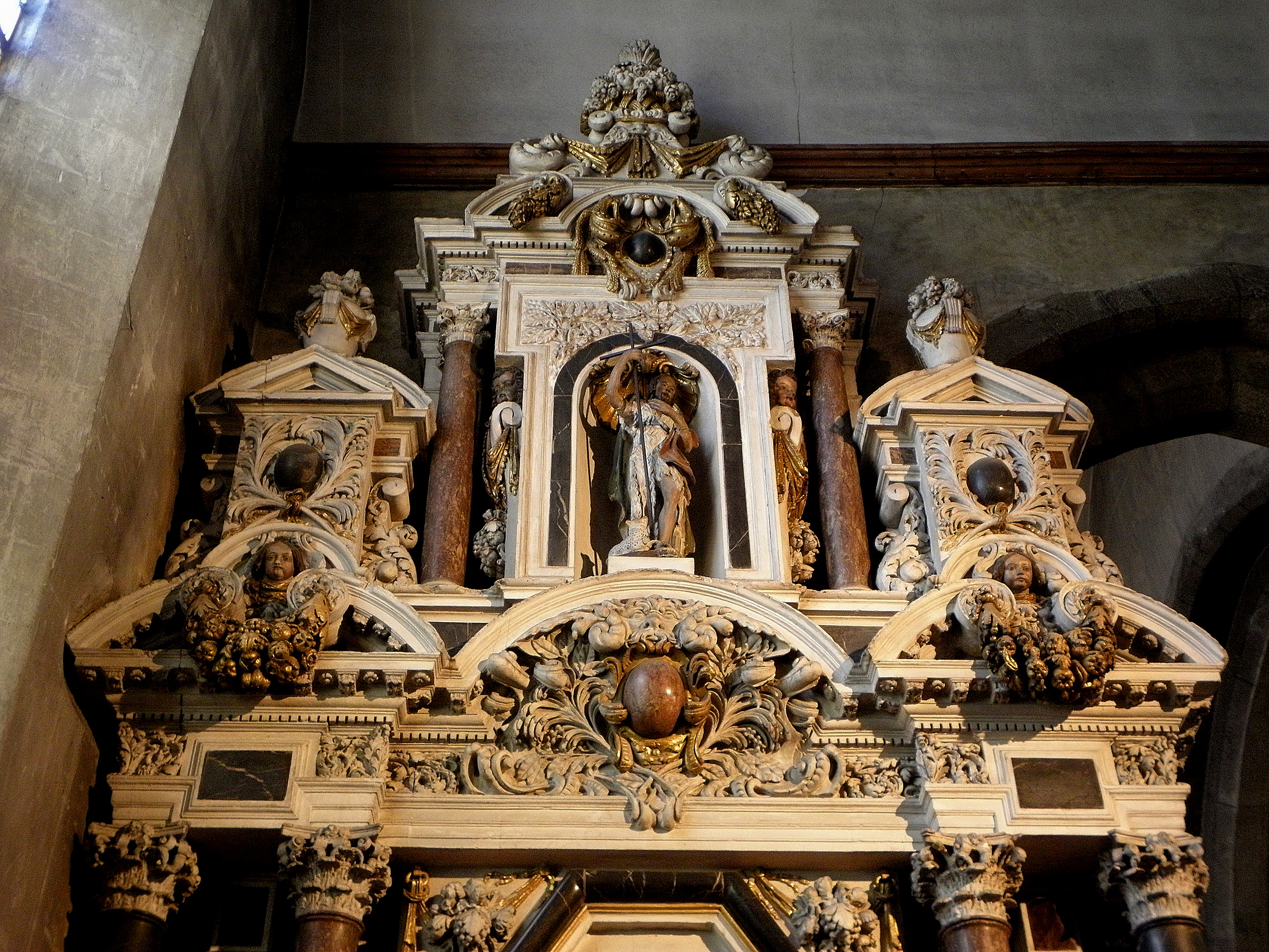
Retable aux Cordeliers de Laval.

### Châteaux et manoirs

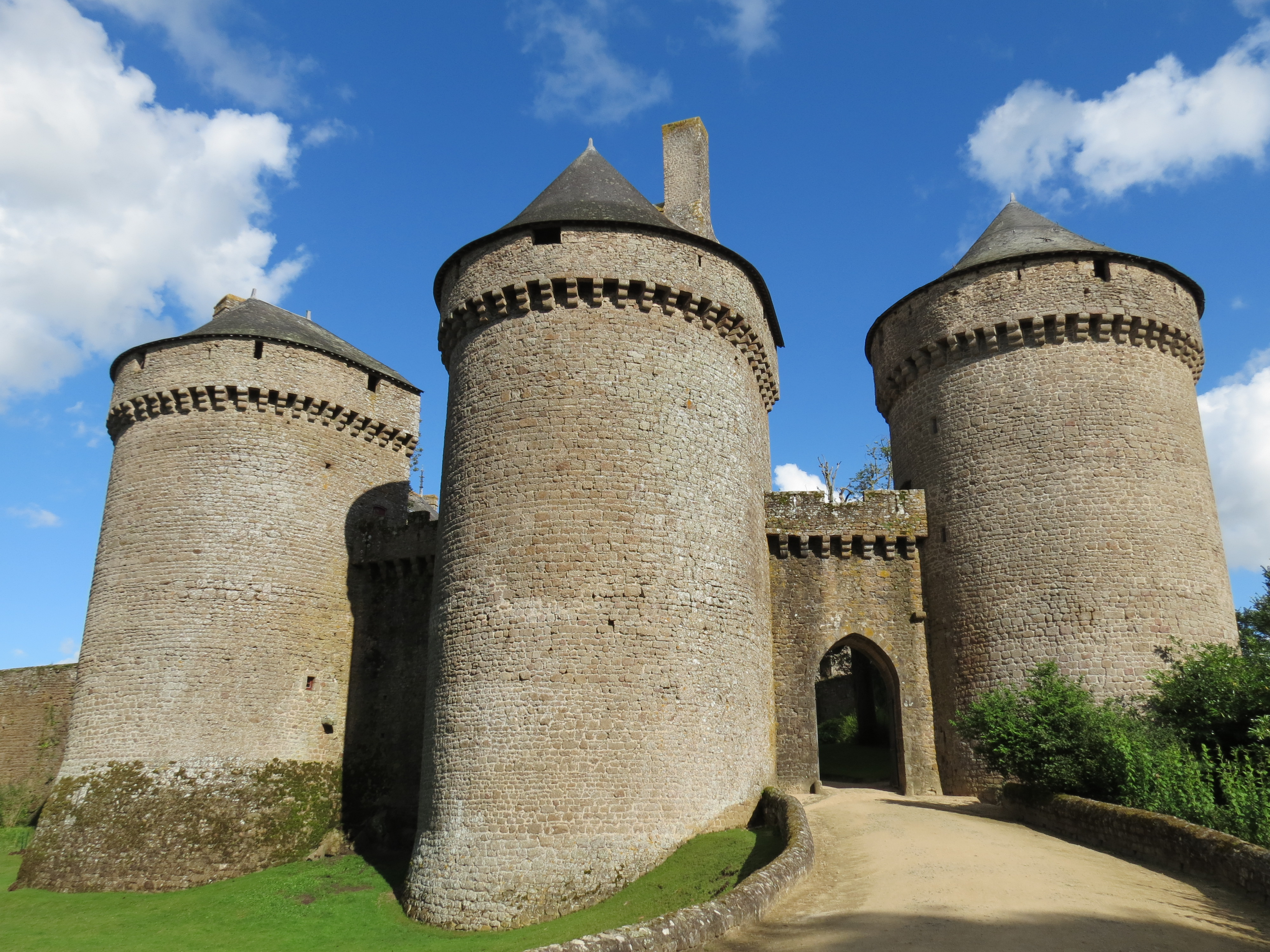
Le château de Lassay.

Région frontalière convoitée à l'époque médiévale, le Maine a été doté de dizaines de châteaux forts permettant de contrôler des points stratégiques et de conforter la puissance de leurs propriétaires. Le château de Mayenne, remanié à de multiples reprises au fil de l'histoire, renferme encore les élévations du palais carolingien primitif, redécouvertes lors de travaux dans les années 1990. Le château de Sainte-Suzanne, qui est la seule place à avoir su résister à Guillaume le Conquérant, possède toujours son donjon roman quadrangulaire. Au château de Laval, le donjon circulaire est couronné par un exemple presque unique de hourdage en bois. Les ouvrages médiévaux ont cependant pâti pour la plupart de la Guerre de Cent Ans, et plusieurs châteaux ont été reconstruits au XVe siècle, comme ceux de Sillé-le-Guillaume, Ballon, Montjean et surtout Lassay, qui a été remarquablement préservé depuis. La même époque voit aussi la construction des premières grandes demeures de plaisance, comme le château de Bonnétable, celui de Courtanvaux, de Gallerande ou le manoir de Vrigné. Le manoir est une forme qui a d'ailleurs connu un développement tout particulier dans le Maine, La Poissonnière, Moullins, L'Échenay ou encore La Grande-Courbe étant les plus beaux exemples locaux de ce type de logis.

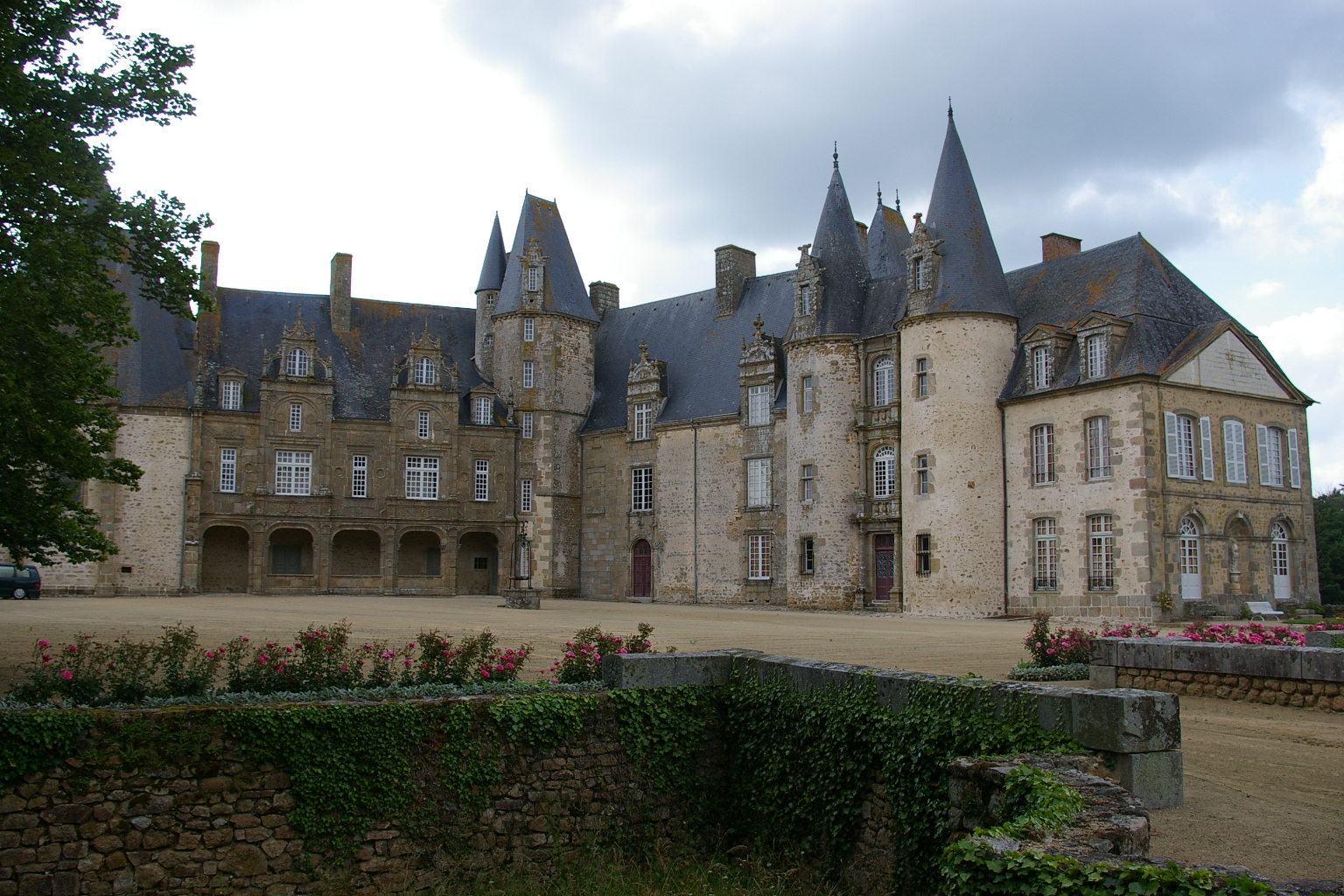
Le château du Rocher.

L'architecture de la Renaissance s'implante au XVIe siècle grâce à la proximité du Val de Loire ; le château du Rocher, avec sa galerie à l'italienne taillée dans le granit, est un exemple emblématique de la Renaissance dans la province, mais d'autres châteaux sont caractéristiques de la période, comme le château-neuf de Laval, Bourgon ou Thuré. Le véritable âge d'or des châteaux du Maine a cependant lieu à la charnière du XVIe siècle et du XVIIe siècle, lorsque des familles influentes, proches de la Cour, font édifier des demeures remarquables comme les châteaux de Foulletorte, Montesson, La Roche-Pichemer ou Montecler.
Les châteaux du XVIIIe siècle ne suivent plus les traditions régionales et copient les modèles parisiens, comme le château de Sablé, le château de Sourches, le château des Bordeaux et le château de Lucé. La vague néogothique, qui marque le XIXe siècle, est portée par l'architecte Pierre-Félix Delarue, qui, à l'instar de René Hodé en Anjou, reconstruit ou restaure plusieurs petits châteaux de la province comme celui du Luart. La majorité des châteaux du Maine sont de dimensions modestes, et ils sont pour beaucoup encore habités et non ouverts au public. La Mayenne est d'ailleurs le département français qui compte le plus de châteaux privés habités (400 châteaux sur un total d'environ 600).

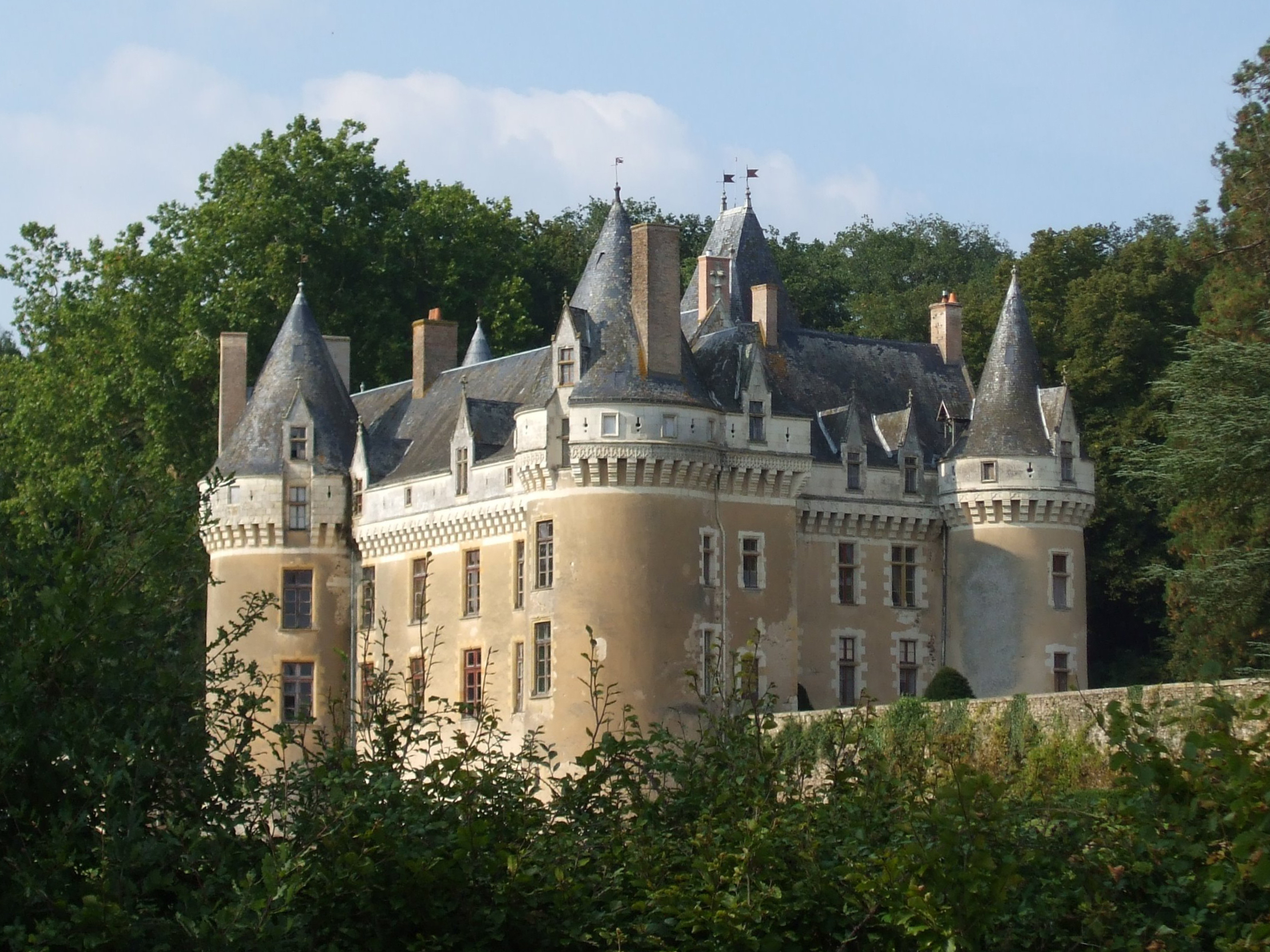
Gallerande.
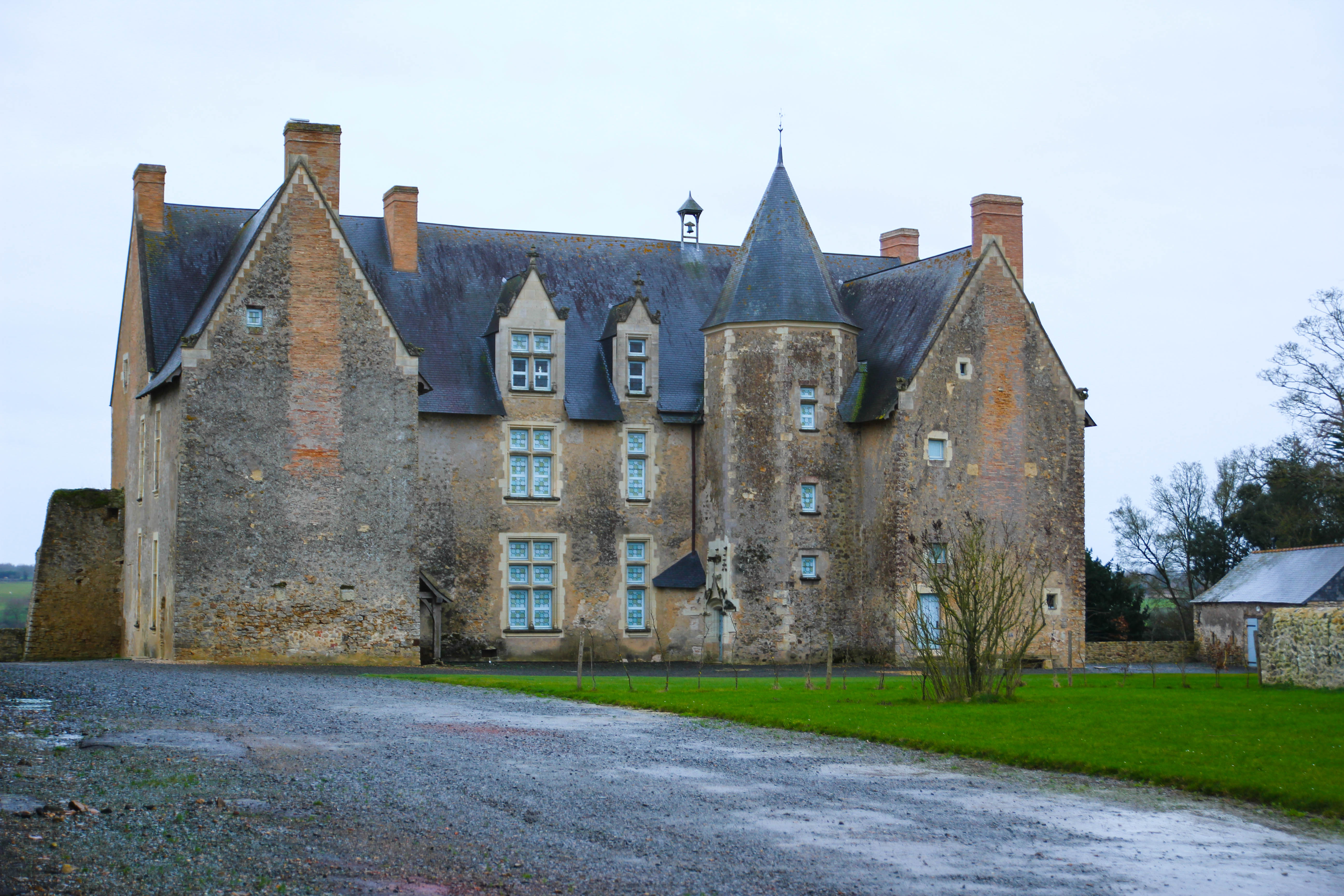
Vrigné.
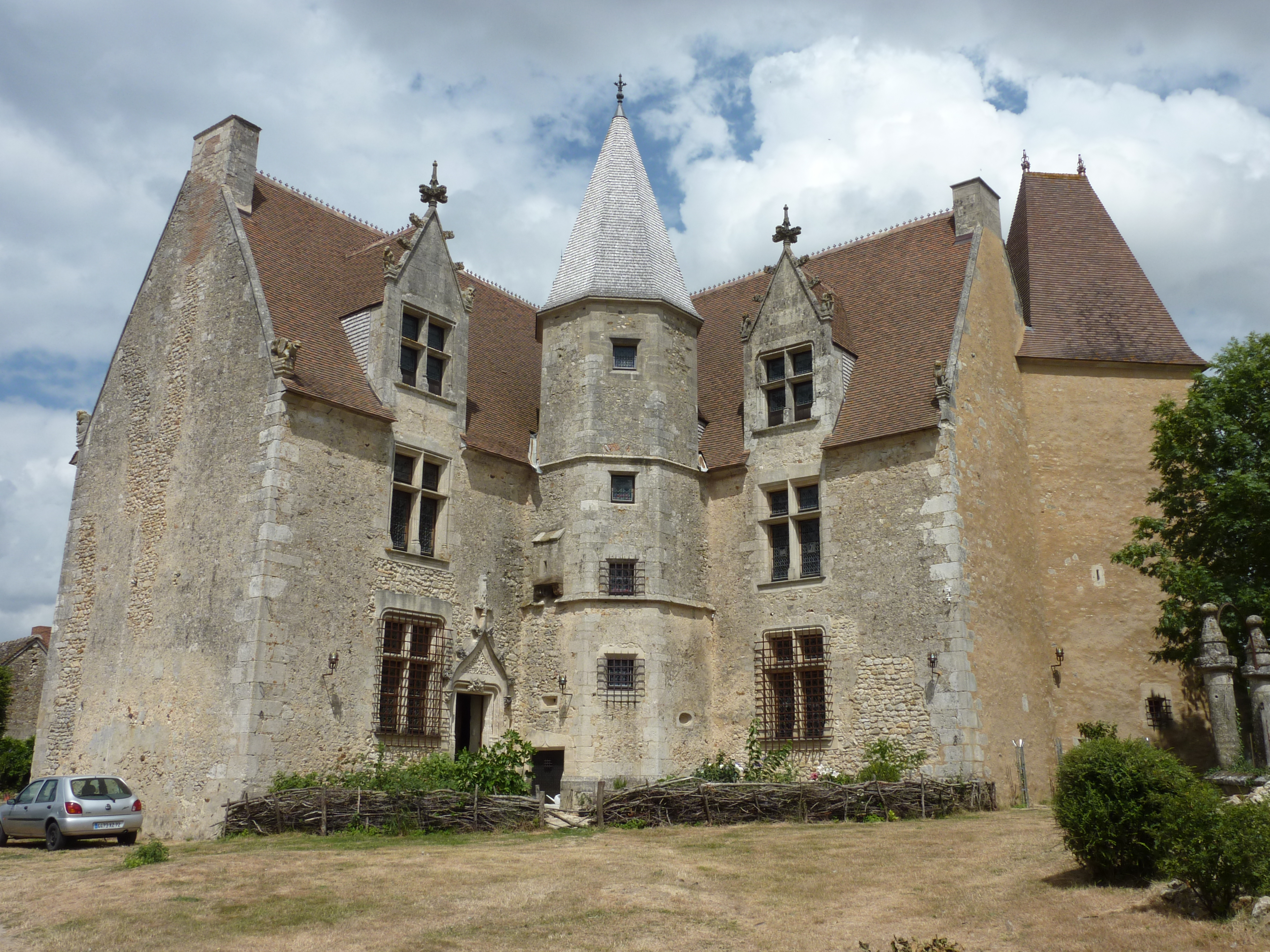
Moullins.
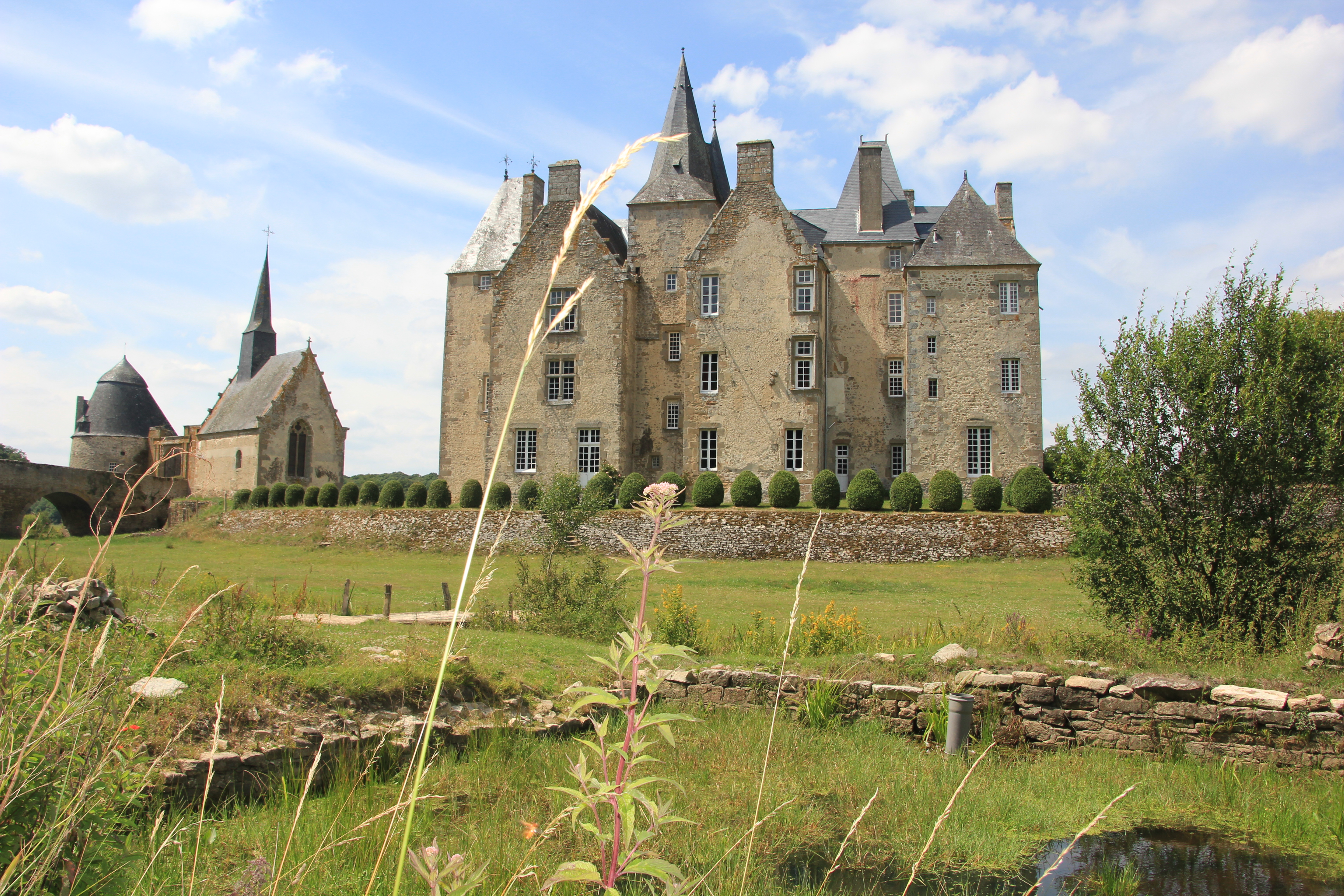
Bourgon.
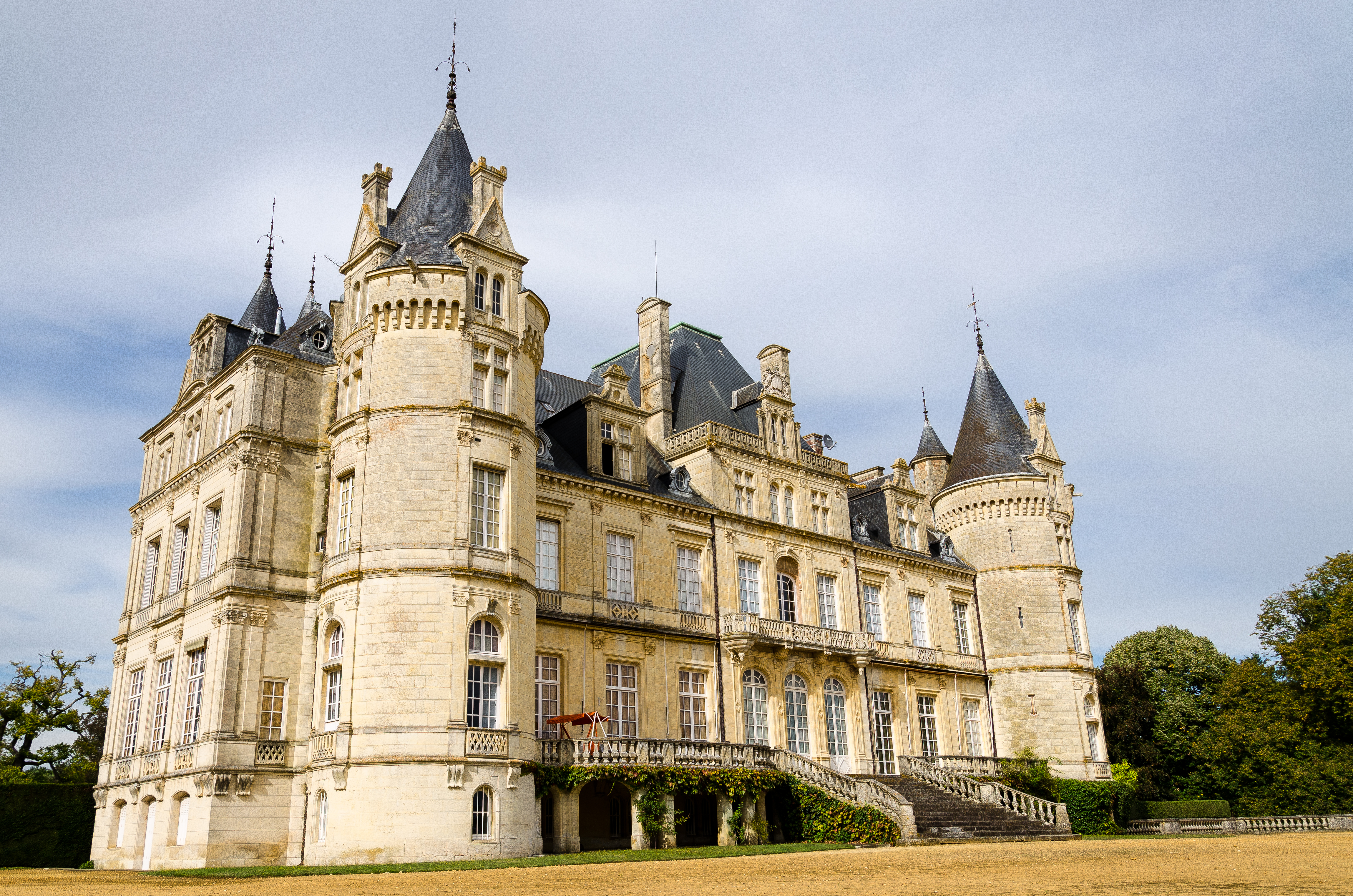
Le Luart.

### Patrimoine civil

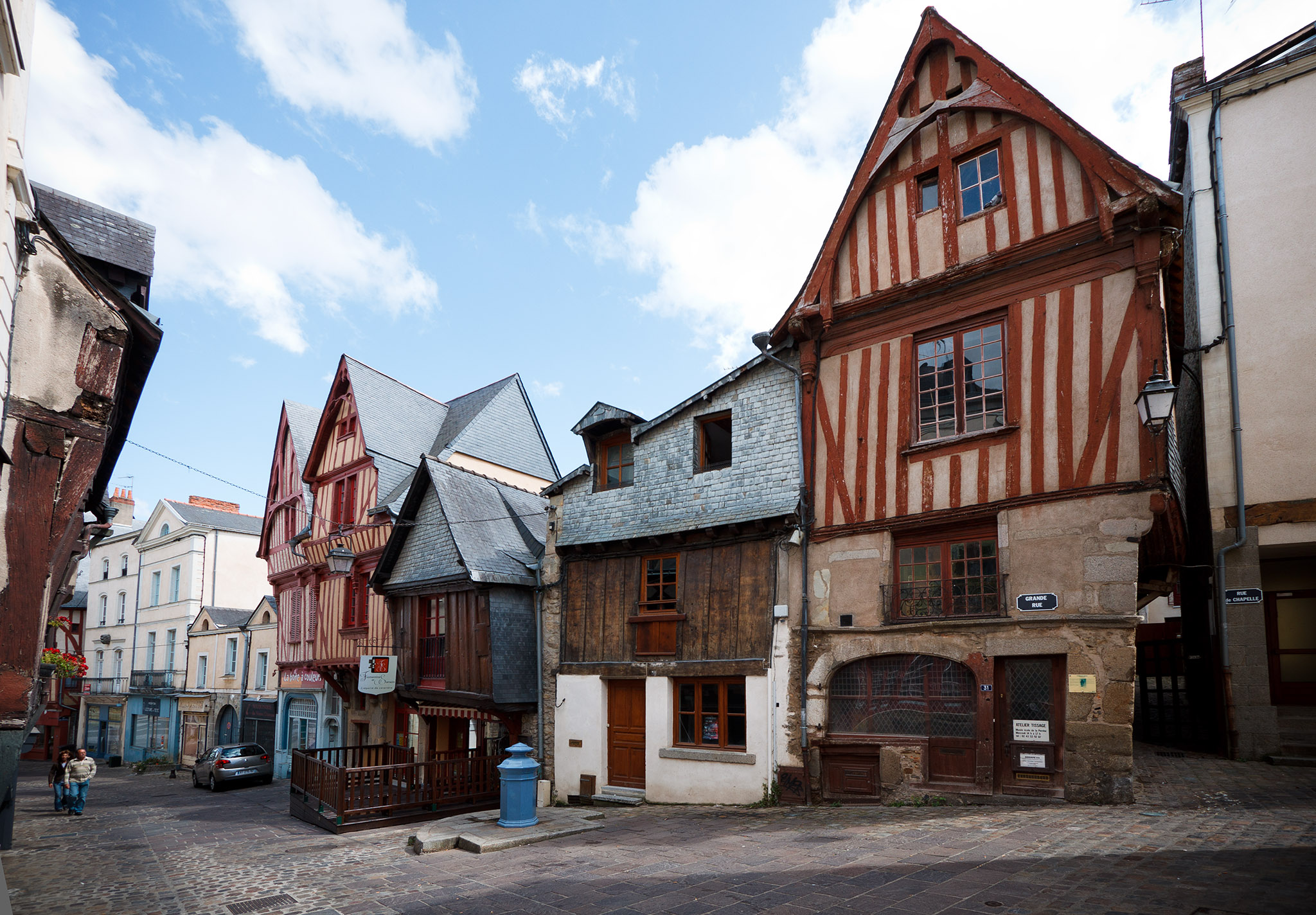
La Grande Rue de Laval.

Le Vieux Mans, qui a longtemps constitué le seul vrai noyau urbain du Maine, comprend de nombreux édifices de la fin du Moyen Âge et de la Renaissance, tels que des maisons à pans de bois (maison de la reine Bérangère, celle du Pilier-Rouge et des Deux Amis), ou de somptueux hôtels en pierre comme le palais du Grabatoire, la maison de Scarron, celle de la Tourelle, d'Adam et Ève ou l'hôtel de Vaux. Le centre historique de Laval contient aussi beaucoup de maisons à pans de bois ainsi que des hôtels particuliers édifiés du XVIe siècle au XVIIIe siècle par l'élite marchande, comme la maison du Grand-Veneur qui présente une façade inspirée par la Renaissance. Laval possède toujours une partie de ses remparts ainsi qu'une porte de ville, la porte Beucheresse. La Ferté-Bernard, baignée par les bras de l’Huisne, possède également nombreuses maisons à pans de bois et une porte de ville monumentale, la porte Saint-Julien. Bien qu'elle compte encore plusieurs maisons à pans de bois, la ville de Mayenne est surtout remarquable pour son ensemble urbain du XVIIe siècle, construit par Jules Mazarin, alors duc de Mayenne. Ce quartier, qui regroupe la Barre ducale et les grands hôtels particuliers, s'organise autour de deux places, la place de Hercé ornée d'une fontaine, et la place de Cheverus aménagée en promenade plantée.

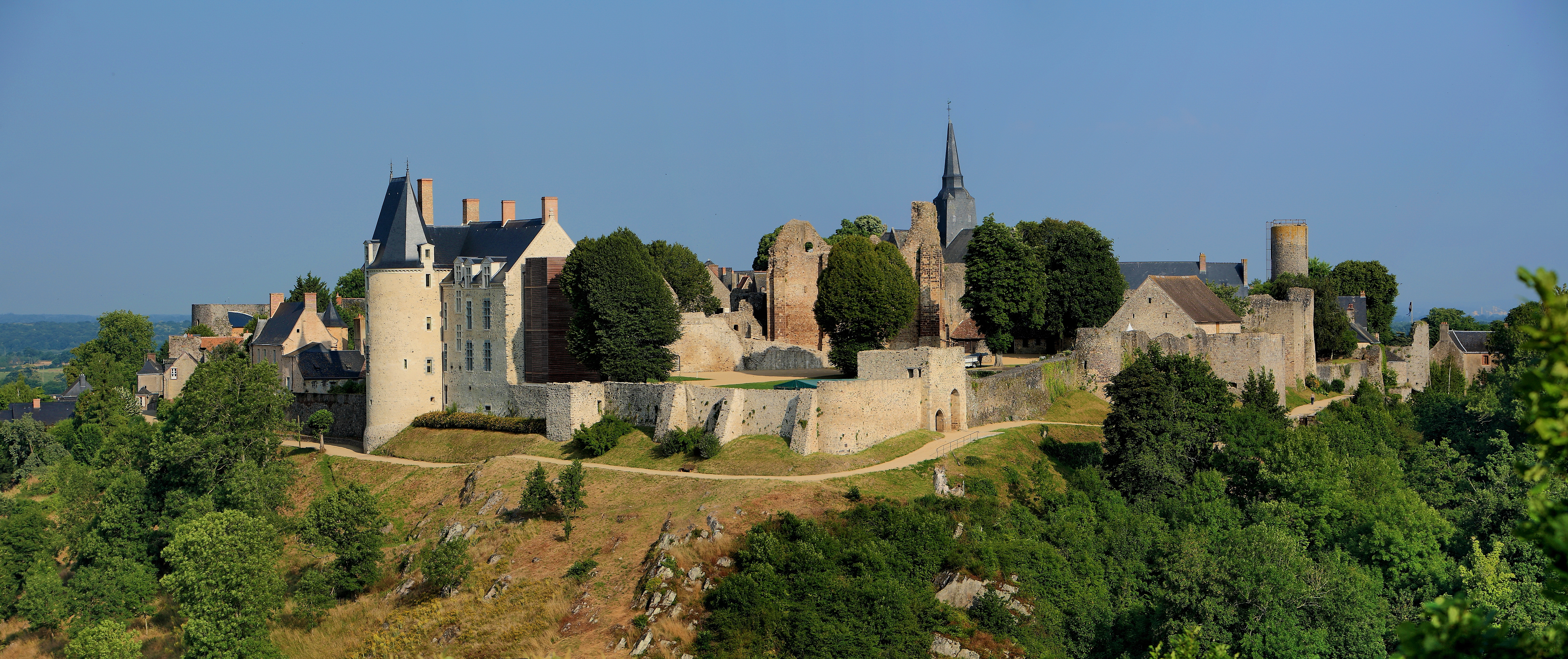
Sainte-Suzanne.

En dehors des principales agglomérations, le Maine possède de nombreux villages et petites villes connus pour leur patrimoine historique. Sainte-Suzanne, surnommée la « perle du Maine » par l'écrivain Amand Dagnet, membre de l'association des Plus Beaux Villages de France, s'est établie comme une destination touristique phare en Mayenne. Bâtie sur un promontoire, la cité possède, en plus de son château, des remparts et de nombreux moulins à eau. Plusieurs autres villages du Maine bénéficient du label Petites cités de caractère, et sont connus à la fois pour leur situation géographique pittoresque et leur patrimoine industriel : Chailland avec ses moulins à eau, ses maisons ouvrières et bourgeoises qui rappellent le temps des forges, Parné-sur-Roc avec ses maisons de tisserand et ses fours à chaux, Saulges et ses chapelles, son moulin et ses fours à chaux, Asnières-sur-Vègre qui a prospéré grâce à ses marbres et son anthracite, Saint-Léonard-des-Bois et son histoire sidérurgique et ardoisière, Luché-Pringé avec ses carrières de tuffeau et son moulin à eau fortifié. D'autres villages bénéficiaires du label sont plutôt reconnus pour leur histoire commerçante : Lassay-les-Châteaux, ancienne bourgade marchande qui conserve un grenier à sel, des logis et une ancienne auberge, Saint-Pierre-sur-Erve et son pont médiéval, Brûlon et ses maisons de maître, Sillé-le-Guillaume qui fut réputée pour ses foires et marchés de tissus, Fresnay-sur-Sarthe qui possède des maisons de tisserand mais aussi des restes de ses remparts, des halles et des anciennes demeures de négociants, Saint-Calais et ses rues à l'architecture haussmannienne.

La Cité Plantagenêt.
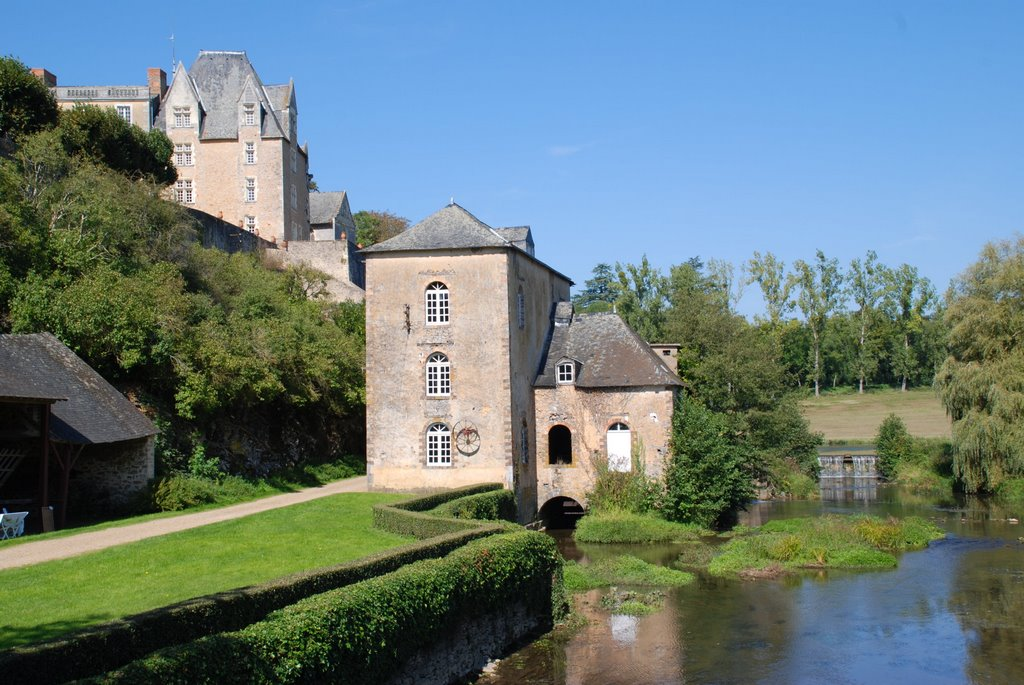
Le moulin de Thévalles à Saulges.
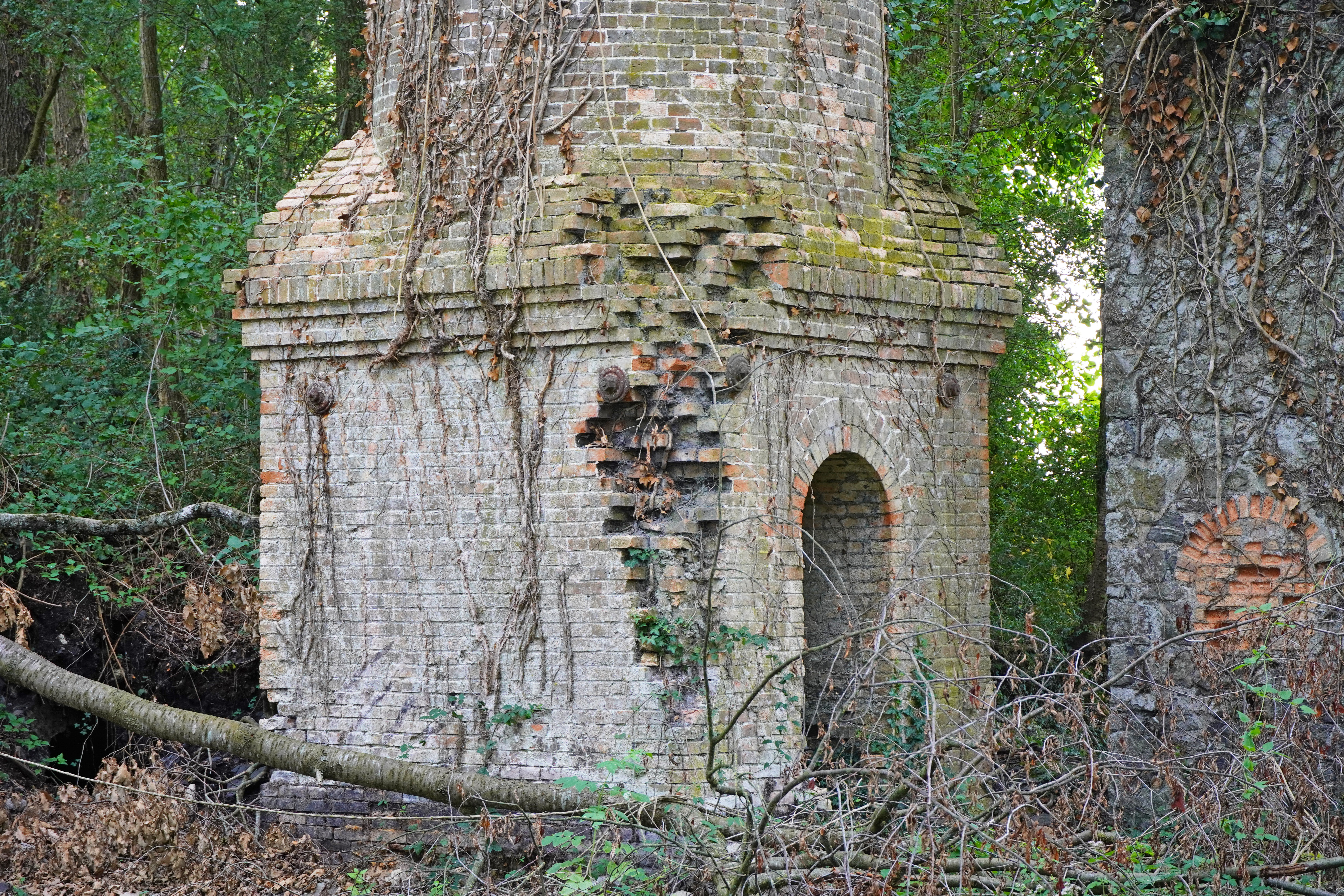
Ancien puits de mine à Asnières-sur-Vègre.
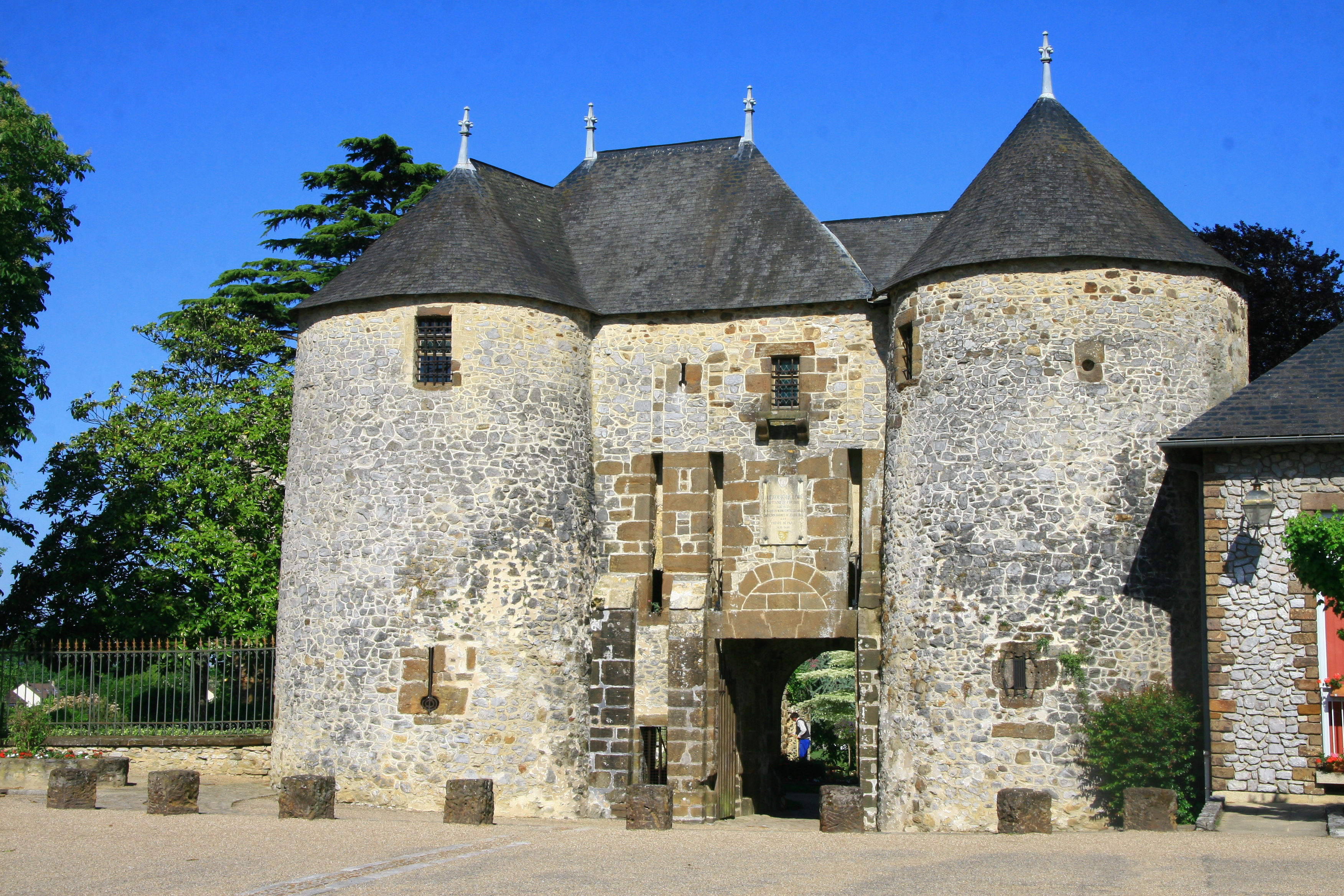
Fresnay-sur-Sarthe.
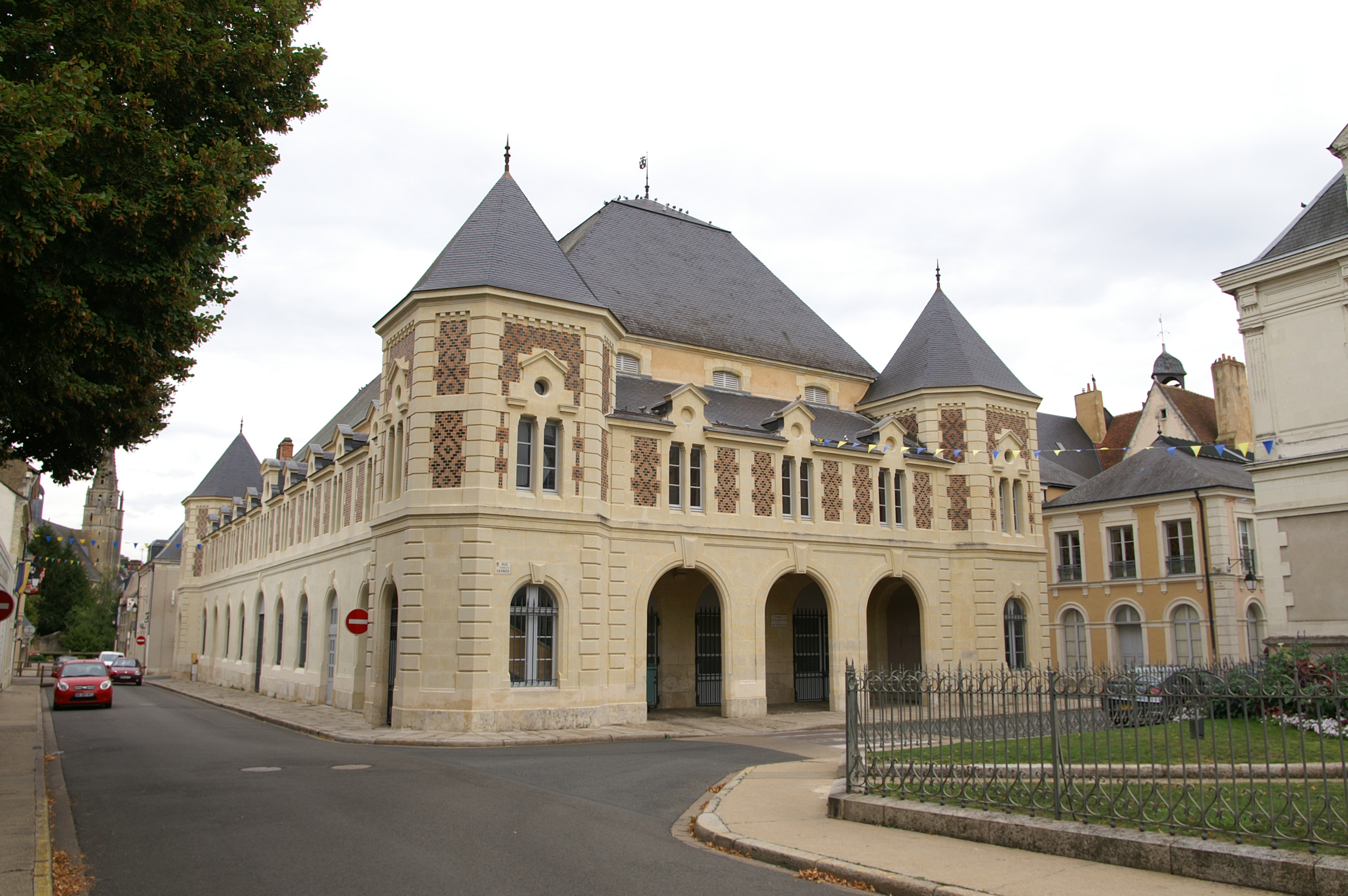
Saint-Calais.

## Patrimoine naturel

### Espaces classés et protégés

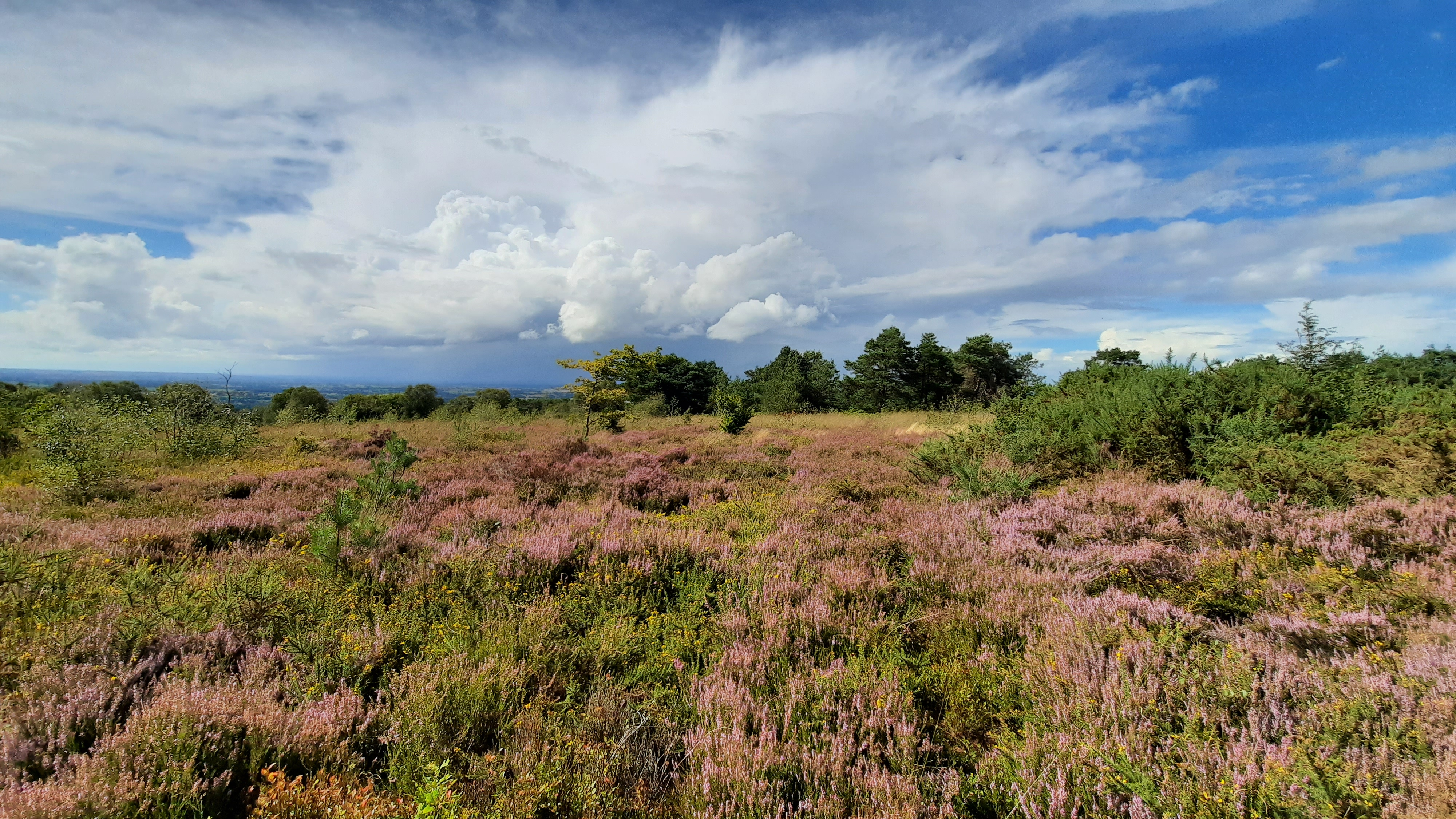
Lande près du mont des Avaloirs.

Créé en 1975, le parc naturel régional Normandie-Maine s'étend sur quatre départements, la Manche et l'Orne en Normandie, et la Mayenne et la Sarthe. Sur les 141 communes du parc, 26 se trouvent dans la Sarthe (comprenant la forêt de Perseigne, les Alpes mancelles jusqu'aux portes de Fresnay-sur-Sarthe, les environs de Sillé-le-Guillaume et de sa forêt), et 21 sont en Mayenne (haute vallée de la Mayenne autour d'Ambrières-les-Vallées et Lassay-les-Châteaux, mont des Avaloirs et environs de Pré-en-Pail). Du côté mainiot comme du côté normand, l'identité du parc est marquée par l'omniprésence du bocage et de la forêt, mais le périmètre mainiot comprend aussi des pelouses calcaires, des tourbières, des pierriers (surtout dans les Alpes mancelles) et des landes (particulièrement sur la corniche de Pail, dans les Alpes mancelles et la forêt de Sillé).
Trois aires du périmètre mainiot du parc sont en outre protégées au titre des réserves naturelles régionales (RNR), le mont des Avaloirs, les « landes et tourbières des Égoutelles » à Villepail et le « coteau et plateau de Tessé » à Villaines-la-Carelle. Le réseau Natura 2000 comprend aussi quelques zones dans le parc ainsi qu'à ses abords (Alpes mancelles, vallée du Sarthon, bocage de Javron-les-Chapelles, forêt de Multonne, forêt de Sillé et le bocage qui la prolonge jusqu'à Montsûrs d'un côté et la forêt de Charnie de l'autre, vallée de l'Erve, haute vallée de la Sarthe et le bocage voisin de Perseigne). D'autres zones Natura 2000 sont situées à l'est du Mans : vallée du Narais et forêt de Bercé, forêt de Vibraye, vallée du Loir, châtaigneraie autour de Mayet, et carrières souterraines de Vouvray-sur-Huisne et de la Volonière à Poncé-sur-le-Loir. Quatre RNR sont situées en dehors du parc Normandie-Maine : « prairie et boisement humides des Bizeuls » à Ernée, « bas-marais tourbeux de la Basse-Goulandière » à Parigné-l'Évêque, « prairies et roselière des Dureaux » à Vaas et « coteau et prairies des Caforts » à Luché-Pringé.

Sélection de sites naturels remarquables.
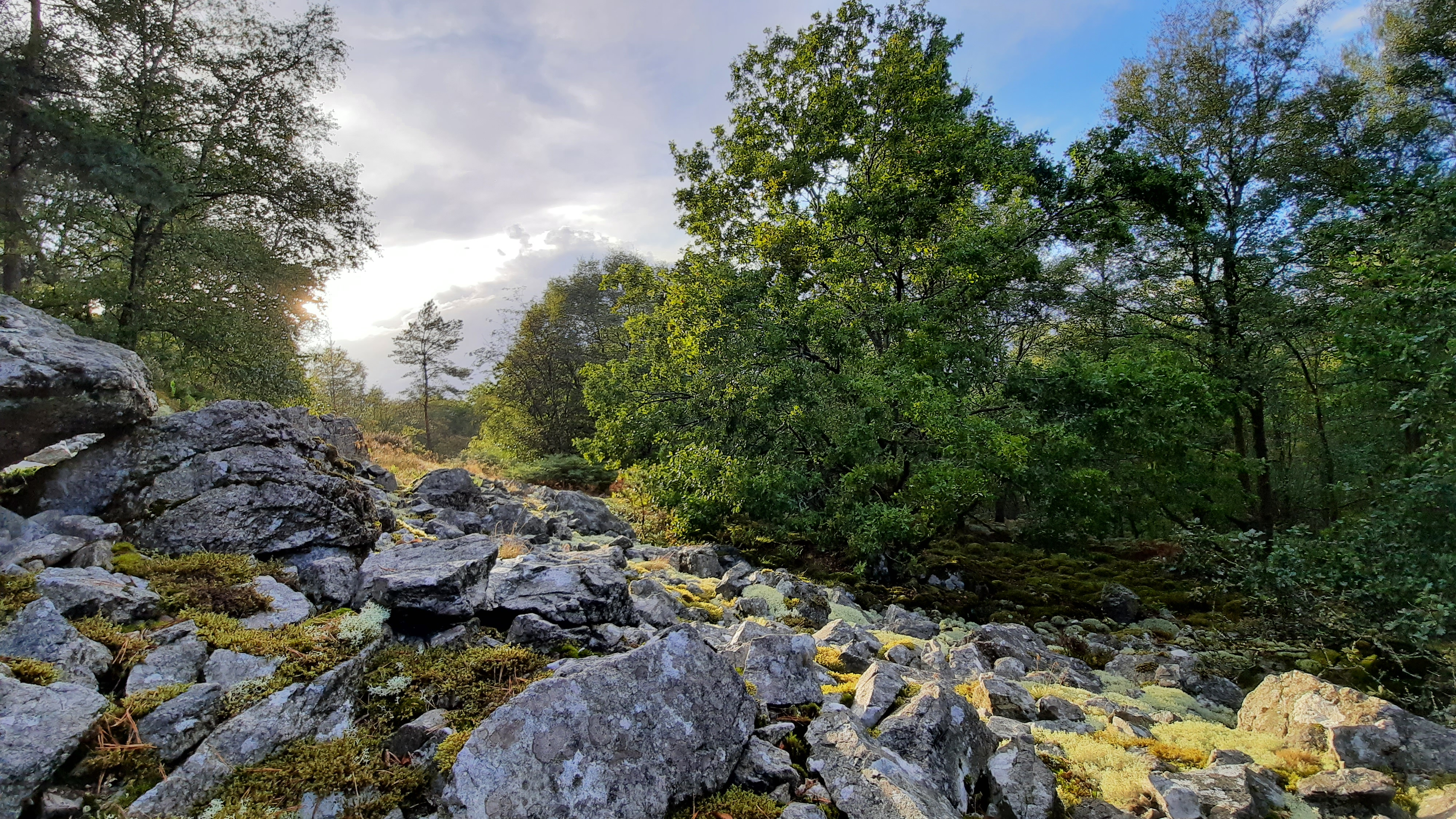
Pierrier du Souprat.
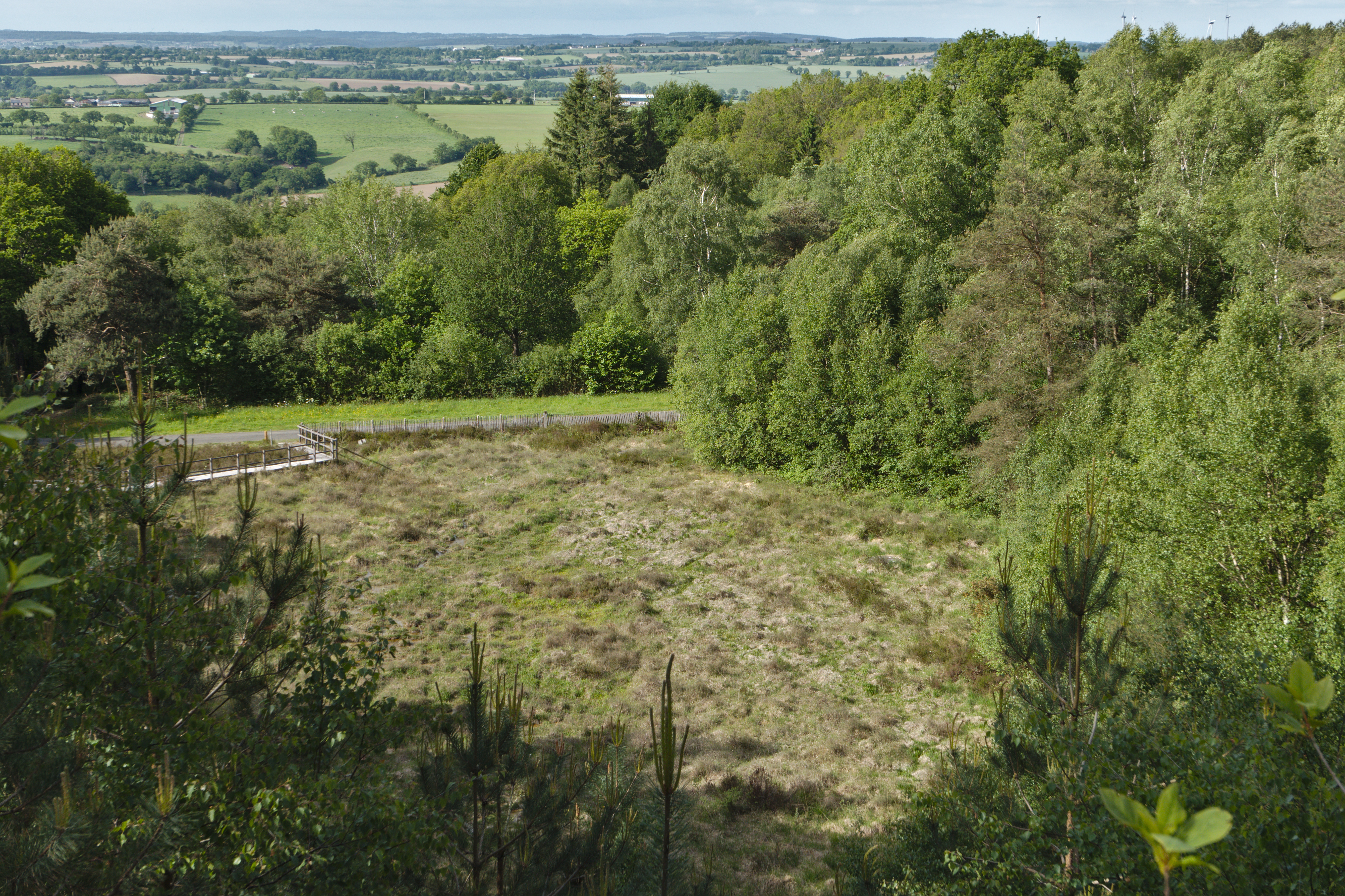
Tourbière des Égoutelles.
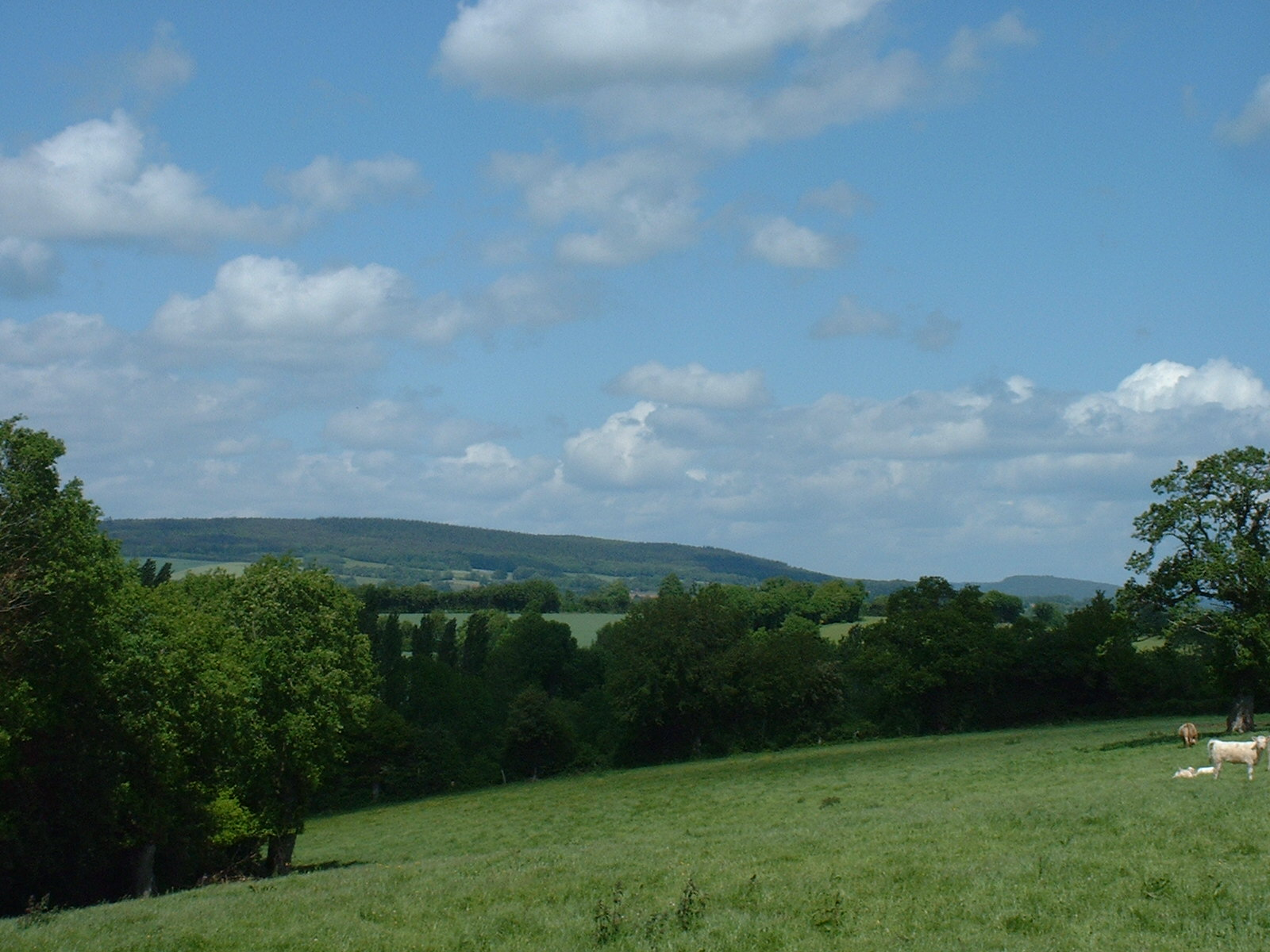
Vue sur la forêt de Multonne.
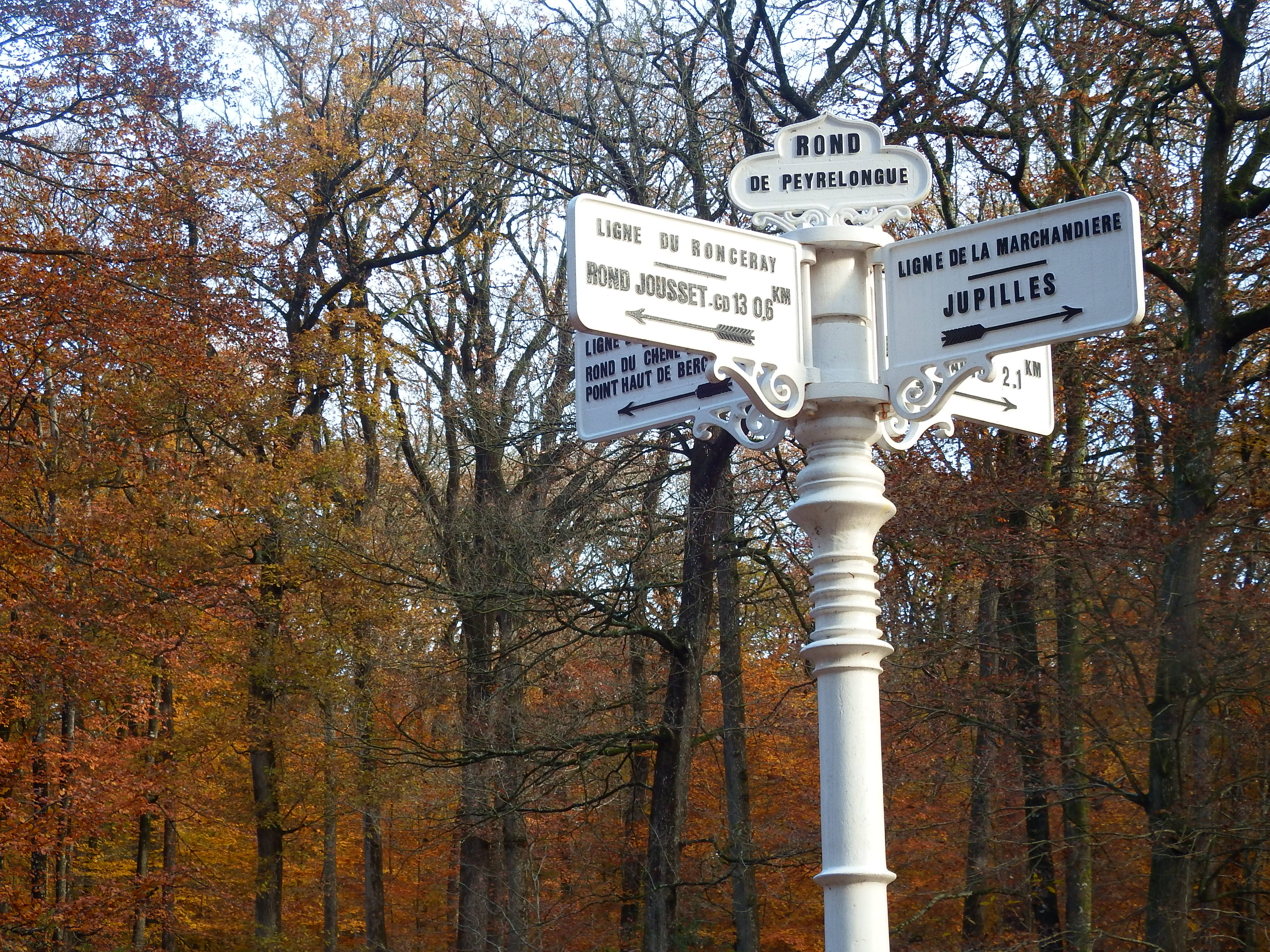
Forêt de Bercé.

### Flore

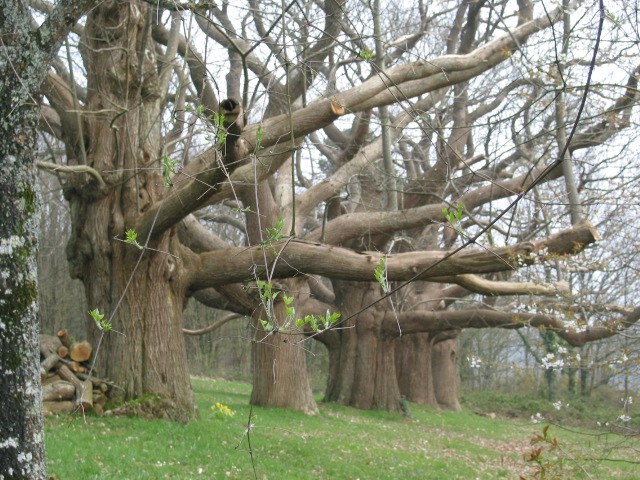
Châtaigniers en forêt de Charnie.

Le Maine se distingue dans l'Ouest de la France par son grand nombre de forêts. Celles-ci couvrent les terres les plus incultes, qui n'ont jamais pu être mises en culture, et notamment les massifs gréseux, aux sols trop acides et caillouteux. Le chêne pédonculé domine très largement, et se rencontre en taillis ou dans les futaies. Il cède cependant sa place au chêne rouvre au cœur des forêts. Les forêts sont pour la plupart des chênaies-hêtraies acidophiles à houx, assez austères et couvertes de fougère-aigle, de ronce et de chèvrefeuille. D'autres forêts moins acides comme celle de Charnie associent le chêne au charme, et dans une moindre mesure au noisetier et à l'érable. Leurs sous-bois sont riches en fleurs printanières : anémone sylvie, jacinthe des bois, sceau de Salomon, primevère élevée, ficaire. Le charme est remplacé par l'aulne et le frêne en zone humide, tandis que le châtaignier se rencontre en terrain acide. Les forêts dégradées aux sols pauvres sont peuplées de chênes rachitiques et de bouleaux, ainsi que de callune et de molinie qui peuvent former des landes. Le hêtre est très présent dans le Nord, tandis que des espèces plus méridionales sont visibles dans les contrées plus au Sud. Ainsi, le chêne tauzin peut se rencontrer sur les sables cénomaniens, et le chêne vert se rencontre autour de Sablé-sur-Sarthe sur des terrains calcaires. Les terrains secs et sableux au sud et à l'est du Mans sont propices à la lande sèche (bruyère à balais). Arthur Young, qui visite le Maine peu avant la Révolution, est d'ailleurs frappé par l'étendue de ces landes, qui s'étalaient à perte de vue. Elles ont néanmoins été largement plantées depuis, notamment avec du pin maritime, pour former les nombreuses forêts du Maine blanc, comme celle de Brette-les-Pins.

### Faune

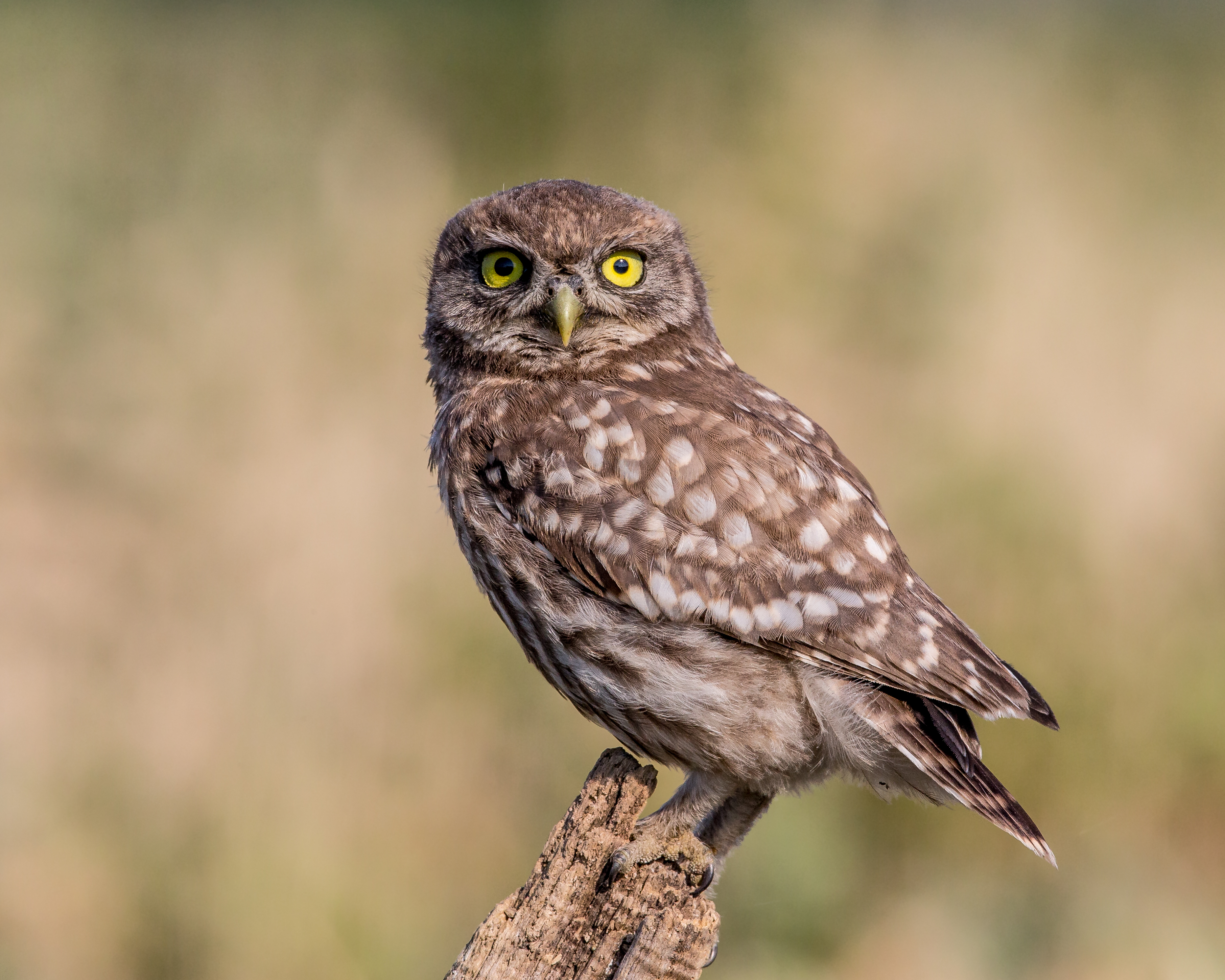
Une chevêche.

Les forêts du Maine sont le refuge des espèces communes aux zones boisées tempérées : chevreuils, sangliers, renards, lièvres, faucons, chouettes, hiboux, et cerfs, qui peuplent surtout les grandes forêts de la Sarthe. Le loup a disparu au début du XXe siècle, tout comme le chat sauvage, tandis que d'autres petits carnivores comme la belette, la fouine, le putois, le blaireau et la martre sont moins fréquents.
La faune des zones agricoles a été bouleversée par les changements paysagers opérés depuis du XXe siècle. Les oiseaux du bocage ont cédé du terrain aux oiseaux de milieux ouverts, les oiseaux aquatiques se sont en partie raréfiés après le drainage de zones humides. Les espèces emblématiques du bocage dégradé sont le faucon crécerelle, le busard Saint-Martin, l'alouette des champs, le bruant proyer, le corbeau freux, la perdrix grise et la caille des blés. La chouette chevêche, qui niche dans les vieux arbres, est l'une des espèces qui déclinent avec l'éclaircissement du bocage, tandis que d'autres comme le rougequeue à front blanc se réadaptent. Les zones humides sont le refuge du courlis cendré, du vanneau huppé, du bruant des roseaux et de la mésange boréale. Le héron cendré existe en abondance, mais le blongios nain a disparu. La loutre, autrefois présente, n'est plus visible non plus, tout comme la truite fario. Les rivières, soumises à des pressions humaines, restent le refuge de poissons tolérant une eau moins oxygénée, comme le brochet et la carpe.

### Sources bibliographiques
1. ↑  Bonneton 1988, p. 231.
2. ↑  Bonneton 1988, p. 235.
3. ↑  Bonneton 1988, p. 233.
4. ↑  Bonneton 1988, p. 234.
5. ↑  Bonneton 1988, p. 9.
6. 1 2 3  Alvarez-Péreyre 1984, p. 135.
7. ↑  Alvarez-Péreyre 1984, p. 152.
8. ↑  Bonneton 1988, p. 289.
9. ↑  Bonneton 1988, p. 297.
10. 1 2  Bonneton 1988, p. 298.
11. 1 2  Bonneton 1988, p. 300.
12. ↑  Bonneton 1988, p. 301.
13. ↑  Alvarez-Péreyre 1984, p. 132.
14. 1 2 3  Bonneton 1988, p. 293.
15. ↑  Bonneton 1988, p. 294.
16. ↑  Bonneton 1988, p. 290.
17. ↑  Bonneton 1988, p. 303.
18. ↑  Bonneton 1988, p. 309.
19. ↑  Bonneton 1988, p. 10.
20. ↑  Bonneton 1988, p. 11.
21. 1 2  Bonneton 1988, p. 12.
22. ↑  Bonneton 1988, p. 13.
23. ↑  Bonneton 1988, p. 14.
24. 1 2  Bonneton 1988, p. 15.
25. ↑  Dornic 1978, p. 8.
26. ↑  Bonneton 1988, p. 16.
27. 1 2 3  Bonneton 1988, p. 18.
28. ↑  Dornic 1978, p. 20.
29. ↑  Bonneton 1988, p. 20.
30. ↑  Bonneton 1988, p. 21.
31. ↑  Dornic 1978, p. 36.
32. ↑  Bonneton 1988, p. 24.
33. 1 2  Bonneton 1988, p. 25.
34. ↑  Bonneton 1988, p. 26.
35. ↑  Dornic 1978, p. 37.
36. ↑  Lemesle 1999, p. 17.
37. ↑  Lemesle 1999, p. 25.
38. ↑  Lemesle 1999, p. 26.
39. ↑  Lemesle 1999, p. 13.
40. ↑  Bonneton 1988, p. 29.
41. ↑  Dornic 1978, p. 39.
42. ↑  Bonneton 1988, p. 31.
43. ↑  Dornic 1978, p. 40.
44. ↑  Bonneton 1988, p. 32.
45. 1 2 3  Alvarez-Péreyre 1984, p. 136.
46. ↑  Bonneton 1988, p. 46.
47. ↑  Dornic 1978, p. 57.
48. ↑  Bonneton 1988, p. 47.
49. 1 2  Bonneton 1988, p. 49.
50. ↑  Dornic 1978, p. 61.
51. 1 2  Bonneton 1988, p. 50.
52. ↑  Dornic 1978, p. 52.
53. ↑  Dornic 1978, p. 65.
54. ↑  Dornic 1978, p. 72.
55. ↑  Dornic 1978, p. 74.
56. 1 2  Dornic 1978, p. 77.
57. ↑  Dornic 1978, p. 78.
58. 1 2  Dornic 1978, p. 82.
59. ↑  Dornic 1978, p. 92.
60. ↑  Dornic 1978, p. 93.
61. ↑  Dornic 1978, p. 97.
62. ↑  Bonneton 1988, p. 64.
63. ↑  Dornic 1978, p. 98.
64. ↑  Dornic 1978, p. 103.
65. 1 2  Bonneton 1988, p. 65.
66. ↑  Dornic 1978, p. 104.
67. 1 2 3 4  Dornic 1978, p. 105.
68. ↑  Dornic 1978, p. 106.
69. ↑  Dornic 1978, p. 114.
70. 1 2  Dornic 1978, p. 109.
71. ↑  Dornic 1978, p. 116.
72. ↑  Dornic 1978, p. 121.
73. ↑  Dornic 1978, p. 122.
74. ↑  Dornic 1978, p. 124.
75. ↑  Dornic 1978, p. 123.
76. ↑  Dornic 1978, p. 125.
77. ↑  Audouin 1996, p. 273.
78. ↑  Baury 2003, p. 19.
79. ↑  Baury 2003, p. 26.
80. ↑  Baury 2003, p. 30.
81. 1 2  Maunoury 2014, p. 13.
82. 1 2 3  Maunoury 2014, p. 6.
83. ↑  Maunoury 2014, p. 12.
84. 1 2  Dornic 1978, p. 80.
85. ↑  Lemesle 1999, p. 22.
86. ↑  Dornic 1978, p. 5.
87. ↑  Lemesle 1999, p. 23.
88. ↑  Lemesle 1999, p. 24.
89. ↑  Alvarez-Péreyre 1984, p. 153.
90. 1 2  Alvarez-Péreyre 1984, p. 138.
91. ↑  Dornic 1978, p. 108.
92. ↑  Dornic 1978, p. 53.
93. ↑  Dornic 1978, p. 81.
94. ↑  Bonneton 1988, p. 353.
95. ↑  Alvarez-Péreyre 1984, p. 139.
96. 1 2  Bonneton 1988, p. 162.
97. ↑  Bonneton 1988, p. 164.
98. 1 2  Bonneton 1988, p. 166.
99. ↑  Bonneton 1988, p. 163.
100. ↑  Bonneton 1988, p. 167.
101. ↑  Bonneton 1988, p. 355.
102. ↑  Bonneton 1988, p. 358.
103. ↑  Bonneton 1988, p. 369.
104. ↑  Bonneton 1988, p. 372.
105. 1 2  Bonneton 1988, p. 370.
106. ↑  Bonneton 1988, p. 365.
107. 1 2  Bonneton 1988, p. 354.
108. 1 2  Alvarez-Péreyre 1984, p. 31.
109. ↑  Alvarez-Péreyre 1984, p. 37.
110. ↑  Bonneton 1988, p. 223.
111. 1 2  Bonneton 1988, p. 224.
112. ↑  Bonneton 1988, p. 226.
113. ↑  Bonneton 1988, p. 227.
114. 1 2  Bonneton 1988, p. 228.
115. ↑  Bonneton 1988, p. 97.
116. 1 2  Audouin 1996, p. 127.
117. ↑  Audouin 1996, p. 74.
118. ↑  Audouin 1996, p. 125.
119. ↑  Audouin 1996, p. 77.
120. ↑  Audouin 1996, p. 123.
121. ↑  Bonneton 1988, p. 137.
122. ↑  Bonneton 1988, p. 118.
123. ↑  Bonneton 1988, p. 121.
124. ↑  Bonneton 1988, p. 128.
125. ↑  Bonneton 1988, p. 133.
126. ↑  Bonneton 1988, p. 136.
127. ↑  Bonneton 1988, p. 237.
128. ↑  Bonneton 1988, p. 243.
129. ↑  Bonneton 1988, p. 248.
130. 1 2  Bonneton 1988, p. 266.
131. ↑  Bonneton 1988, p. 261.
132. ↑  Bonneton 1988, p. 273.
133. ↑  Bonneton 1988, p. 276.
134. ↑  Bonneton 1988, p. 285.
135. ↑  Bonneton 1988, p. 219.
136. ↑  Bonneton 1988, p. 152.
137. ↑  Bonneton 1988, p. 153.
138. ↑  Bonneton 1988, p. 158.
139. ↑  Bonneton 1988, p. 155.
140. ↑  Bonneton 1988, p. 159.
141. ↑  Bonneton 1988, p. 161.
142. ↑  Bonneton 1988, p. 92.
143. ↑  Audouin 1996, p. 141.
144. 1 2  Bonneton 1988, p. 93.
145. ↑  Bonneton 1988, p. 95.
146. ↑  Audouin 1996, p. 145.
147. ↑  Bonneton 1988, p. 79.
148. ↑  Bonneton 1988, p. 81.
149. 1 2  Bonneton 1988, p. 84.
150. ↑  Ménil 1982, p. 13.
151. ↑  Bonneton 1988, p. 85.
152. 1 2  Bonneton 1988, p. 80.
153. 1 2  Bonneton 1988, p. 82.
154. ↑  Ménil 1982, p. 11.
155. ↑  Bonneton 1988, p. 87.
156. 1 2  Bonneton 1988, p. 88.
157. ↑  Bonneton 1988, p. 90.
158. ↑  Bonneton 1988, p. 91.
159. ↑  Bonneton 1988, p. 89.
160. ↑  Bonneton 1988, p. 210.
161. ↑  Bonneton 1988, p. 211.
162. ↑  Bonneton 1988, p. 214.
163. ↑  Bonneton 1988, p. 189.
164. ↑  Bonneton 1988, p. 196.
165. ↑  Bonneton 1988, p. 40.
166. ↑  Collectif 2006, p. 6.
167. ↑  Audouin 1996, p. 278.
168. ↑  Éraud 1991, p. 1.
169. ↑  Éraud 1991, p. 2.
170. ↑  Collectif 2006, p. 37.
171. 1 2  Seydoux 1988, p. 4.
172. ↑  Seydoux 1988, p. 5.
173. ↑  Dornic 1978, p. 76.
174. ↑  Audouin 1996, p. 277.
175. ↑  Bonneton 1988, p. 319.
176. ↑  Bonneton 1988, p. 304.
177. ↑  Bonneton 1988, p. 310.
178. ↑  Bonneton 1988, p. 312.
179. ↑  Bonneton 1988, p. 320.
180. ↑  Bonneton 1988, p. 337.
181. ↑  Bonneton 1988, p. 336.

### Autres sources
1. ↑  Chiffre approximatif obtenu en cumulant la population des intercommunalités regroupant majoritairement des communes historiquement situées dans le Maine.
2. ↑  Jacques Lacroix, Les noms d'origine gauloise : La Gaule des combats, Paris, Errance, 2003, 240 p. (ISBN 2-87772-264-3).
3. 1 2  Pierre-Louis Augereau, Les secrets des noms de communes et lieux-dits du Maine-et-Loire, Éditions Cheminements, 2004, p. 20.
4. 1 2  Ernest Nègre, Toponymie générale de la France, t. 1 : Formations préceltiques, celtiques, romanes : étymologie de 35 000 noms de lieux, Librairie Droz, 1990, 708 p. (ISBN 978-2-600-02883-7, lire en ligne), p. 153.
5. ↑  Pierre-Louis Augereau, Les secrets des noms de communes et lieux-dits du Maine-et-Loire, Éditions Cheminements, 2004, p. 227.
6. ↑  Albert Dauzat, Gaston Deslandes et Charles Rostaing, Dictionnaire étymologique des noms de rivières et de montagnes en France, Klincksieck, 1978.
7. ↑  « Il était une fois… l’Anjou, la Mayenne-et-Loire puis le Maine-et-Loire », Ouest-France, 3 juillet 2020 (consulté le 20 juin 2021).
8. ↑  (en) « Origin of Maine's Name », Maine State Library (consulté le 20 juin 2021).
9. ↑  Charles-Raoul de Montesson, Vocabulaire de Haut-Maine, Paris, Paul et Fils et Guillemin, 1899, 568 p., p. 23.
10. ↑  « Manceau », sur cnrtl.fr (consulté le 20 juin 2021).
11. ↑  Jean-Joseph Expilly, Dictionnaire géographique, historique et politique des Gaules et de la France, vol. 4, 1762, p. 488.
12. ↑  Société historique et archéologique du Maine, Revue historique et archéologique du Maine, vol. 16, Le Mans, Monnoyer, 1884, p. 65.
13. ↑  Société historique et archéologique du Maine, Revue historique et archéologique du Maine, vol. 11, Le Mans, Monnoyer, 1882, p. 180.
14. 1 2  « Pays-de-la-Loire », sur Encyclopédie Larousse (consulté le 18 juin 2021).
15. 1 2  Eugène Desprez, « Un pays de Bocage du massif Armoricain : Le Bas-Maine, à propos du récent ouvrage de M. Musset », dans Annales de Bretagne et des pays de l'Ouest, vol. 34-2, Rennes, Presses universitaires de Rennes, 1919, p. 146.
16. ↑  « la Mayenne », sur Encyclopédie Larousse (consulté le 18 juin 2021).
17. ↑  « Sarthe », sur Encyclopédie Larousse (consulté le 18 juin 2021)
18. ↑  « Loir (le) », sur Encyclopédie Larousse (consulté le 18 juin 2021).
19. ↑  « Bassin versant de la Maine », sur eau.maine-et-loire.fr, Observatoire de l'eau de Maine-et-Loire (consulté le 19 juin 2021).
20. ↑  « Etat des lieux », sur sagemayenne.fr (consulté le 19 juin 2021).
21. ↑  « Rapport de l'état des lieux du bassin de la Sarthe Amont », sur bassin-sarthe.org, SAGE Sarthe Amont, 2005 (consulté le 19 juin 2021).
22. ↑  « Evaluation environnementale », sur sarthe.gouv.fr, SAGE Sarthe Amont, 2018 (consulté le 19 juin 2021).
23. ↑  « Schéma d’Aménagement et de Gestion des Eaux (SAGE) du bassin versant du Loir, Rapport d’évaluation environnementale », sur sage-loir.fr, SAGE du Loir, 2015 (consulté le 19 juin 2021).
24. ↑  « Les Champagnes ondulées sarthoises », Atlas du paysage des Pays-de-la-Loire (consulté le 19 juin 2021).
25. ↑  « La Champagne de Conlie », Atlas du paysage des Pays-de-la-Loire (consulté le 19 juin 2021).
26. ↑  « Les plaines d'Alençon et du Saosnois », Atlas du paysage des Pays-de-la-Loire (consulté le 19 juin 2021).
27. ↑  « Plateau calaisien », Atlas du paysage des Pays-de-la-Loire (consulté le 19 juin 2021).
28. ↑  « Perche sarthois et Huisne », Atlas du paysage des Pays-de-la-Loire (consulté le 19 juin 2021).
29. ↑  « Les paysages à l'échelle du département », DREAL des Pays de la Loire.
30. ↑  « Vallées et buttes de Bonnétable », Atlas du paysage des Pays-de-la-Loire (consulté le 19 juin 2021).
31. ↑  « Balcons de la Sarthe », Atlas du paysage des Pays-de-la-Loire (consulté le 19 juin 2021).
32. ↑  « Inventaire forestier départemental Sarthe, IIIe inventaire 1999 », Inventaire forestier national.
33. ↑  « Clairières entre Sarthe et Loir », Atlas du paysage des Pays-de-la-Loire (consulté le 19 juin 2021).
34. ↑  « Bas-Maine », Atlas du paysage des Pays-de-la-Loire (consulté le 19 juin 2021).
35. ↑  « Les Marches entre Maine et Bretagne », Atlas du paysage des Pays-de-la-Loire (consulté le 19 juin 2021).
36. ↑  « Bocage de la Haute-Mayenne », Atlas du paysage des Pays-de-la-Loire (consulté le 19 juin 2021).
37. ↑  « Les vallées du Pays de Laval », Atlas du paysage des Pays-de-la-Loire (consulté le 19 juin 2021).
38. ↑  « Le bocage du Haut-Anjou », DREAL des Pays de la Loire, 7 décembre 2015 (consulté le 19 juin 2021).
39. ↑  « Le climat à Laval », sur meteo-express.com (consulté le 6 mai 2021).
40. ↑  « Le climat au Mans », sur meteo-express.com (consulté le 6 mai 2021).
41. ↑  Météo France, « Fiche climatique Le Mans » [PDF], sur donneespubliques.meteofrance.fr (consulté le 21 juin 2021).
42. ↑  Météo France, « Fiche climatique Laval » [PDF], sur donneespubliques.meteofrance.fr (consulté le 21 juin 2021).
43. ↑  Alain Chauvet, « Les Pays de la Loire : Réflexion sur la centralité territoriale », dans Cahier nantais, vol. 26, Université de Nantes, 1985, p. 41.
44. ↑  « Autoroute A11 », sur vinci-construction-projets.com (consulté le 22 juin 2021).
45. 1 2 3  Source des temps de parcours : moteur de recherche d'itinéraires de Via Michelin.
46. ↑  « Convention passée entre l’État et la société COFIROUTE pour la concession de la construction, de l’entretien et de l’exploitation d’autoroutes », sur ecologie.gouv.fr, Ministère de l'Écologie, 28 août 2018 (consulté le 22 juin 2021).
47. ↑  Julien Jean, « RETOUR SUR INFO : l'autoroute A28 a 10 ans », France Bleu Maine, 4 décembre 2015 (consulté le 22 juin 2021).
48. ↑  « Infos horaires train Paris-Le Mans », sur Oui.SNCF (consulté le 22 juin 2021).
49. ↑  « Infos horaires train Paris-Laval », sur Oui.SNCF (consulté le 22 juin 2021).
50. ↑  « Carte des lignes régionales de transport des Pays de la Loire », sur cdn.ter.sncf.com, avril 2021 (consulté le 22 juin 2021).
51. ↑  « Votre réseau de transport en région Centre-Val de Loire », sur remi-centrevaldeloire.fr, 2018 (consulté le 22 juin 2021).
52. ↑  Alix Demaison, « Ligne ferroviaire Laval-Mayenne : bientôt un nouveau projet sur les rails ? », Ouest-France, 11 février 2020 (consulté le 22 juin 2021).
53. ↑  Julien Belaud, « Sarthe. Air Affaires veut étoffer son offre au Mans », Ouest-France, 15 janvier 2019 (consulté le 23 juin 2021).
54. ↑  « Statistiques annuelles Aéroport de Laval-Entrammes », sur aeroport.fr, Union des aéroports français (consulté le 23 juin 2021).
55. ↑  « Infos horaires train Roissy-Charles-de-Gaulle-Le Mans », sur Oui.SNCF (consulté le 23 juin 2021).
56. 1 2  Romain Pigeaud, « Palaeolithic cave art in West France: an exceptional discovery: the Margot Cave (Mayenne) », sur antiquity.ac.uk, 2006 (consulté le 23 avril 2021).
57. 1 2  Elven Le Goff, « Moulay, ville gauloise fortifiée », sur Inrap.fr, 11 février 2011 (consulté le 23 avril 2021).
58. 1 2  Jacques Naveau, « Jublains / Noviodunum (Mayenne) », dans Capitales éphémères. Des Capitales de cités perdent leur statut dans l’Antiquité tardive, Actes du colloque Tours 6-8 mars 2003, vol. 25, 2004 (lire en ligne), p. 435.
59. ↑  Daniel Pichot, Le Bas-Maine du Xe au XIIIe siècle : étude d'une société, Laval, SAHM, 1995, 456 p., p. 40-53.
60. ↑  Karl Ferdinand Werner éditeur=Fayard année=2012 pages totales=600, Naissance de la noblesse (ISBN 2818502217), p. 428.
61. ↑  André Davy, Les barons du Cotentin, Condé-sur-Noireau, Éditions Eurocibles, coll. « Inédits et introuvables du patrimoine Normand », 2014, 319 p. (ISBN 978-2-91454-196-1), p. 76.
62. ↑  Pierre-Yves Laffont 2024.
63. ↑  « Les constituants en évolution : la genèse des paysages », sur paysages.mayenne.pref.gouv.fr, Préfecture de la Mayenne.
64. ↑  « La révolution agricole », sur paysages.mayenne.pref.gouv.fr, Préfecture de la Mayenne.
65. ↑  Aubin Laratte, « La Seconde Guerre mondiale en Mayenne », sur lamayenneonadore.fr.
66. ↑  Fabrice Avoie, « Sarthe, août 1944 - Histoire d'une Libération », sur liberation-sarthe.weebly.com.
67. ↑  « Des paysages agricoles liés à la modernisation des outils après les années 50 », sur paysages.mayenne.pref.gouv.fr, Préfecture de la Mayenne.
68. ↑  Jean-Michel Matz, Le diocèse du Mans, vol. 18, Turnhout, Brepols Publishers, coll. « Fasti Ecclesiæ Gallicanæ », 2018, 681 p. (ISBN 978-2-503-58155-2).
69. ↑  Alex Poyer, « Mérites et protections lors des nominations aux cures dans le diocèse du Mans au XVIIIe siècle », dans Annales de Bretagne et des pays de l'Ouest, vol. 95-1, 1988, p. 46.
70. ↑  Sébastien Legros, Prieurés bénédictins, aristocratie et seigneuries : une géopolitique du Bas-Maine féodal et grégorien (fin 10e-début 13e siècle), Université Rennes 2, 2007, 812 p..
71. ↑  Isabelle Mathieu, « Présentation Anjou et Maine », Études angevines (consulté le 5 juillet 2021).
72. 1 2  André René Le Paige, Dictionnaire topographique du Maine, vol. 2, Le Mans, Toutain, 1777, p. 12.
73. ↑  Apanage de M. d'Orléans, contenu dans l'observation du comité des domaines sur les apanages des princes, en annexe de la séance du 31 juillet 1790, coll. « Archives Parlementaires de la Révolution Française », 1884, p. 477.
74. ↑  André René Le Paige, Dictionnaire topographique du Maine, Toutain, 1777, p. 30.
75. ↑  Jean de la Monneraye, « Le régime féodal et les classes rurales dans le Maine au XVIIIe siècle », dans Nouvelle revue historique de droit français et étranger, vol. 45, Paris, Dalloz, 1921, p. 186.
76. ↑  Léon Maître, Le Maine sous l'Ancien Régime, Laval, Moreau, 1866, 80 p., p. 42.
77. 1 2  Thomas Cauvin, Géographie ancienne du diocèse du Mans, Paris, Derache, coll. « Institutions des provinces de France », 1845, 735 p., p. 570.
78. ↑  Bernard Barbiche, « V – Les limites de l'absolutisme : assemblées d'états et cours de justice », dans Les institutions de la monarchie française à l’époque moderne. XVIe – XVIIIe siècle, Paris, Presses universitaires de France, coll. « Quadrige », 2012, p. 31.
79. ↑  Jean-Aymar Piganiol de La Force, Nouvelle description de la France: dans laquelle on voit le gouvernement général de ce royaume, vol. 3, Du Villard & Changuion, 1719, p. 137.
80. ↑  Gaston Zeller, « Gouverneurs de provinces au XVIe siècle », dans Revue Historique, vol. 185-2, Paris, Presses universitaires de France, coll. « Mémoires et Études », 1939, p. 249.
81. ↑  Bernard Barbiche, « XVII – Les gouverneurs », dans Les institutions de la monarchie française à l’époque moderne. XVIe – XVIIIe siècle, Paris, Presses universitaires de France, coll. « Quadrige », 2012, p. 29.
82. ↑  Jean de la Monneraye, « Le régime féodal et les classes rurales dans le Maine au XVIIIe siècle », dans Nouvelle revue historique de droit français et étranger, vol. 45, Paris, Dalloz, 1921, p. 170.
83. ↑  Isabelle Séguy et Christine Théré, Communes d'hier, communes d'aujourd'hui : Les communes de la France métropolitaine, 1801-2001 : Dictionnaire d'histoire administrative, INED, 2003, 406 p. (ISBN 978-2-7332-1028-4, lire en ligne), p. 151.
84. ↑  Thomas Cauvin, Géographie ancienne du diocèse du Mans, Paris, Derache, coll. « Institutions des provinces de France », 1845, 735 p., p. 582.
85. 1 2  « Gouvernement du Maine et du Perche, indiquant les Départements de la Mayenne et de la Sarthe formés de cette province, carte gravée par Blondeau, après 1790 (Archives départementales de la Sarthe, 1 Fi 25) », Archives départementales de la Sarthe (consulté le 30 juin 2021).
86. ↑  Thomas Cauvin, Géographie ancienne du diocèse du Mans, Paris, Derache, coll. « Institutions des provinces de France », 1845, 735 p., p. 576.
87. 1 2  Comparaison des arrondissements (Contours des arrondissements français issus d'OpenStreetMap, Data.gouv.fr avec la carte du Gouvernement du Maine et du Perche, indiquant les Départements de la Mayenne et de la Sarthe formés de cette province de Blondeau.
88. ↑  Comparaison des intercommunalités (des établissements publics de coopération intercommunale EPCI de la Mayenne, Préfet de la Mayenne avec la carte du Gouvernement du Maine et du Perche, indiquant les Départements de la Mayenne et de la Sarthe formés de cette province de Blondeau.
89. ↑  « Liste des juridictions compétentes pour une commune », sur annuaires.justice.gouv.fr, Ministère de la Justice et des libertés (consulté le 5 mai 2016).
90. ↑  « L'historique », Région Pays de la Loire (consulté le 4 juillet 2021).
91. ↑  Arnaud Brennetot et Sophie de Ruffray, « Découper la France en régions, L’imaginaire régionaliste à l’épreuve du territoire », dans Débats, Quel découpage régional pour la France ?, Cybergeo, 2014.
92. ↑  « Sarthe. Et si le département devenait normand ? », Le Maine libre, 25 avril 2014 (consulté le 4 juillet 2021).
93. ↑  Jean Delavaud, « Faut-il démanteler la Région des Pays de la Loire ? », Ouest-France, 18 avril 2021 (consulté le 4 juillet 2021).
94. ↑  Benoît Gérin, Éric de Grandmaison et Alan le Bloa, « Anjou, Mayenne et Sarthe : la fusion est-elle inéluctable ? », Ouest-France, 13 avril 2018 (consulté le 4 juillet 2021).
95. ↑  Michel Dloussky et Rémi Foucault, « Atonie politique et « buronisme » en Mayenne », sur ihtp.cnrs.fr.
96. ↑  Michel Bussi, Jérôme Fourquet et Céline Colange, « Analyse et compréhension du vote lors des élections présidentielles de 2012, L'apport de la géographie électorale », dans Revue française de science politique, vol. 62-5-6, Paris, Presses de Sciences-Po, 2012, p. 19.
97. ↑  Antoine Louvard, « La Sarthe est une France en miniature », Ouest-France, 27 avril 2018 (consulté le 4 juillet 2021).
98. ↑  Orlane Jézéquélou et Erwan Alix, « CARTE. Présidentielle : comment a-t-on voté dans votre commune ? », Ouest-France, 23 avril 2017 (consulté le 4 avril 2021).
99. ↑  Jérémie Baruch, « résidentielle : la carte des résultats du second tour, commune par commune », Le Monde, 8 mai 2017 (consulté le 4 avril 2021).
100. ↑  « Pays de la Loire : la dynamique démographique toujours soutenue mais plus localisée », sur insee.fr, 30 décembre 2019 (consulté le 5 juillet 2021).
101. ↑  Mathilde Belaud, « Sarthe. L’évolution de la population commune par commune », Le Maine libre, 30 décembre 2019 (consulté le 5 juillet 2021).
102. 1 2 3 4  « Comparateur de territoire », sur insee.fr (consulté le 5 juillet 2021).
103. 1 2 3 4  Diagnostic de la Mayenne : sept enjeux majeurs pour l’avenir, INSEE, coll. « INSEE Dossier Pays de la Loire », 18 mars 2021, 32 p., p. 6.
104. ↑  Diagnostic de la Mayenne : sept enjeux majeurs pour l’avenir, INSEE, coll. « INSEE Dossier Pays de la Loire », 18 mars 2021, 32 p., p. 7.
105. ↑  « La fécondité baisse moins dans les grandes métropoles », sur insee.fr, 9 février 2021 (consulté le 5 juillet 2021).
106. ↑  « Habitat des séniors, état des lieux et enjeux en Pays de la Loire », Gérontopôle Pays de la Loire, avril 2019 (consulté le 5 juillet 2021).
107. ↑  « Effectifs scolaires par département. La part du privé et du public », sur data.gouv.fr, 2015 (consulté le 5 juillet 2021).
108. ↑  « Organisation et fonctionnement », Le Mans Université (consulté le 5 juillet 2021).
109. ↑  « Vie étudiante », Laval Agglomération (consulté le 5 juillet 2021).
110. ↑  « L'enseignement supérieur », sur lemansmetropole.fr (consulté le 5 juillet 2021).
111. ↑  « Département de la Sarthe », Fédération hospitalière de France (consulté le 5 avril 2021).
112. ↑  « Département de la Mayenne », Fédération hospitalière de France (consulté le 5 avril 2021).
113. ↑  Edith Geslin, « Déserts médicaux. Seulement onze communes dans la région mais des inégalités d’accès aux soins », Ouest-France, 6 novembre 2020 (consulté le 5 juillet 2021).
114. ↑  « La Sarthe sportive », sur sarthe.fr, Département de la Sarthe (consulté le 6 juillet 2021).
115. ↑  « Le MMArena », sur mmarena.com (consulté le 6 juillet 2021).
116. ↑  « La Ligue du Maine : une histoire courte mais riche », sur lfpl.fff.fr, Ligue de football des Pays de la Loire (consulté le 6 juillet 2021).
117. ↑  Paul Lopez, « Stade lavallois. Les Tango remportent un intense derby du Maine (2-1) », Le Courrier de la Mayenne, 27 mars 2021 (consulté le 6 juillet 2021).
118. ↑  « Sport. La Mayenne sur le podium des départements les plus sportifs », Ouest-France, 13 janvier 2021 (consulté le 6 juillet 2021).
119. ↑  Christian Chéron, « Sarthe. Omnisports : la pratique sportive se diversifie », Le Maine Libre, 21 novembre 2010 (consulté le 6 juillet 2021).
120. ↑  Fiche d'inventaire au patrimoine immatériel de la France, « Palet sur planche de bois », Ministère de la Culture.
121. ↑  « Profil Sarthe Tourisme, bilan de l'année 2018 », Département de la Sarthe (consulté le 6 juillet 2021).
122. ↑  « Les musées », sur lemans.fr, Ville du Mans (consulté le 6 juillet 2021).
123. ↑  « Qui sont les touristes qui viennent en Mayenne ? », Ouest-France, 30 juin 2016 (consulté le 6 juillet 2021).
124. ↑  « L'Abbaye de l'Epau », sur sarthe.fr, Département de la Sarthe (consulté le 6 juillet 2021).
125. ↑  « Sarthe Musées », Département de la Sarthe (consulté le 6 juillet 2021).
126. ↑  « Antarès », sur antareslemans.com (consulté le 6 juillet 2021).
127. ↑  « Espace Mayenne », Hérault Arnod Architectures (consulté le 6 juillet 2021).
128. ↑  « Les Quinconces et l'Espal », sur quinconces-espal.com, Scène nationale Le Mans (consulté le 6 juillet 2021).
129. ↑  Scènes conventionnées d'intérêt national (2019), Ministère de la Culture.
130. ↑  Les établissements classés art et essai en 2020, CNC.
131. ↑  Jérôme Fourquet, Analyse : Le catholicisme en France en 2010, Paris, IFOP, 2010, 36 p., p. 17.
132. ↑  Dorothée Élineau, Église, sociétés et territoires : paroisses et paroissiens dans les Pays-de-la-Loire, Le Mans, Université du Maine, 2000, 445 p. (lire en ligne), p. 43.
133. ↑  Décret de la Congrégation pour les évêques, du 8 décembre 2002, ratifiant la proposition des évêques français de regroupement des diocèses en quinze nouvelles provinces ecclésiastiques.
134. ↑  « Accès direct aux églises », Église protestante unie de France - Région Ouest (consulté le 6 juin 2021).
135. ↑  « Annuaire islamique des mosquées et des commerces hallal », sur guidemusulman.com (consulté le 6 juillet 2021).
136. ↑  Igor Bonnet, « Une centaine de familles juives en Sarthe », Ouest-France, 17 juillet 2010 (consulté le 6 juillet 2021).
137. ↑  « Audiences : France Bleu Mayenne encore la radio préférée des Mayennais ! », France Bleu Mayenne, 30 juillet 2020 (consulté le 5 juillet 2021).
138. ↑  Serge Danilo, « Sarthe. Le top cinq des radios dans le département », Le Maine Libre, 4 août 2021 (consulté le 5 juillet 2021).
139. ↑  « Le Maine libre, chiffres de diffusion », sur acpm.fr (consulté le 5 juillet 2021).
140. ↑  Yann Lastennet, « Médias : Ouest-France fête ses 75 ans », France Bleu Maine, 22 octobre 2019 (consulté le 5 juillet 2021).
141. ↑  « Le Courrier de la Mayenne, chiffres de diffusion », sur acpm.fr (consulté le 5 juillet 2021).
142. ↑  « Le Publicateur Libre », sur lexpansion.lexpress.fr (consulté le 5 juillet 2021).
143. ↑  « Le magazine "Maine Découvertes" », Éditions de la Reinette (consulté le 24 juillet 2021).
144. ↑  « Laissez-vous conter les Lavallois célèbres », sur labib.agglo-laval.fr, Ville de Laval (consulté le 7 juillet 2021).
145. ↑  « Sur la trace des aïeuls de Daphné du Maurier », Ouest-France, 25 juillet 2014 (consulté le 7 juillet 2021).
146. ↑  Valentin Drault, « Parcé-sur-Sarthe. Il y a 90 ans, Marcel Pagnol achetait le moulin d’Ignières », Ouest-France, 2 janvier 2021 (consulté le 7 juillet 2021).
147. ↑  Bernard Christin, « Jules Renard né à Chalons du Maine », France Bleu Mayenne, 4 septembre 2017 (consulté le 24 août 2021).
148. ↑  « Personnalités sarthoises », sur montreuil.le.henri.free.fr, Commune de Montreuil-le-Henri (consulté le 7 juillet 2021).
149. 1 2  « Brûlon », sur petitescitesdecaractere.com (consulté le 23 août 2021).
150. ↑  « Médiane du revenu disponible par UC », sur observatoire-des-territoires.gouv.fr (consulté le 8 juillet 2021).
151. 1 2 3  « Population active, emploi et chômage en 2016 - Département de la Mayenne (53) », sur insee.fr (consulté le 25 juillet 2021).
152. 1 2 3  « Population active, emploi et chômage en 2016 - Département de la Sarthe (72) », sur insee.fr (consulté le 25 juillet 2021).
153. 1 2 3  « Population active, emploi et chômage en 2016 - France entière », sur insee.fr (consulté le 25 juillet 2021).
154. ↑  « L'agriculture en Mayenne », Chambre d'agriculture des Pays de la Loire, 2019 (consulté le 25 juillet 2021).
155. 1 2 3  « L'agriculture en Mayenne », Chambre d'agriculture des Pays de la Loire, 2019 (consulté le 25 juillet 2021).
156. ↑  Jean-François Vallée, « En Mayenne. La génétique pourrait sauver la vache Bleue de Bazougers », Ouest-France, 31 juillet 2018 (consulté le 31 août 2021).
157. ↑  Pauline Le Diouris, « Mieux manger, mieux vivre. Le mouton Bleu du Maine, une race en pleine renaissance », Le Maine libre, 14 mars 2021 (consulté le 25 juillet 2021).
158. 1 2 3  « Chiffres clés Sarthe », CCI Sarthe, 2017 (consulté le 24 juillet 2021).
159. 1 2  « Mémento Chiffres clés de la Mayenne », sur cdr-copdl.fr, CCI Mayenne, 2014 (consulté le 24 juillet 2021).
160. ↑  « La tertiarisation sur Le Mans », Ilatou Sarthe (consulté le 26 juillet 2021).
161. ↑  « Commerce du futur en Pays de la Loire », CCI Pays de la Loire, 2021 (consulté le 26 juillet 2021).
162. ↑  Yann Léon, « À Mayenne. L’origine de la Madeleine remonte « à la nuit des temps » », Ouest-France, 18 juillet 2018 (consulté le 26 juillet 2021).
163. ↑  « Les Quatre jours, histoire d'une foire plus que centenaire », Ouest-France, 11 septembre 2014 (consulté le 26 juillet 2021).
164. ↑  « L'Union des Commerçants et les 3 jours », sur mairie-mamers.fr/, Ville de Mamers (consulté le 26 juillet 2021).
165. ↑  « Chiffres clés du tourismedes Pays de la Loire », sur solutions-pro-tourisme-paysdelaloire.fr, 2019 (consulté le 26 juillet 2021).
166. ↑  Délibération du Conseil général du 22 avril 1961.
167. ↑  Jules Rouyer et Eugène Hucher, Histoire du jeton au Moyen Âge, vol. 1, Paris, Rollin, 1858, p. 113.
168. ↑  Anselme de Sainte-Marie, Histoire généalogique et chronologique de la Maison Royale de France, vol. 1, Paris, Compagnie des Libraires, 1840, p. 235.
169. ↑  Thomas Cauvin, Essai sur l'armorial du diocèse du Mans, Le Mans, Imprimerie de Monnoyer, 1726, p. 143.
170. ↑  « Maine », sur laposte.fr (consulté le 19 avril 2021).
171. ↑  Charles d'Hozier, Armorial général de France, vol. 34, p. 854.
172. ↑  Jacques Meurgey de Tupigny et Robert Louis, Les armoiries des provinces françaises : Historique de chaque province : Compositions graphiques enluminées modernes d'après les documents anciens, Paris, Girard Barrère et Thomas, 1951, p. 30.
173. ↑  Carmen Alén Garabato et Henri Boyer, Les langues de France au XXIe siècle : vitalité sociolinguistique et dynamiques culturelles : [communications du colloque des 8 et 9 décembre 2006 organisé à l'Université Paul-Valéry], Paris, L'Harmattan, 2007, 304 p. (ISBN 978-2-296-03767-0), p. 202.
174. ↑  Marcel Cohen, Regards sur la langue française, Société d'Édition d'Enseignement Supérieur, 1950.
175. ↑  « La saga des fromages », sur mayenne-tourisme.com (consulté le 20 août 2021).
176. ↑  « Les paysages à l'échelle du département », DREAL des Pays de la Loire (consulté le 31 août 2021).
177. ↑  « Toits de pays (2000) en Mayenne : des bardeaux de châtaignier à l’ardoise », Centre d'étude et d'action sociale de la Mayenne, mai 2012 (consulté le 31 août 2021).
178. ↑  Alain Rocheron, « Fiche no 3 : les bardeaux dans le Haut-Maine & Vendômois », Maisons paysannes de France, 24 mars 2013 (consulté le 31 août 2021).
179. ↑  Romain Pigeaud, « « Louverné – Grotte de la Roche » [notice archéologique] », ADLFI. Archéologie de la France - Informations, 1er septembre 2019 (consulté le 22 août 2021).
180. ↑  Jean-François Vallée, « EN IMAGES. Les grottes de Saulges, le « Lascaux » de Mayenne », Ouest-France, 11 juillet 2017 (consulté le 22 août 2021).
181. ↑  « L'enceinte romaine », sur lemans.fr, Ville du Mans (consulté le 22 août 2021).
182. ↑  « Parcours : Jublains ville romaine », sur fr.calameo.com, Pays d'art et d'histoire Coëvrons-Mayenne (consulté le 22 août 2021).
183. ↑  « Site archéologique d'Aubigné-Racan », Office de tourisme de la Vallée du Loir (consulté le 22 août 2021).
184. ↑  « La basilique », sur evron.fr, Ville d'Évron (consulté le 22 août 2021).
185. ↑  Robert Early, « Les origines du château de Mayenne. Apports archéologiques », dans Actes du VIIe Congrès international d'Archéologie Médiévale, Le Mans, Actes des congrès de la Société d’Archéologie Médiévale, 2001, p. 273.
186. ↑  Timothée Gigan-Sanchez, « Les châteaux sont arrivés jusqu’à nous », Ouest-France, 18 juillet 2021 (consulté le 22 août 2021).
187. ↑  « Parcours Laval - Guide du visiteur », Service Patrimoine – Ville de Laval (consulté le 23 août 2021).
188. ↑  « Focus - Les places de Hercé et Cheverus à Mayenne », Pays d'art et d'histoire Coëvrons-Mayenne (consulté le 23 août 2021).
189. ↑  « Sainte-Suzanne parcours de découverte du patrimoine », Pays d'art et d'histoire Coëvrons-Mayenne, 2018 (consulté le 23 août 2021).
190. ↑  « Chailland », sur petitescitesdecaractere.com (consulté le 23 août 2021).
191. ↑  « Parné-sur-Roc », sur petitescitesdecaractere.com (consulté le 23 août 2021).
192. ↑  « Saulges », sur petitescitesdecaractere.com (consulté le 23 août 2021).
193. ↑  « Asnières-sur-Vègre », sur petitescitesdecaractere.com (consulté le 23 août 2021).
194. ↑  « Saint-Léonard-des-Bois », sur petitescitesdecaractere.com (consulté le 23 août 2021).
195. ↑  « Luché-Pringé », sur petitescitesdecaractere.com (consulté le 23 août 2021).
196. ↑  « Lassay-les-Châteaux », sur petitescitesdecaractere.com (consulté le 23 août 2021).
197. ↑  « Saint-Pierre-sur-Erve », sur petitescitesdecaractere.com (consulté le 23 août 2021).
198. ↑  « Sillé-le-Guillaume », sur petitescitesdecaractere.com (consulté le 23 août 2021).
199. ↑  « Fresnay-sur-Sarthe », sur petitescitesdecaractere.com (consulté le 23 août 2021).
200. ↑  « Saint-Calais », sur petitescitesdecaractere.com (consulté le 23 août 2021).
201. 1 2  « Diagnostic territorial – décembre 2020, Révision de la charte du Parc », Parc naturel régional Normandie-Maine (consulté le 24 août 2021).
202. ↑  « Sites d’intérêt communautaire Natura 2000 », sur mayenne.gouv.fr, Préfet de la Mayenne (consulté le 24 août 2021).
203. ↑  « Carte départementale des sites et liste des communes concernées », sur sarthe.gouv.fr, Préfet de la Sarthe (consulté le 24 août 2021).
204. ↑  « Pays de la Loire », sur reserves-naturelles.org (consulté le 24 août 2021).

#### Ouvrage général
- Maine, Chamalières, Bonneton, 1988, 431 p. (ISBN 2-86253-080-8).

#### Histoire
- François Dornic, Histoire du Maine, Paris, PUF, coll. « Que sais-je ? », 1978, 2e éd., 128 p.
- Martin Aurell, Ghislain Baury, Vincent Corriol et Laurent Maillet (dir.), Les Plantagenêts et le Maine, Rennes, Presses Universitaires de Rennes, 2022, p. 152-167.
- Corentin Maunoury, Les institutions judiciaires royale et seigneuriale dans le Maine au XVIIIe siècle, vol. 121-1, Rennes, Presses universitaires de Rennes, coll. « Annales de Bretagne et des Pays d'Ouest », 2014, 49 p.
- Ghislain Baury, Vincent Corriol, Emmanuel Johans et Laurent Maillet, Les cisterciens dans le Maine et dans l’Ouest au Moyen Âge, vol. 120-3, Rennes, Presses universitaires de Rennes, coll. « Annales de Bretagne et des Pays d'Ouest », 2003, 195 p. (ISBN 978-2-7535-2919-9)
- Bruno Lemesle, La société aristocratique dans le Haut-Maine : XIe – XIIe siècles, Rennes, Presses universitaires de Rennes, 1999 (ISBN 9782753523180).
- André Bouton, Le Maine : histoire économique et sociale. [1], Des origines au XIVe siècle, Le Mans, Monnoyer, 1962, 830 p.
- André Bouton, Le Maine : histoire économique et sociale. [2], XIVe, XVe et XVIe siècles. Les Ruines de la Guerre de Cent ans, les classes sociales de la Renaissance, les déchirements des luttes religieuses, Le Mans, Monnoyer, 1970, 1038 p.
- André Bouton, Le Maine : histoire économique et sociale. [3], XVIIe et XVIIIe siècles : l'administration de l'Ancien régime, ses classes sociales, ses misérables, Le Mans, Monnoyer, 1972, 661 p.
- André Bouton, Le Maine : histoire économique et sociale. [4], XIXe siècle : l'aube des temps nouveaux, Le Mans, Monnoyer, 1974, 559 p.
- Philippe L'Eleu de La Simone, La guerre de Cent ans dans le Maine, Peray, P. L'Eleu de La Simone, 2009, 168 p. (ISBN 978-2-9533989-1-5)
- Ghislain Baury et Vincent Corriol, Bérengère de Navarre (v. 1160 – 1230), Histoire et mémoire d’une reine d’Angleterre, Edition PUR, collection « Histoire », Presses universitaires de Rennes, 2022
- Pierre-Yves Laffont, Les mondes ruraux de l’Ouest de la France au Moyen Âge, Presses universitaires de Rennes, 2024 (lire en ligne), « Une guerre dans le Maine à la fin du XIe siècle », p. 115-132

#### Géographie
- Gérard Taverdet, Noms de lieux du Maine, Paris, Bonneton, coll. « Noms de lieux », 2003, 232 p. (ISBN 2-86253-309-2)
- René Musset, Le Bas-Maine, Paris, A. Colin, 1917, 496 p.

#### Société
- Alain Menil, La maison rurale dans le Maine et le Haut-Anjou, Nonette, CRÉER, coll. « Les Cahiers de construction traditionnelle. Contribution à un inventaire régional », 1982, 79 p. (ISBN 2-902894-10-4)
- Pierre Yvard, Mémoire paysanne du Maine : histoire d'une famille sarthoise, 1451-1968, Brissac-Quincé, Éd. du Petit pavé, 2011, 287 p. (ISBN 978-2-84712-306-7)
- Franck Alvarez-Péreyre, Qu'est-ce que parler ? : langue et société en Sarthe et en Mayenne, Paris, Société d'études linguistiques et anthropologiques de France, 1984, 206 p. (ISBN 2852971550)
- René Plessix, Paysans du Maine, Le Coteau, Horvath, 1986, 185 p.
- Catherine Bertteram, Chrétiens dans le Maine, Paris, Clé de route, coll. « Les Grandes heures des Églises », 1988, 48 p. (ISBN 2-215-00988-8)

#### Art et culture
- Michelle Audouin-Le Marec, Nancy Bonnin-Lo Méo, André Niel et René Plessix, Hommes et traditions en Anjou, Maine et Touraine, Amiens, Martelle, 1996, 239 p. (ISBN 2-87890-048-0).
- Philippe Durand, Céramiques du Maine, Le Mans, Éd. Cénomane, 1986, 108 p. (ISBN 2-905596-09-0)
- Marcel Deyre, Le Maine roman, Saint-Léger-Vauban, Zodiaque, coll. « La nuit des temps », 1985, 383 p. (ISBN 2-7369-0016-2)
- Philippe Seydoux, Châteaux et manoirs du Maine, Paris, Éd. de la Morande, 1988, 128 p. (ISBN 2-902091-18-4).
- Alain Ménil, La maison paysanne dans le Maine et le Haut-Anjou, Saint-Just-près-Brioude, Créer, 1982, 80 p. (ISBN 978-2-902894-10-9).
- Patrick Bonneau, Armorial du Maine, Saint-Denis, Édilivre, 2013, 430 p. (ISBN 978-2-332-613875)
- André Coquis, Le Maine pittoresque, Paris, Dervy, 1954, 106 p.
- Guy Hervé, Légendes en Sarthe et Mayenne, Marolles-les-Braults, G. Hervé, 2013, 123 p. (ISBN 978-2-9532786-9-9)
- Suzanne Sens, Légendes et légendes vraies dans le Maine, Brissac-Qincé, Éd. du Petit pavé, 2000, 125 p. (ISBN 2-911587-64-2)
- Paul Vallin, Les histoires du Maine, Nantes, Éd. Amalthée, 2009, 154 p. (ISBN 978-2-310-00225-7)
- Marcel Fautrad, Entre Maine et Normandie : récits et contes paysans, Paris, Le Livre et la vie, 1946, 127 p.
- Guy Podevin et Katia Podevin, Aimer la cuisine du Maine et du Val de Loire, Rennes, Ouest-France, 2005, 127 p. (ISBN 2-7373-3731-3)
- Collectif, Églises de la Sarthe, Le Mans, La Reinette, 2006, 512 p. (ISBN 2913566448)
- Dominique Éraud, Diane de Maynard et Jacques Salbert, Retables de la Mayenne, Nantes, Éditions 303, coll. « « Itinéraires du Patrimoine » », 1991, 16 p. (ISBN 2-906344-33-8)